# Biserica fostei mănăstiri franciscane din Călugăreni

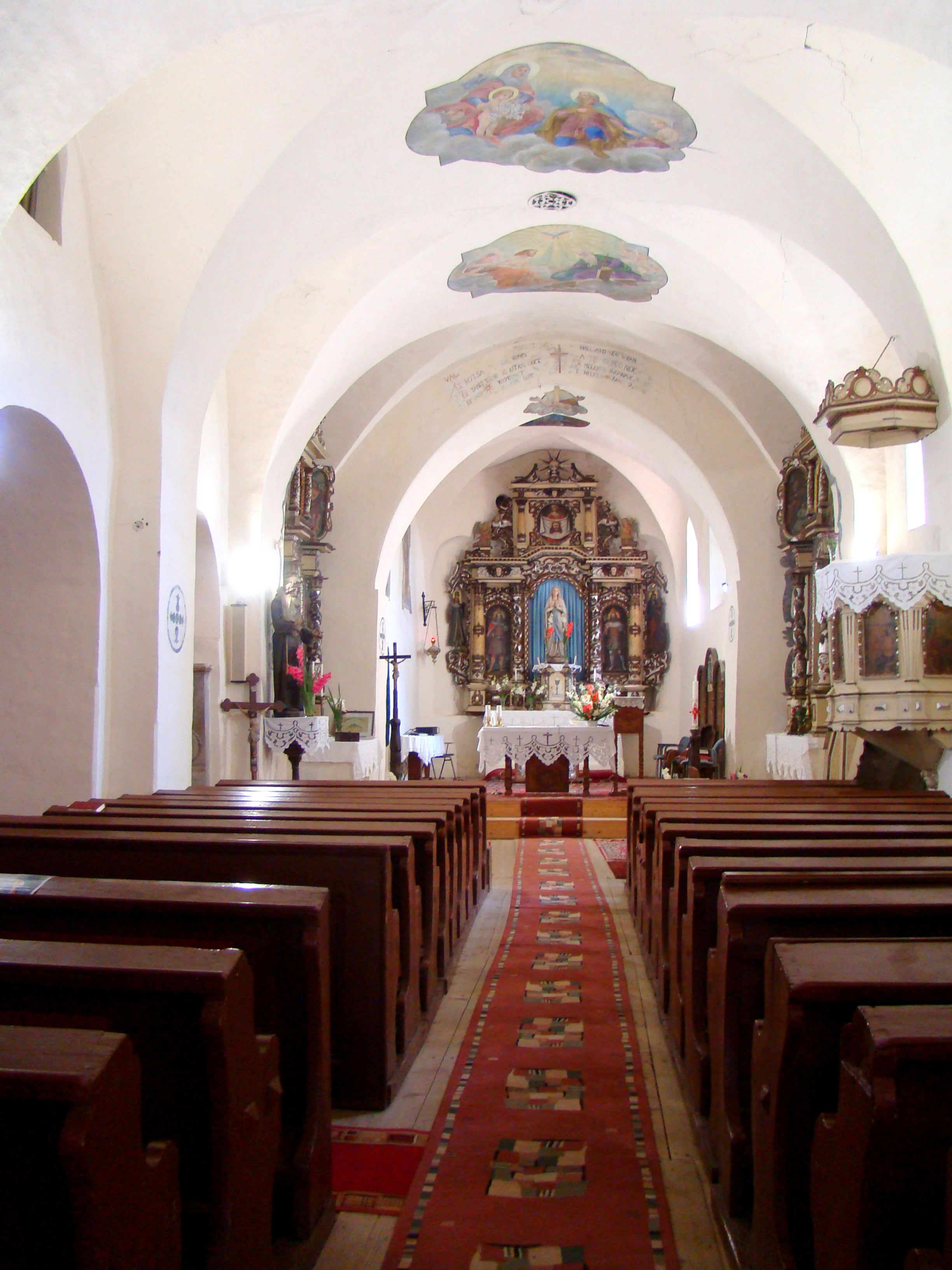
Nava spre altarul principal

Biserica fostei mănăstiri franciscane din Călugăreni este un monument istoric aflat pe teritoriul satului Călugăreni, comuna Eremitu. În Repertoriul Arheologic Național, monumentul apare cu codul 116616.06.

## Localitatea
Călugăreni, mai demult Michaza, (în maghiară Mikháza, alternativ Mikeháza), este un sat în comuna Eremitu din județul Mureș, Transilvania, România. Prima atestare documentară este din anul 1309.

## Biserica
Mănăstirea franciscană din Călugăreni a fost ctitorită de călugări franciscani veniți din Bosnia și familia nobiliară Tholdalagi. Călugării ordinului Sfântul Francisc s-au stabilit aici în secolul al XVII-lea. În urma solicitării formulate de Statusul Catolic Ardelean către Provincia Bosnia, patru călugări au fost trimiși la parohia din Mătrici. Datorită activității lor satele din împrejurimi: Mătrici, Eremitu, Dămieni, Călugăreni au rămas la ritul catolic. Unul dintre principalii sprijinitori ai franciscanilor, cel care a și inițiat chemarea lor, a fost Toldalagi Mihály, comisar-șef al Scaunului Mureș care le-a achiziționat la Călugăreni o casă și teren. Călugării au construit o capelă din piatră și o mănăstire din lemn. O etapă nouă în viața mănăstirii a început odată cu numirea lui Iohannes Caioni (Kájoni János) ca stareț. El a inițiat, în anul 1666, demolarea mănăstirii de atunci, iar în locul ei a început construcția edificiului din piatră care există în prezent. Totodată capela a fost mărită, fiind transformată în biserică. După plecarea sa, în 1669, urmașii lui au continuat lucrările începute. Un aspect important din punct de vedere al istoriei învățământului este faptul că în această mănăstire a funcționat, începând cu 1669, vreme de mai bine de un secol, un gimnaziu, iar după mutarea acestuia la Târgu Mureș, o școală primară.
Inscripția de pe frontispiciul vestic al bisericii, ce poartă hramul regelui Sfântul Ștefan, - 1678 - reprezintă anul încheierii construcției. 
Sub altarul secundar cu reprezentarea Sfântului Francisc, se găsește cavoul dublu al călugărilor și al familiilor nobiliare ce au sprijinit biserica. Pe pereții și pe stâlpii naosului se pot vedea plăcile comemorative ale călugărilor de seamă, ale familiei Torma din Cristeștii Ciceului, precum și ale familiei baronilor Bornemisza.
Complexul realizează o sinteză între elemente stilistice renascentiste și baroce și o tratare „vernaculară” a structurilor și spațiilor. În biserică se păstrează altarele originale (în stilul baroc timpuriu) și câteva morminte în aceeași tratare cultă-vernaculară.
Biserica mănăstirii a fost parțial restaurată la începutul anilor 2000 (2002-2004) cu fonduri primate din partea guvernului maghiar.

## Imagini din exterior (iarna)

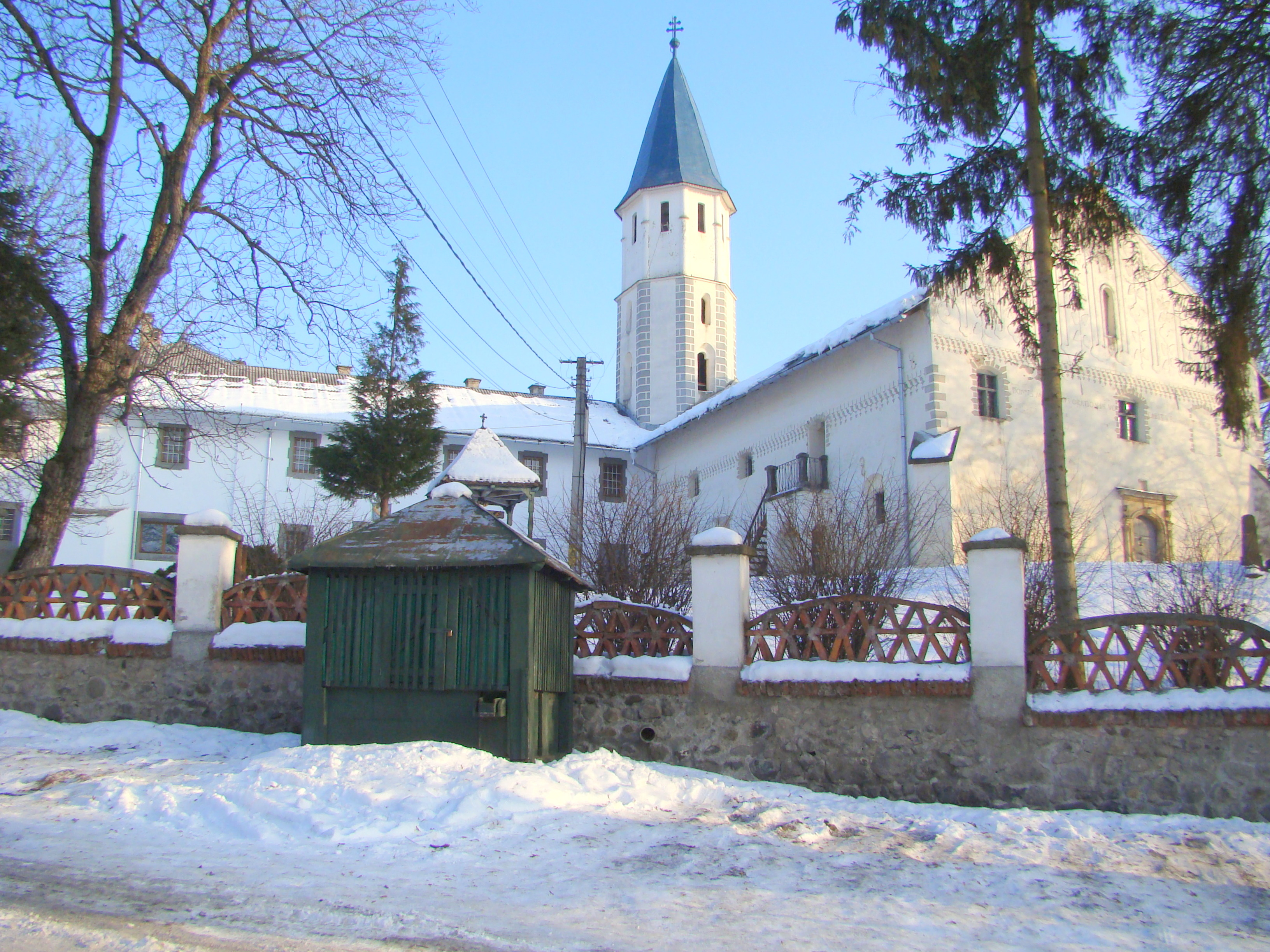
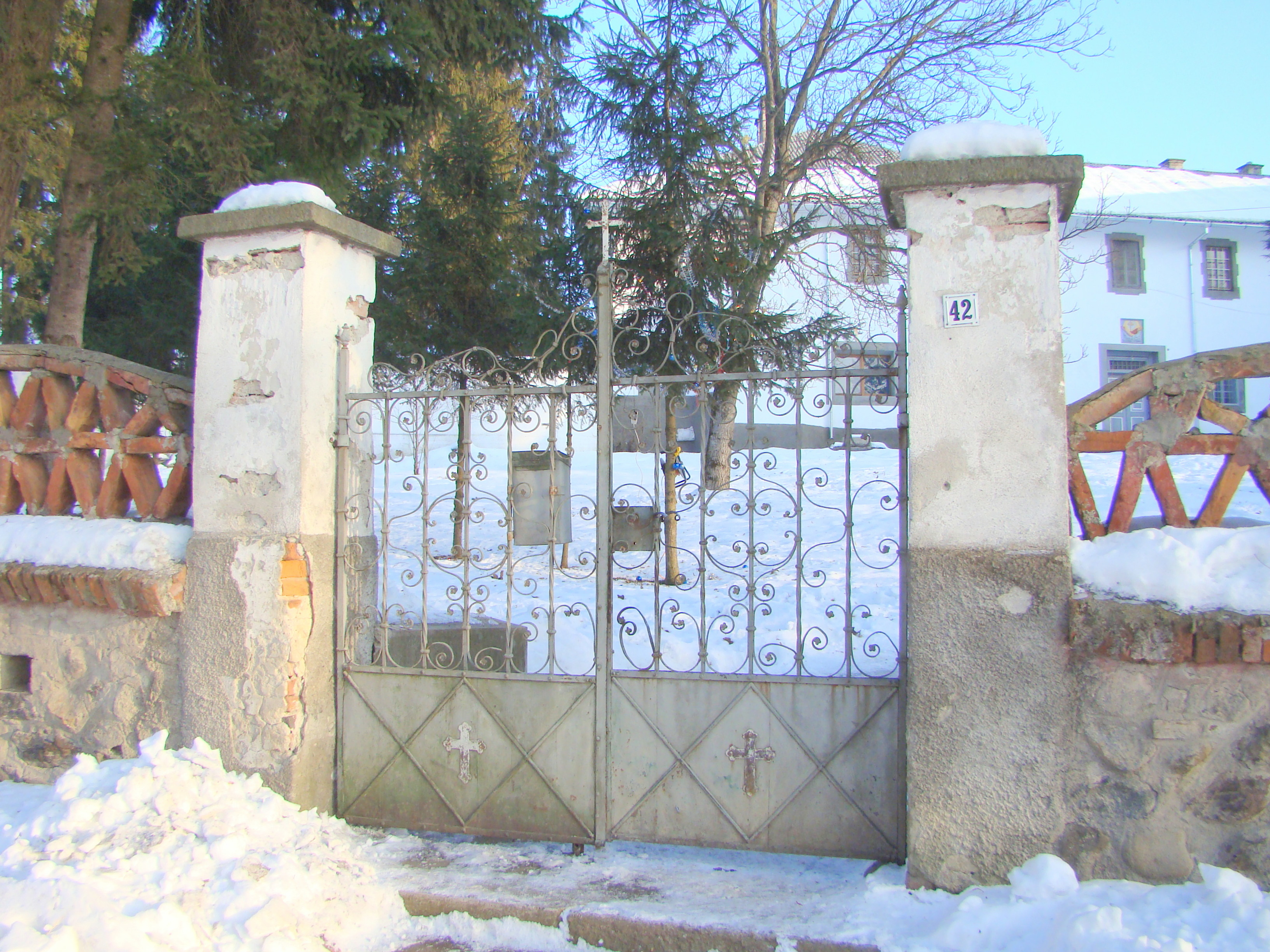
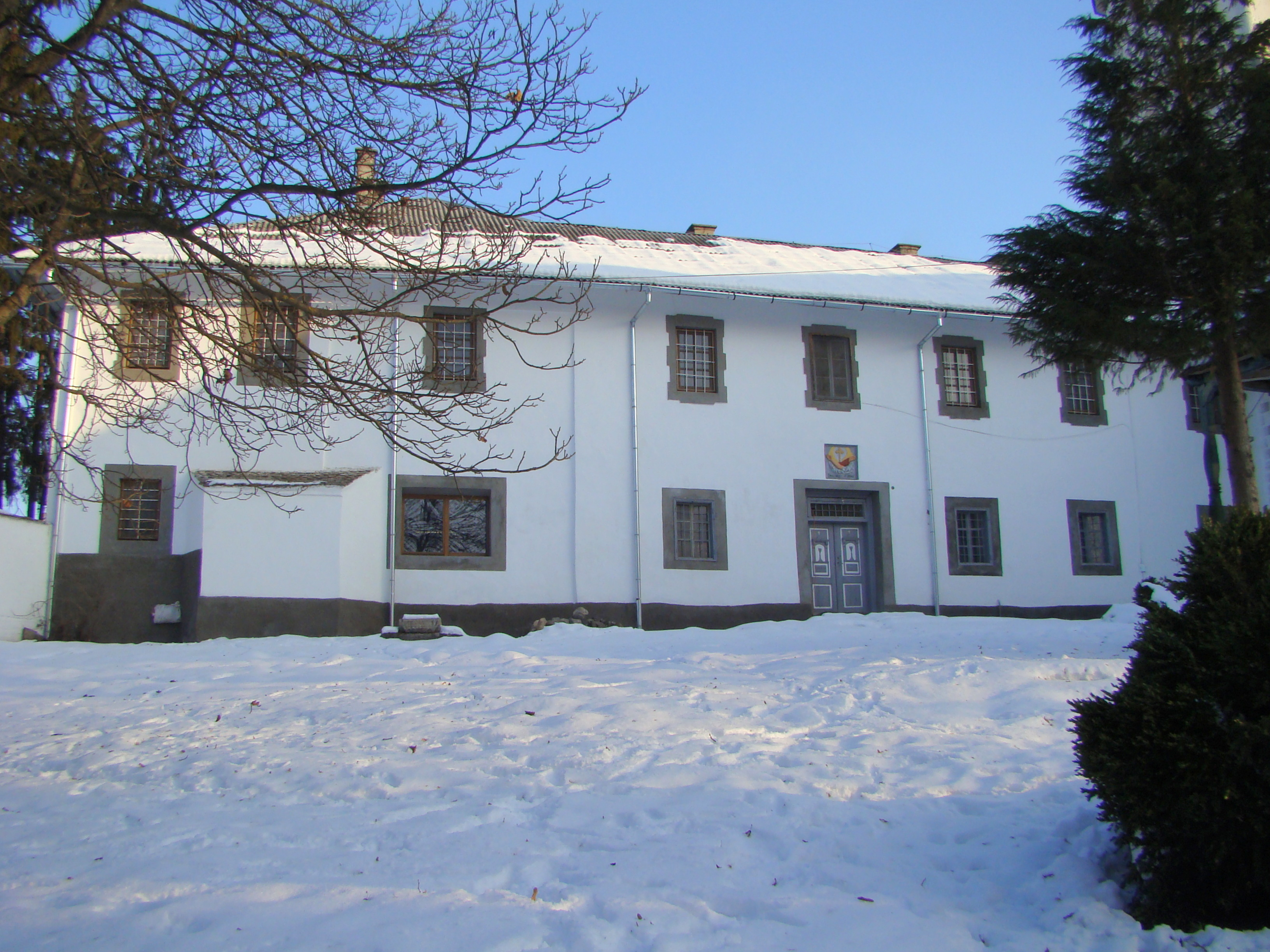
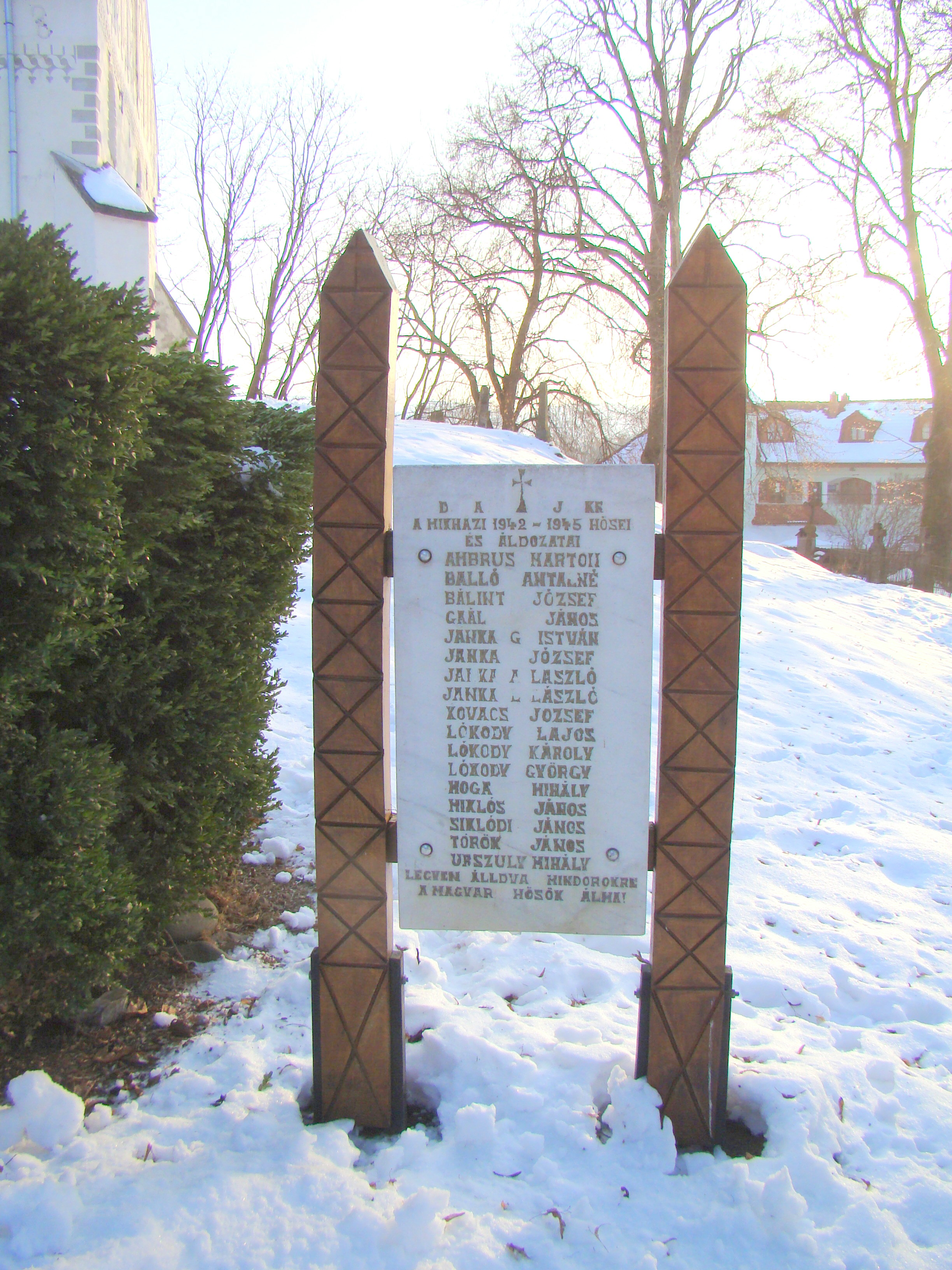
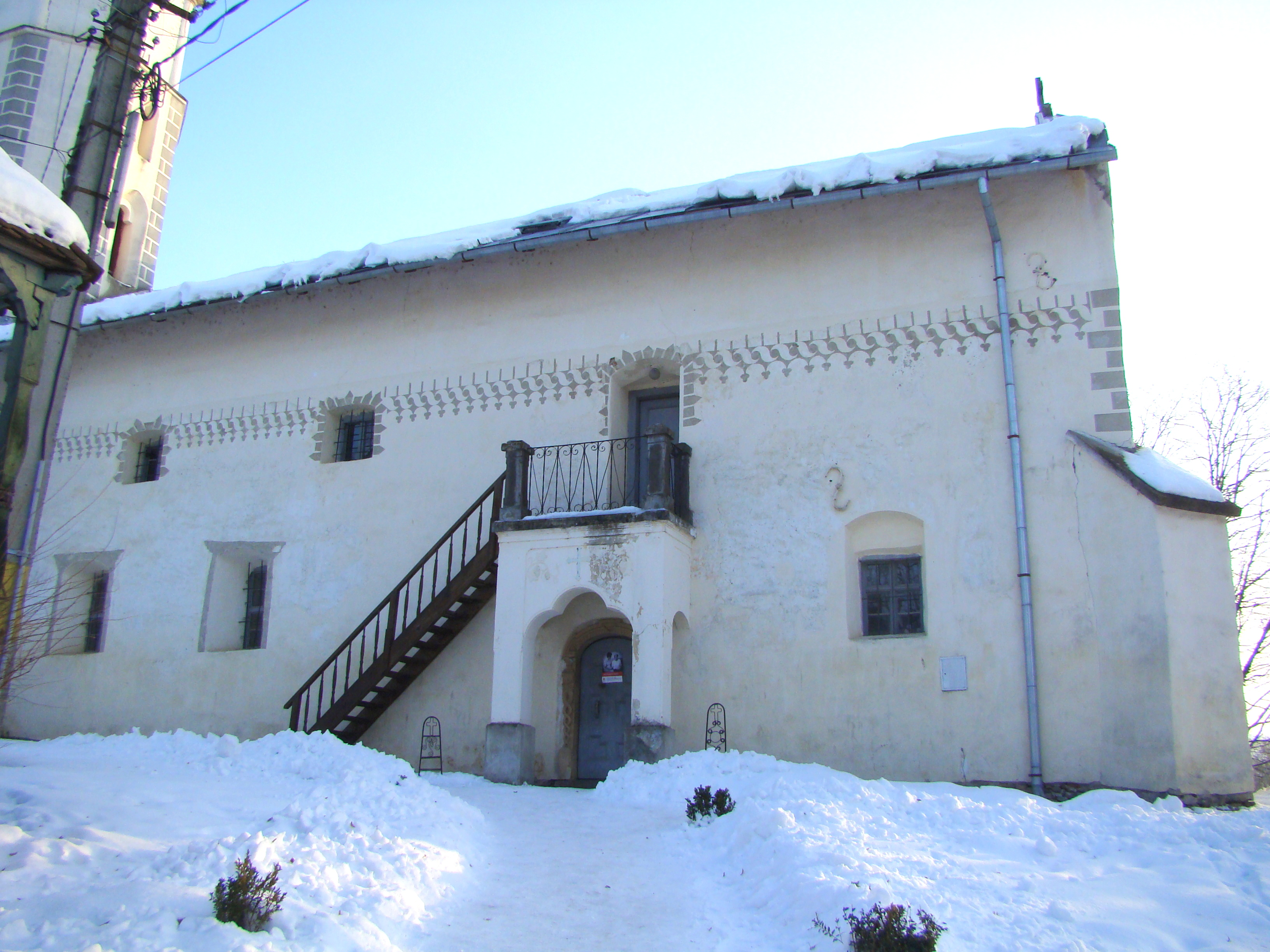
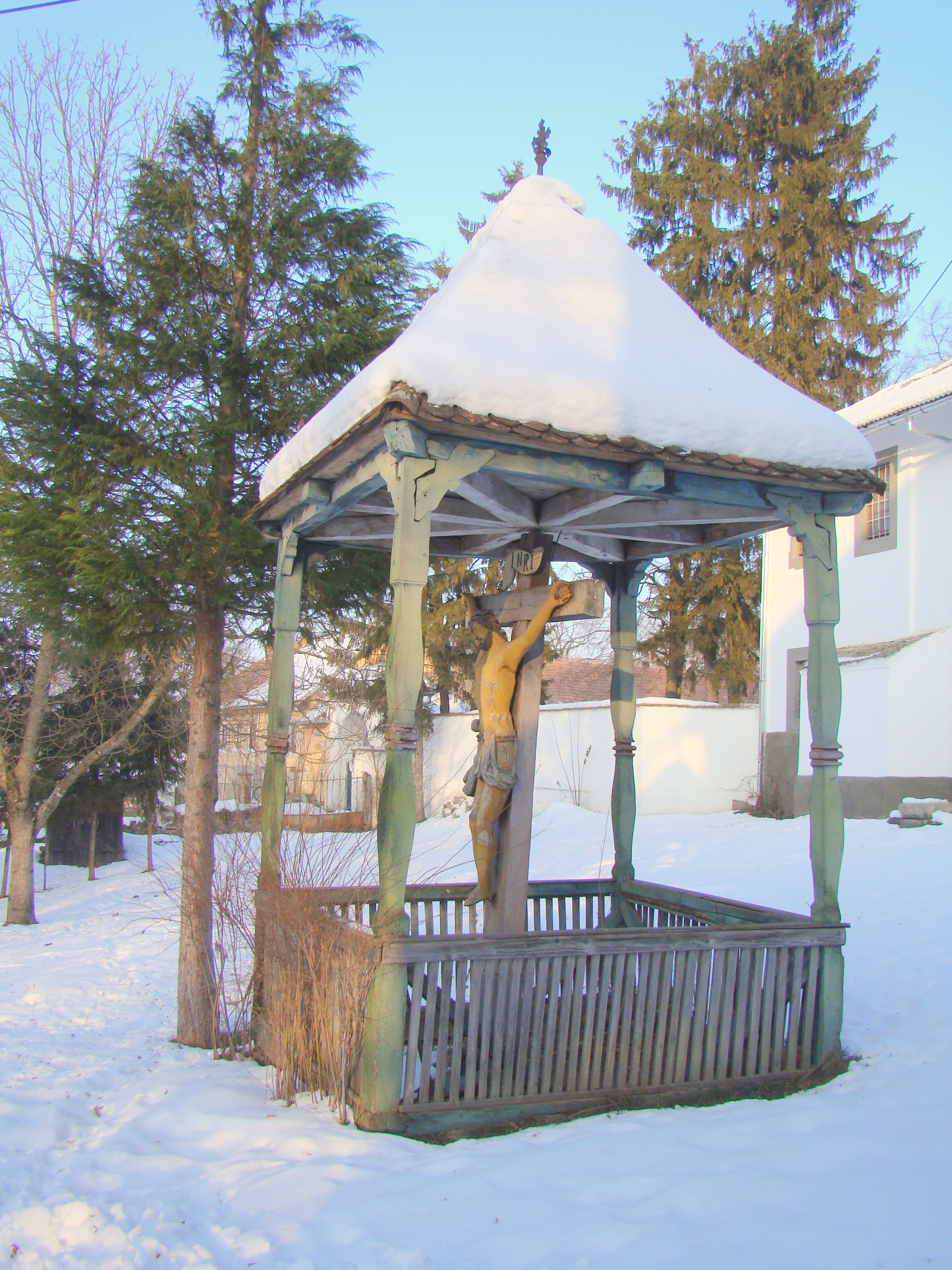
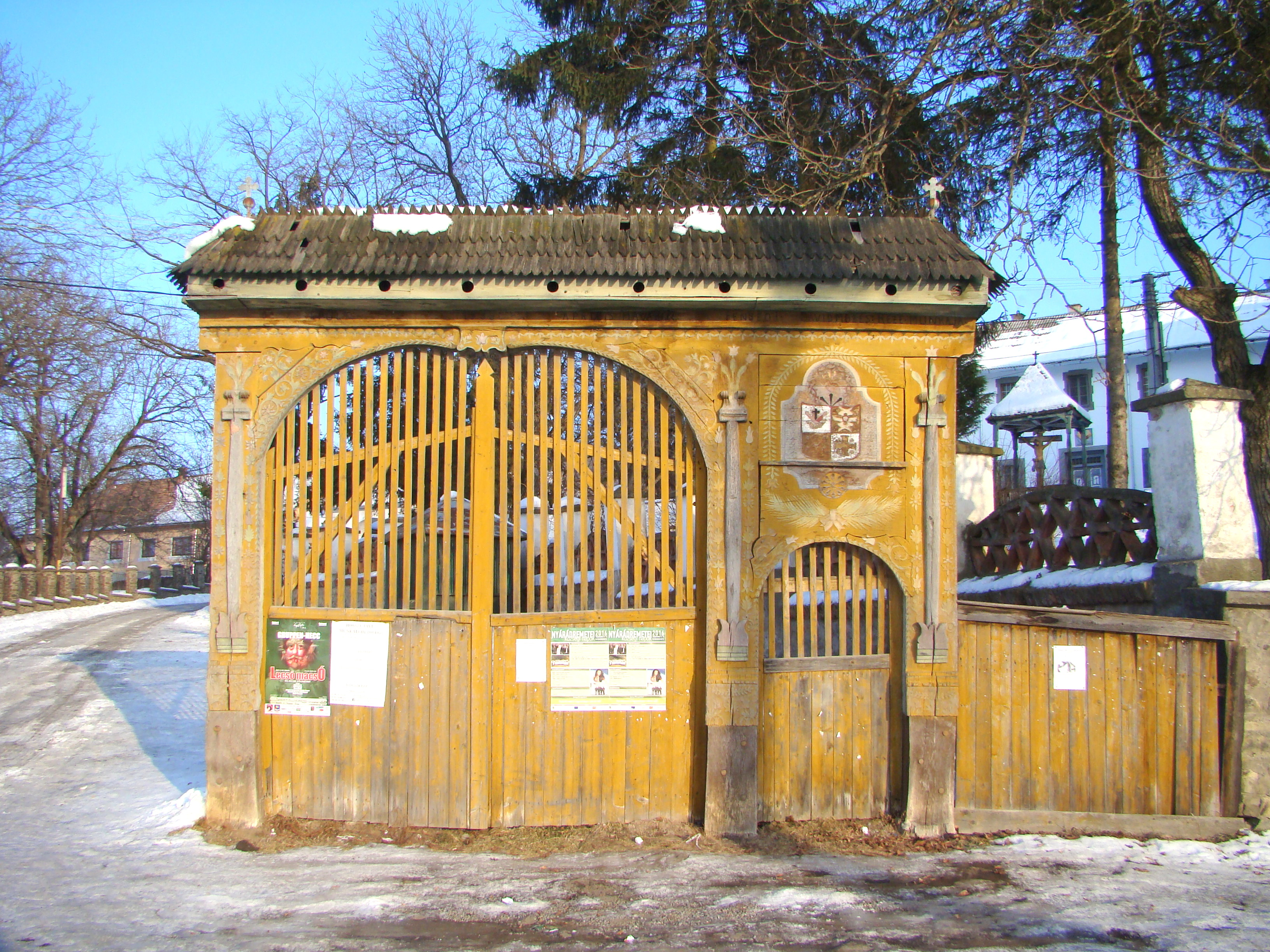
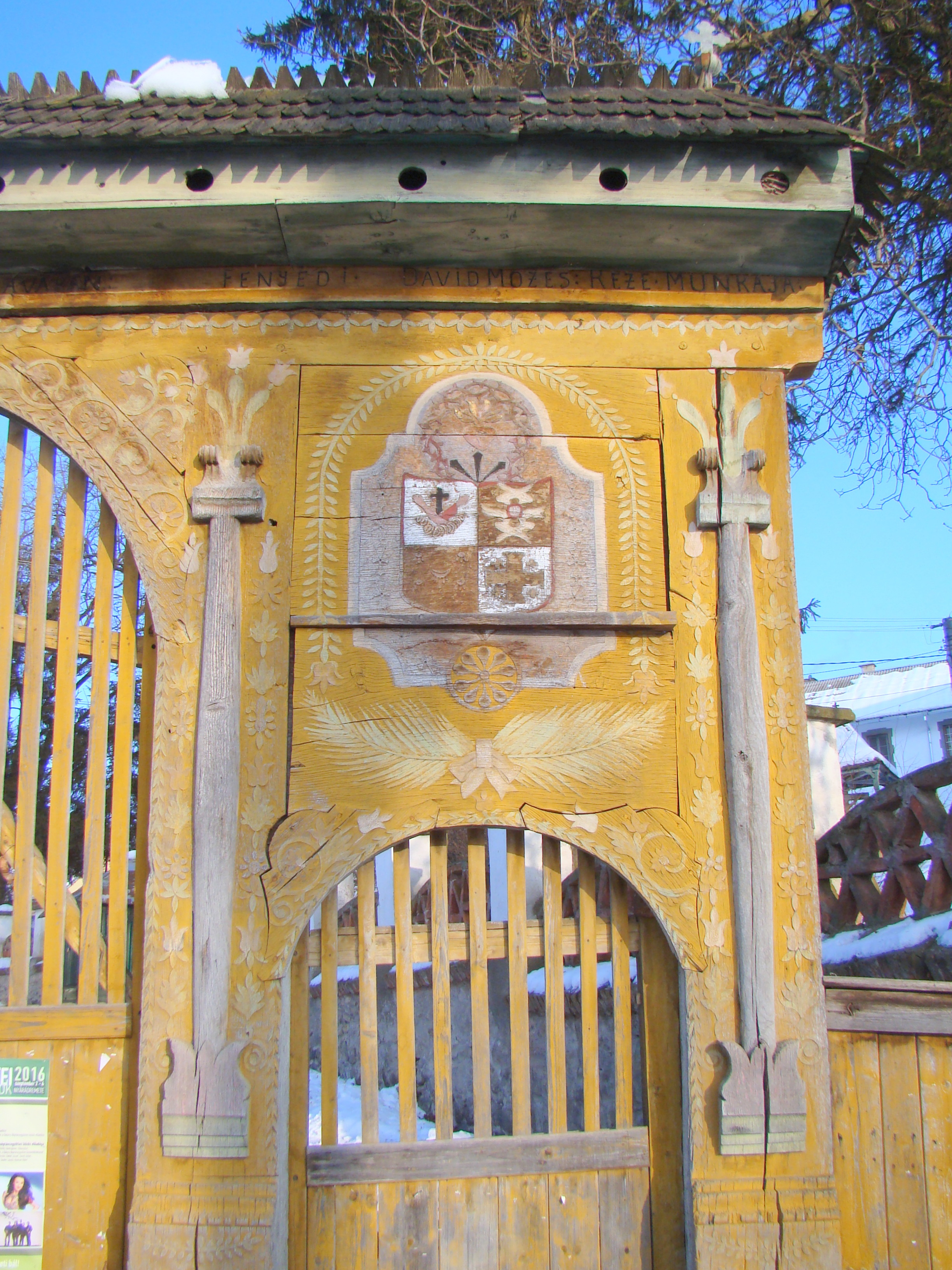
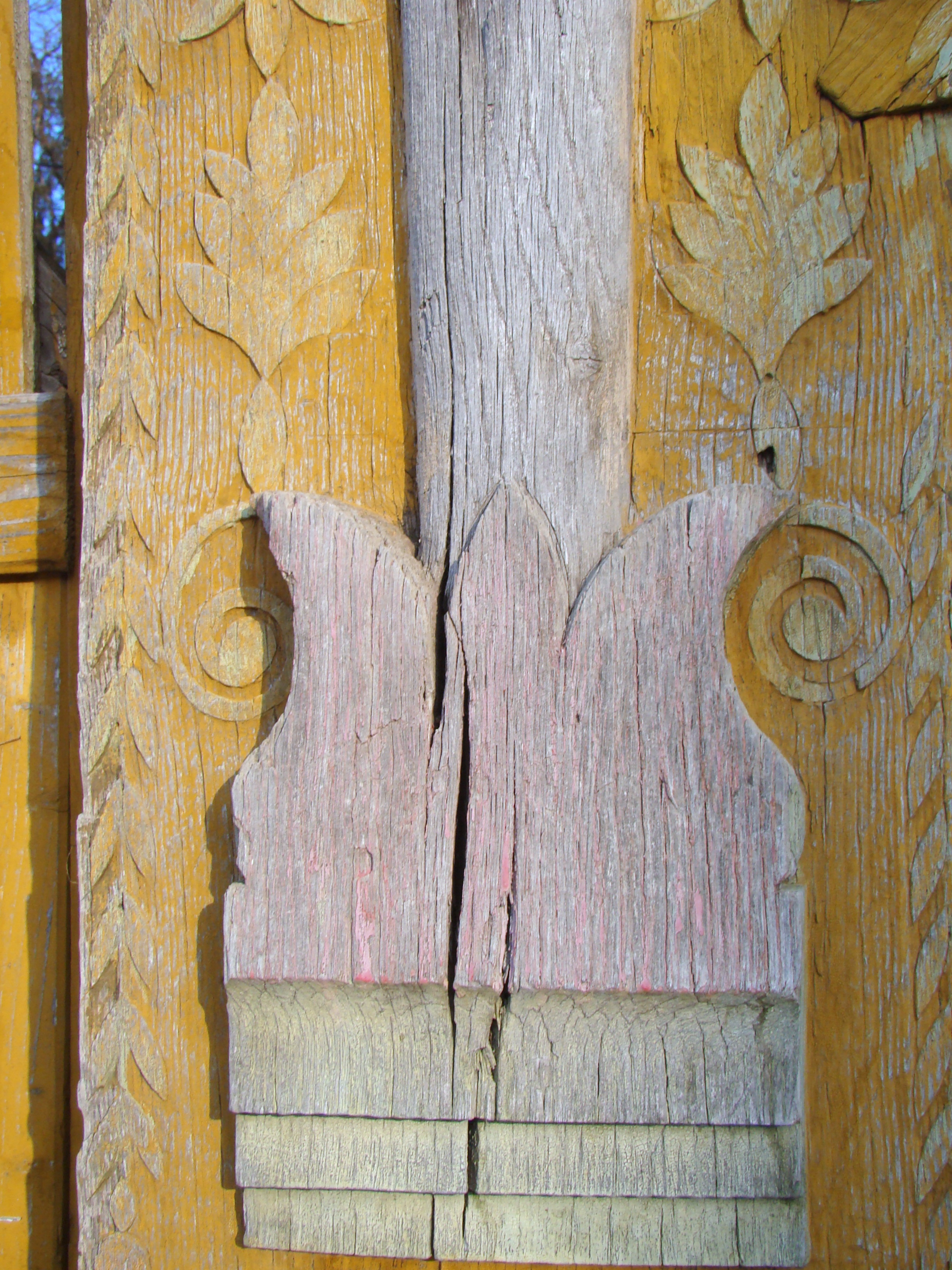
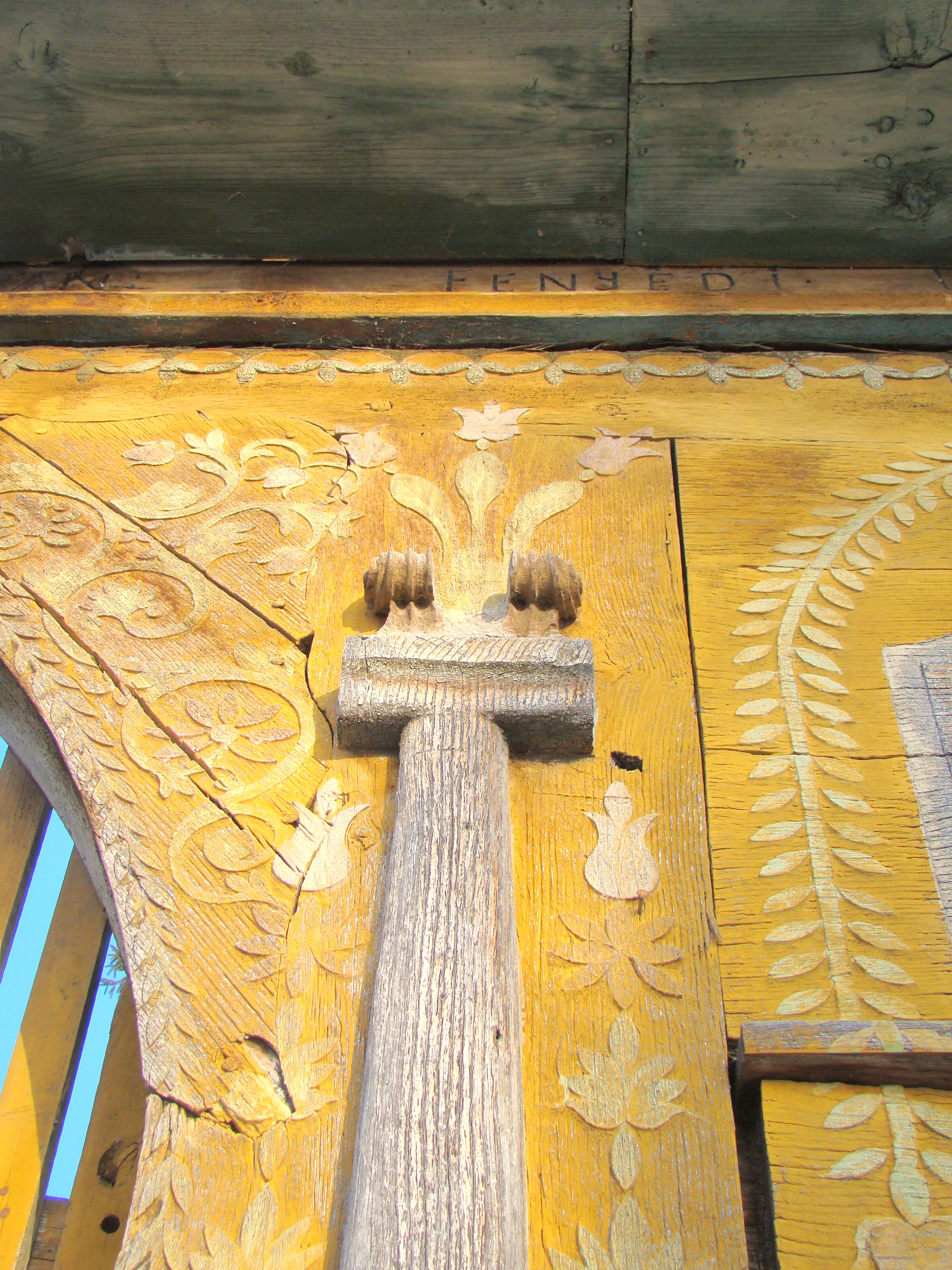
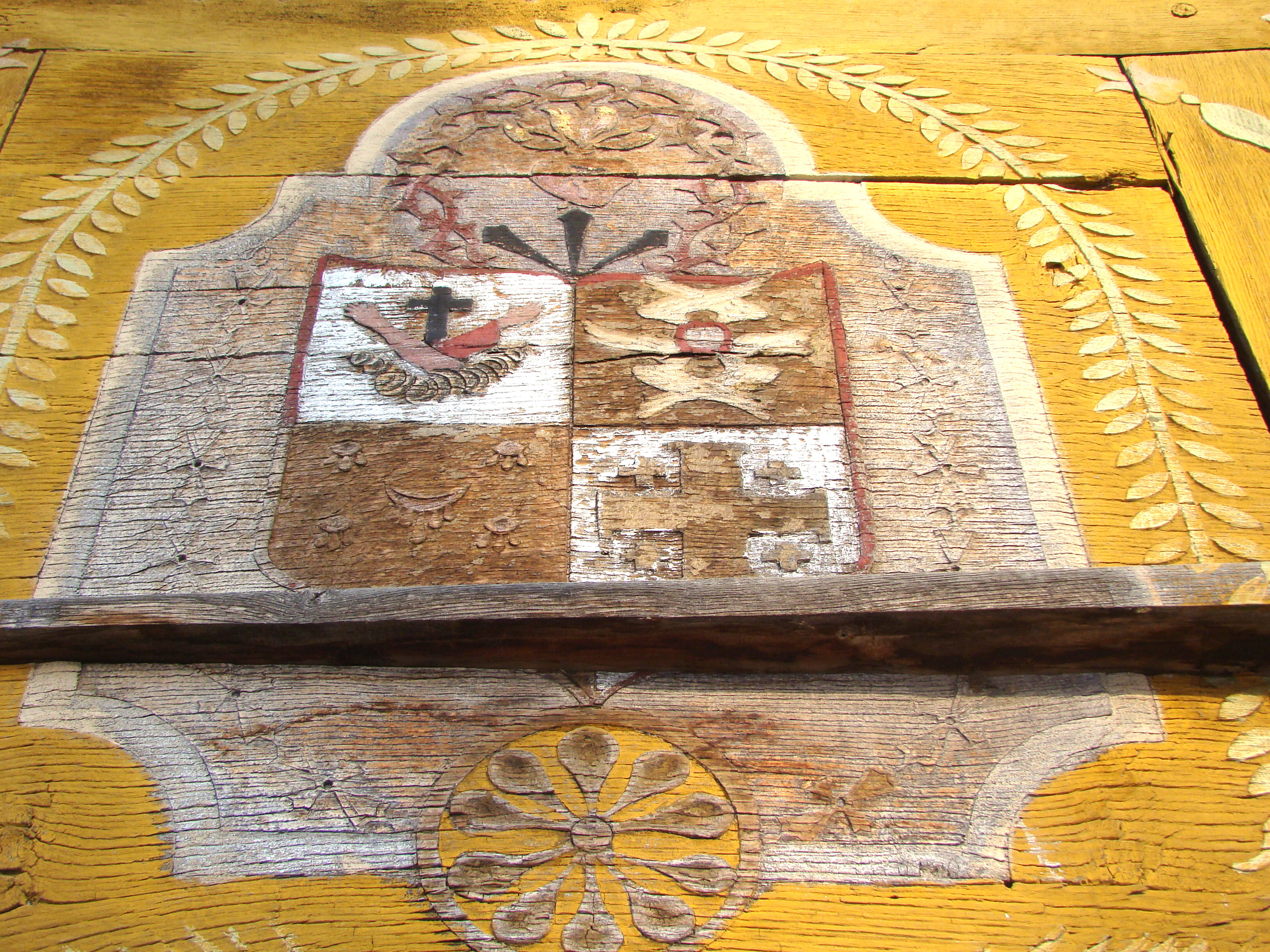
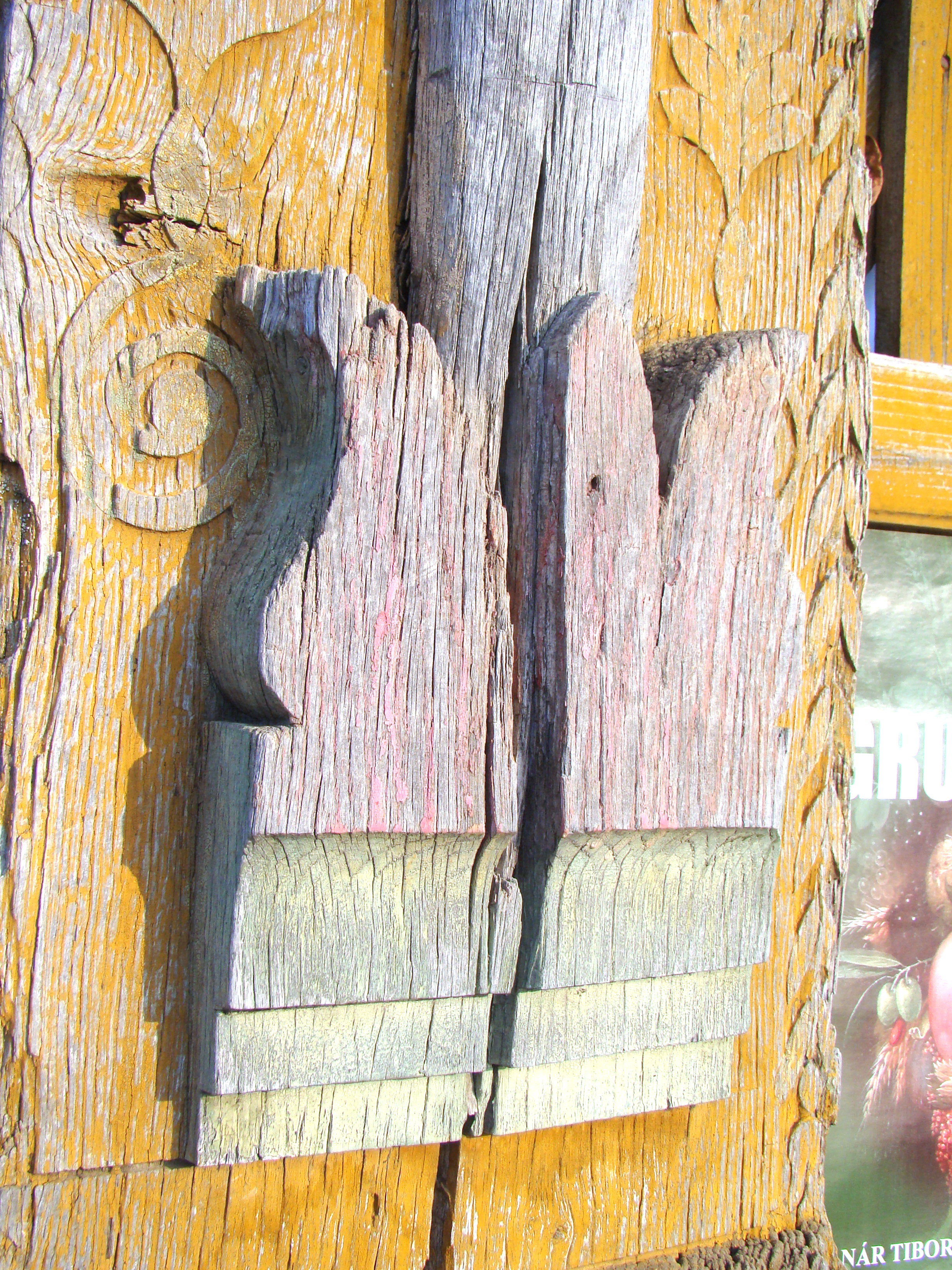
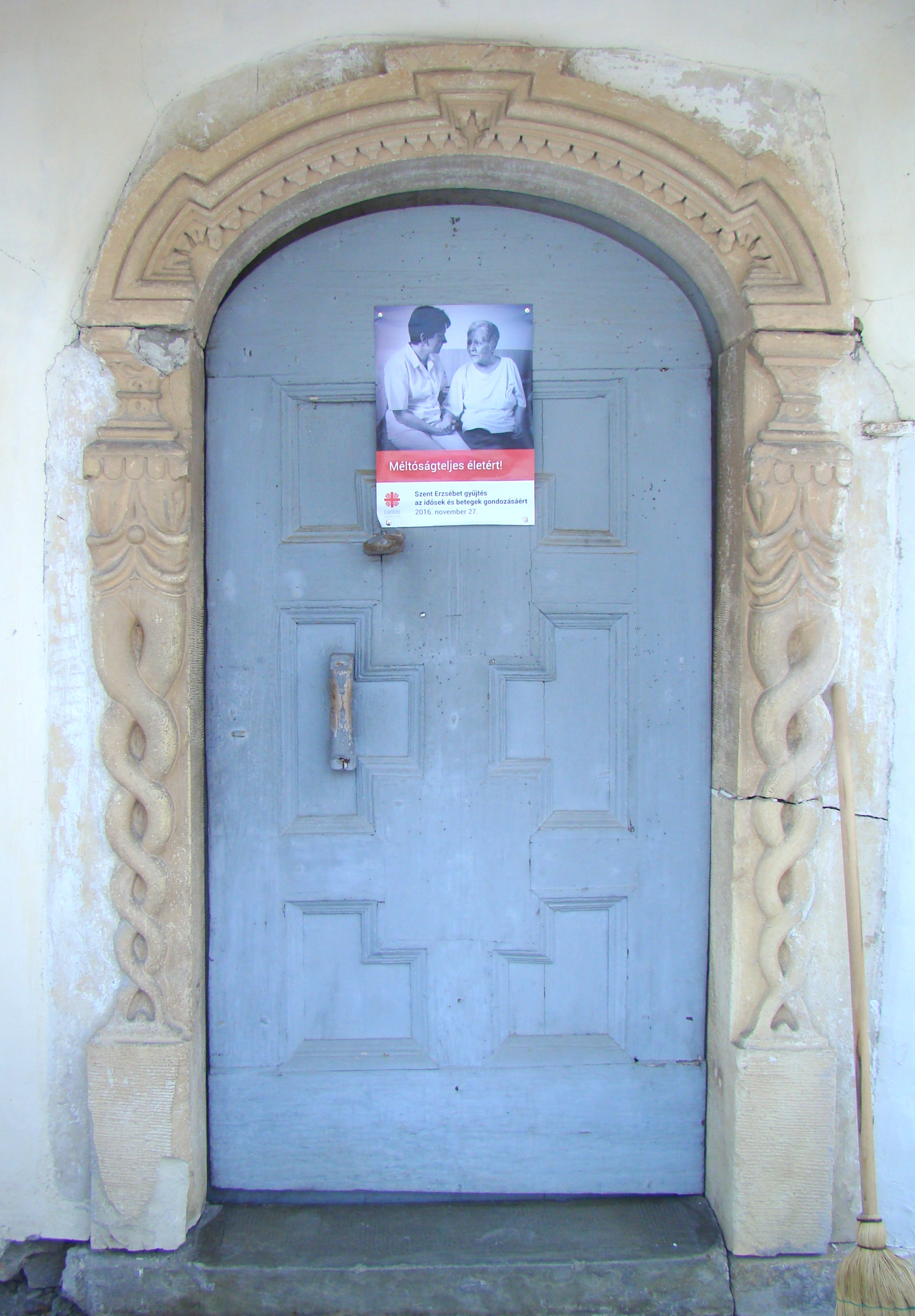
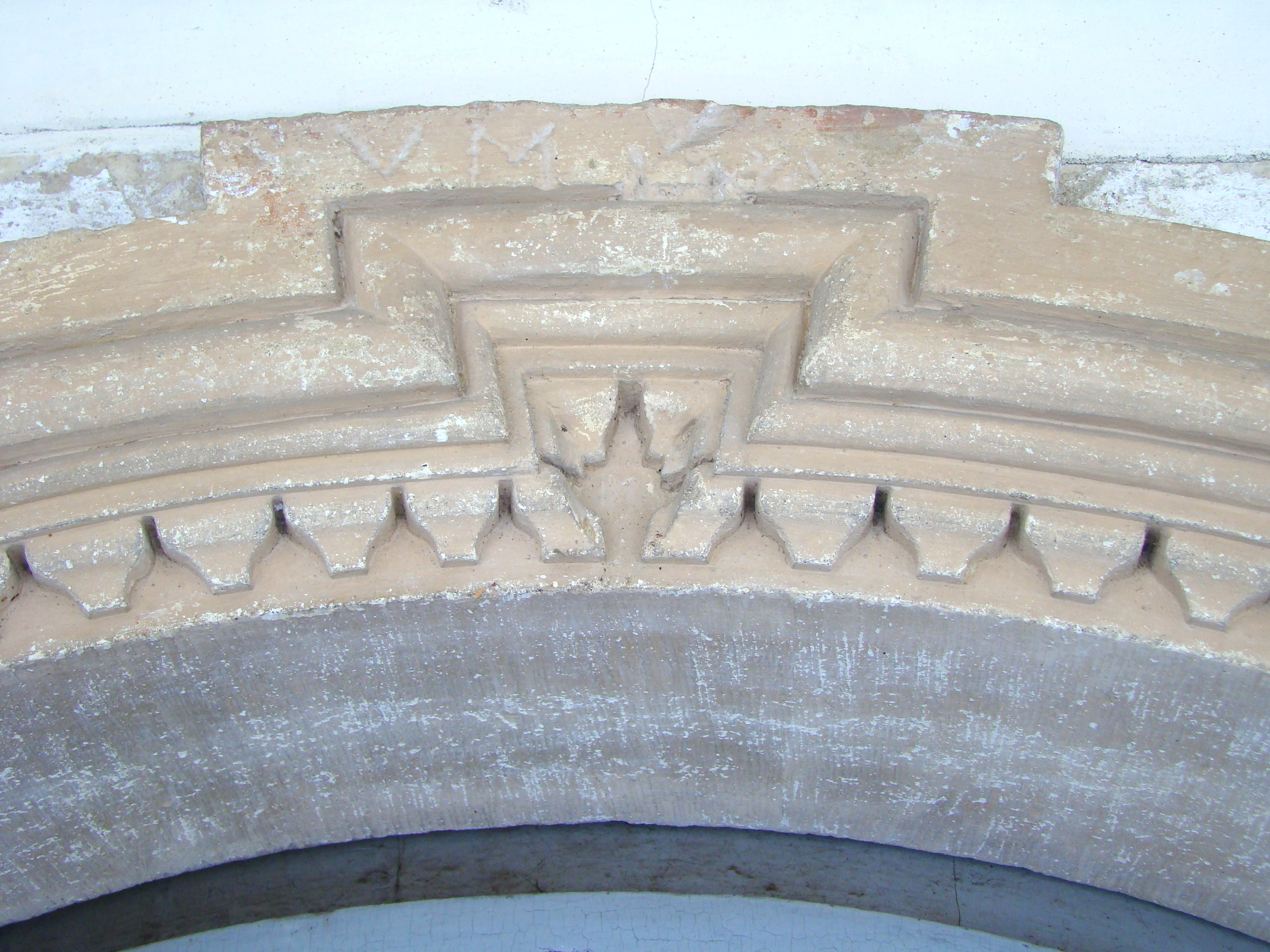
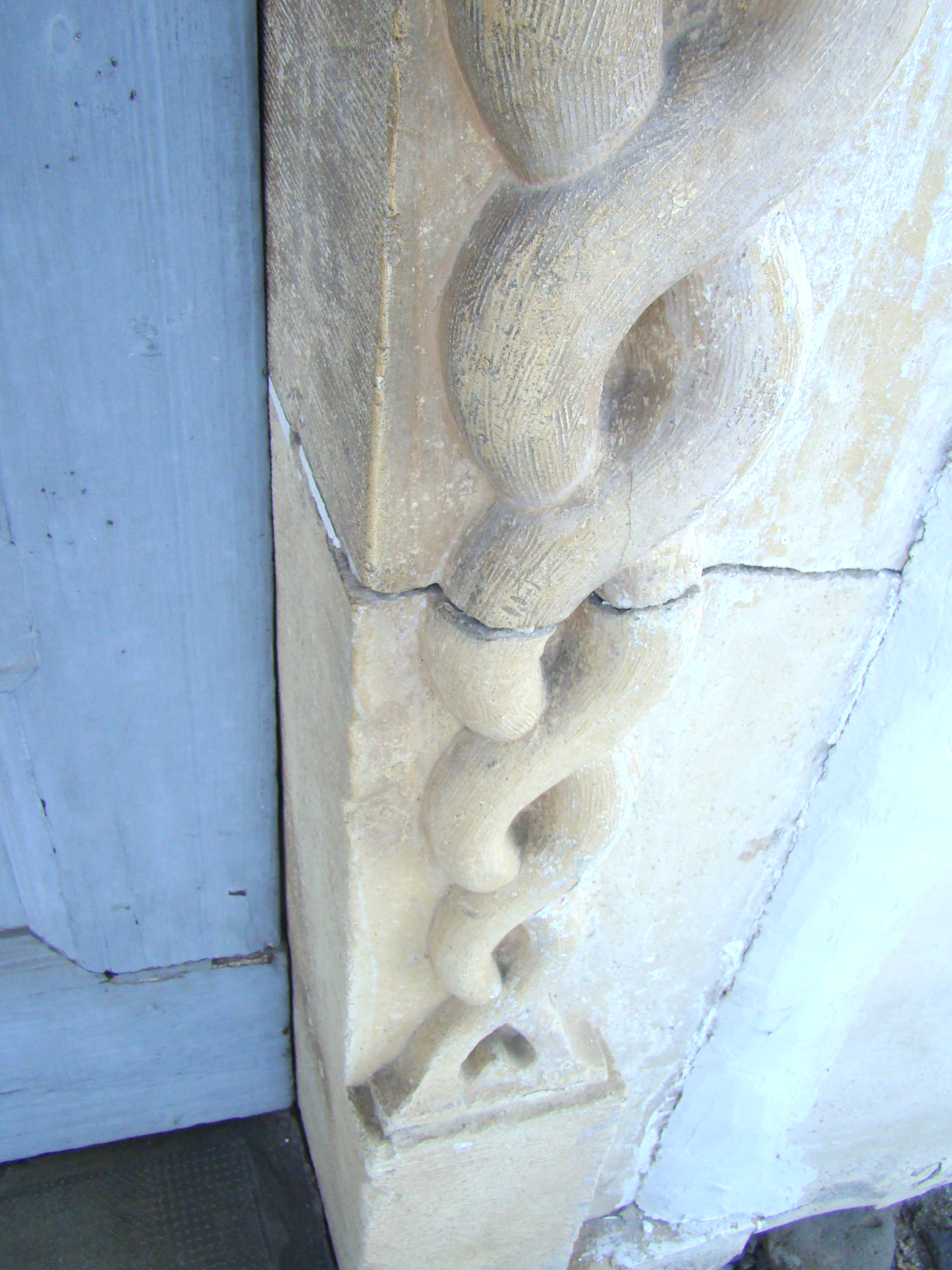
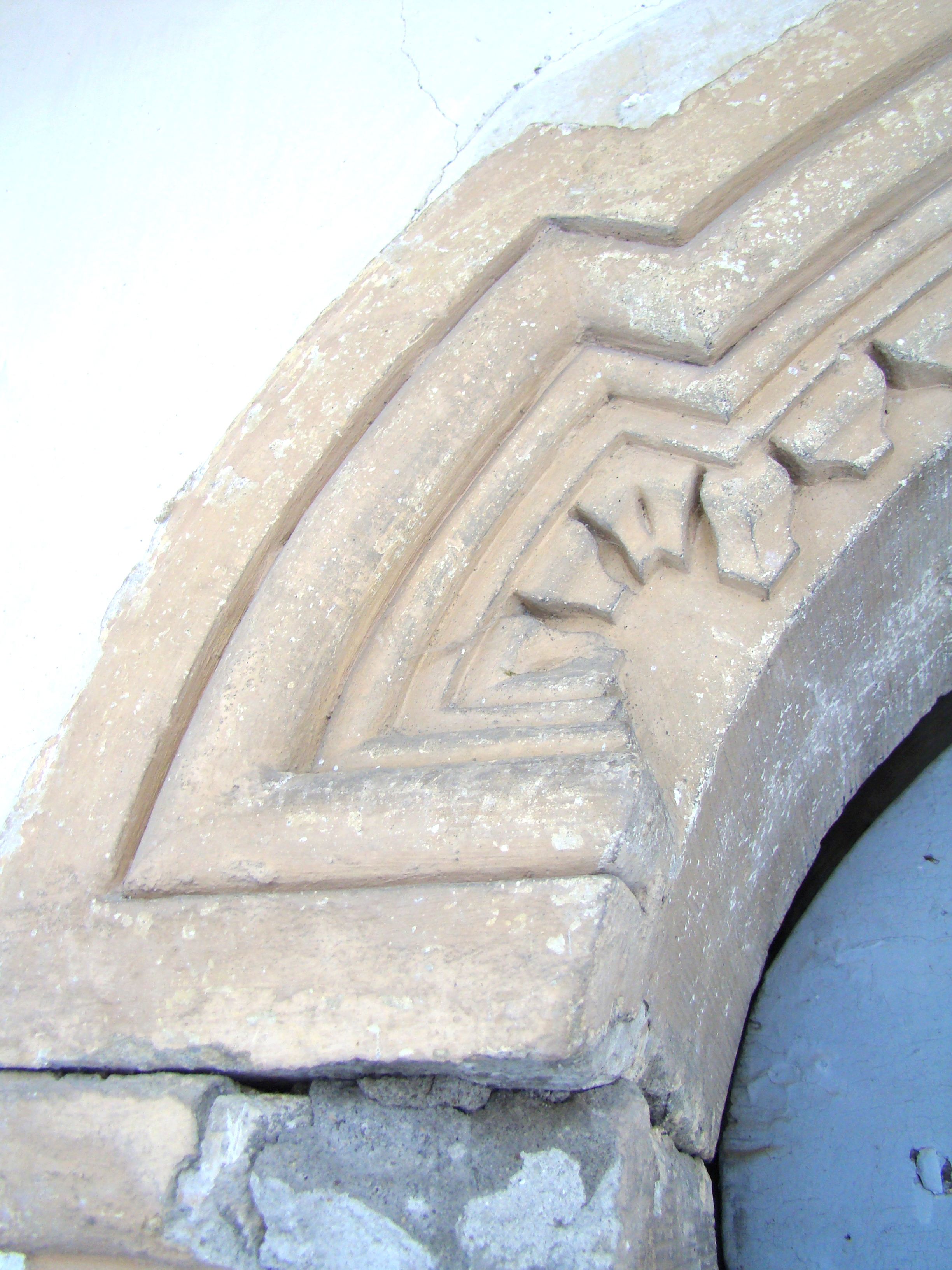
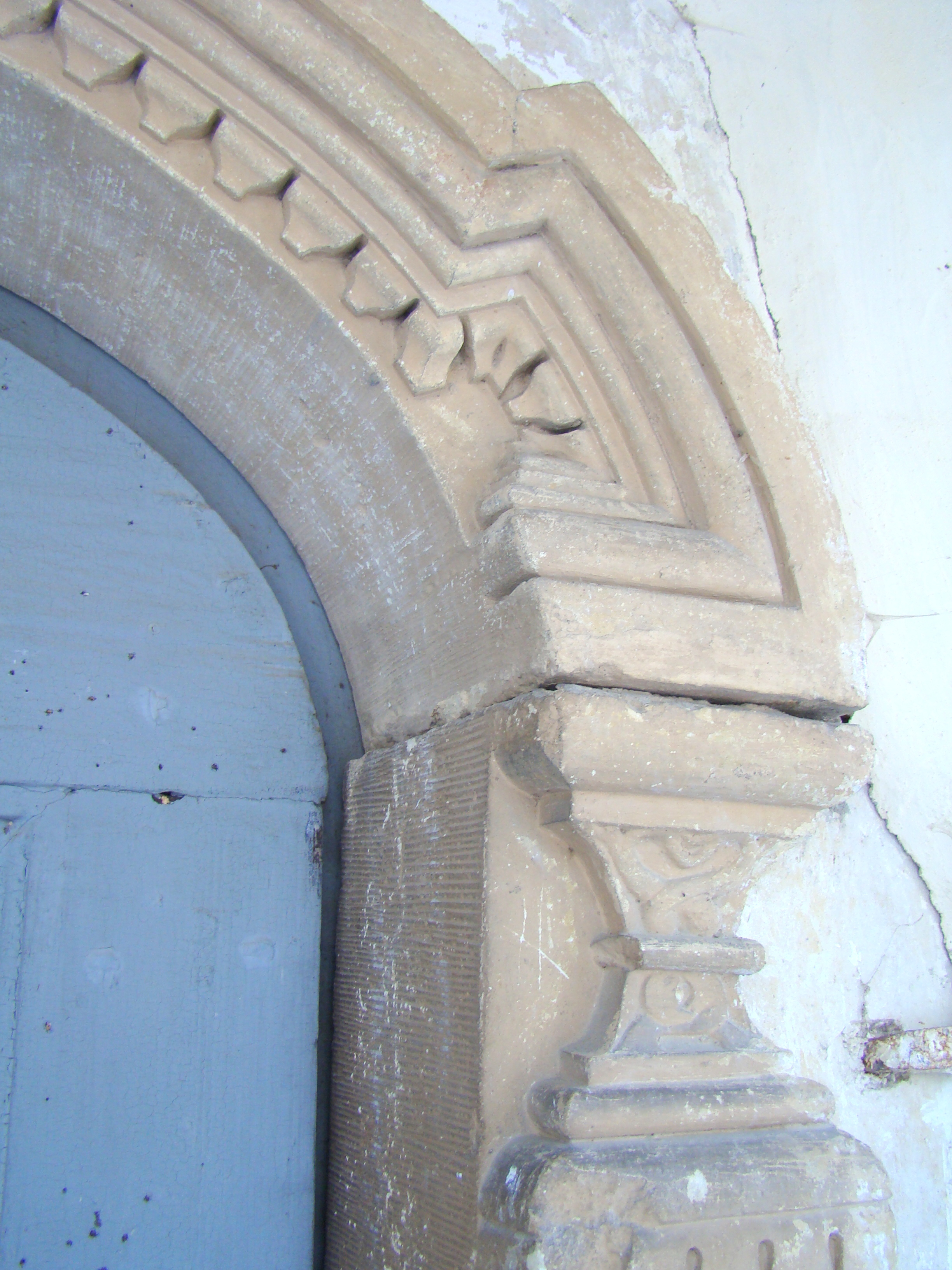
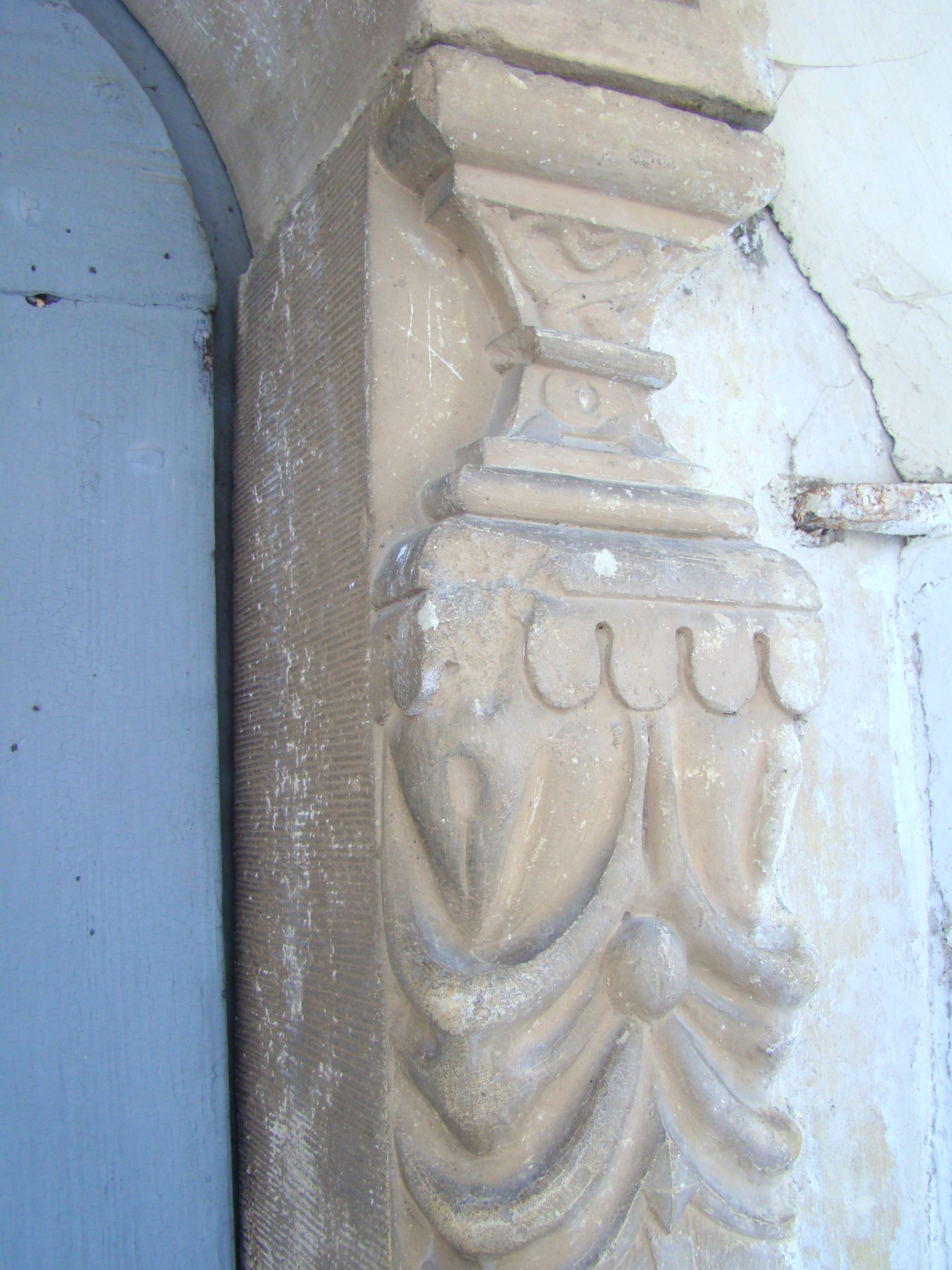
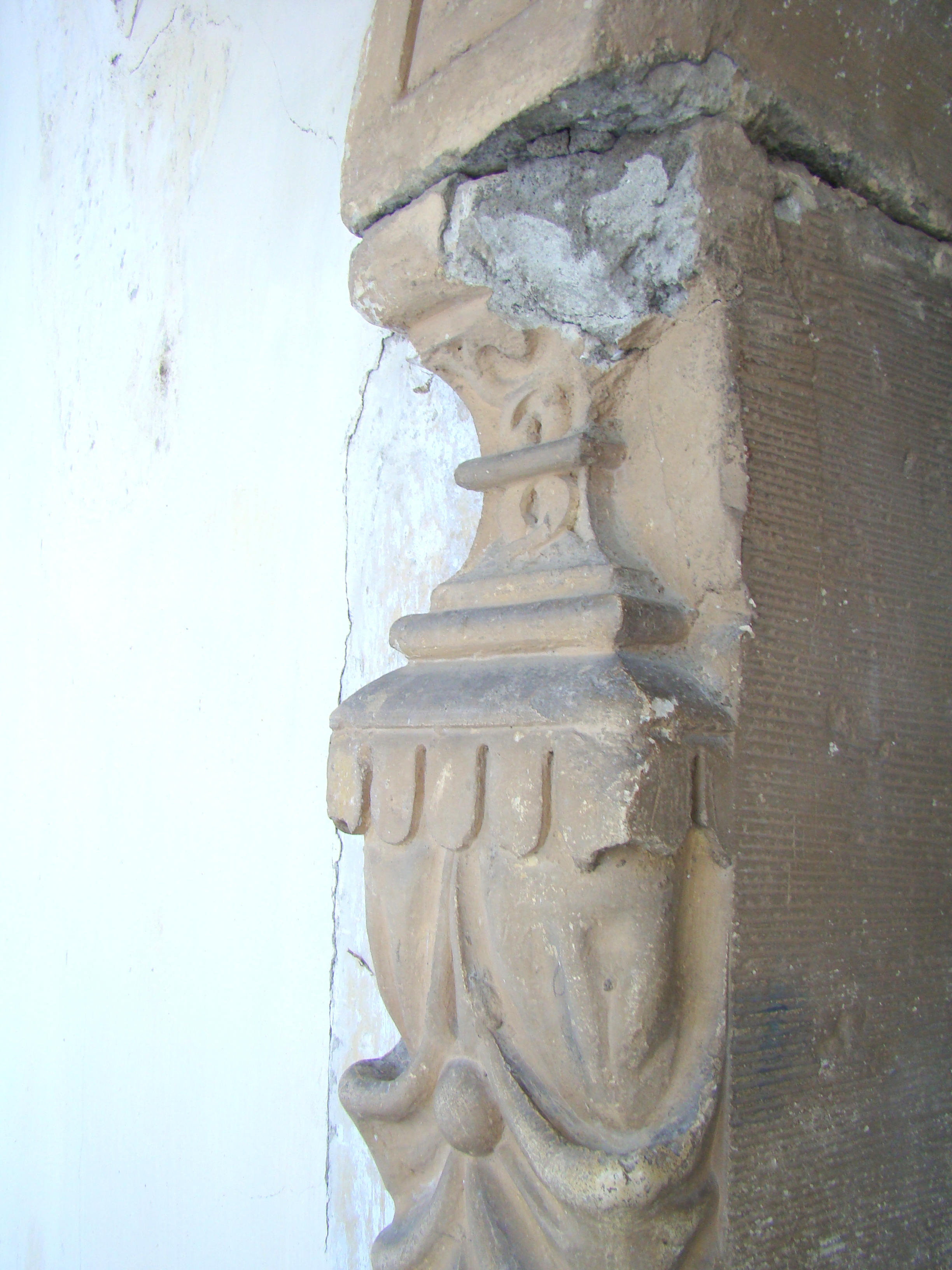
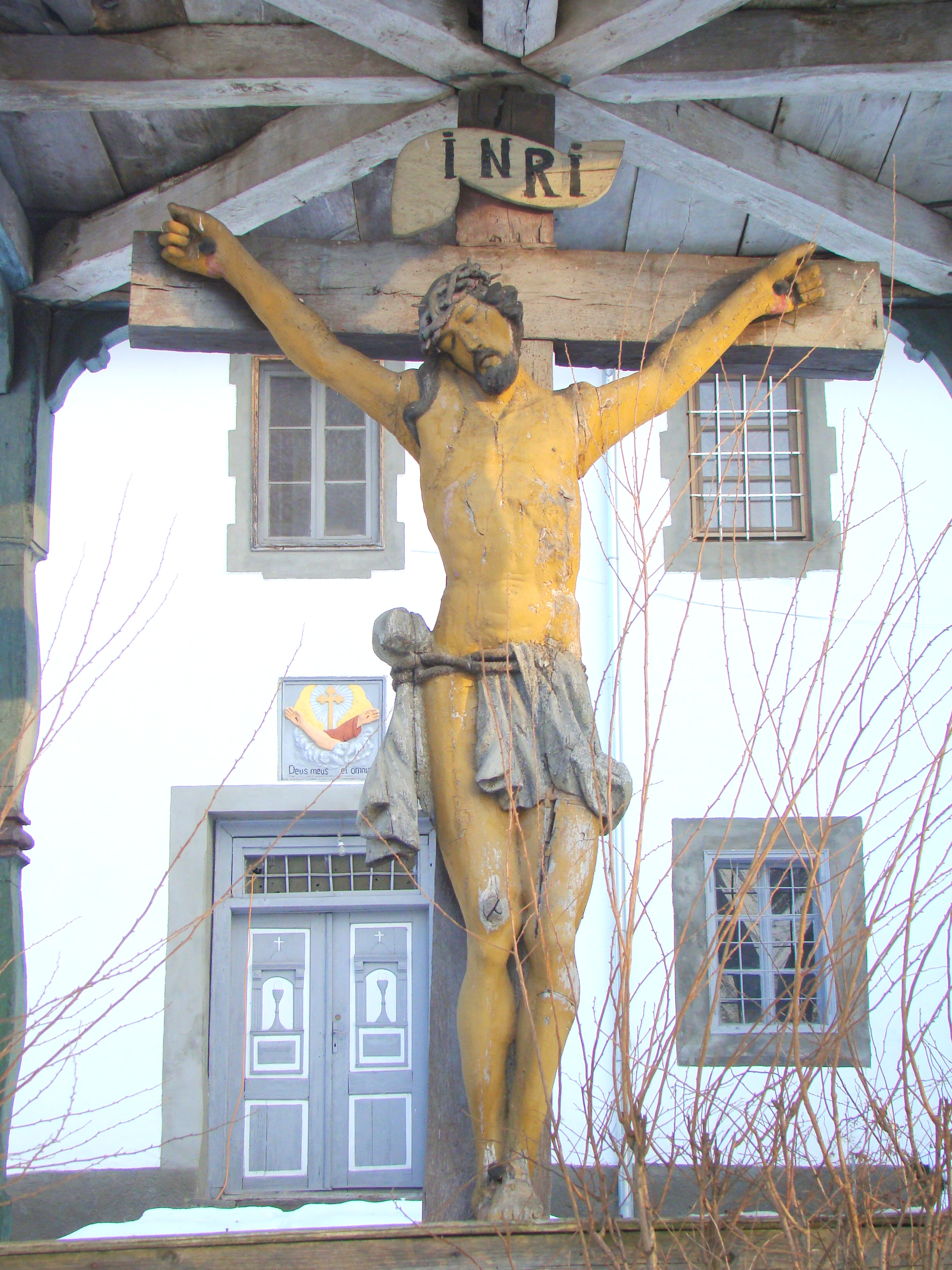
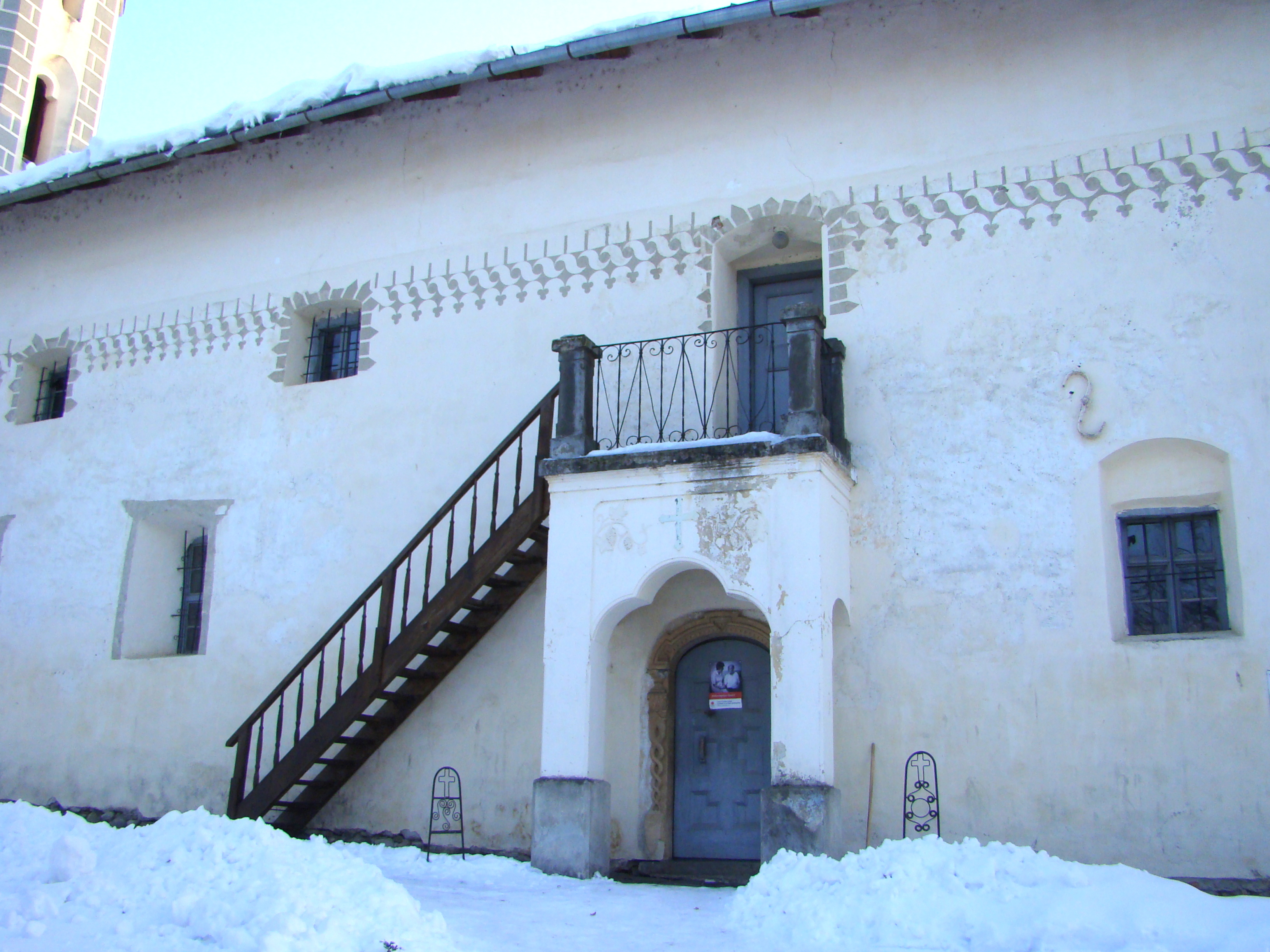
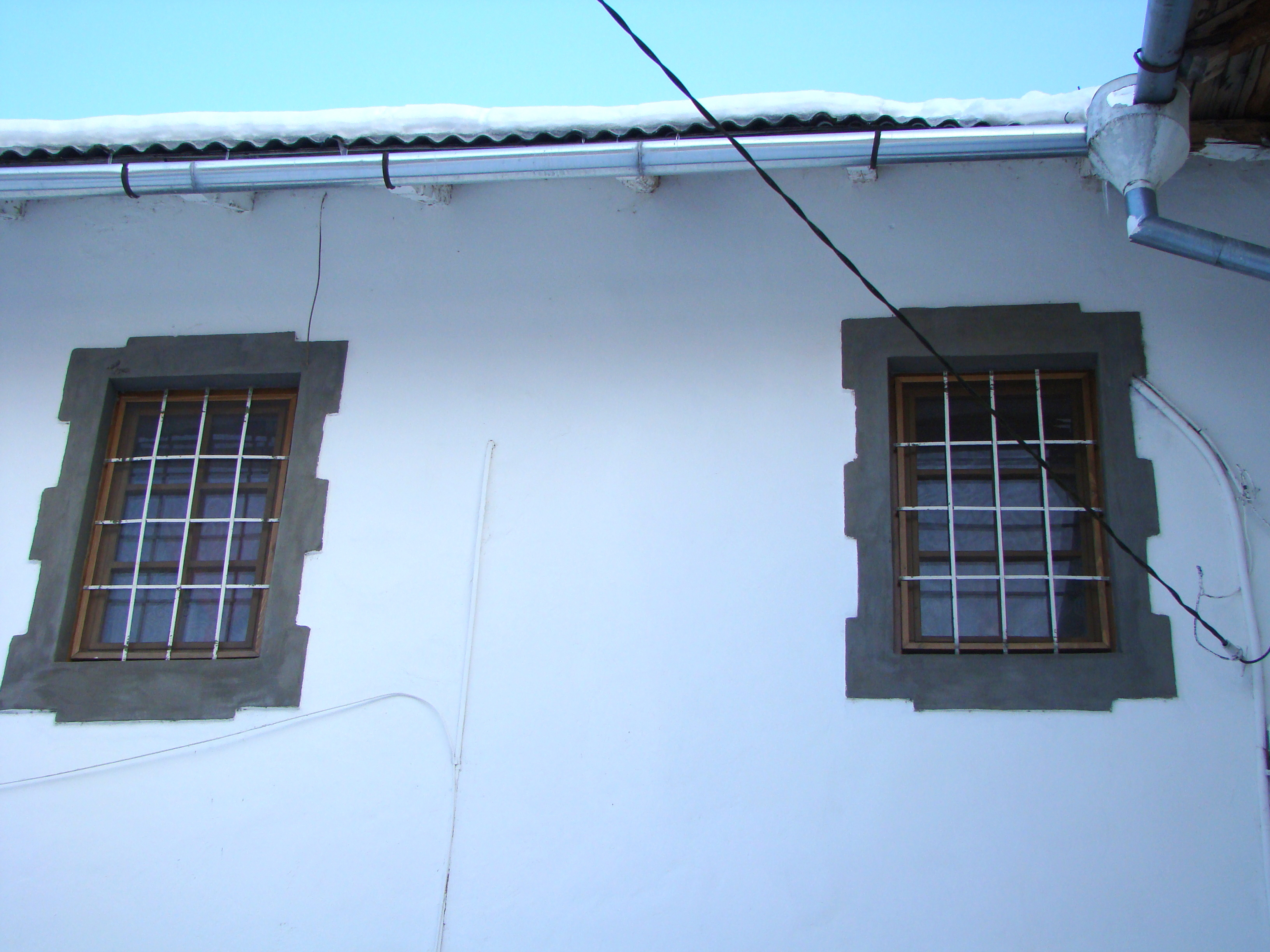
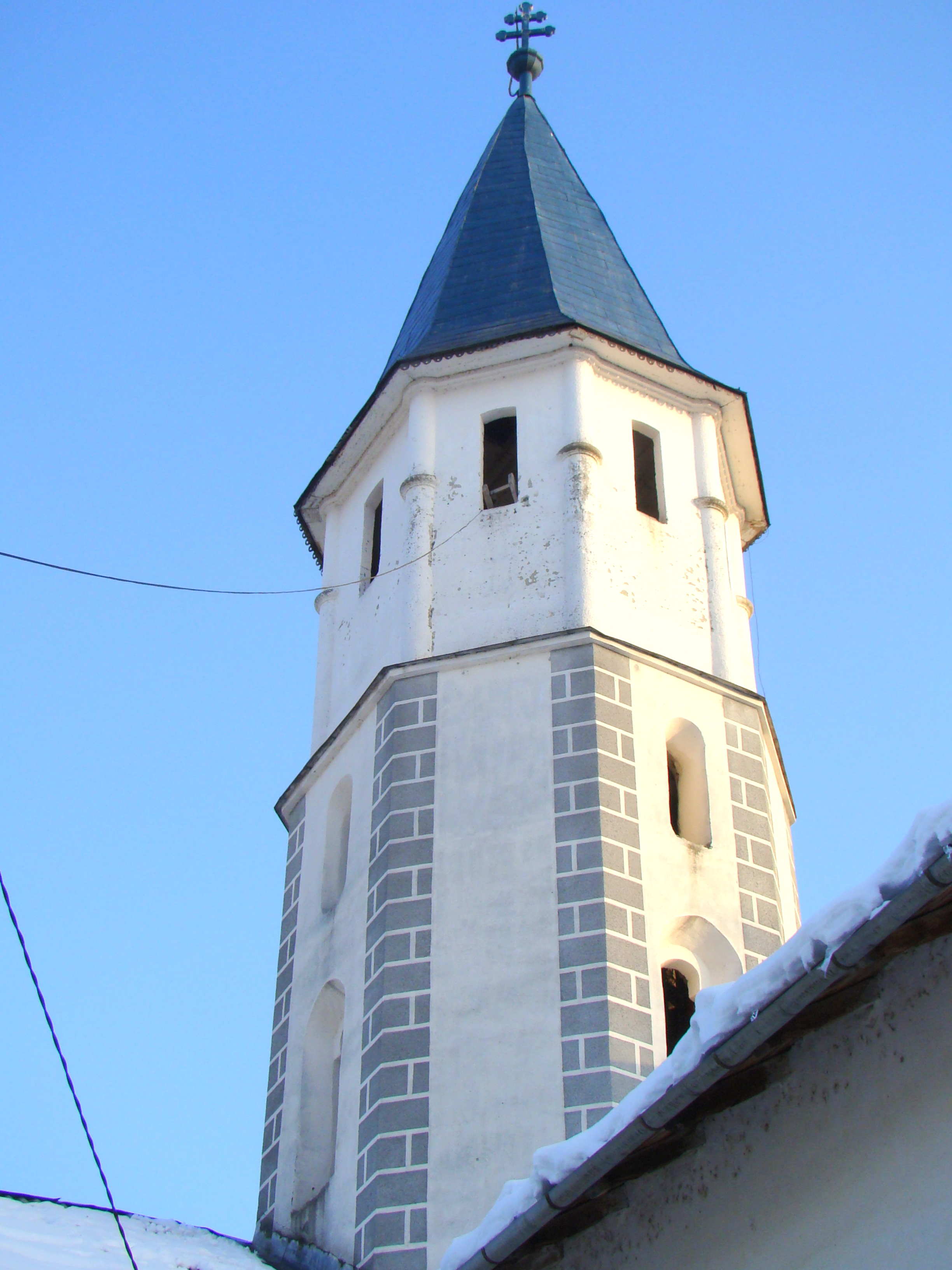
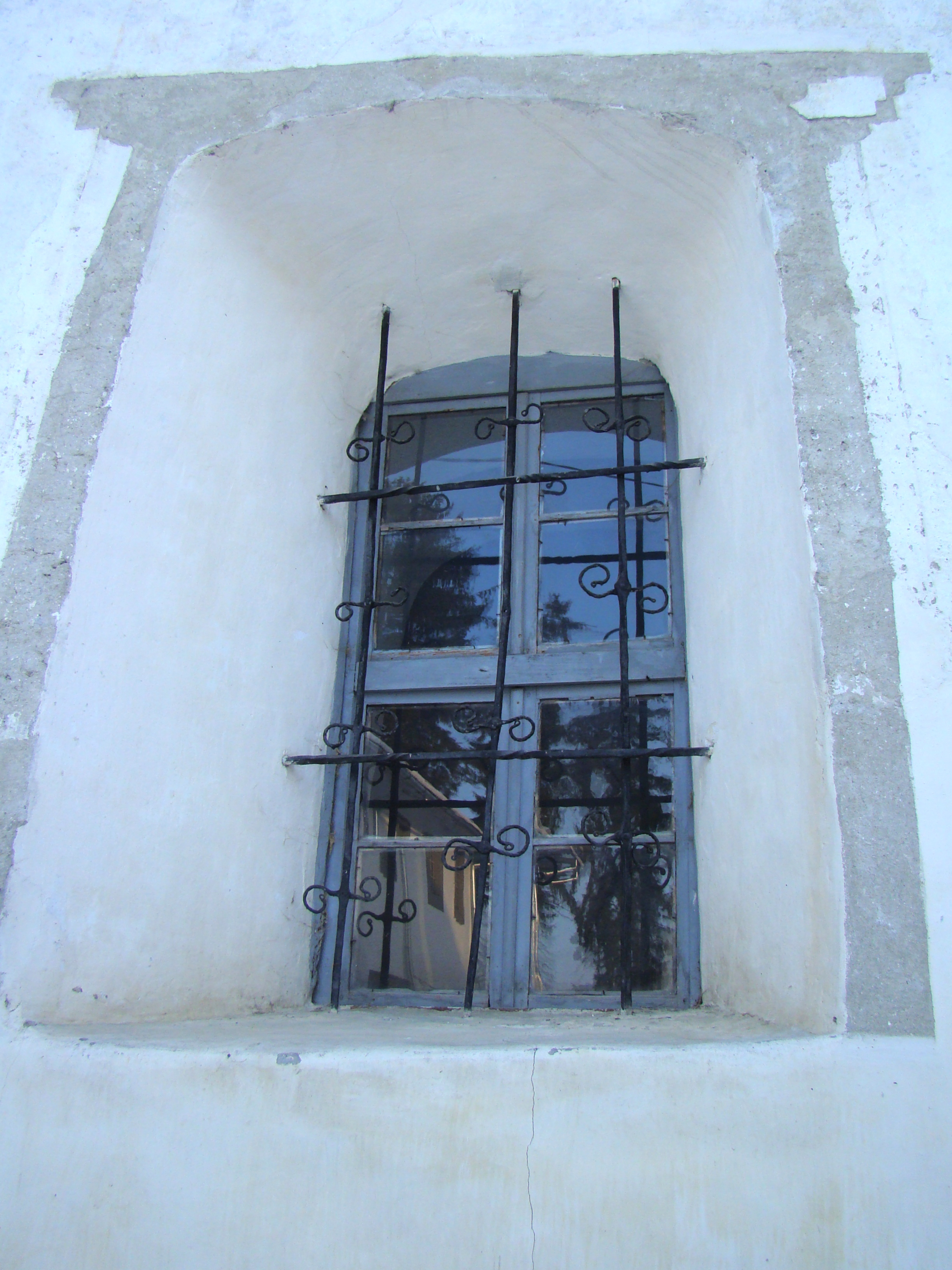
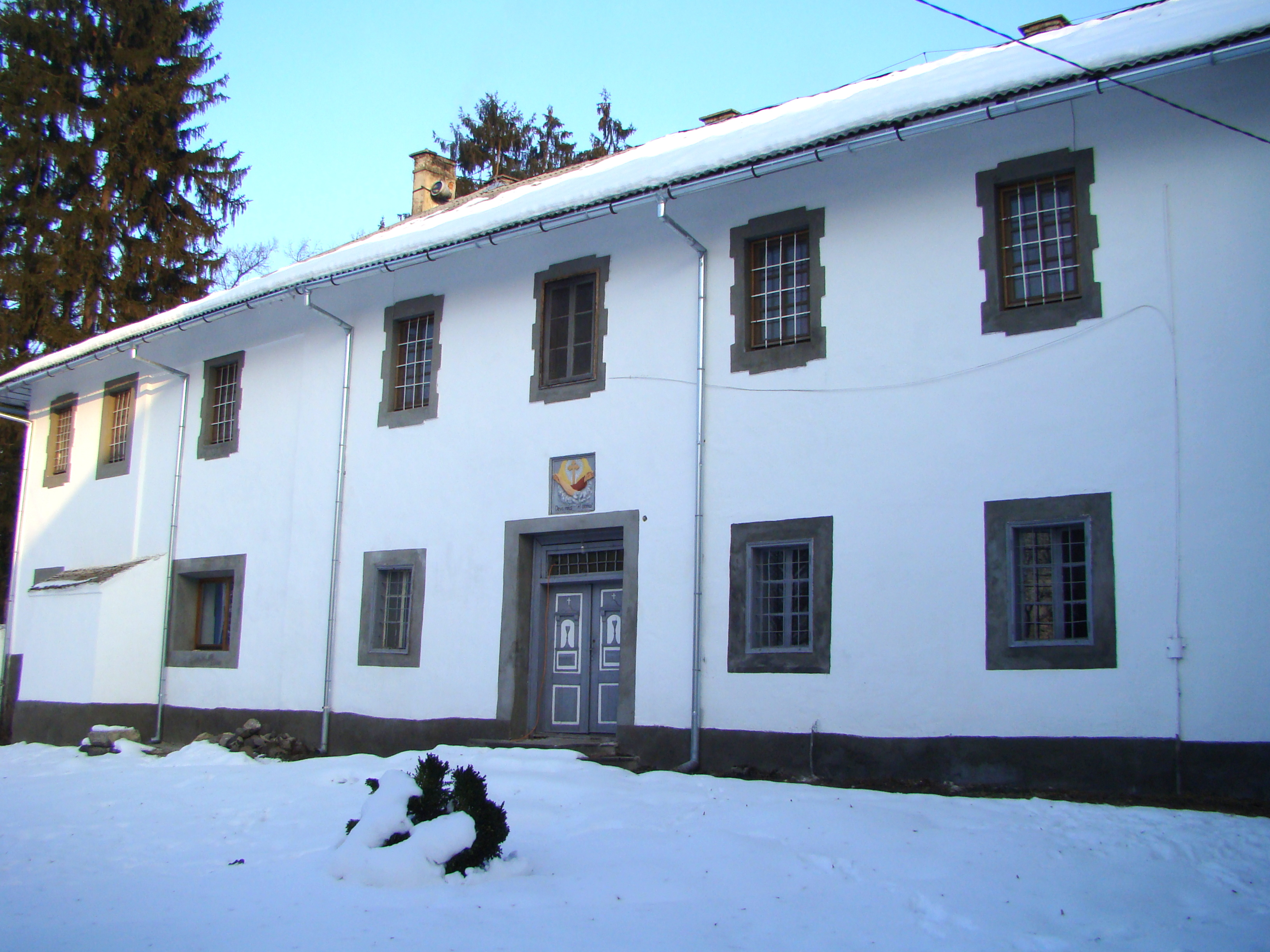
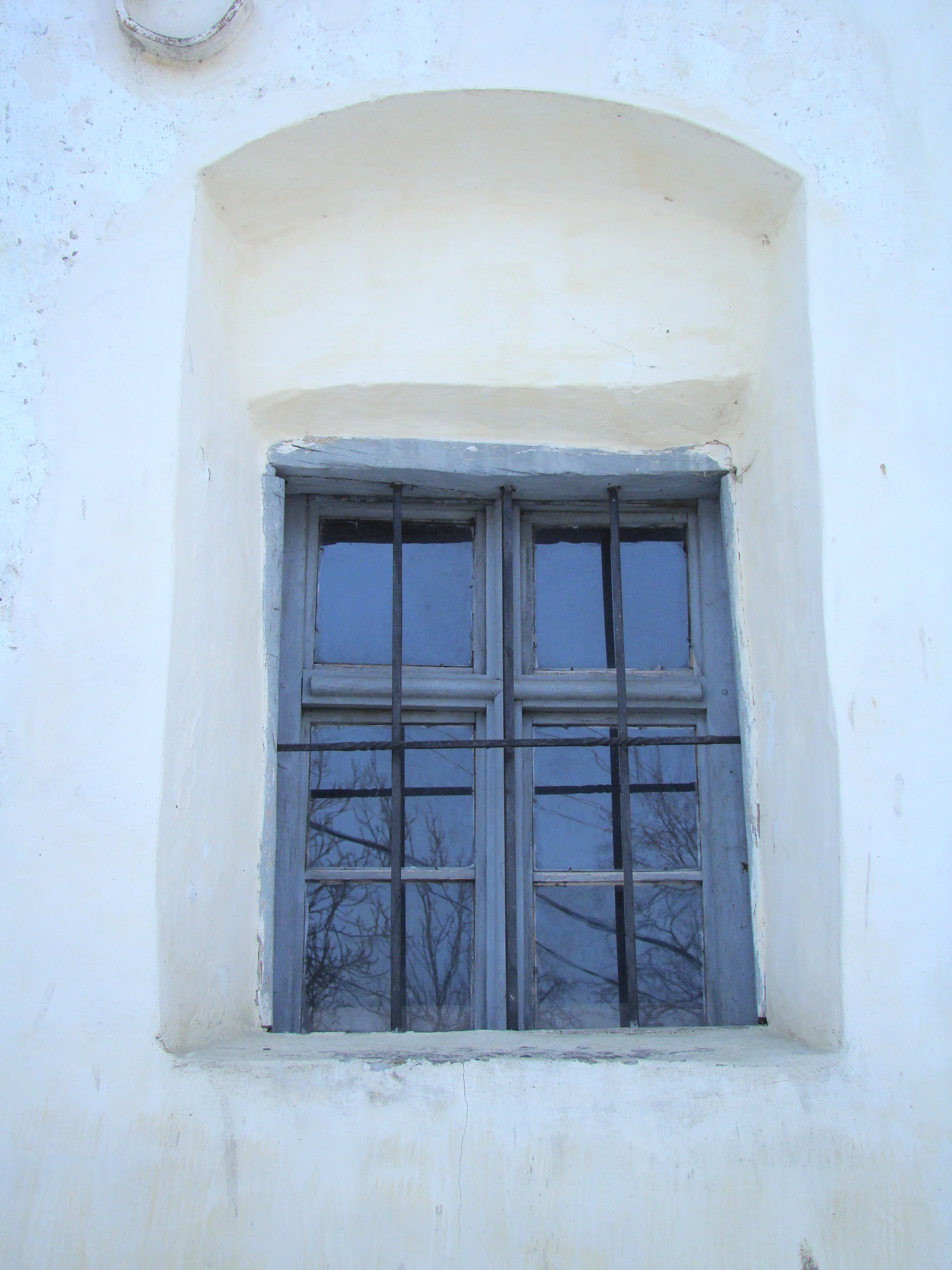
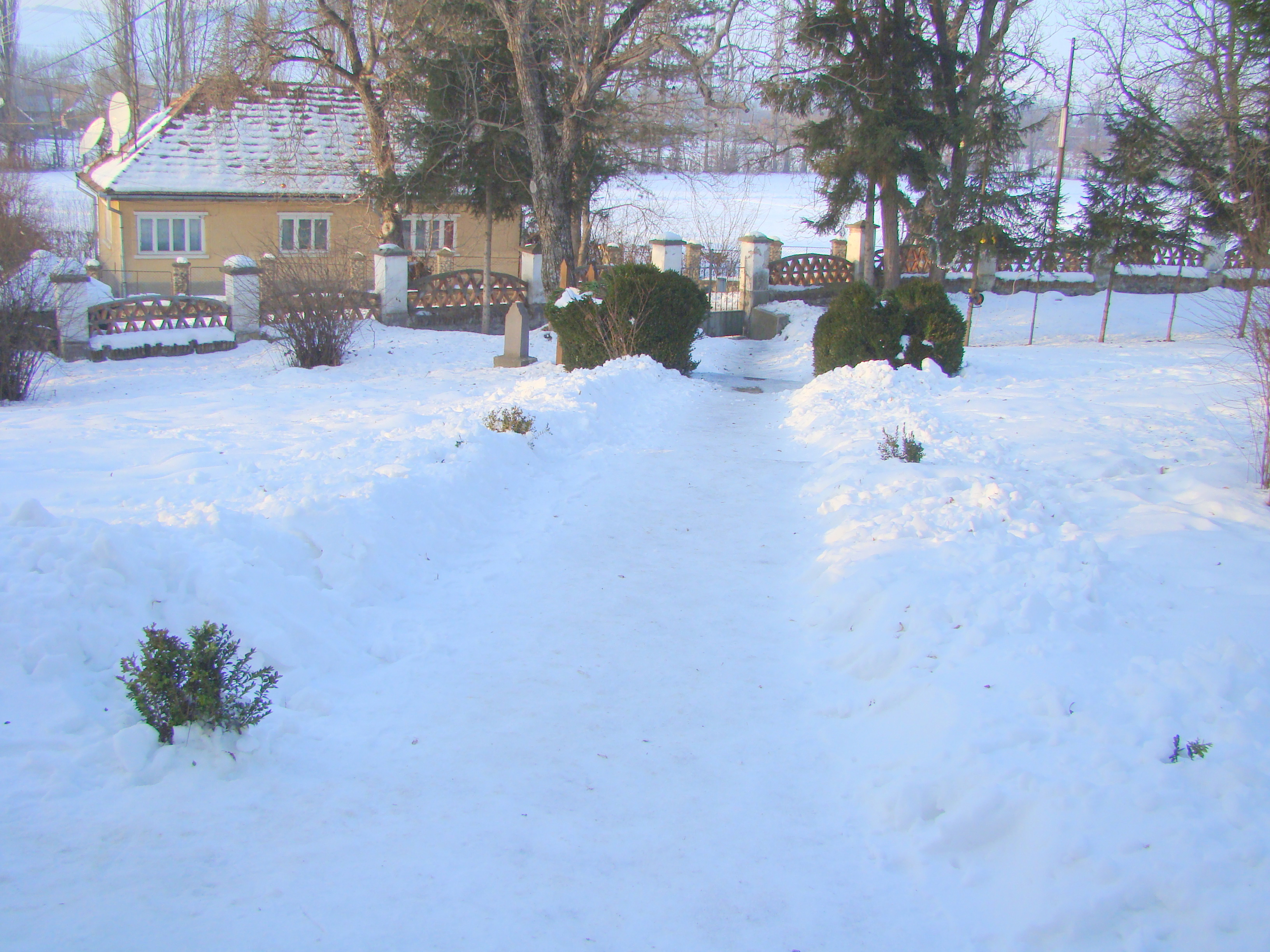
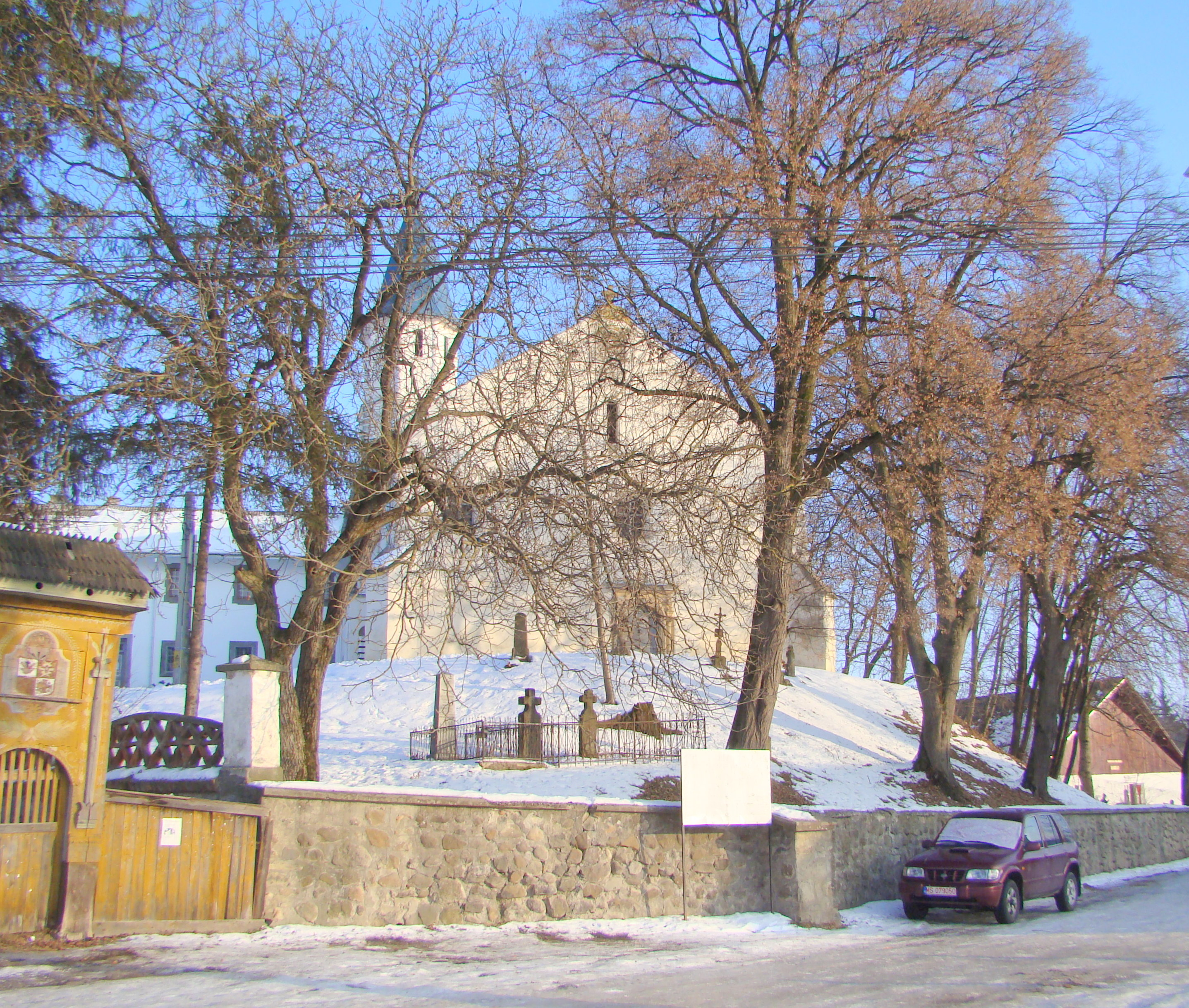

## Imagini din exterior (vara)

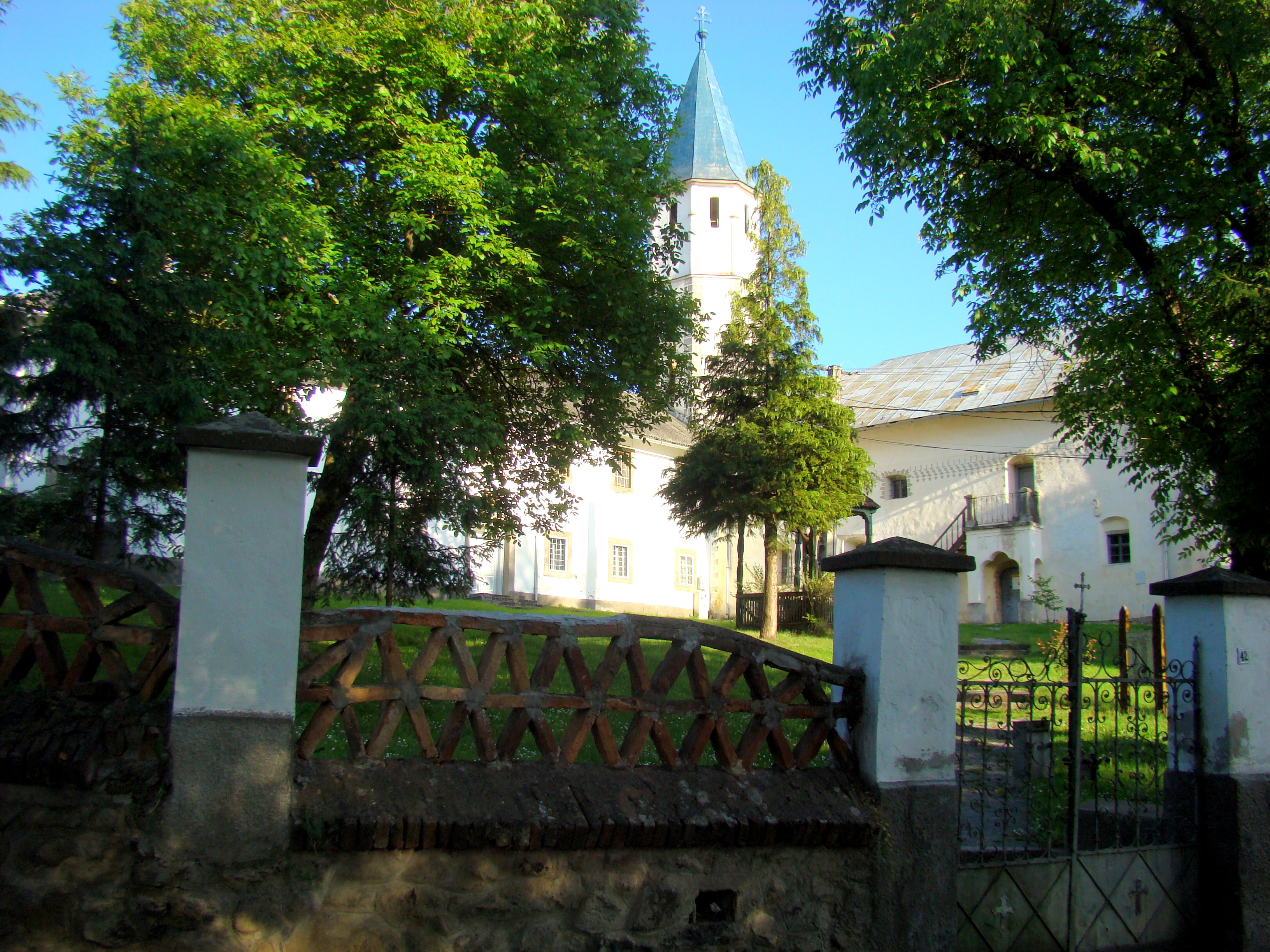
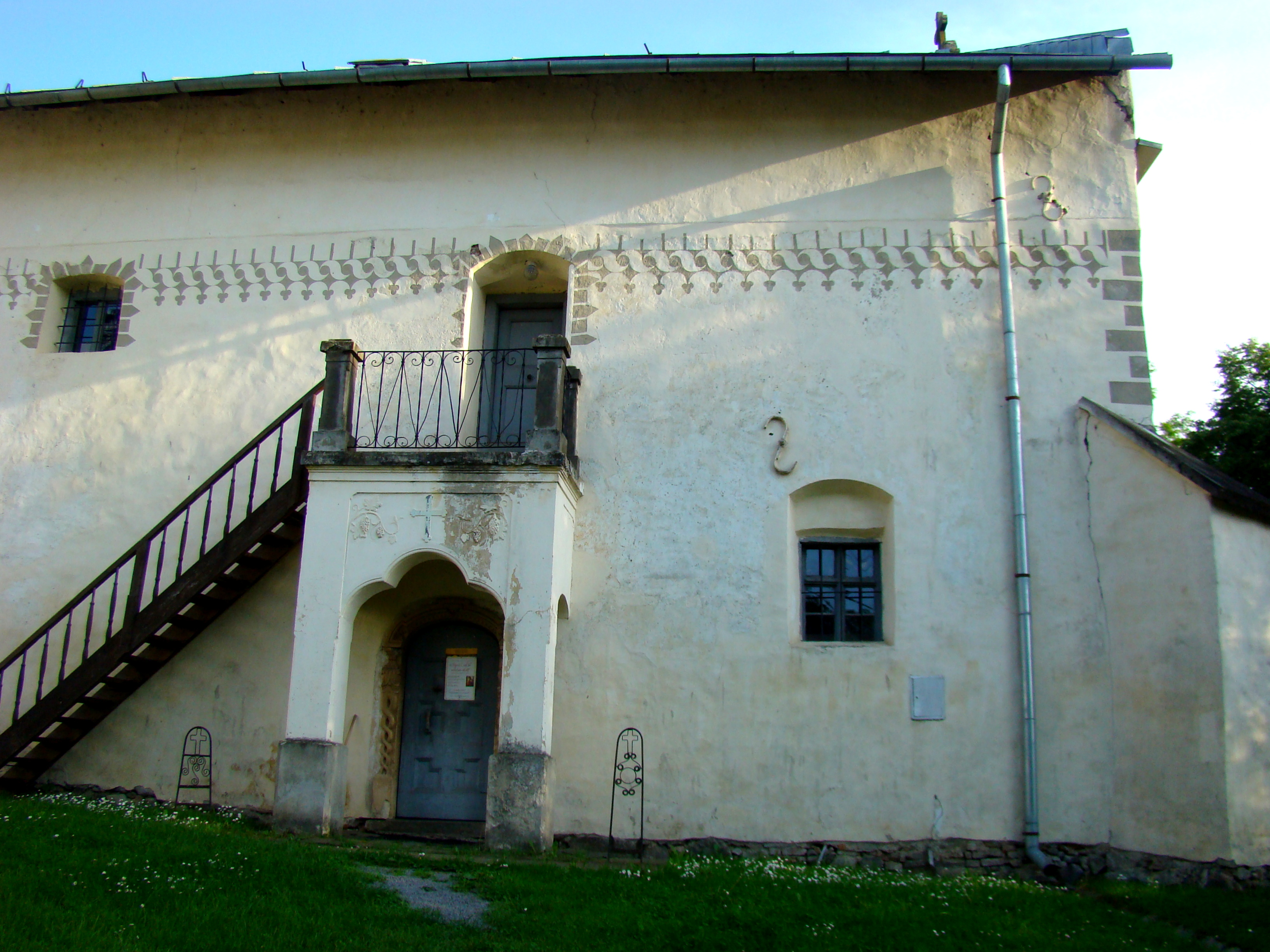
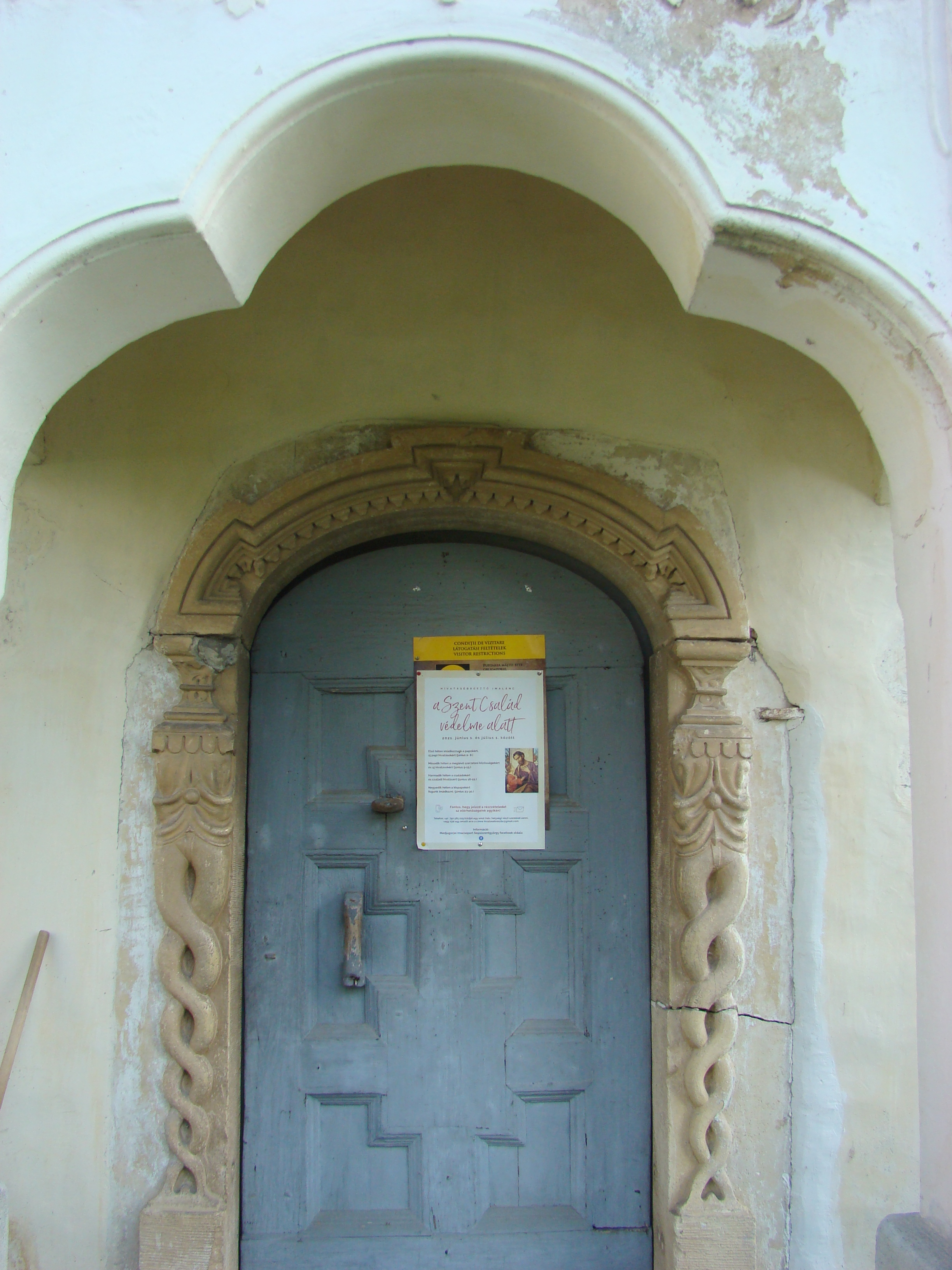
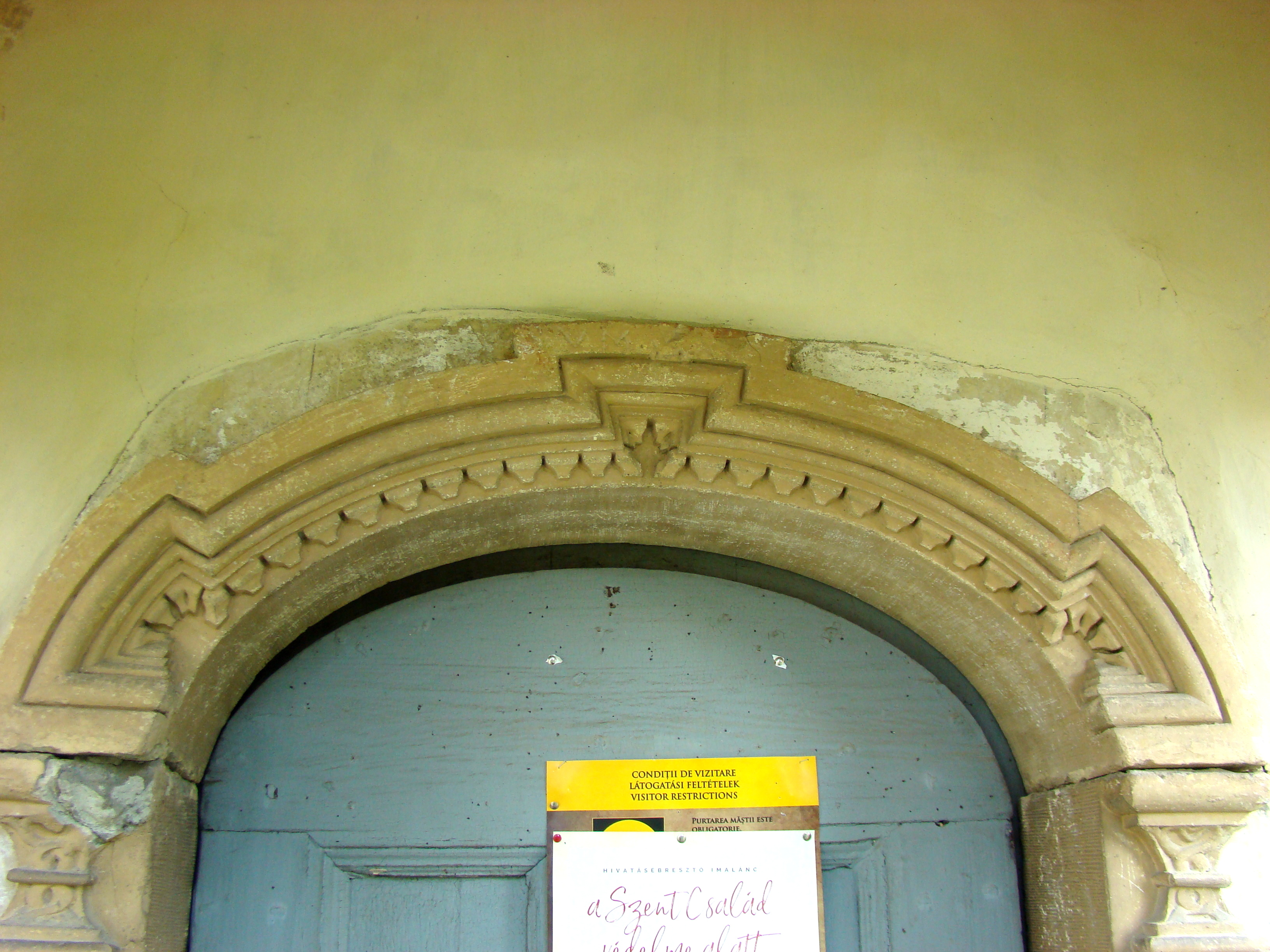
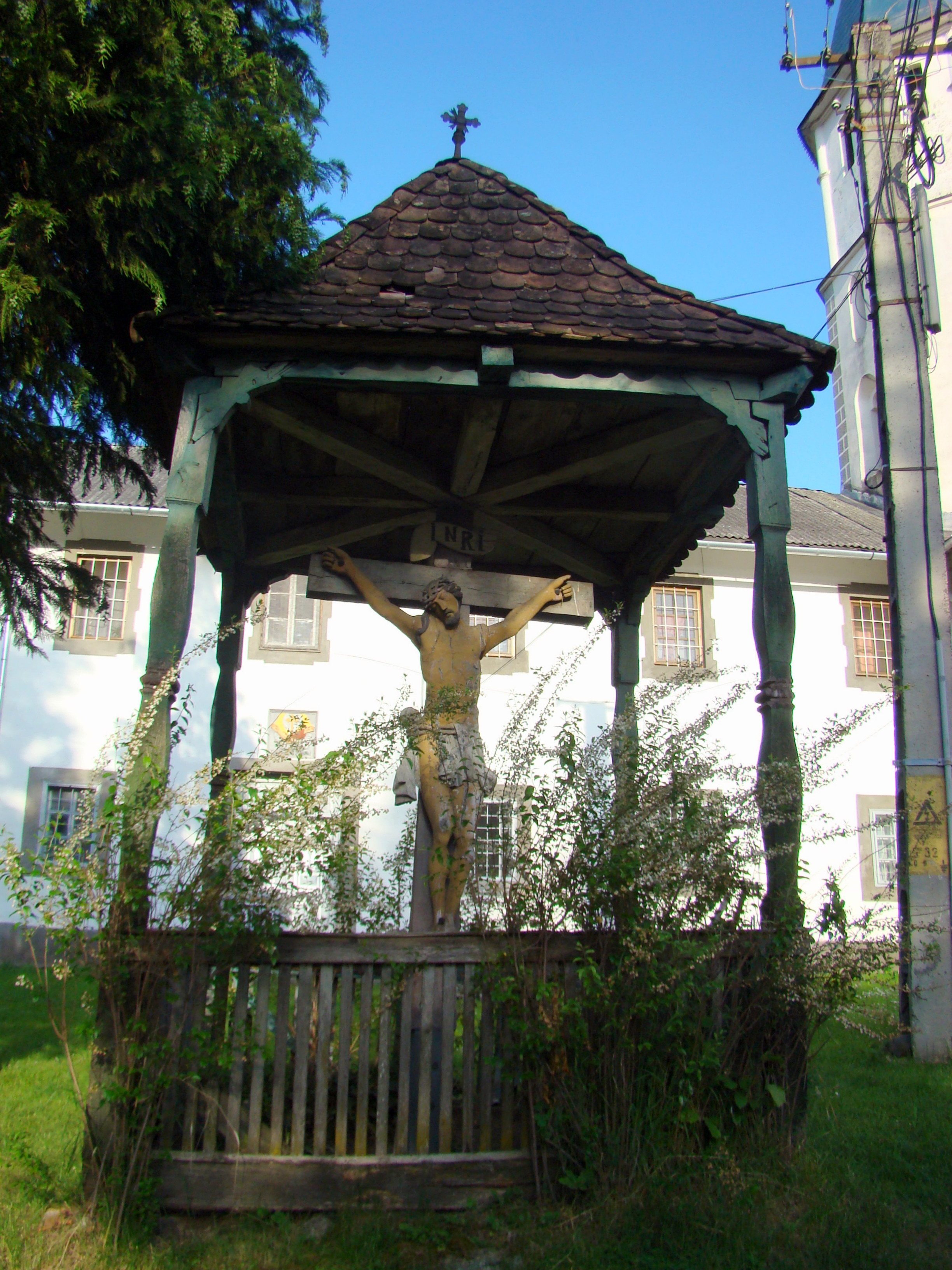
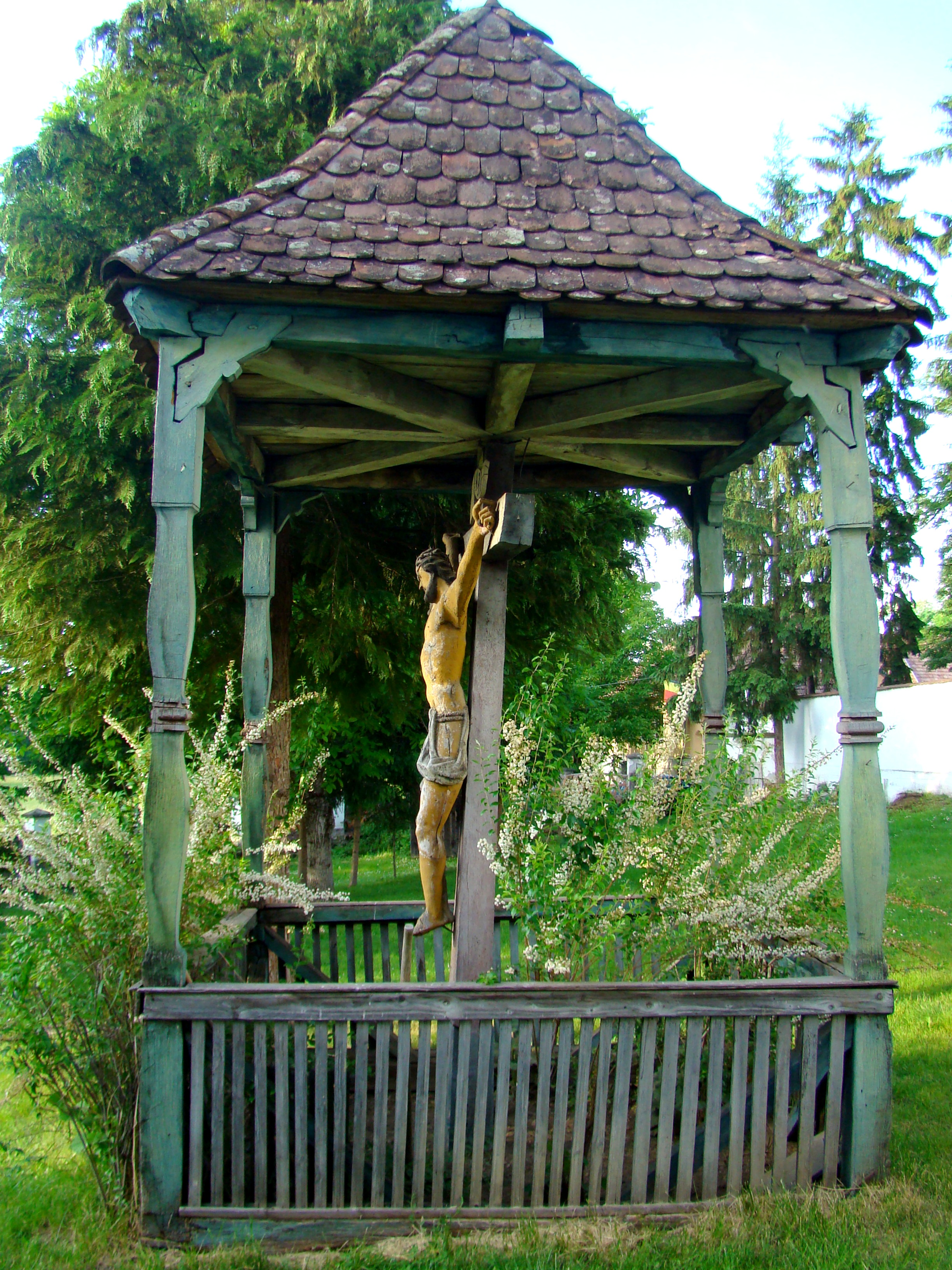
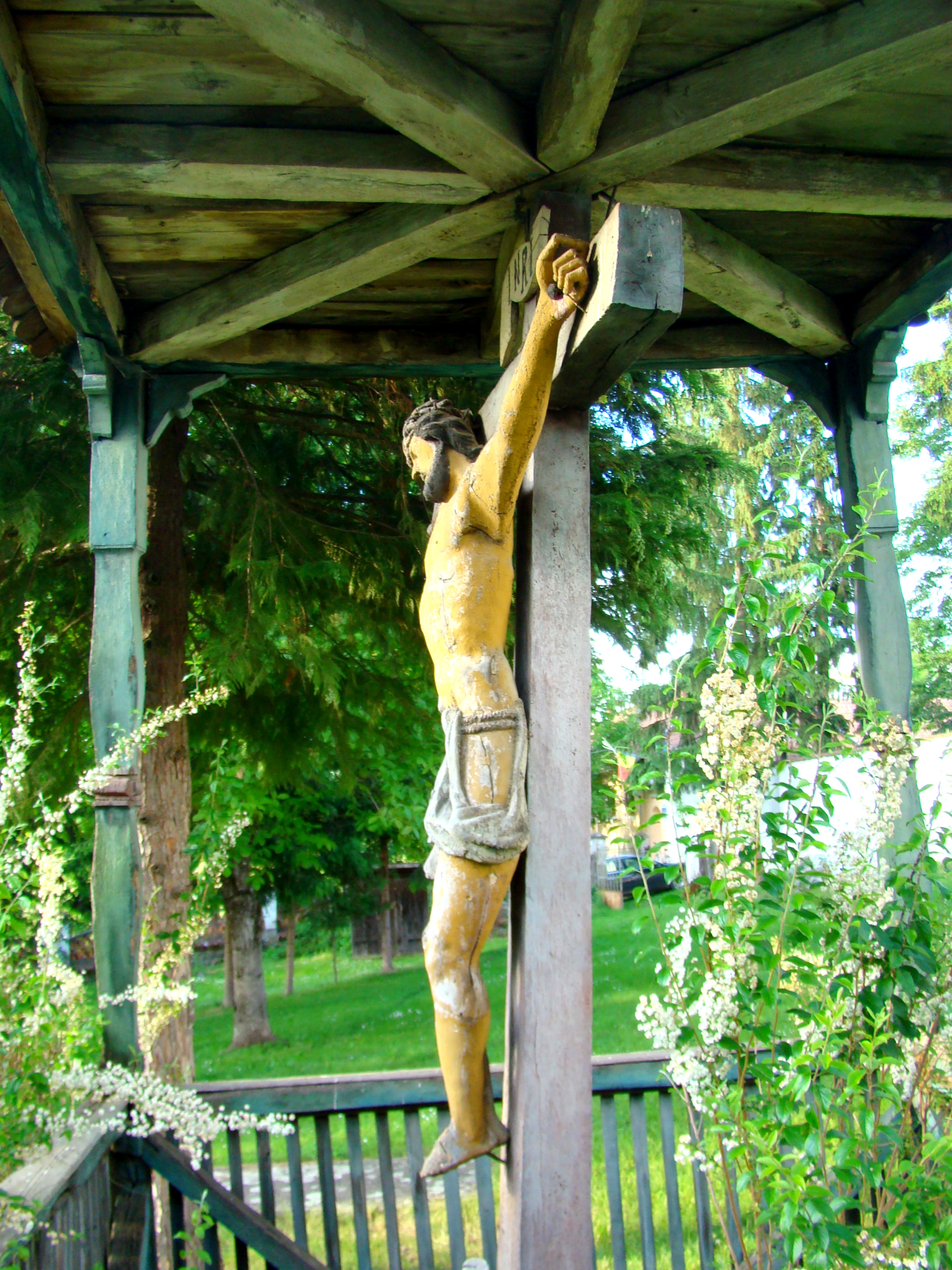
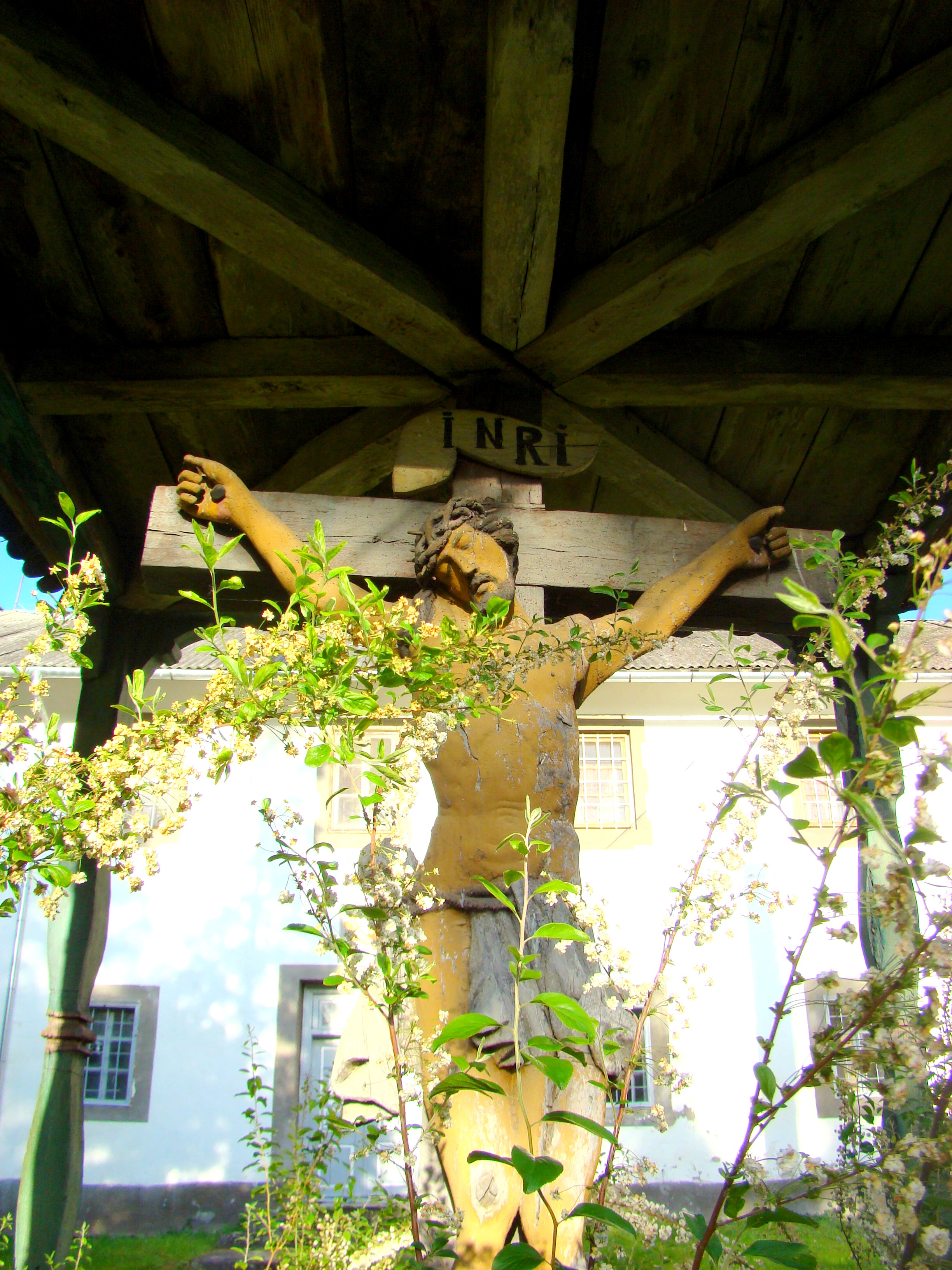
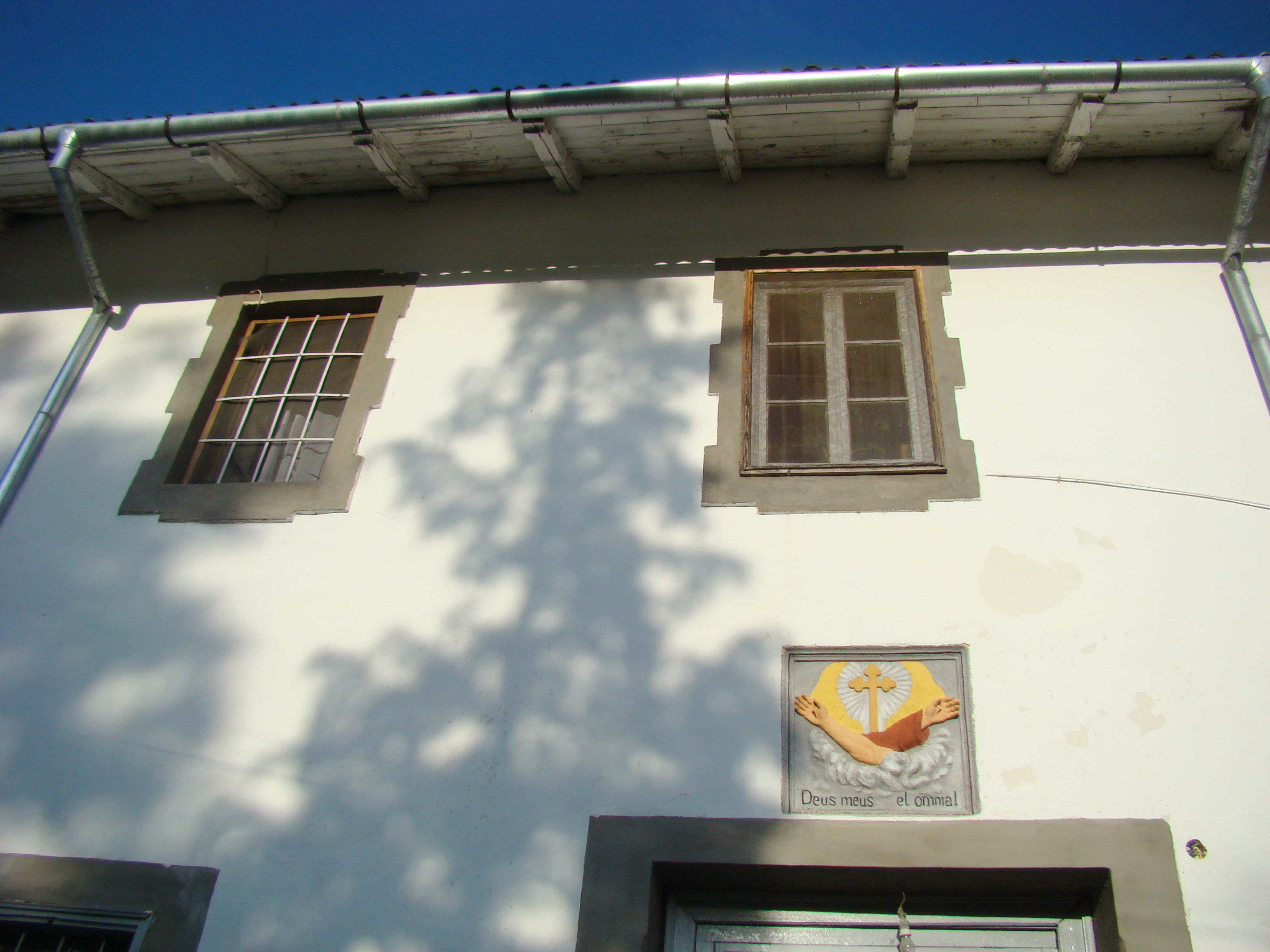
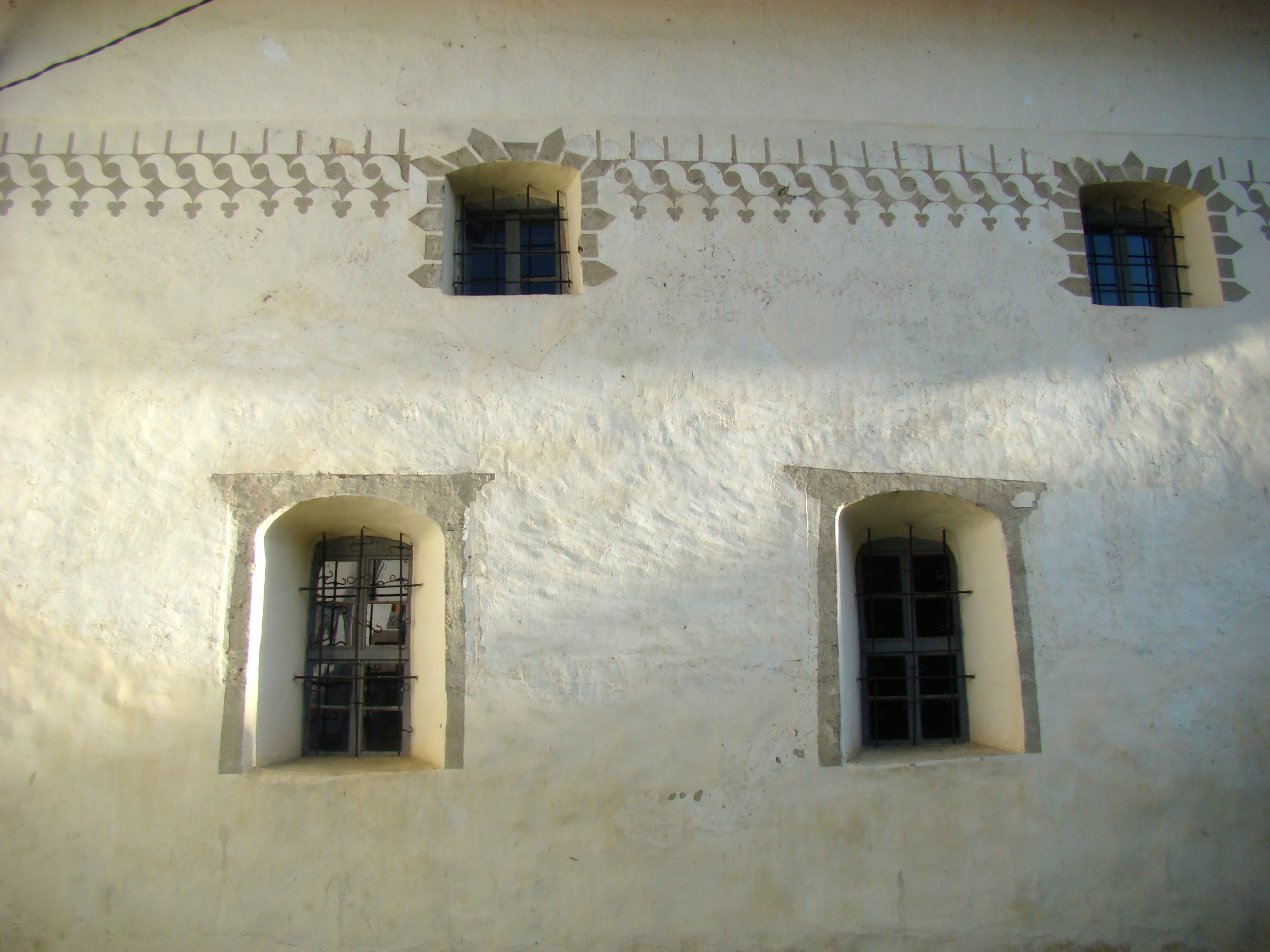
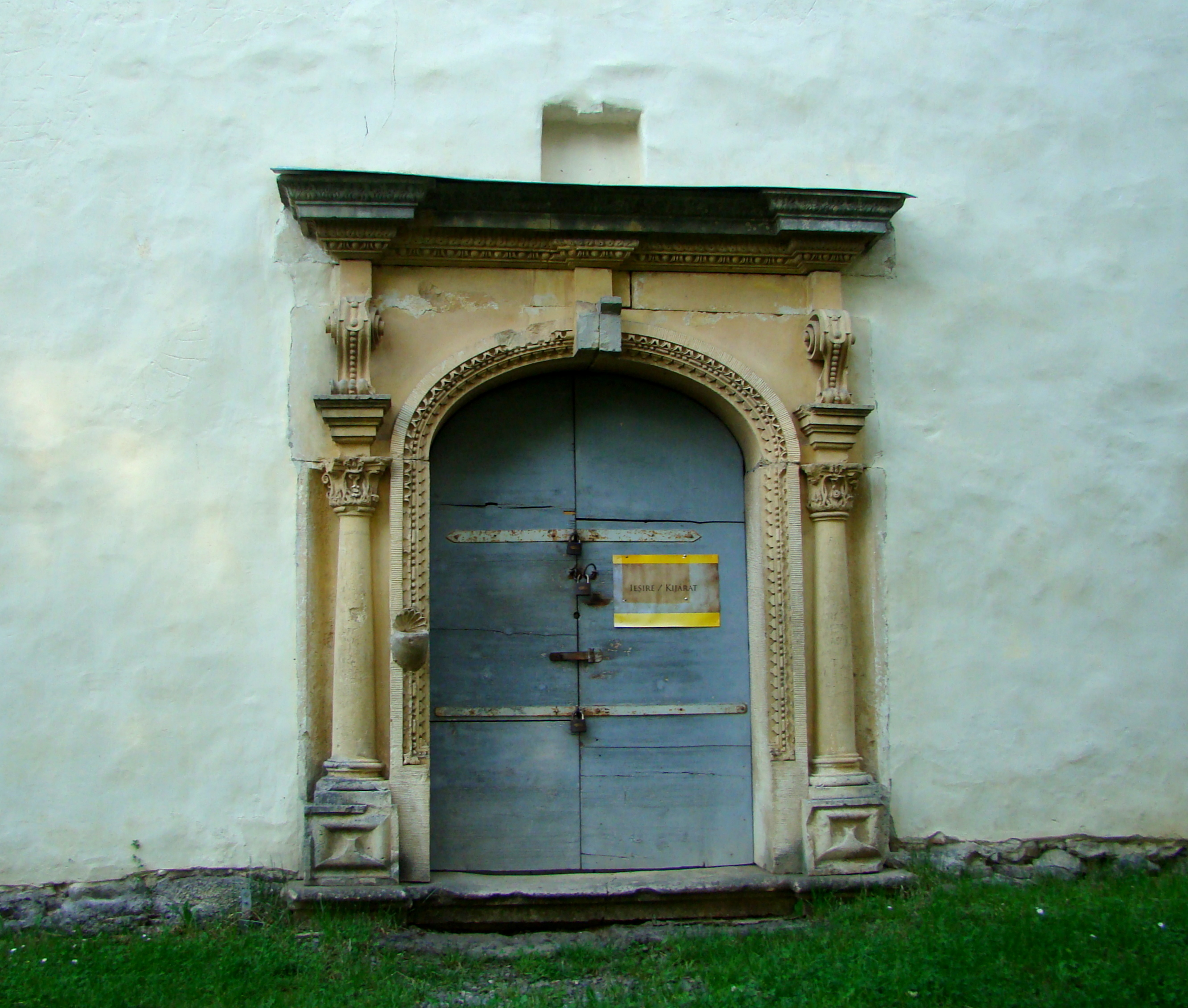
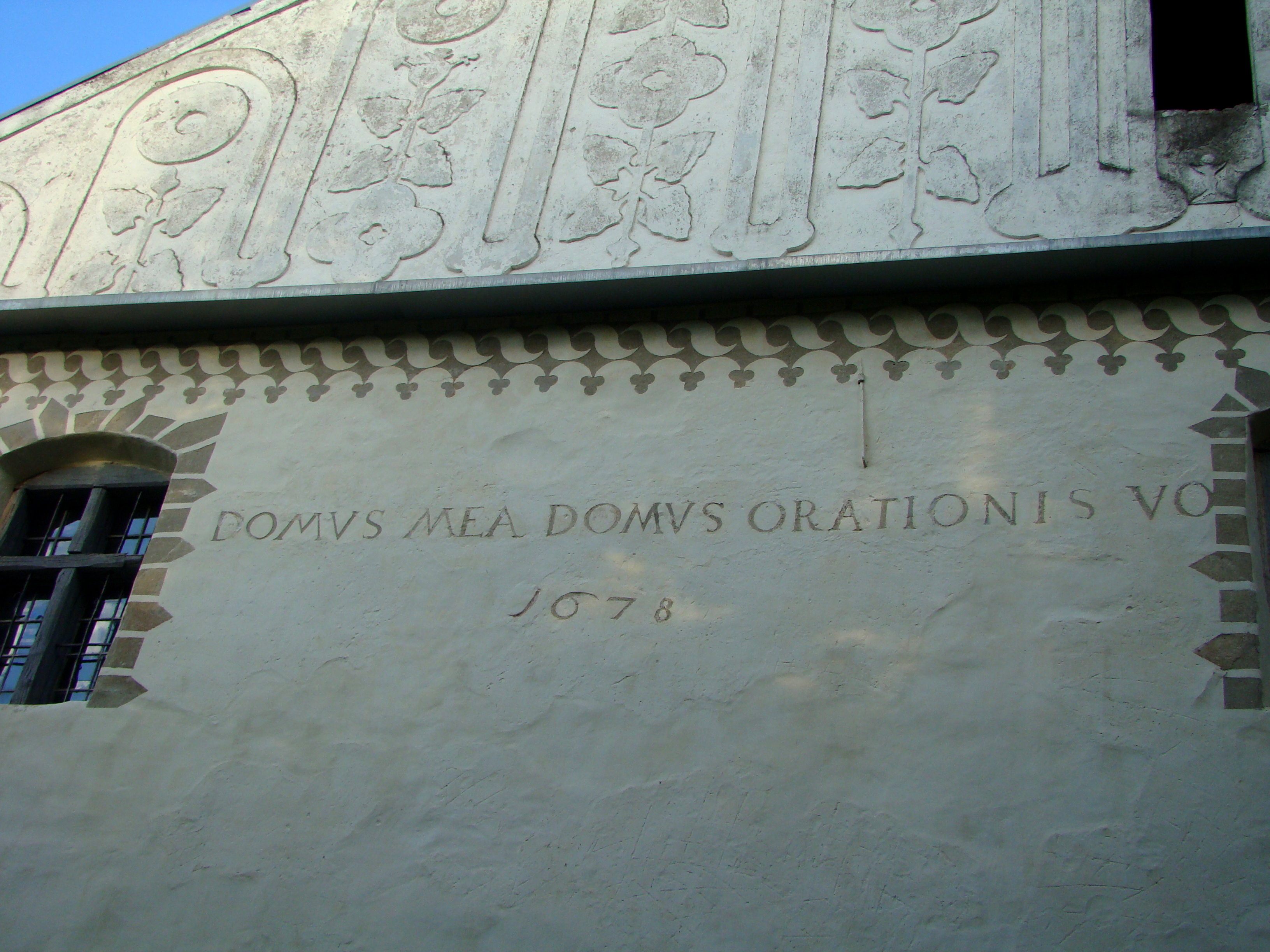
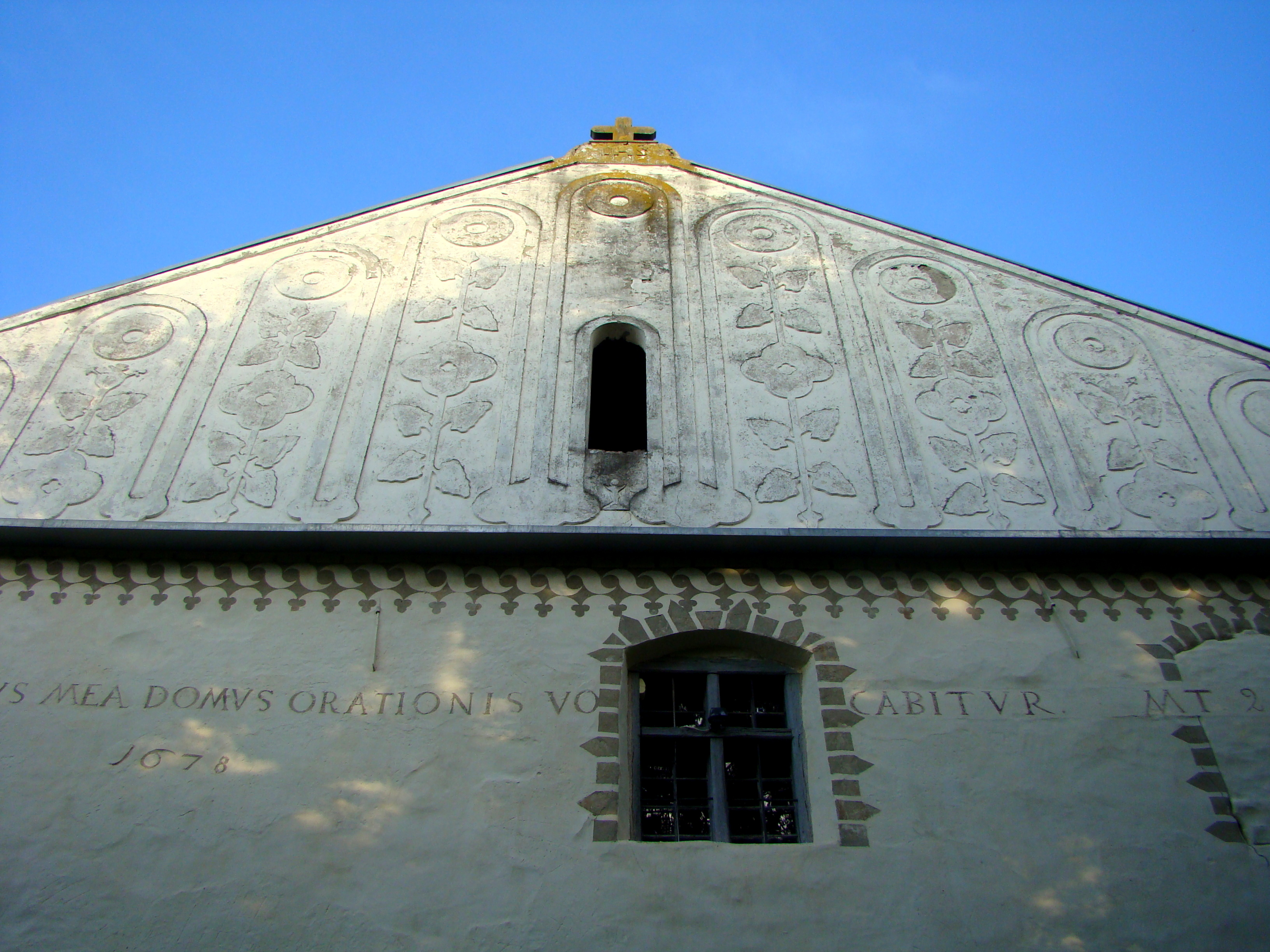
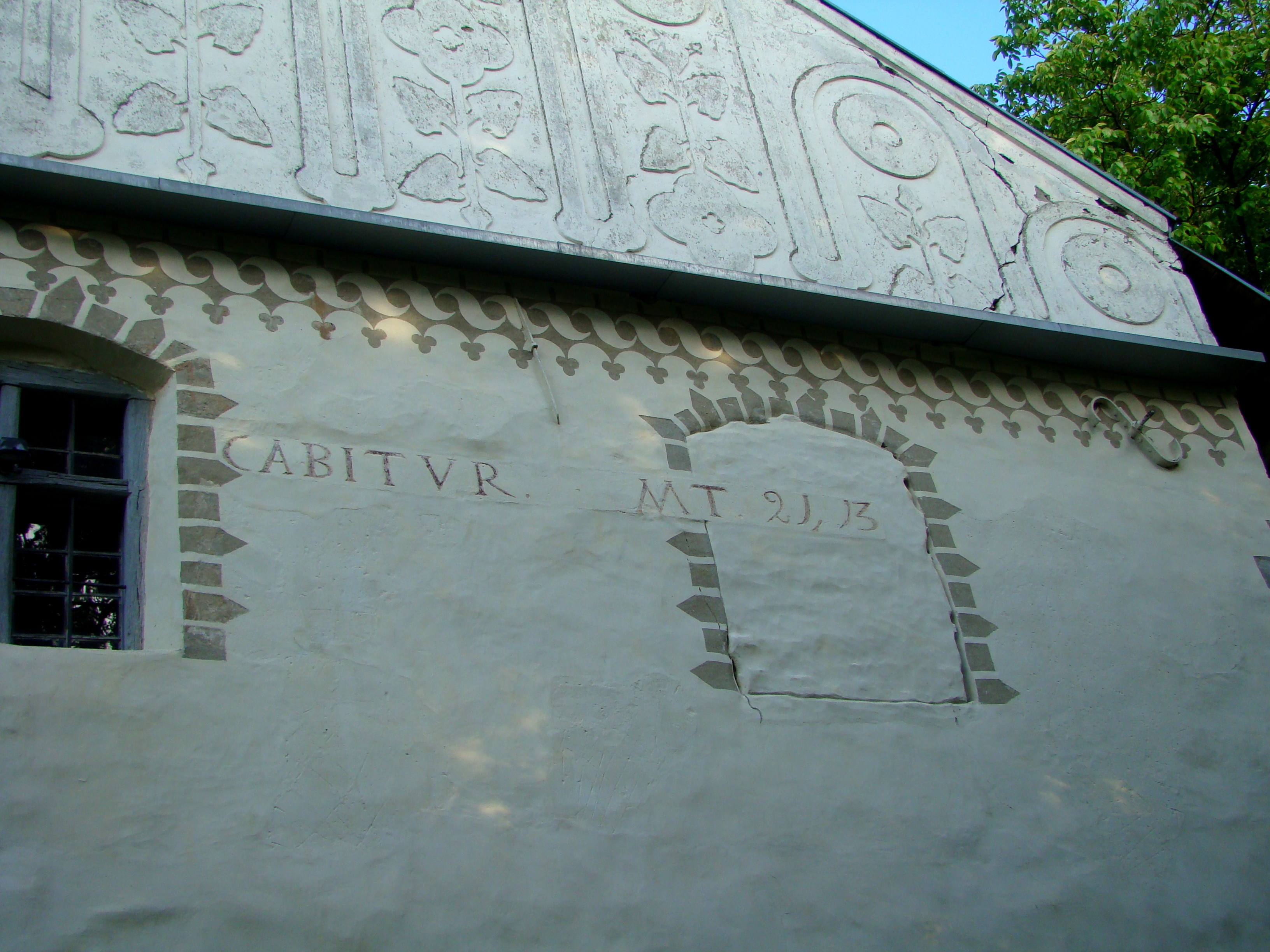
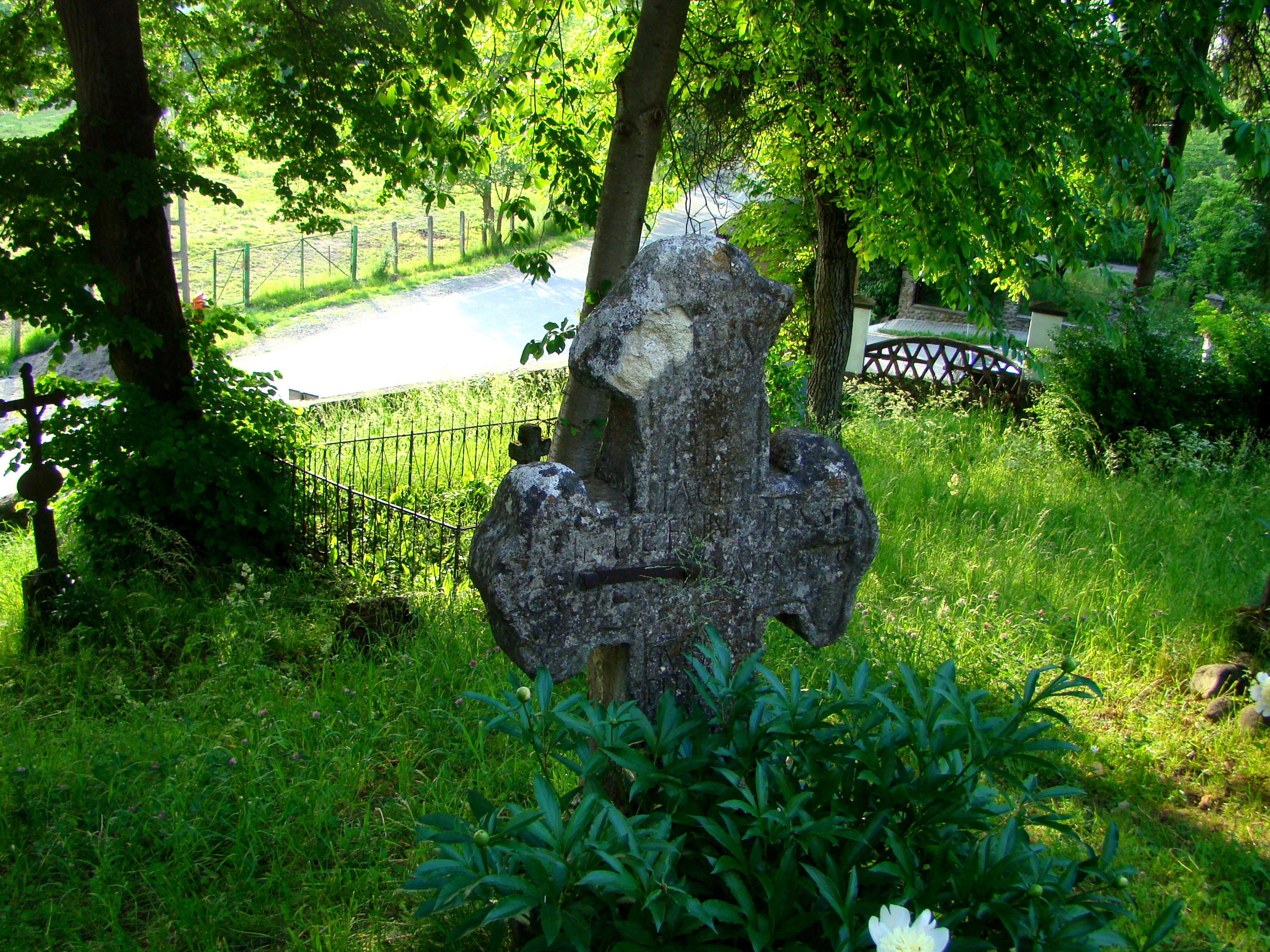
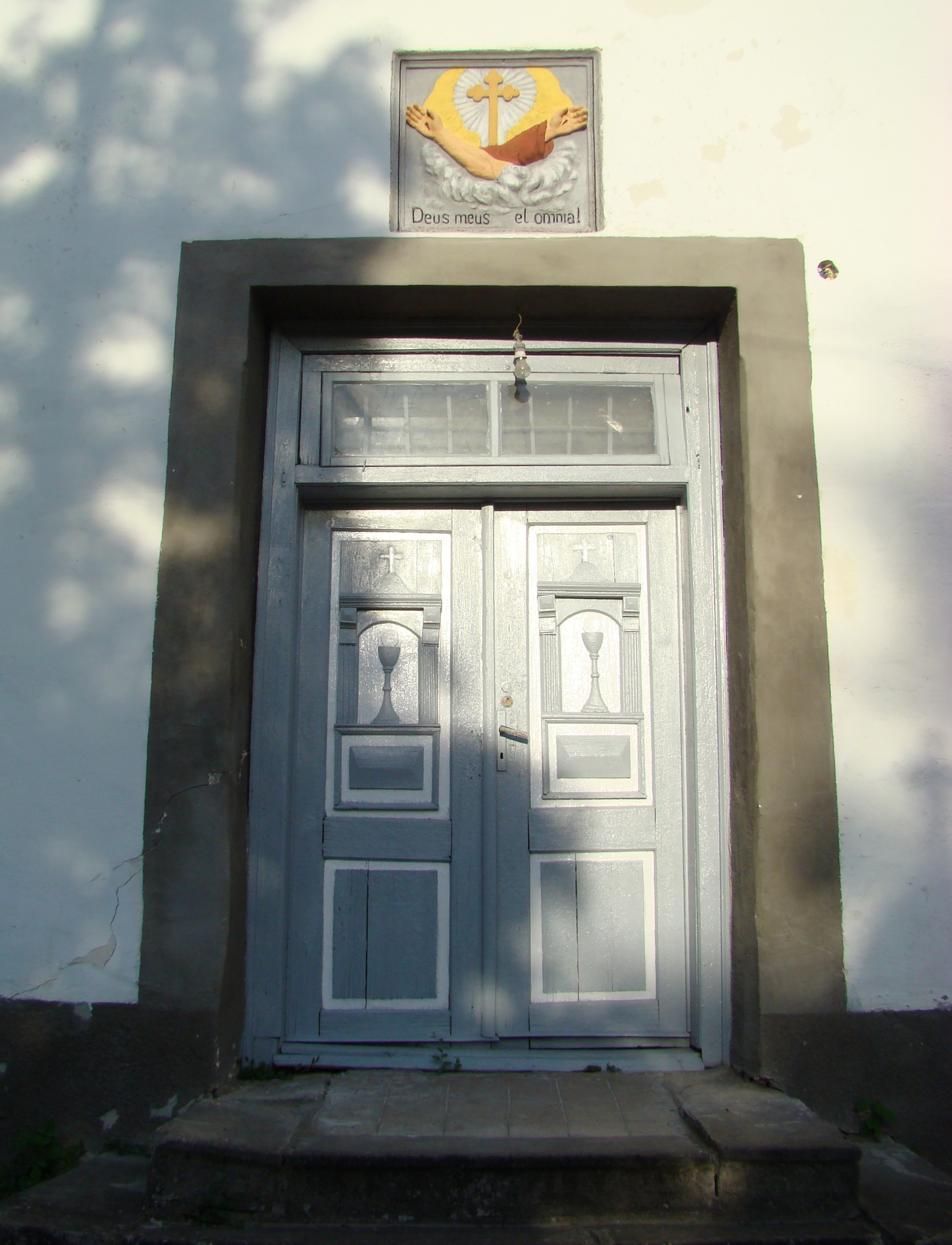
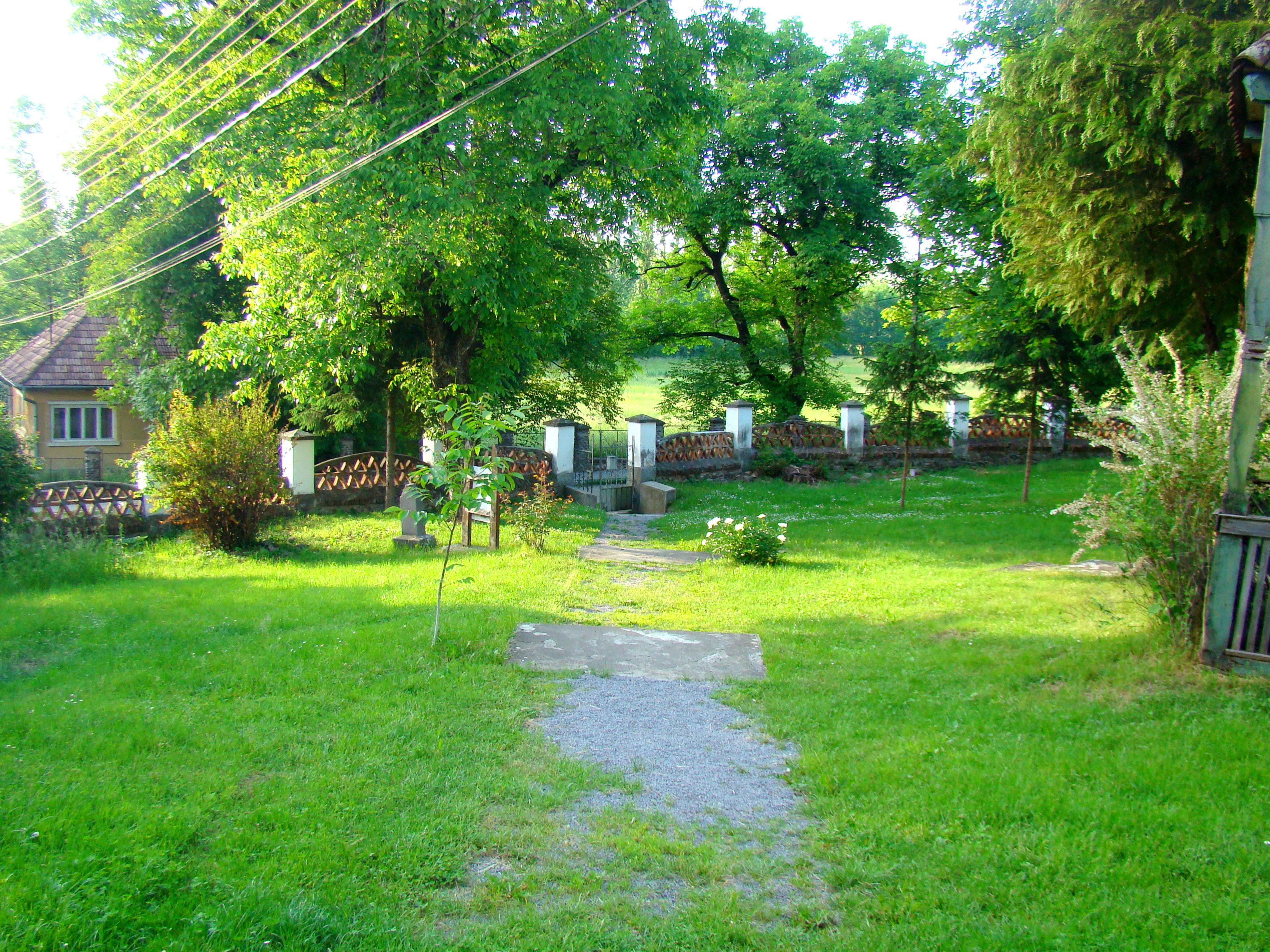
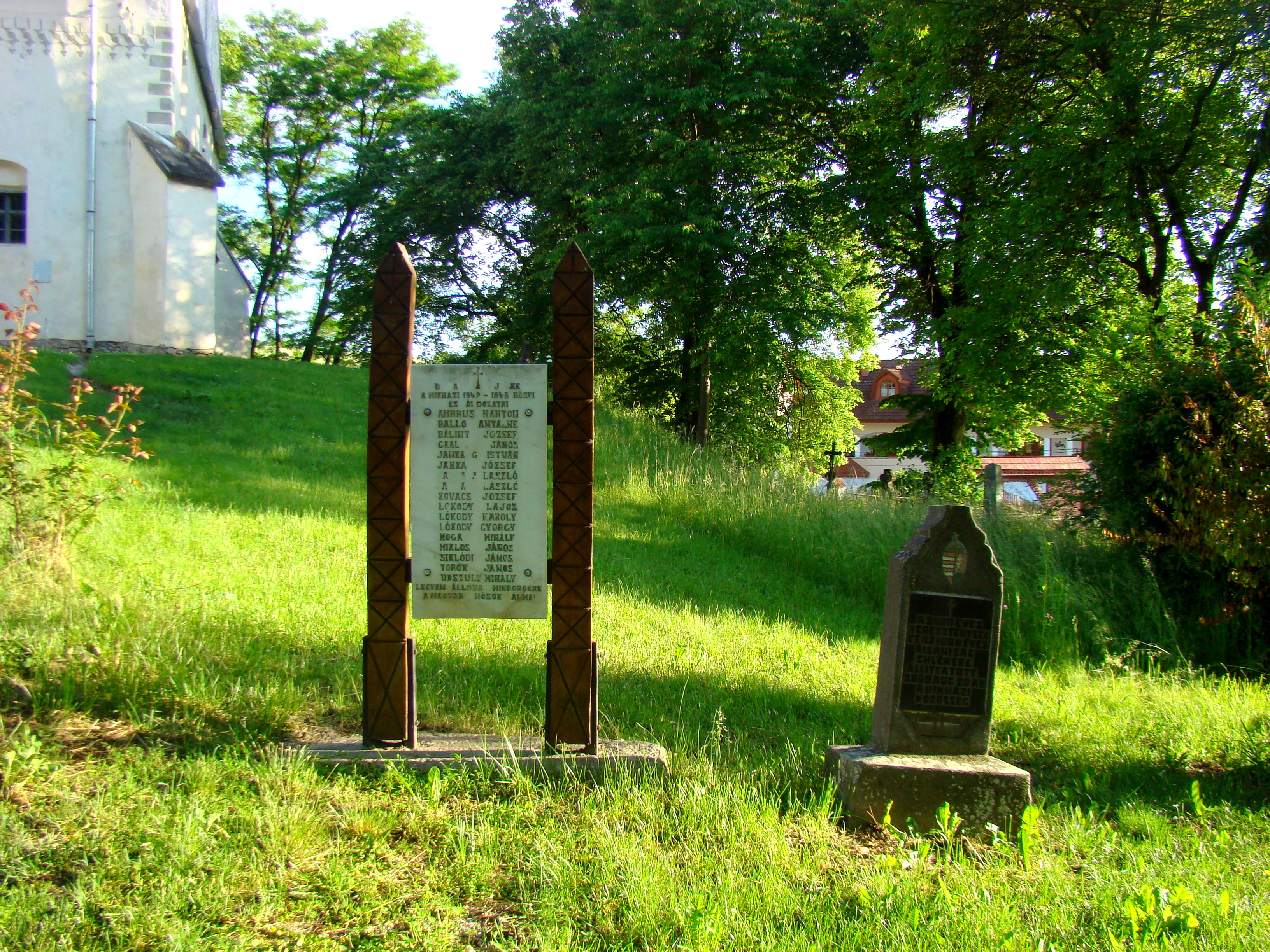
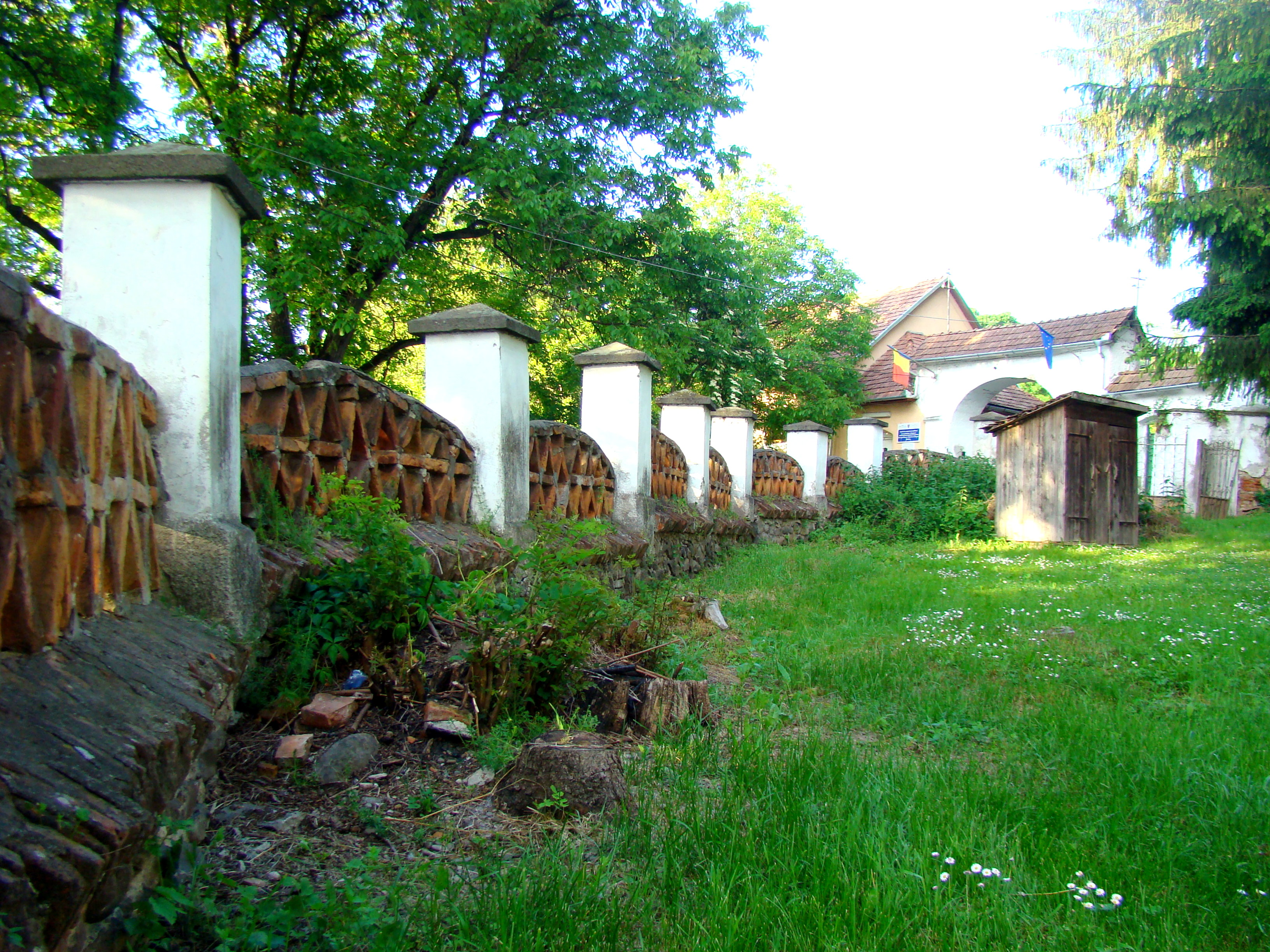

## Vezi și
- Călugăreni, Mureș

## Imagini din interior

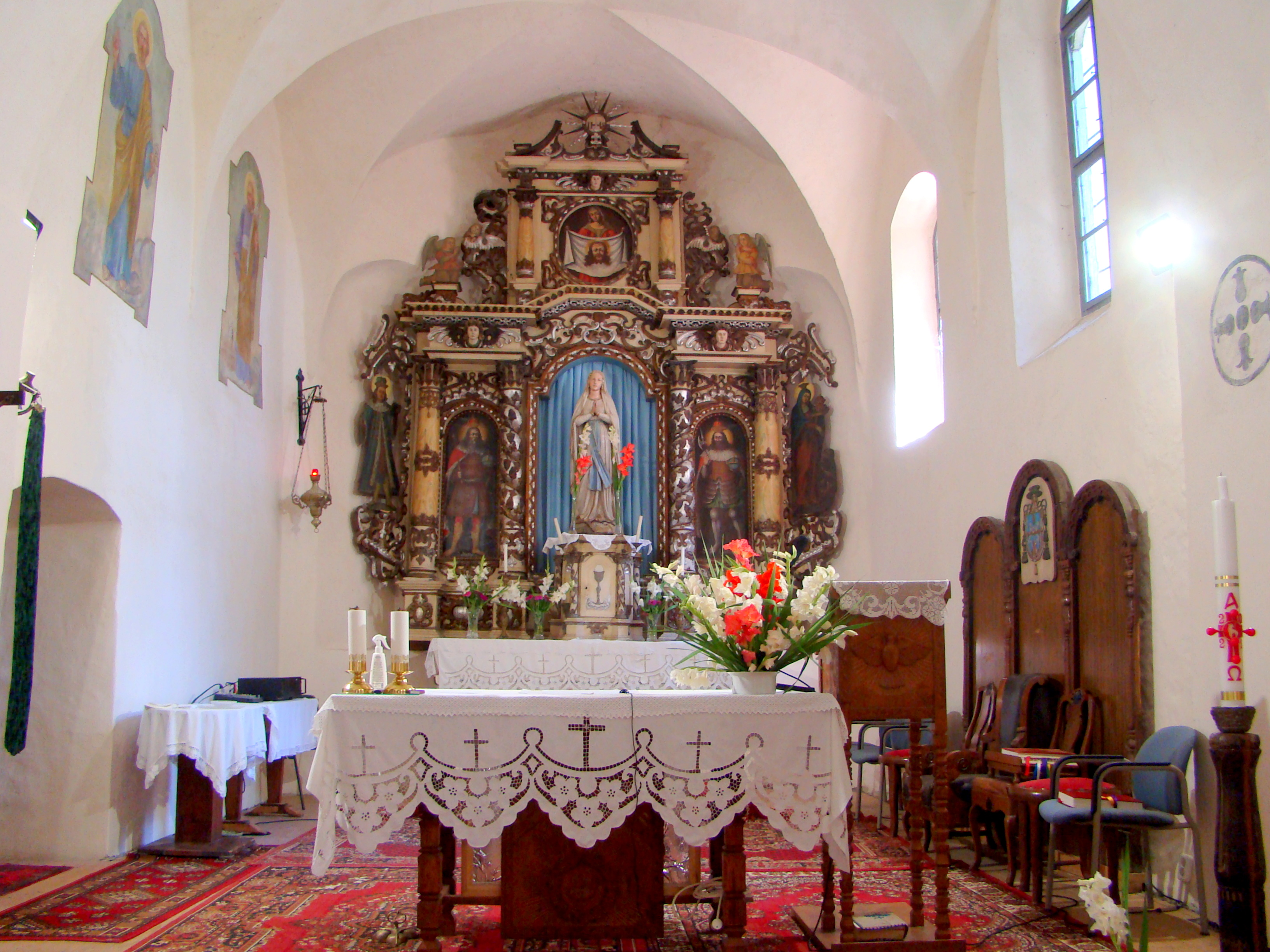
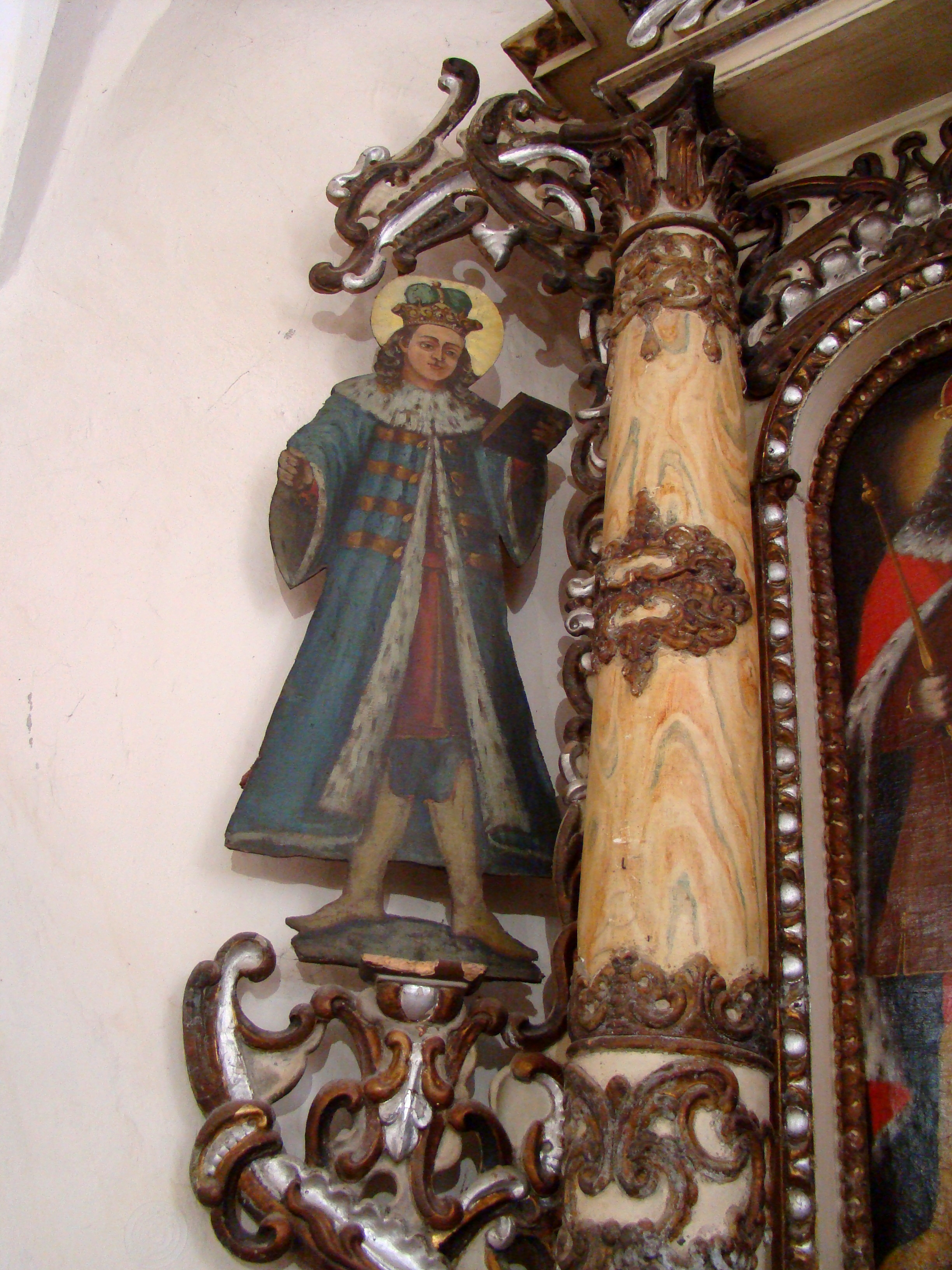
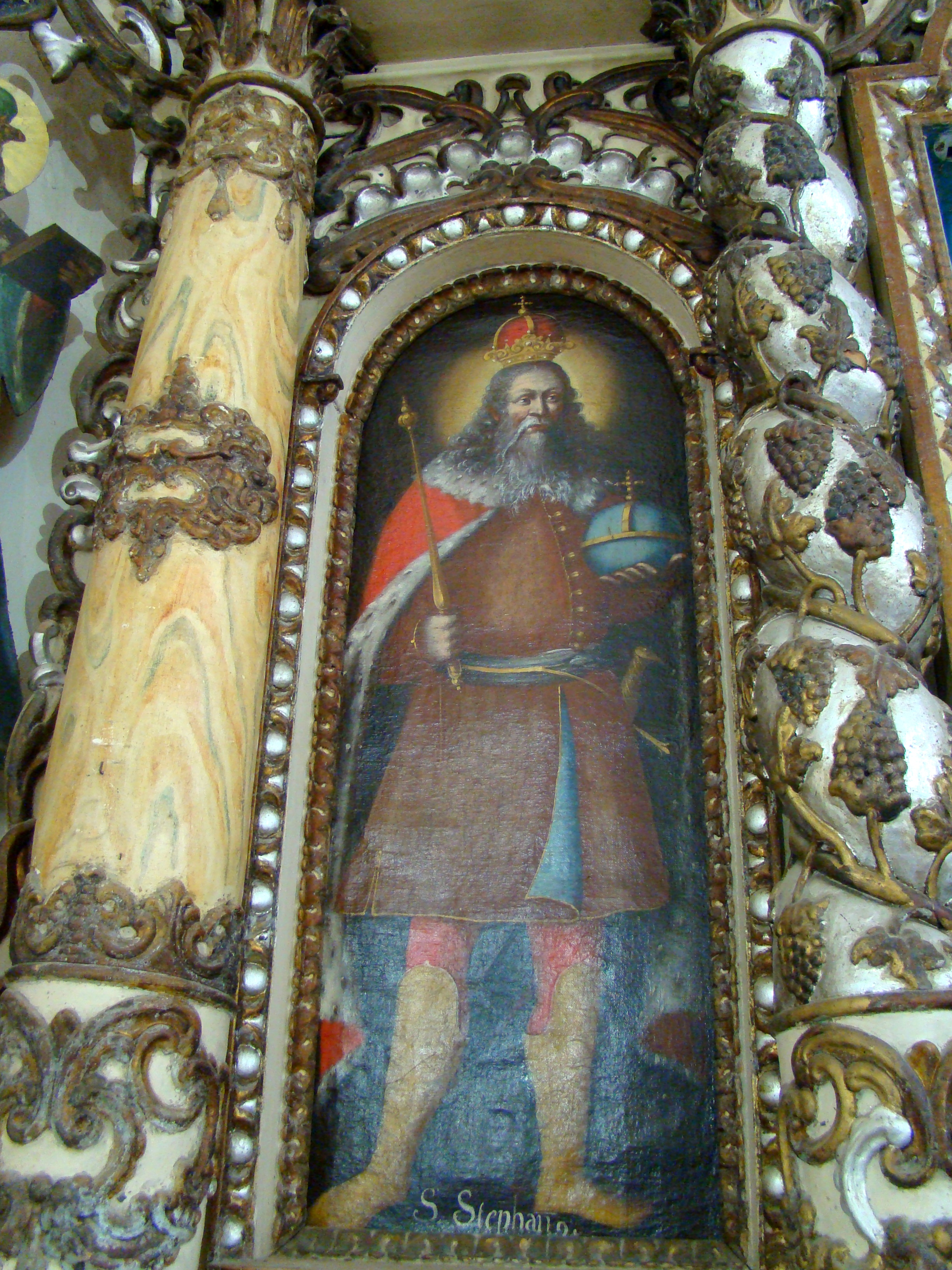
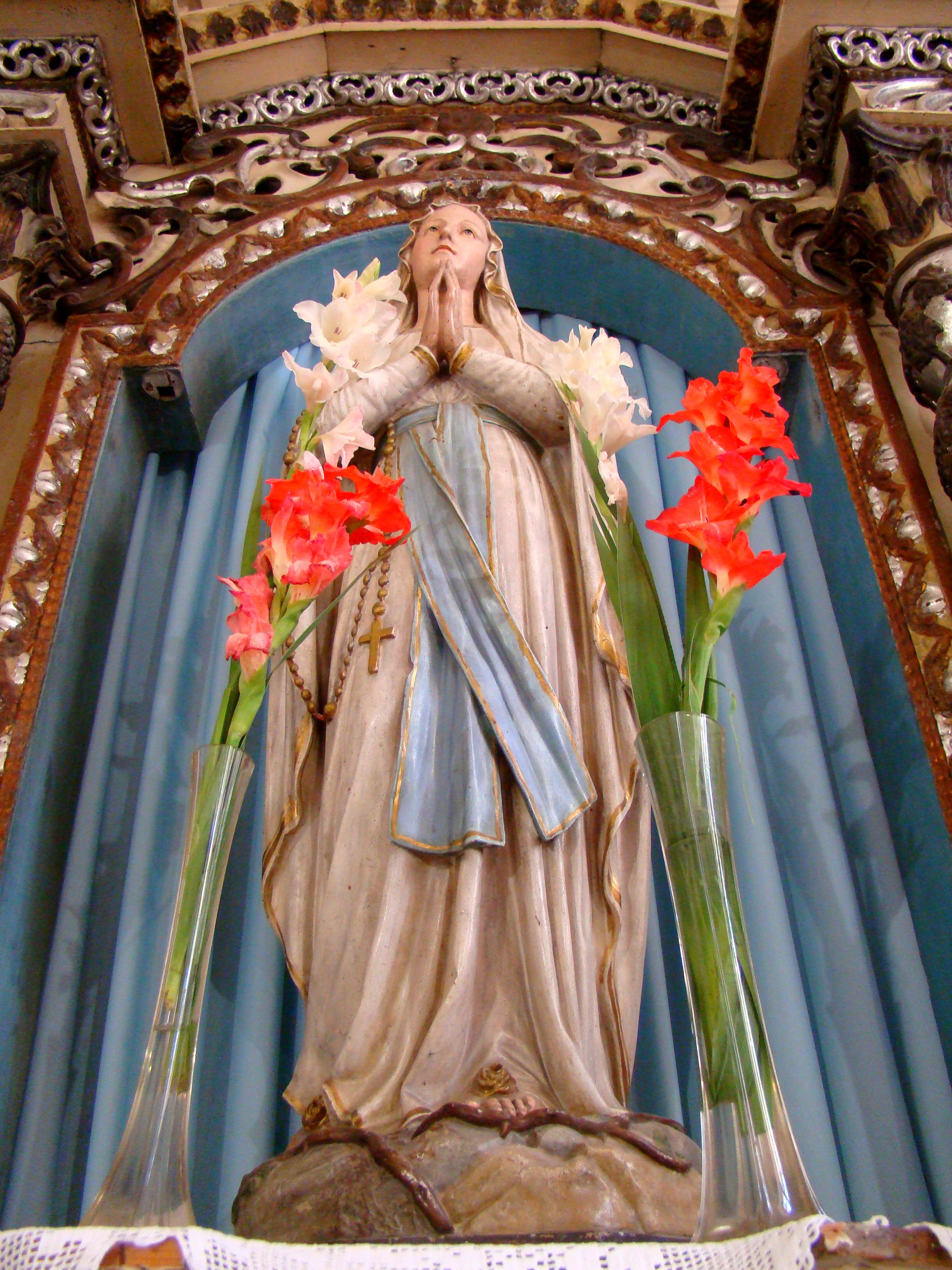
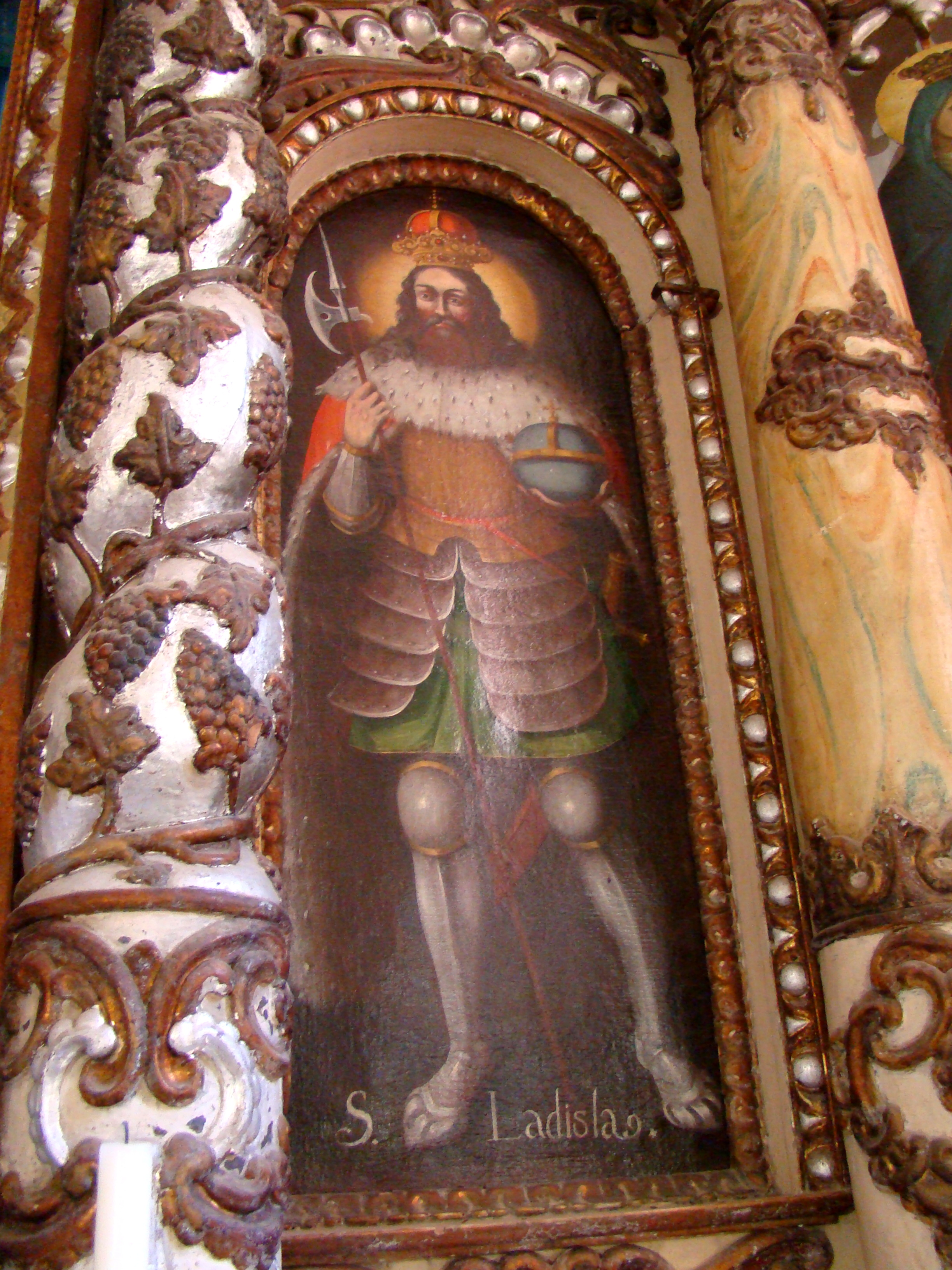
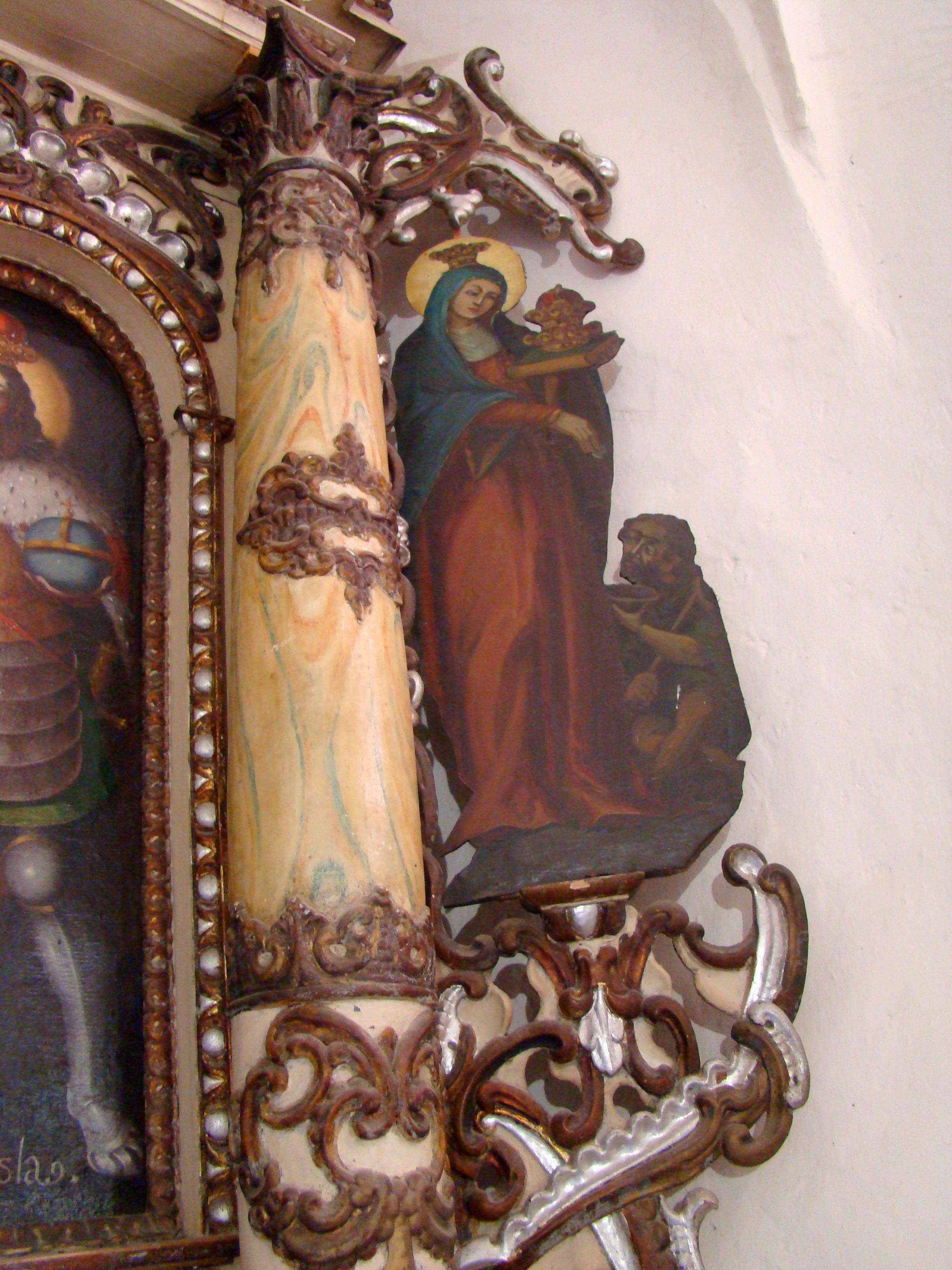
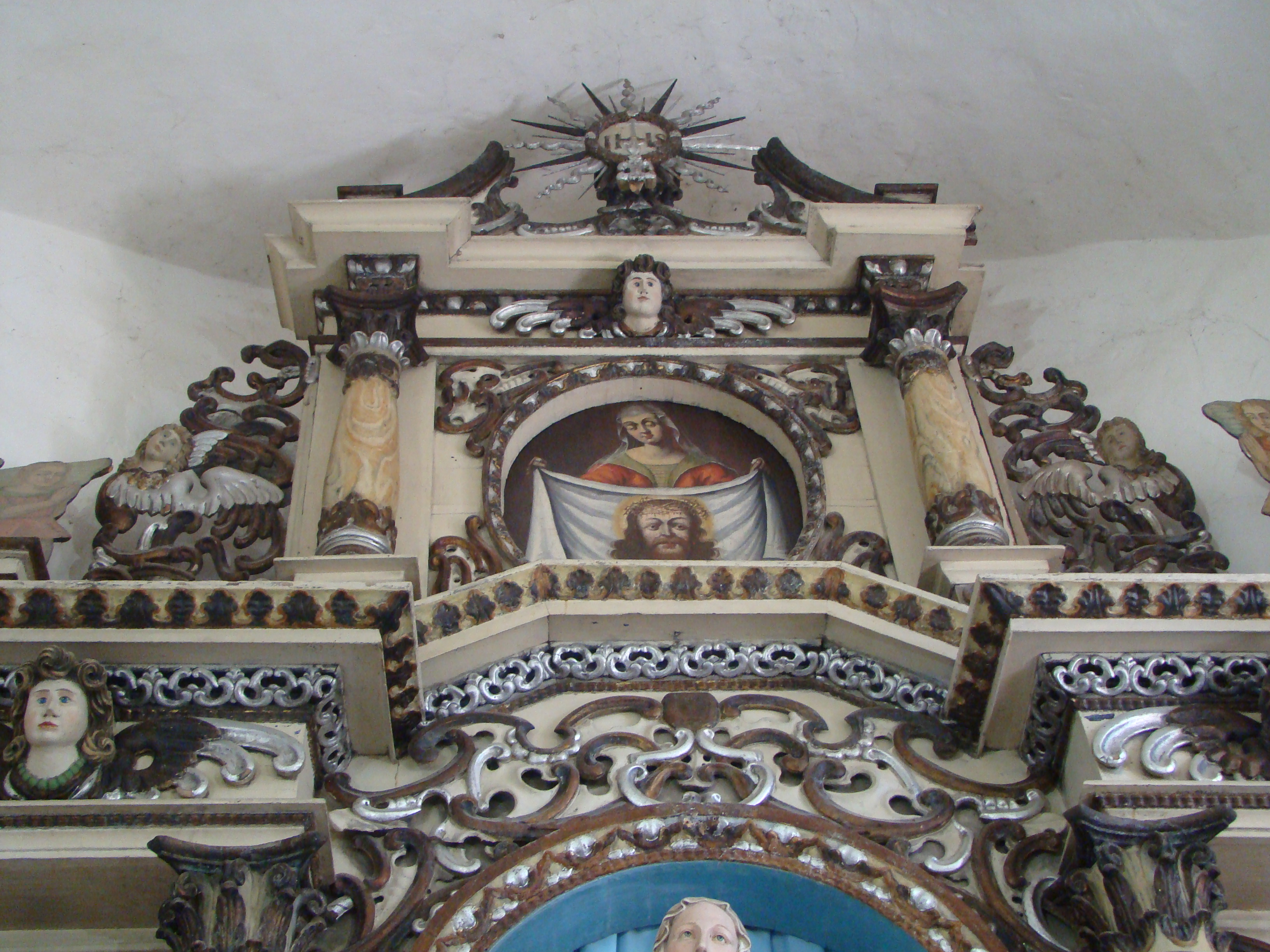
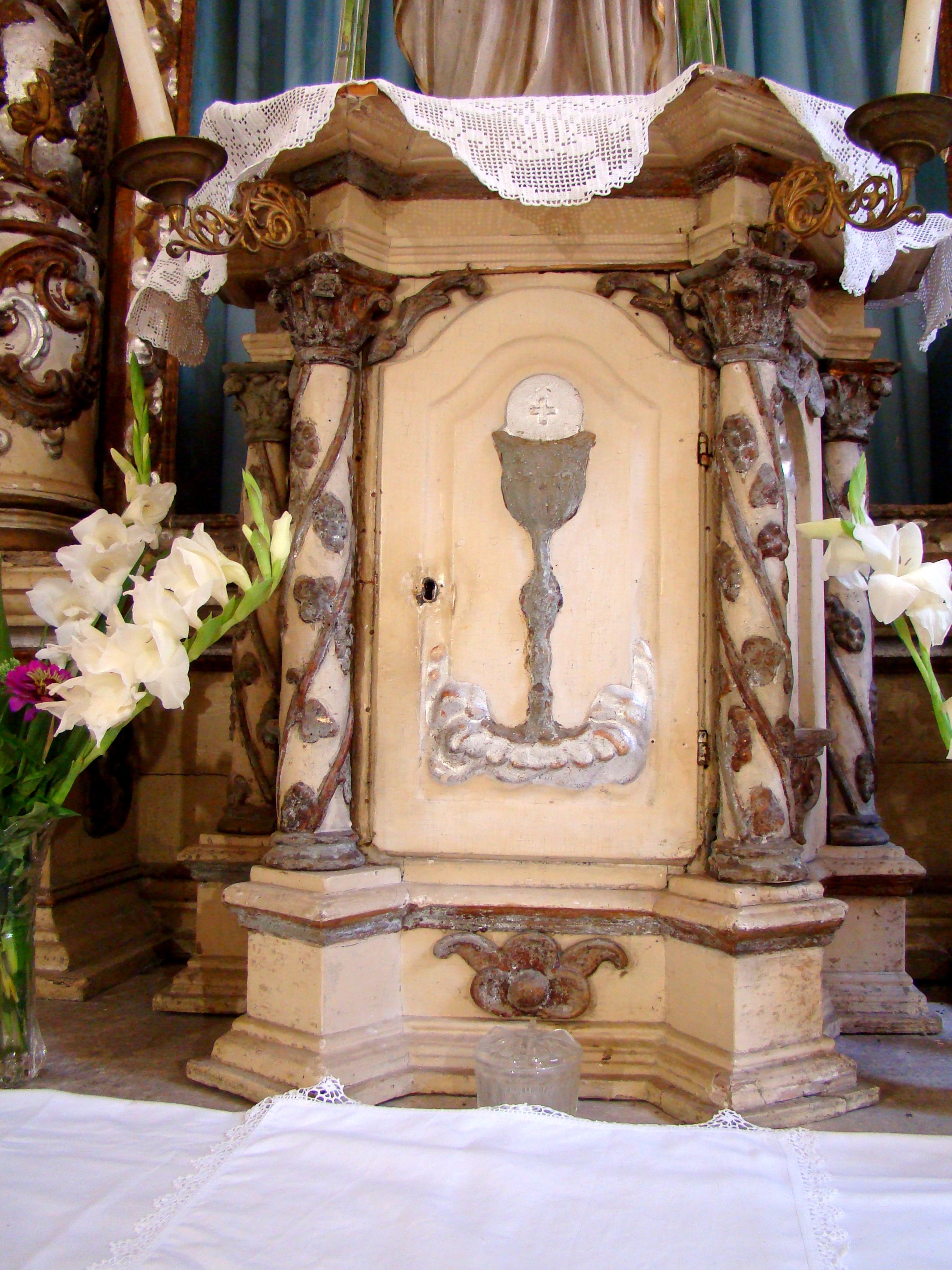
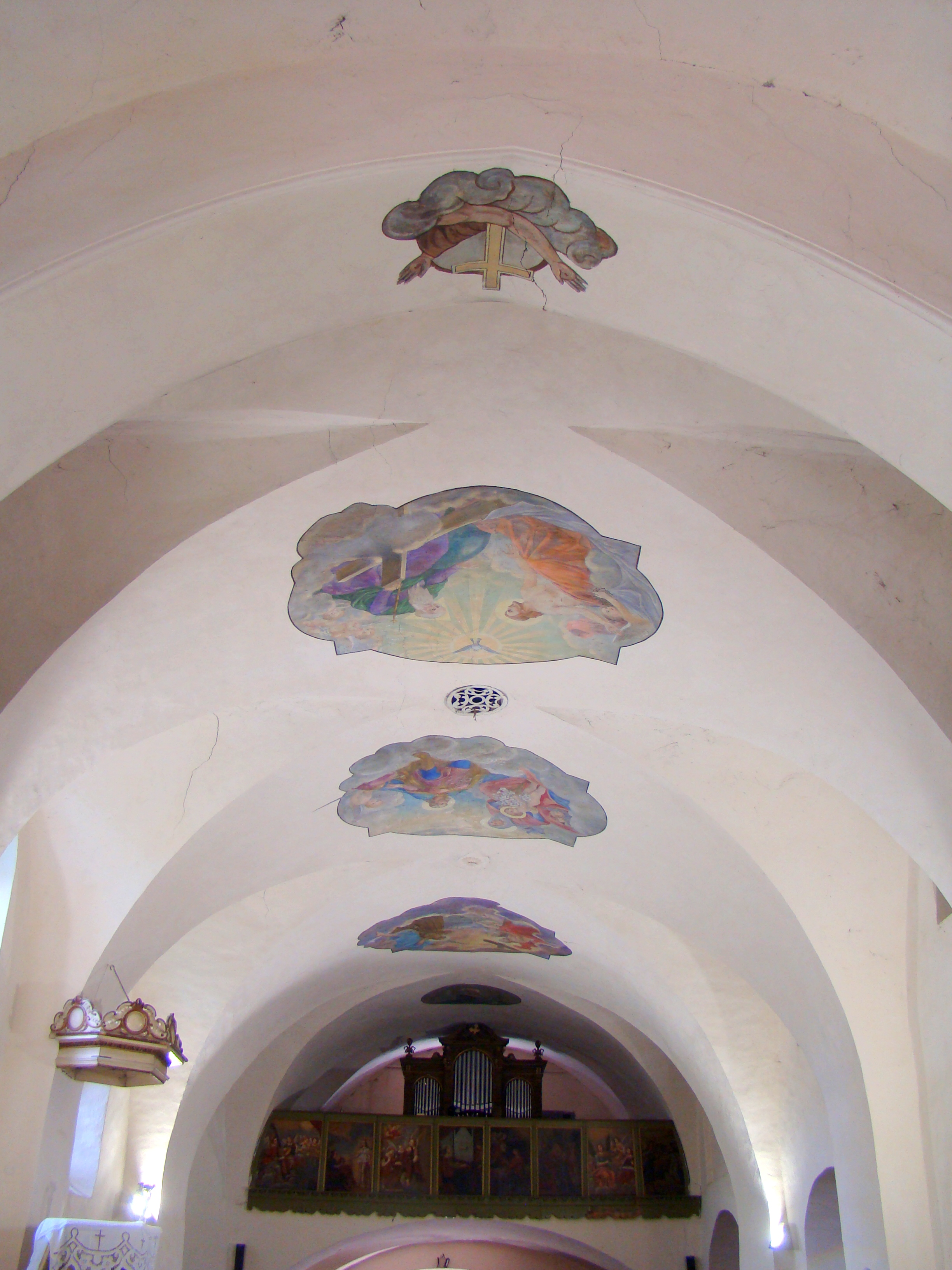
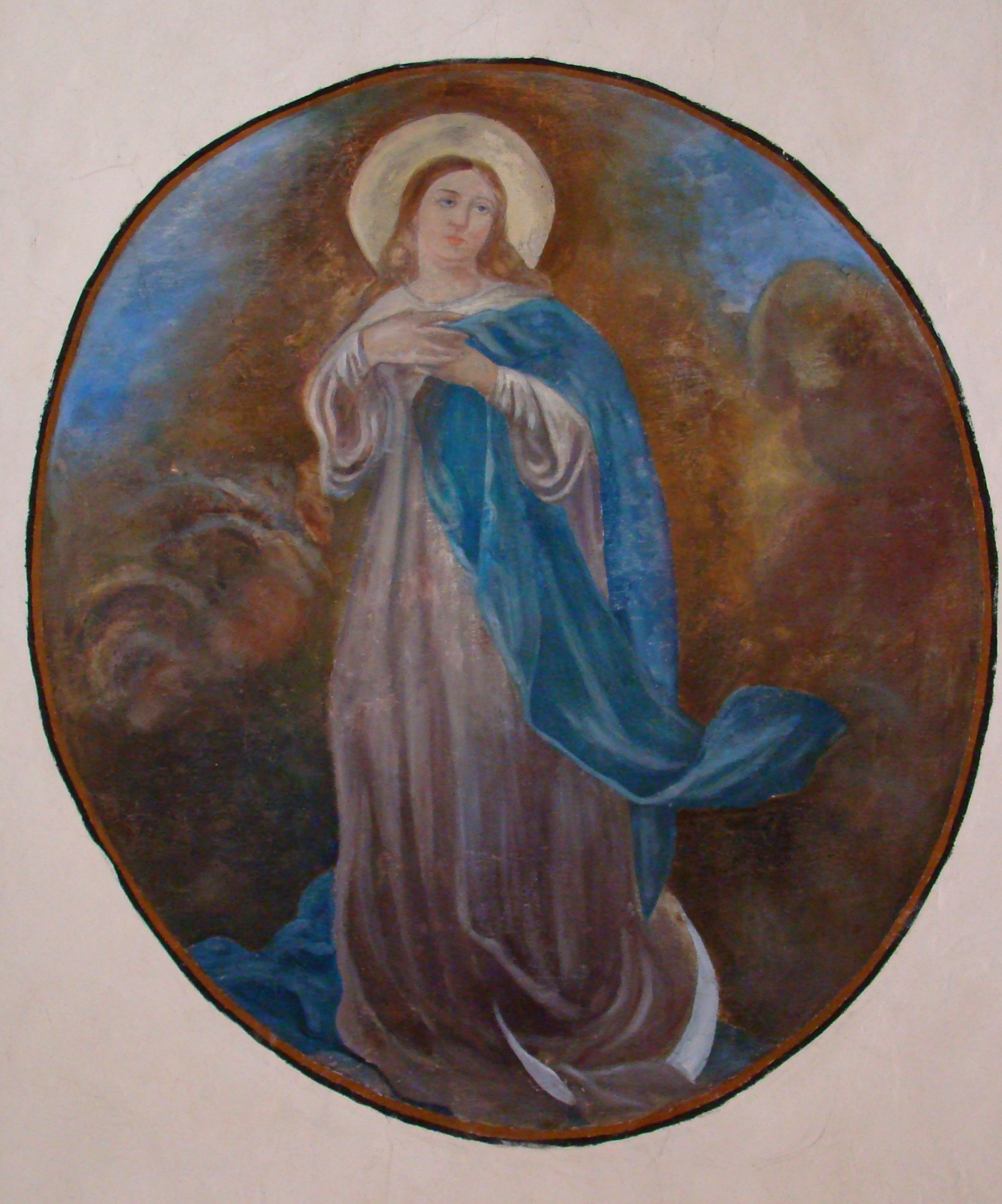
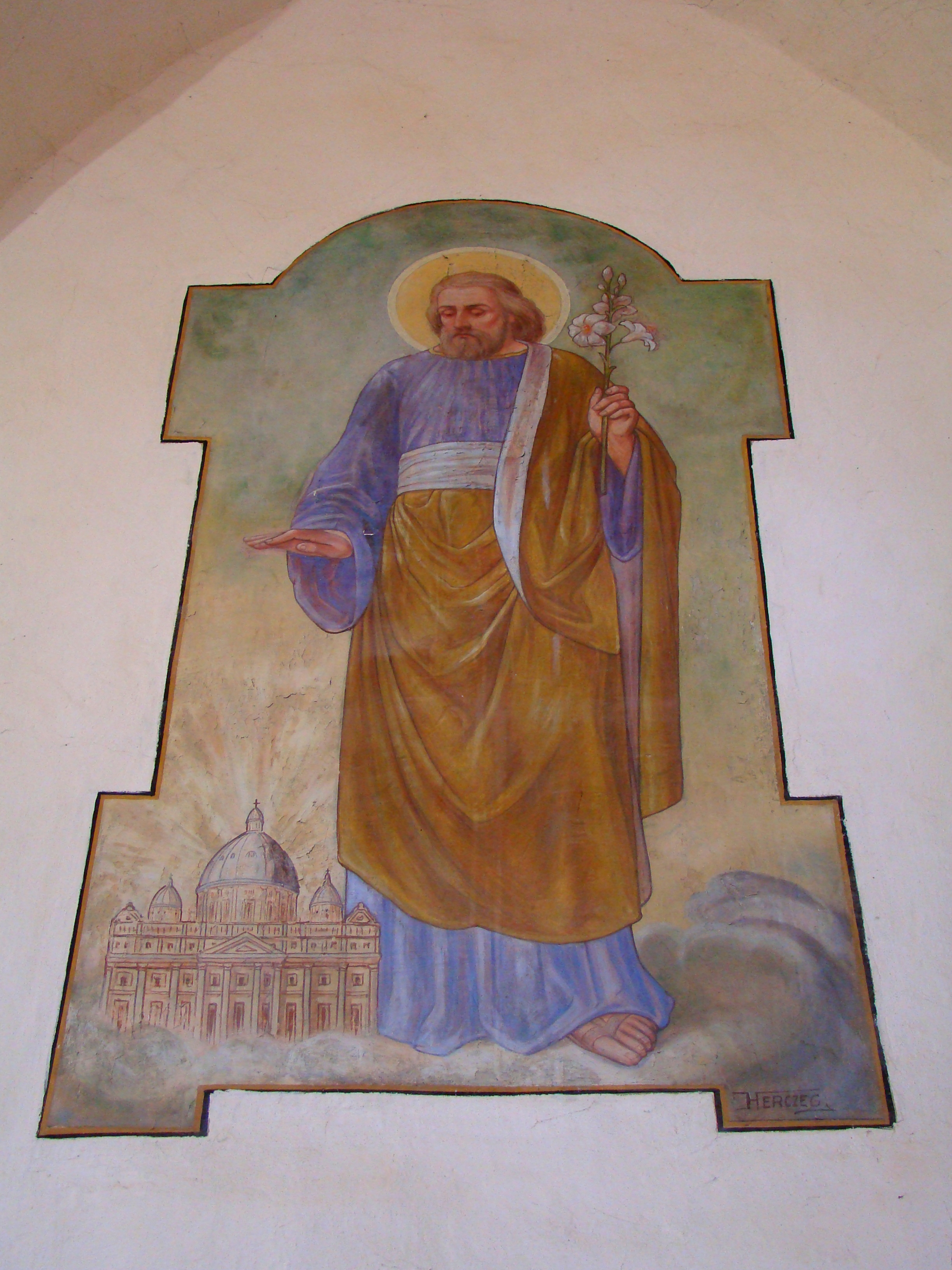
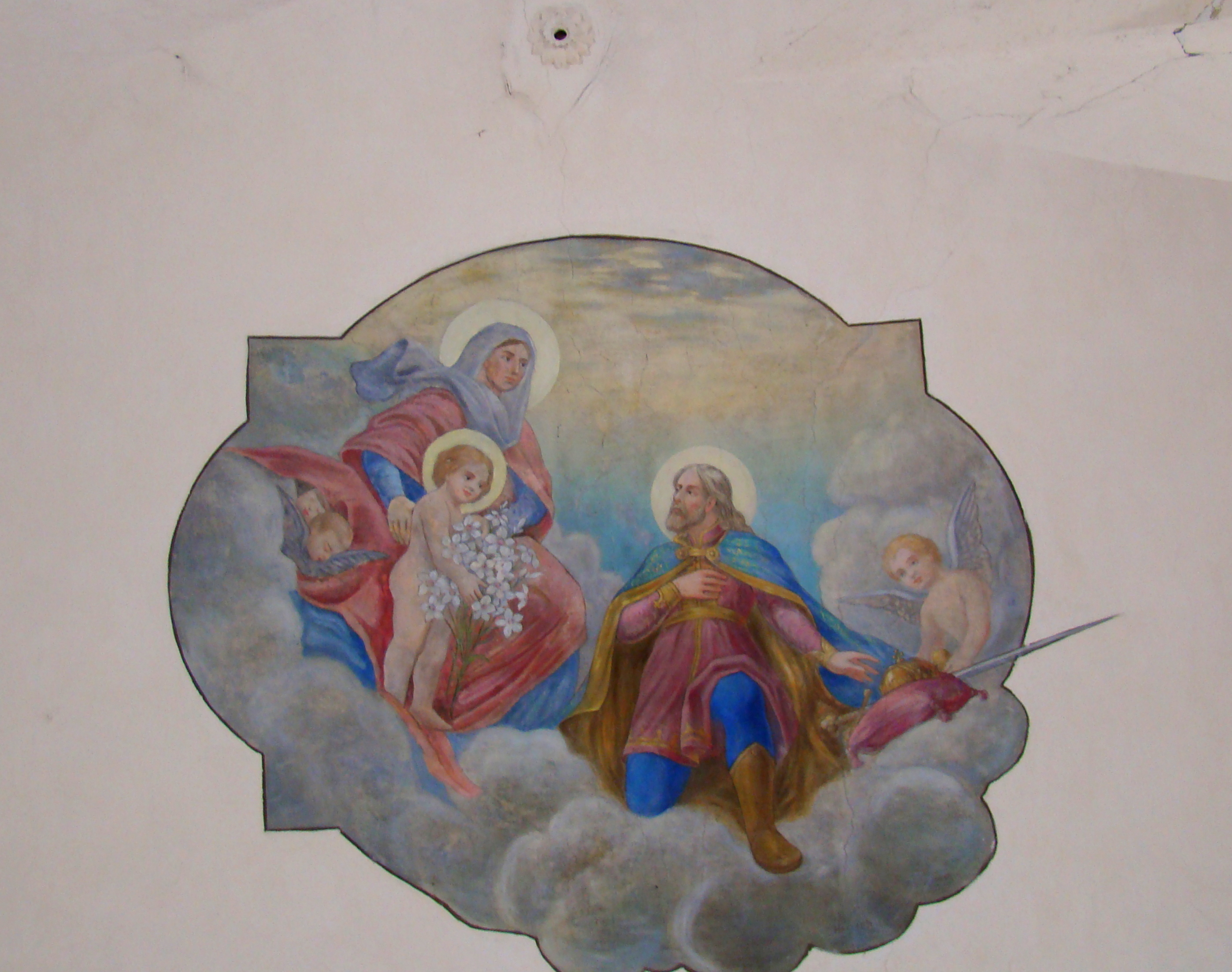
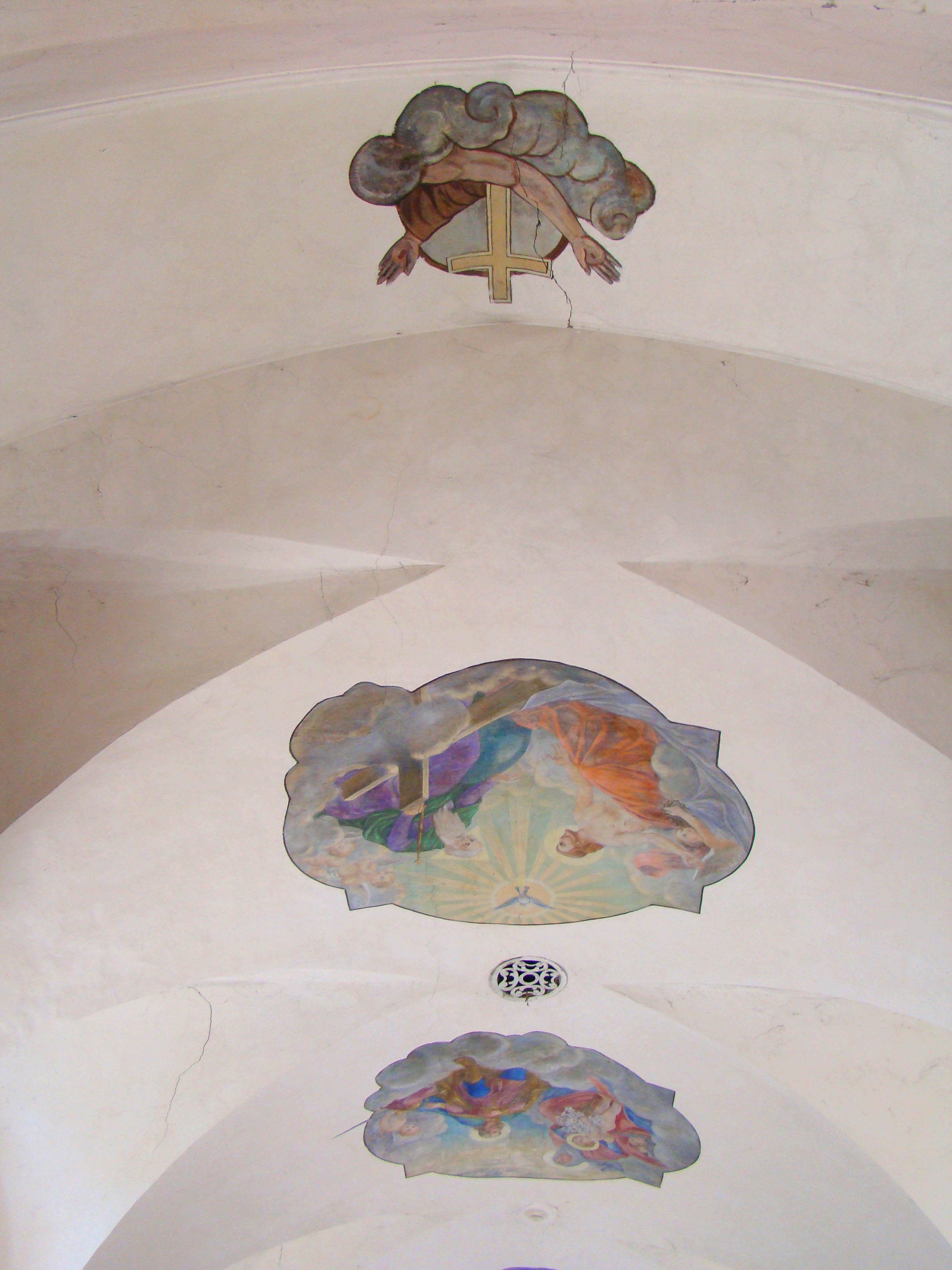
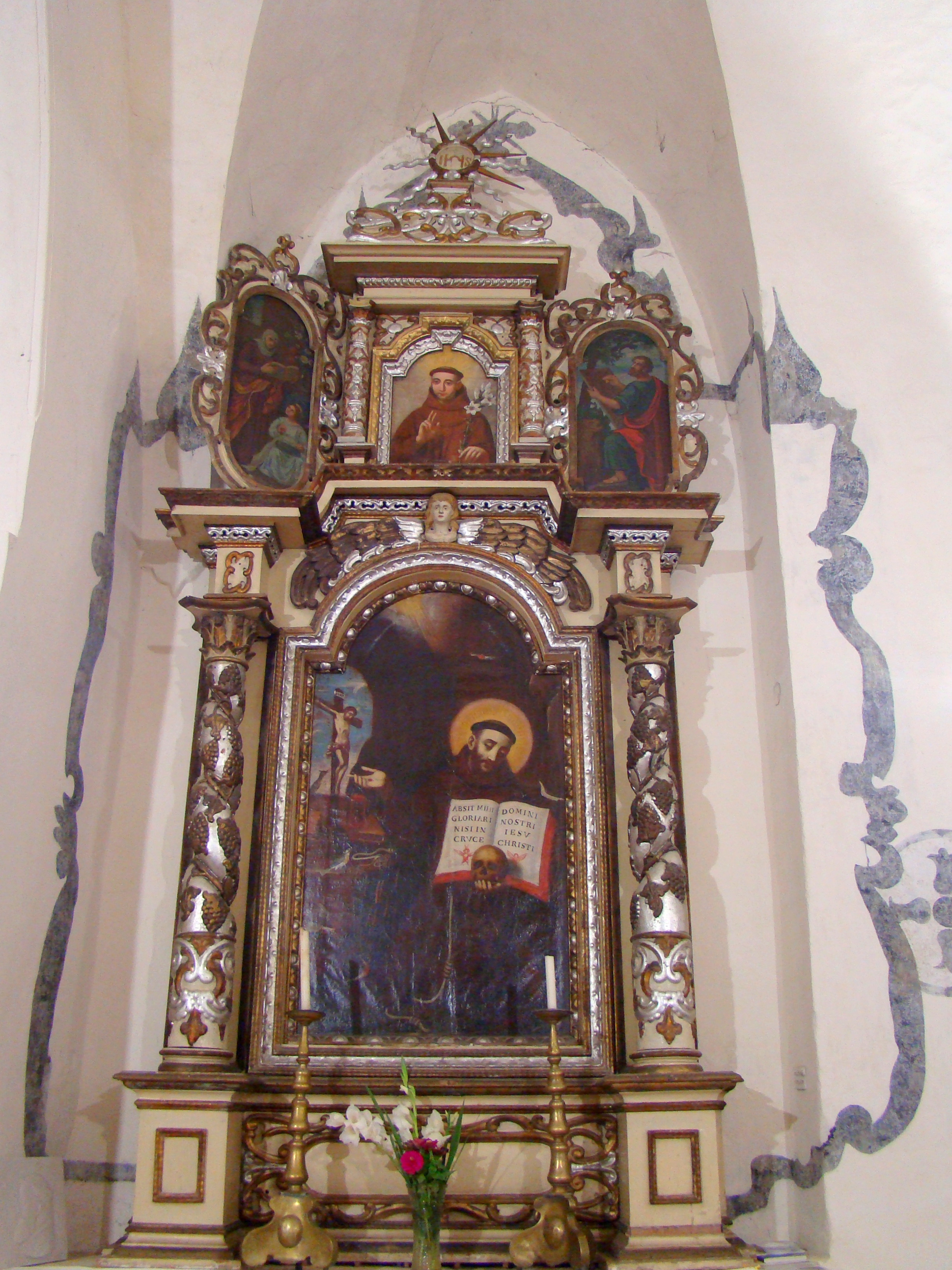
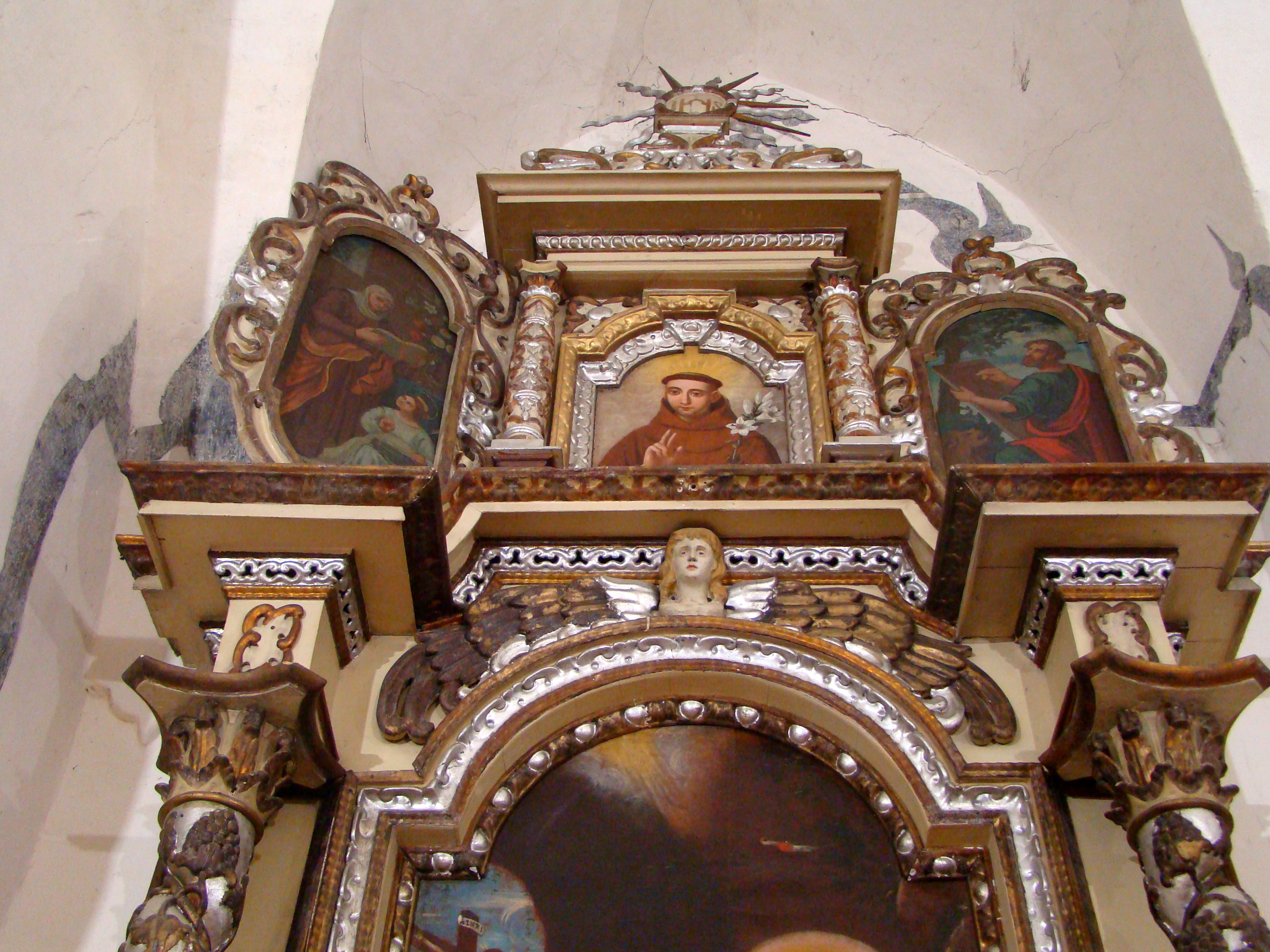
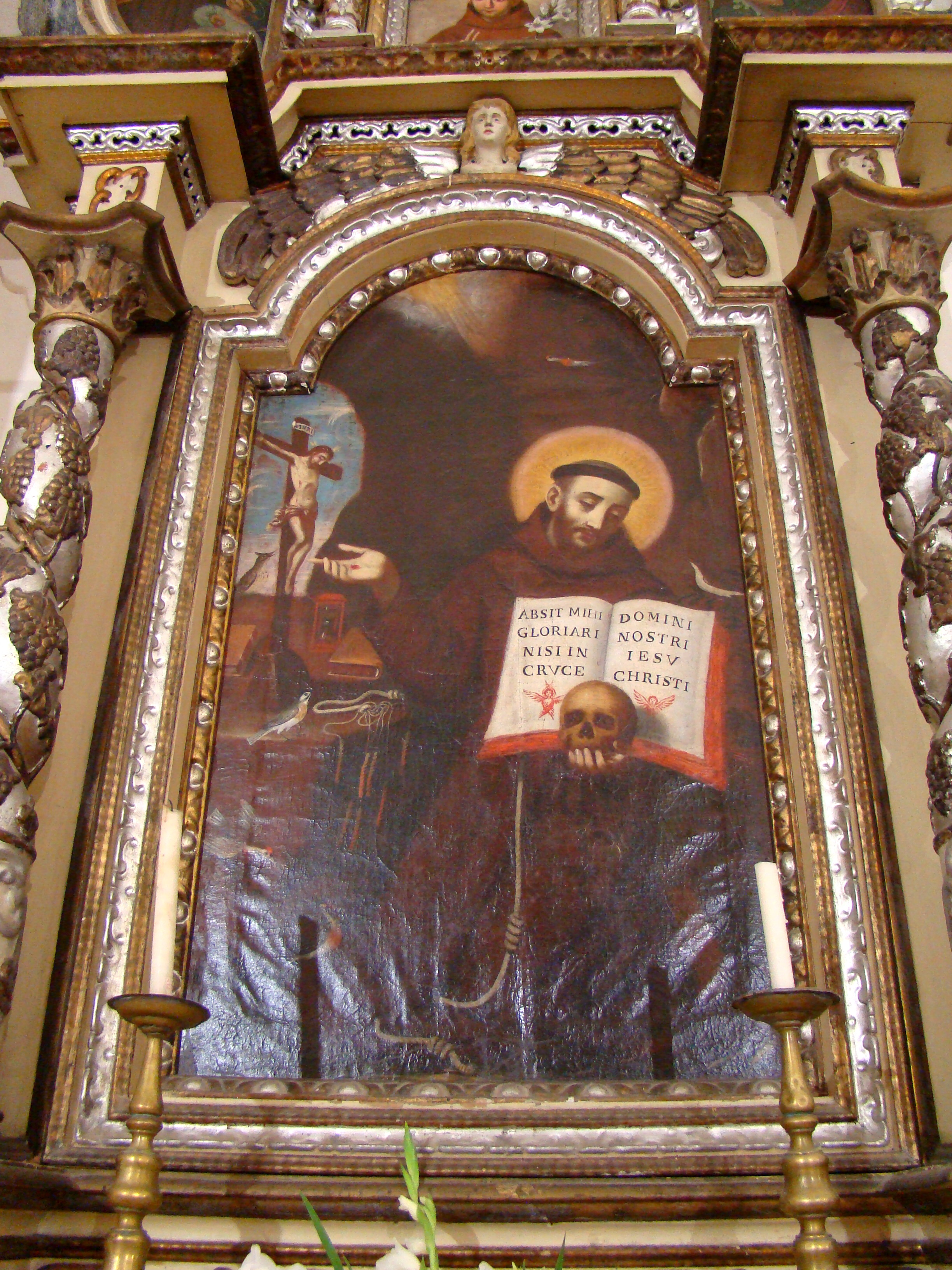
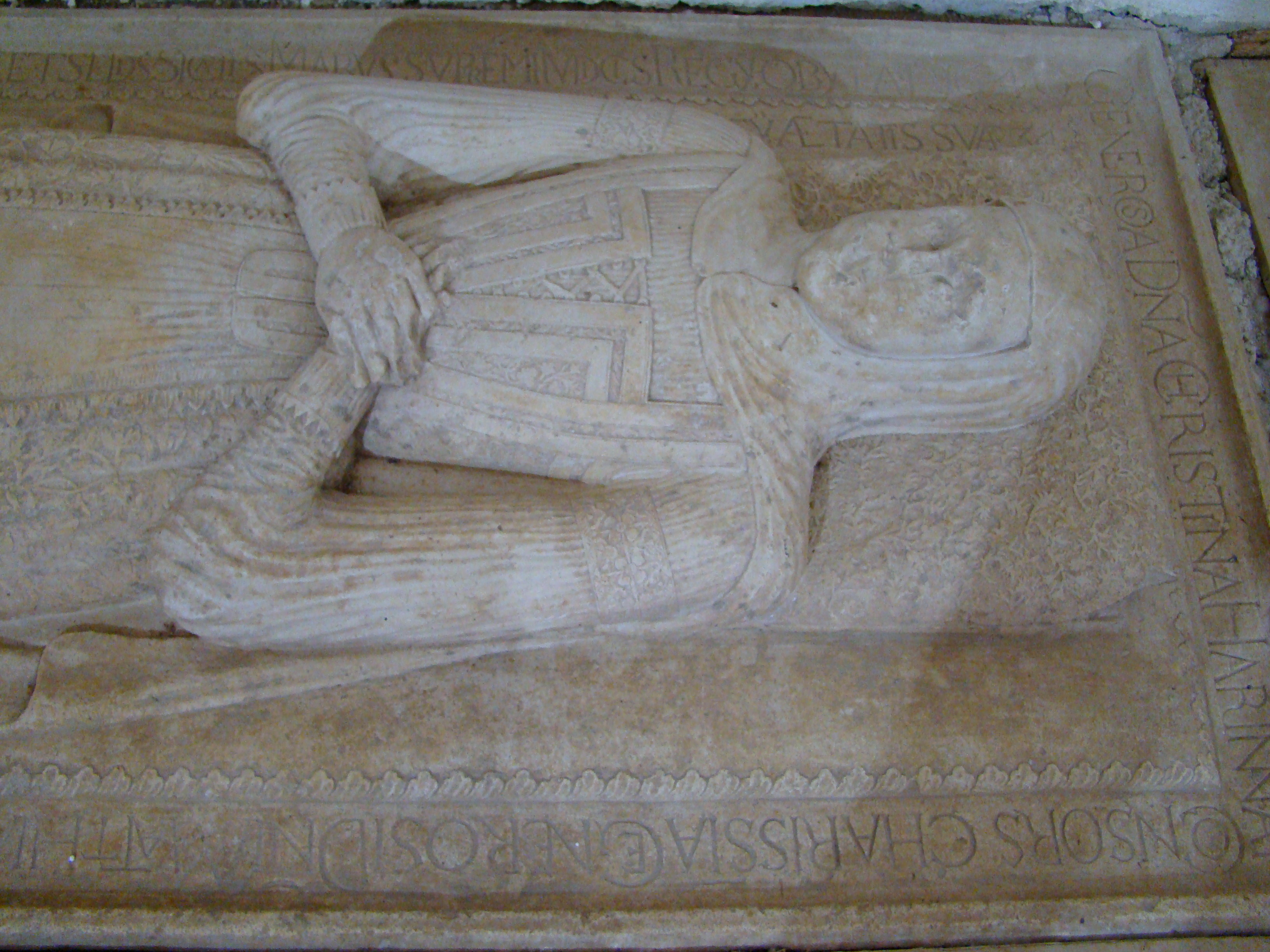
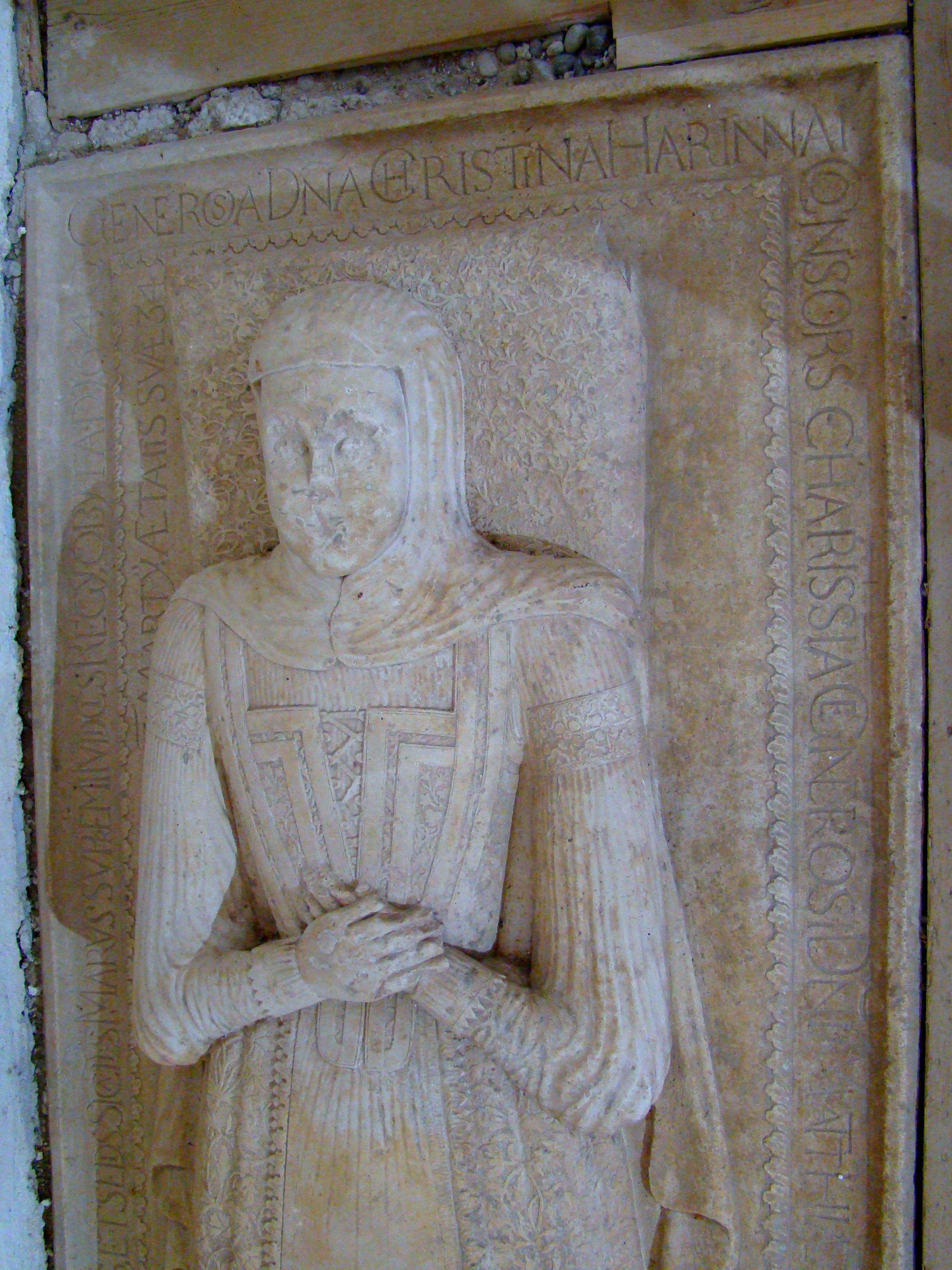
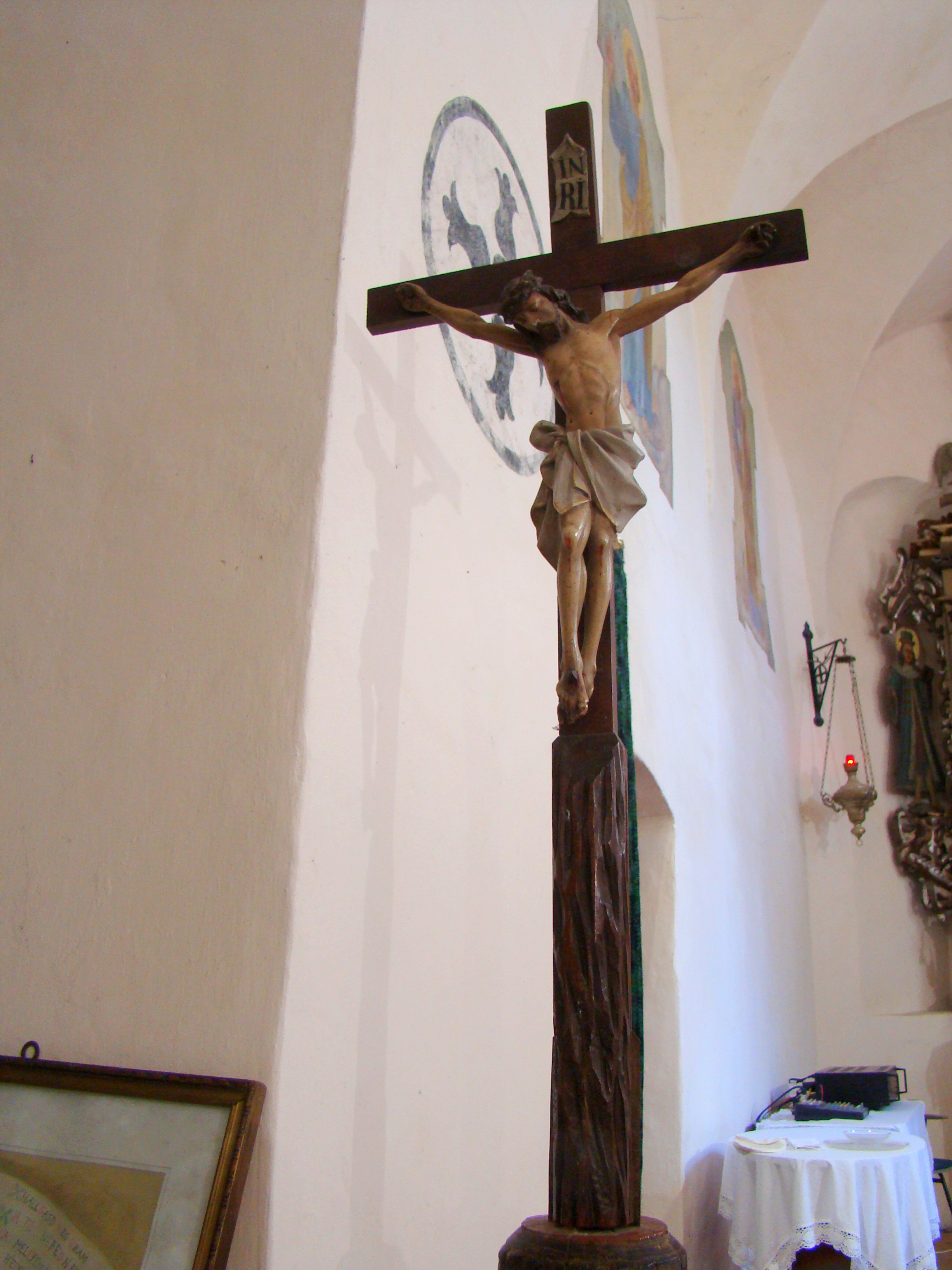
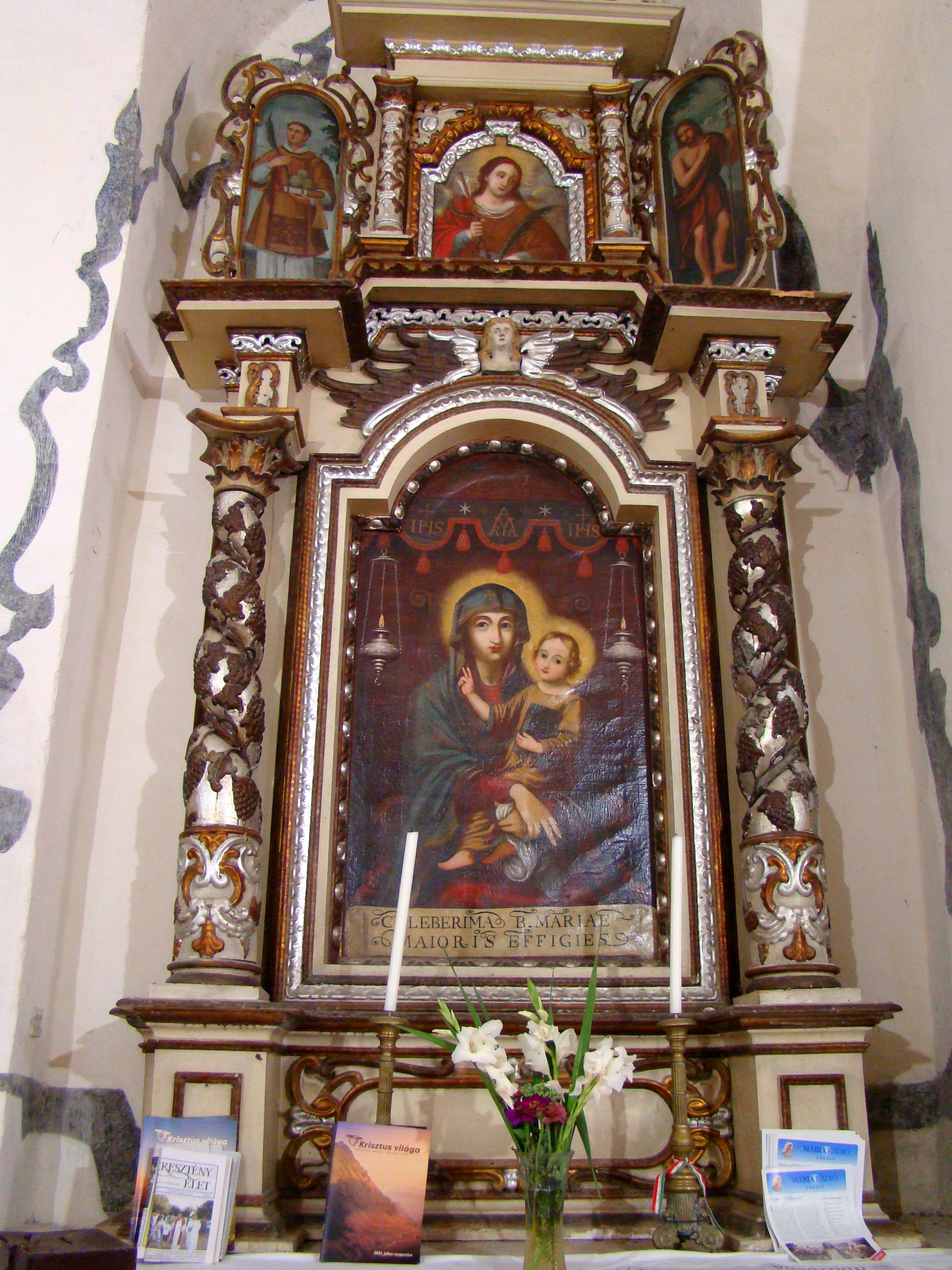
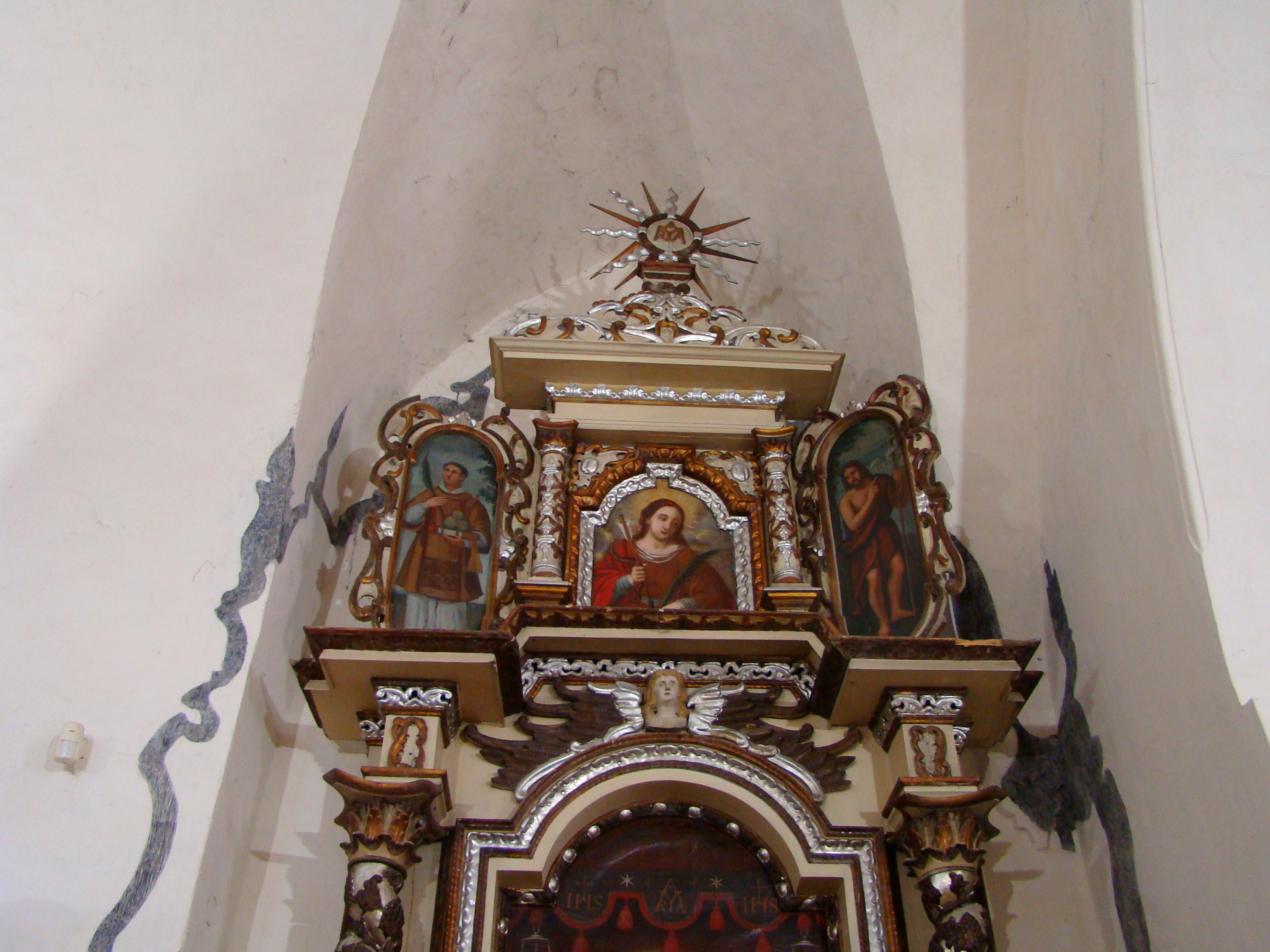
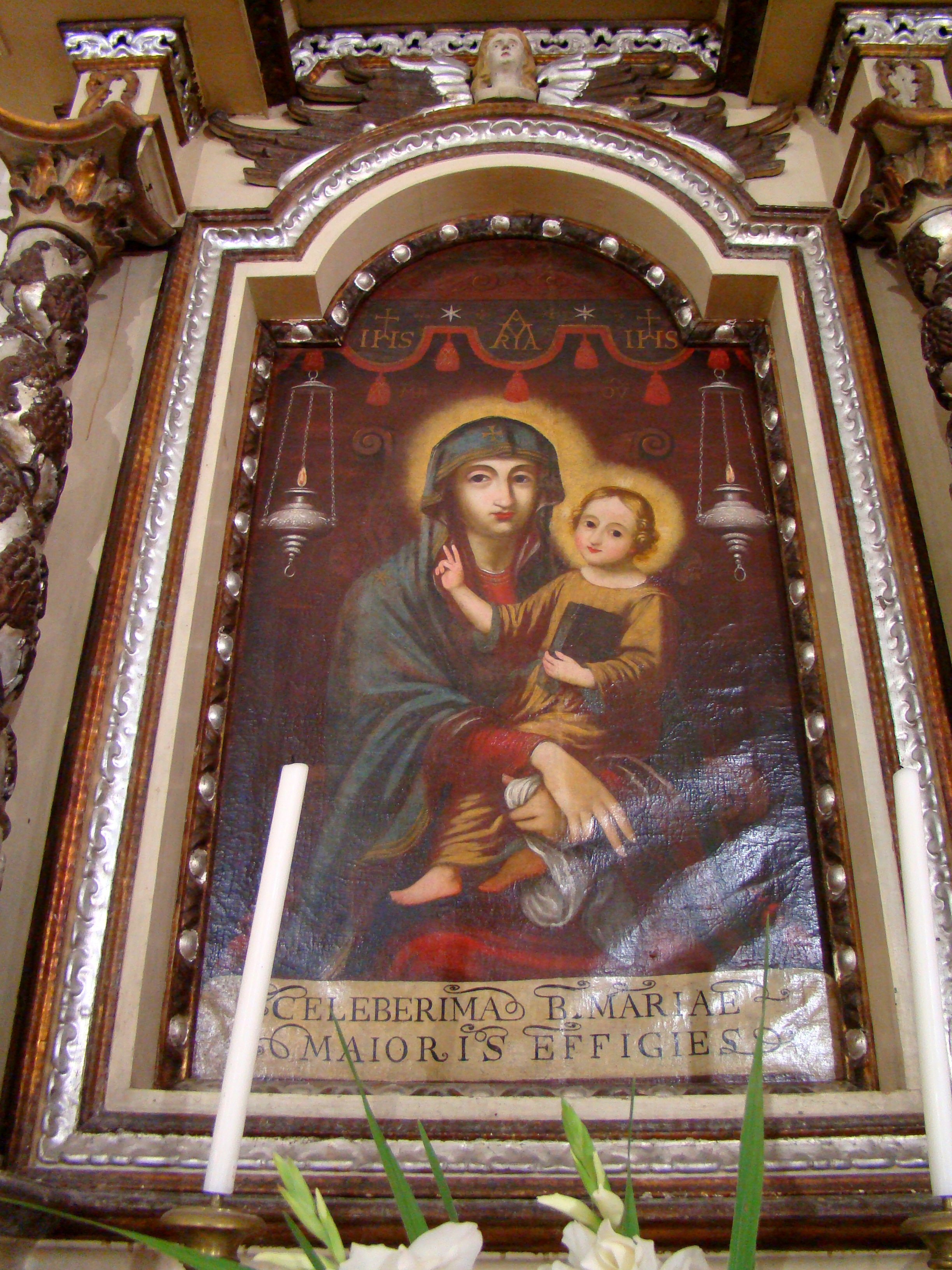
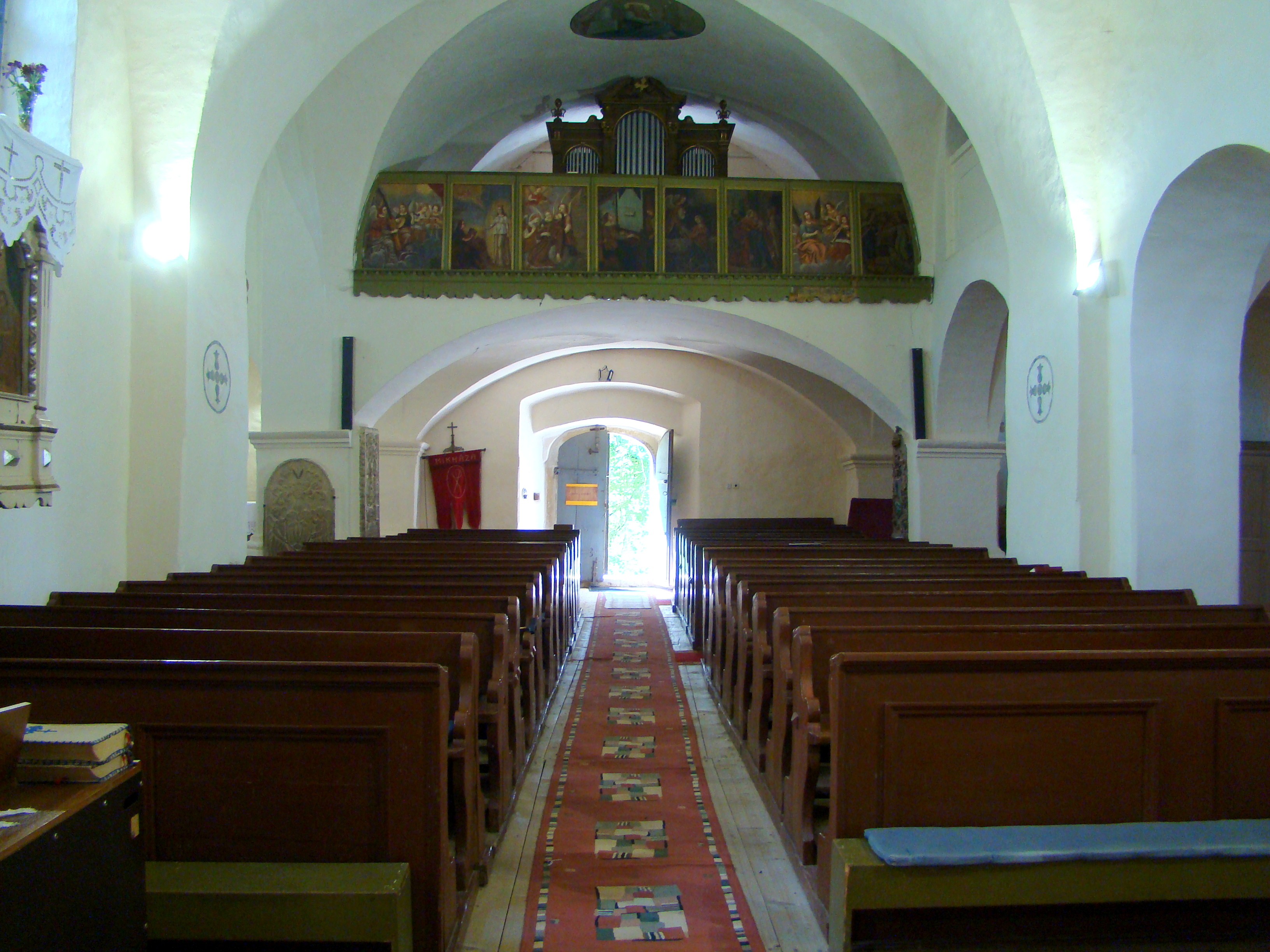
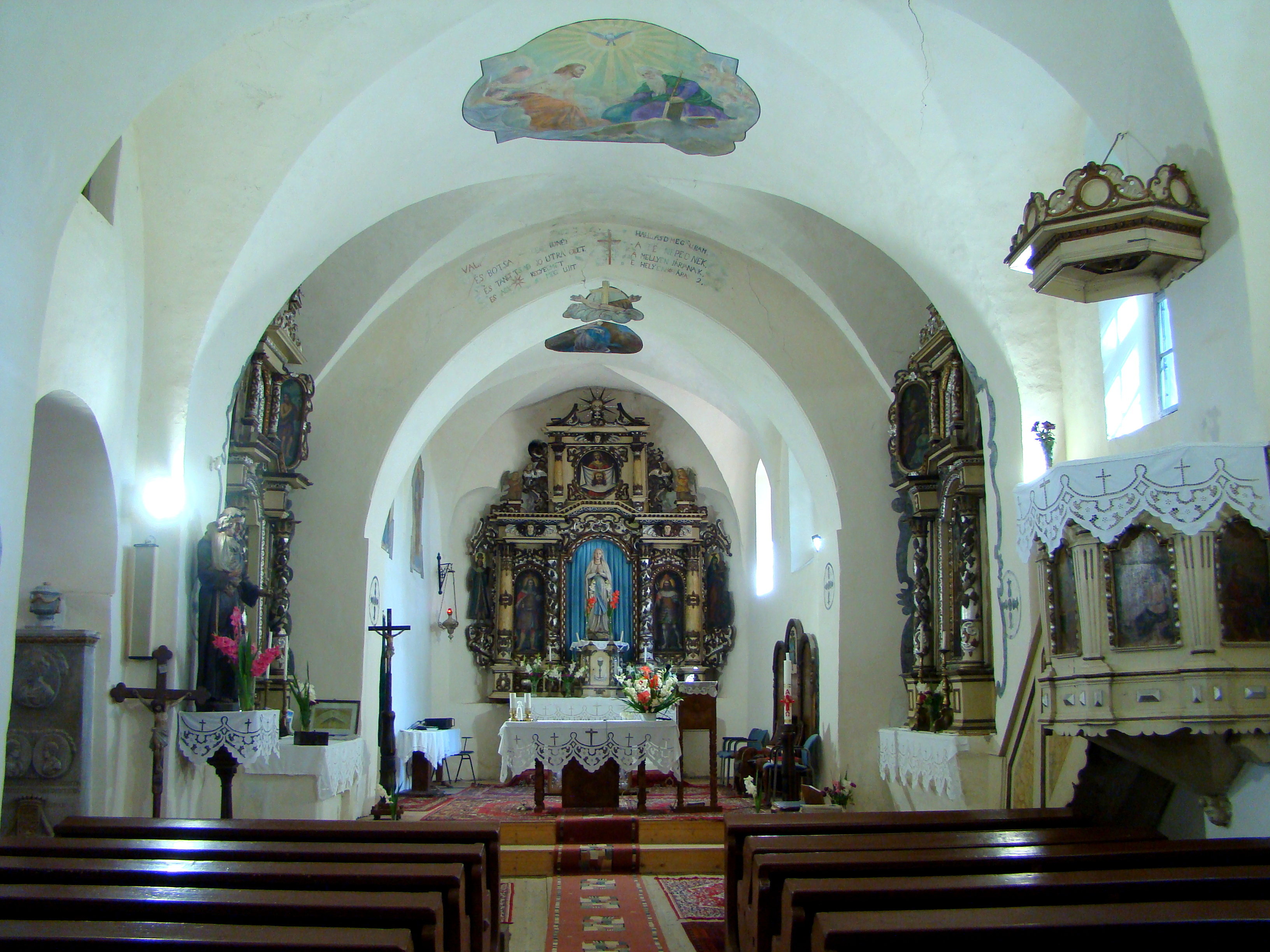
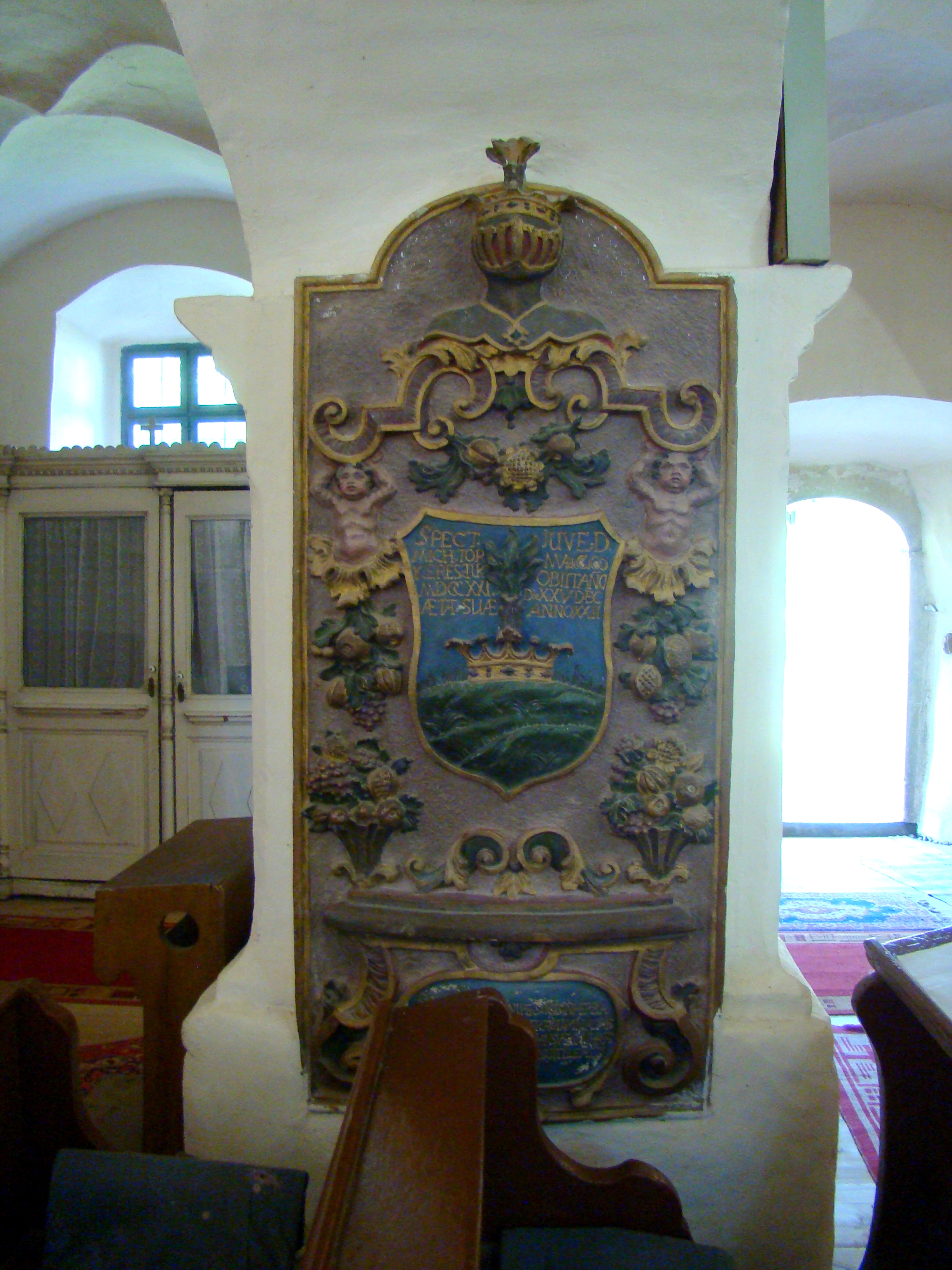
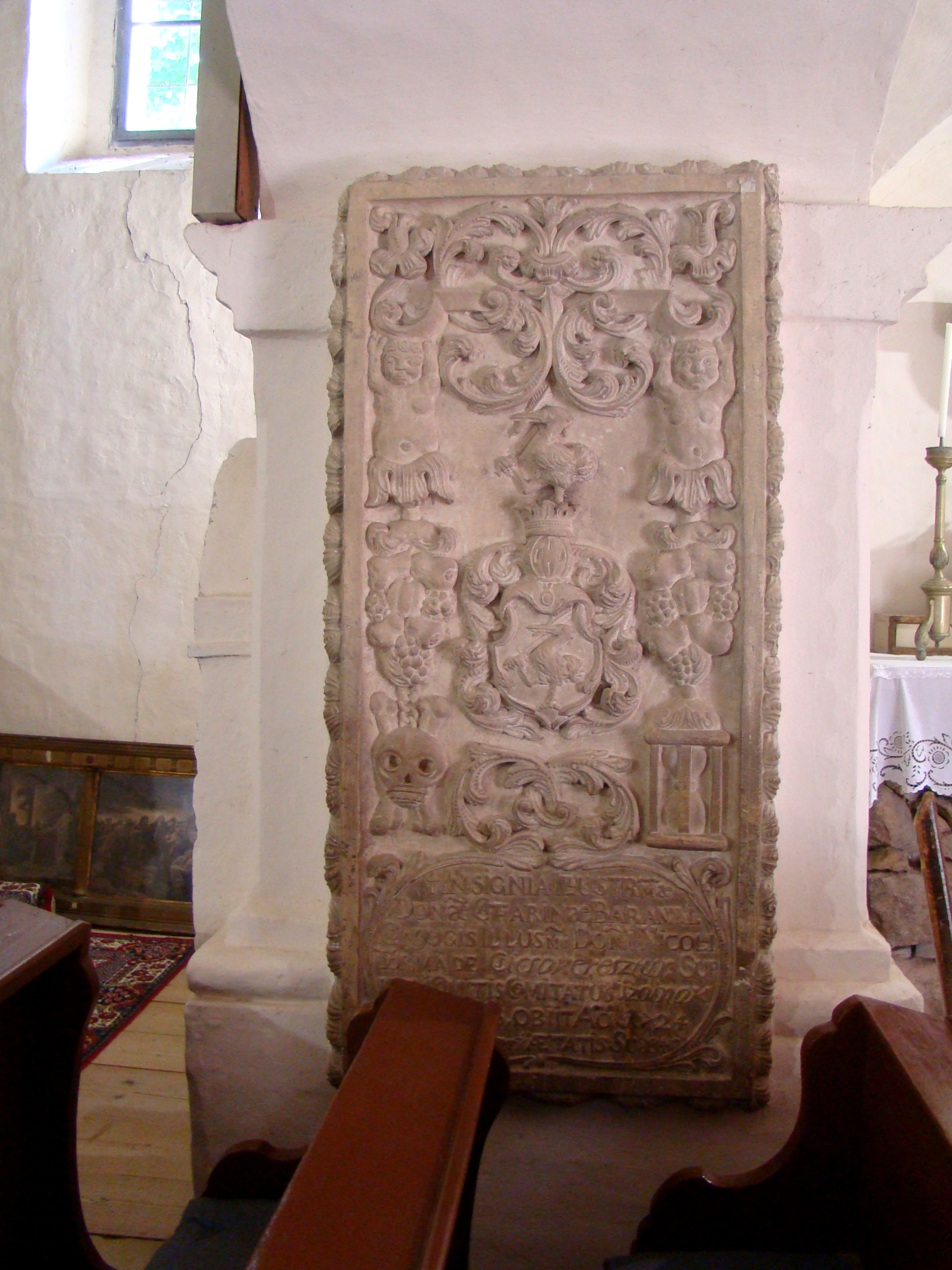
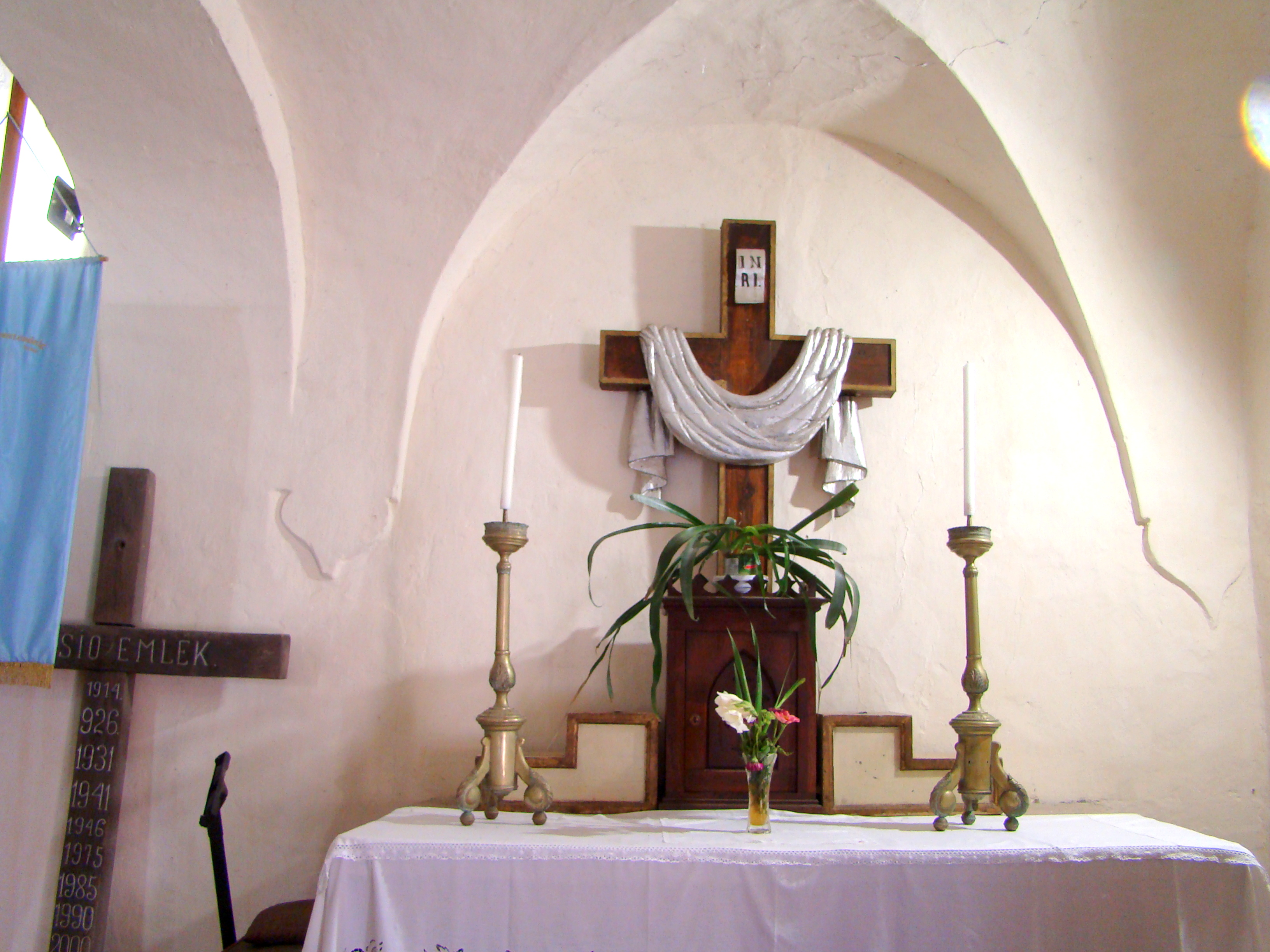
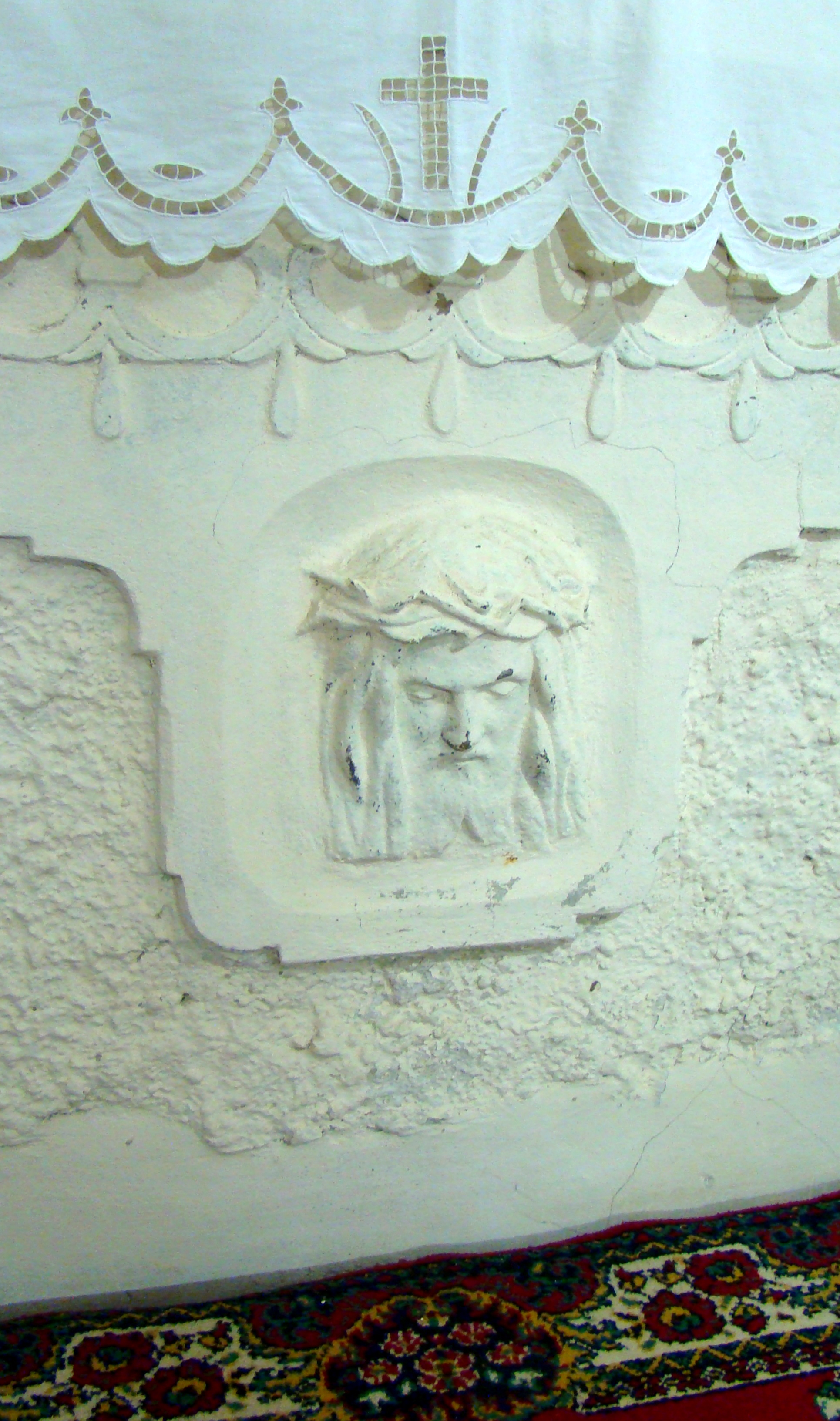
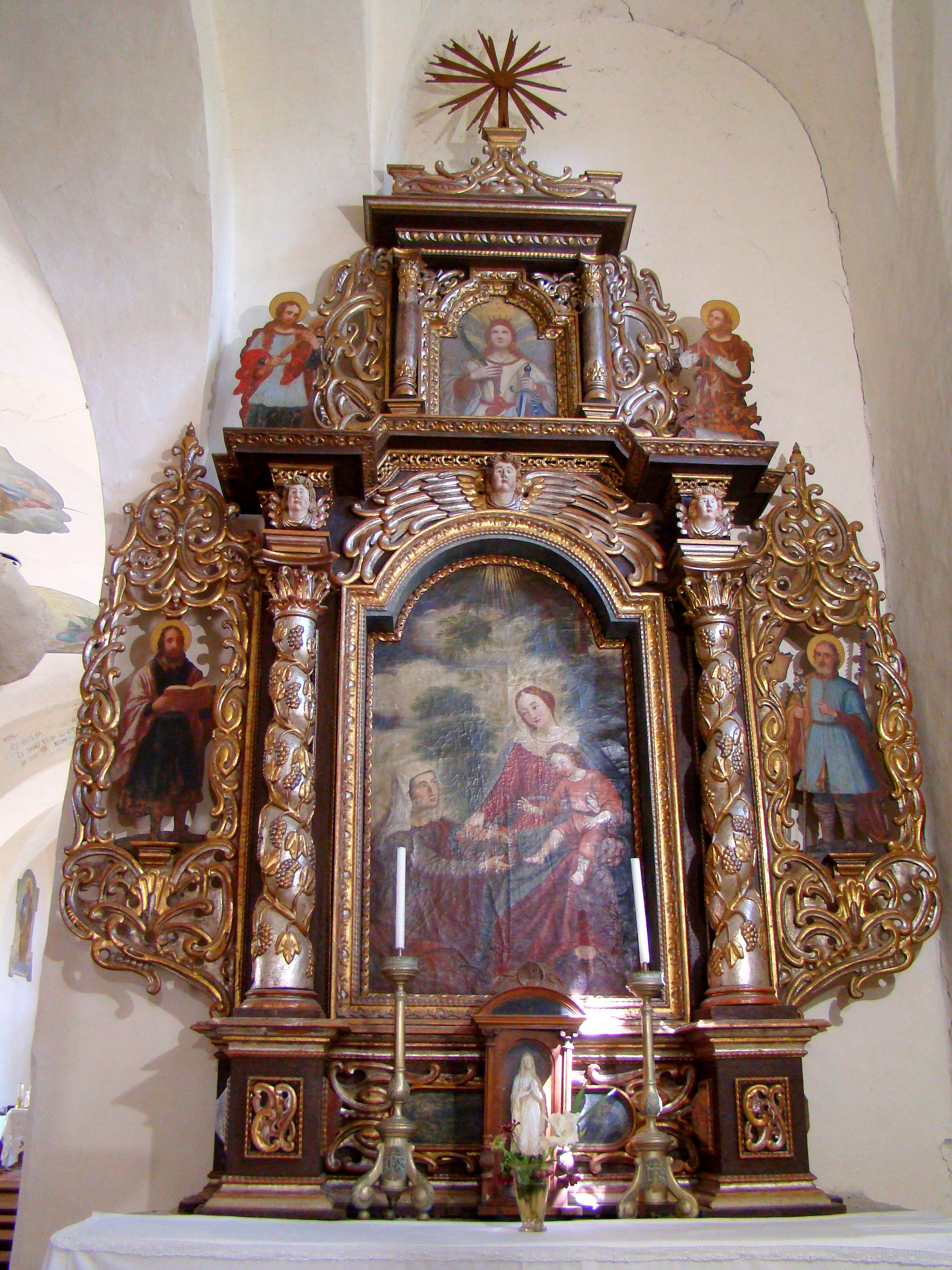
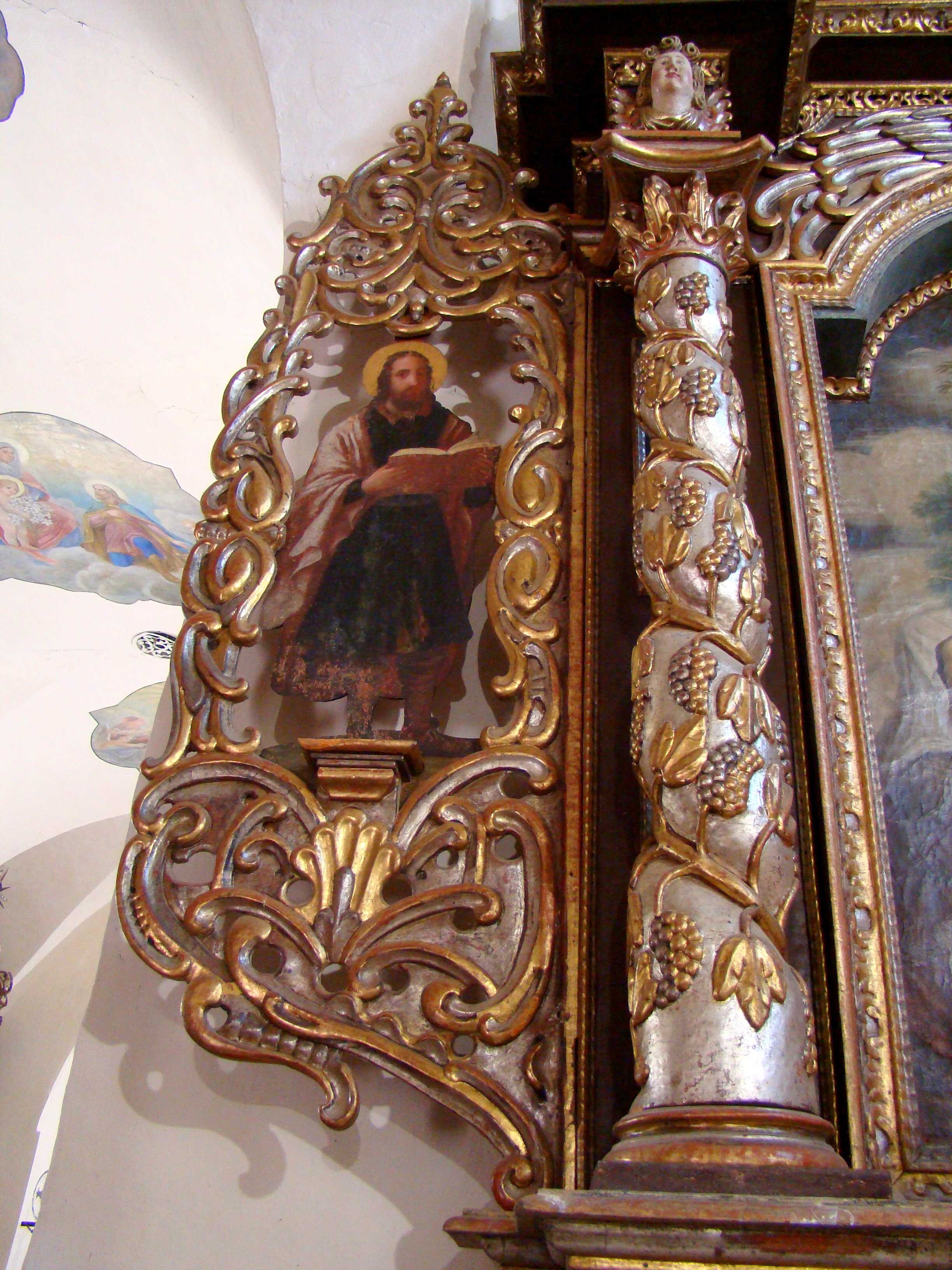
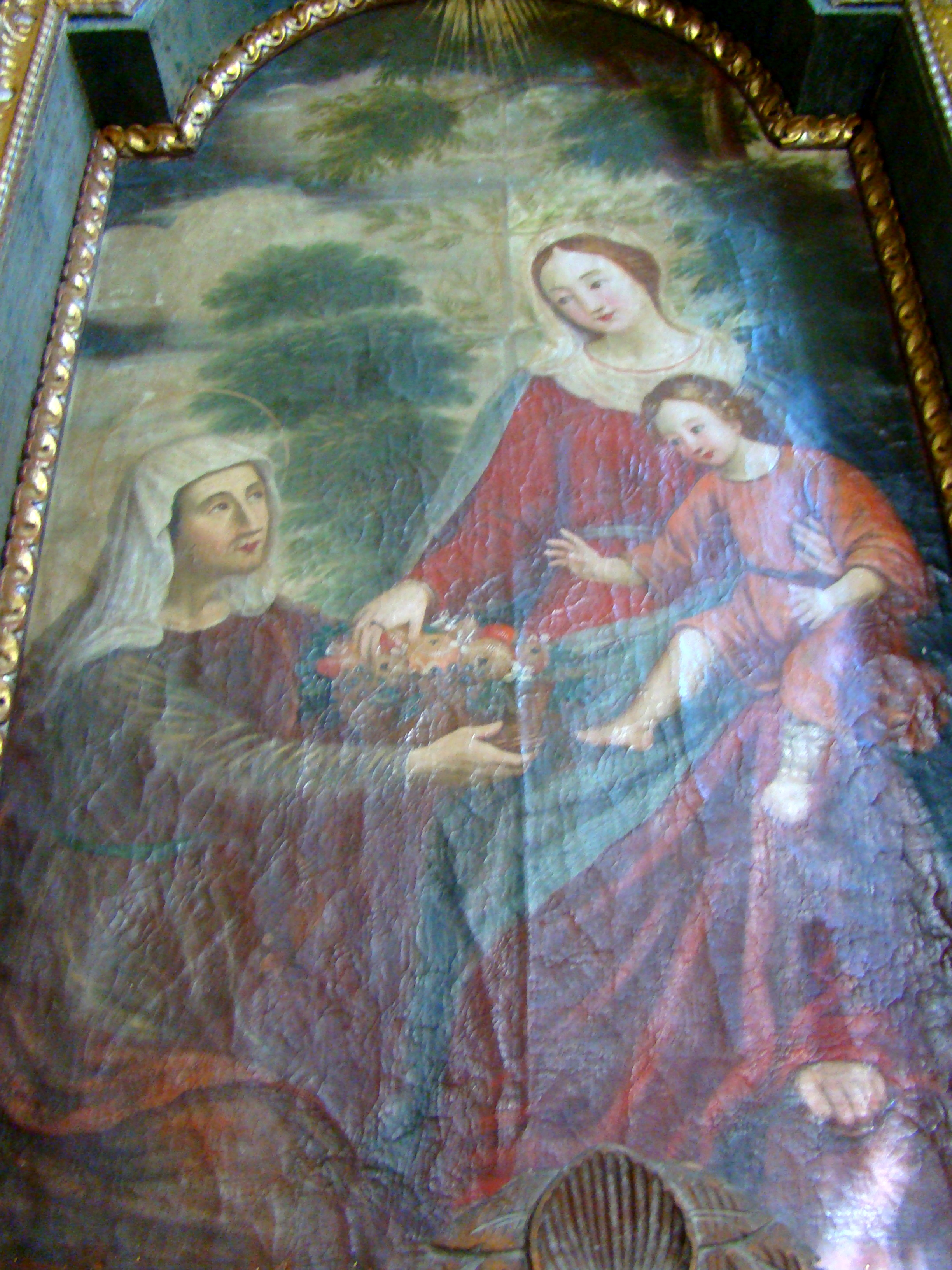
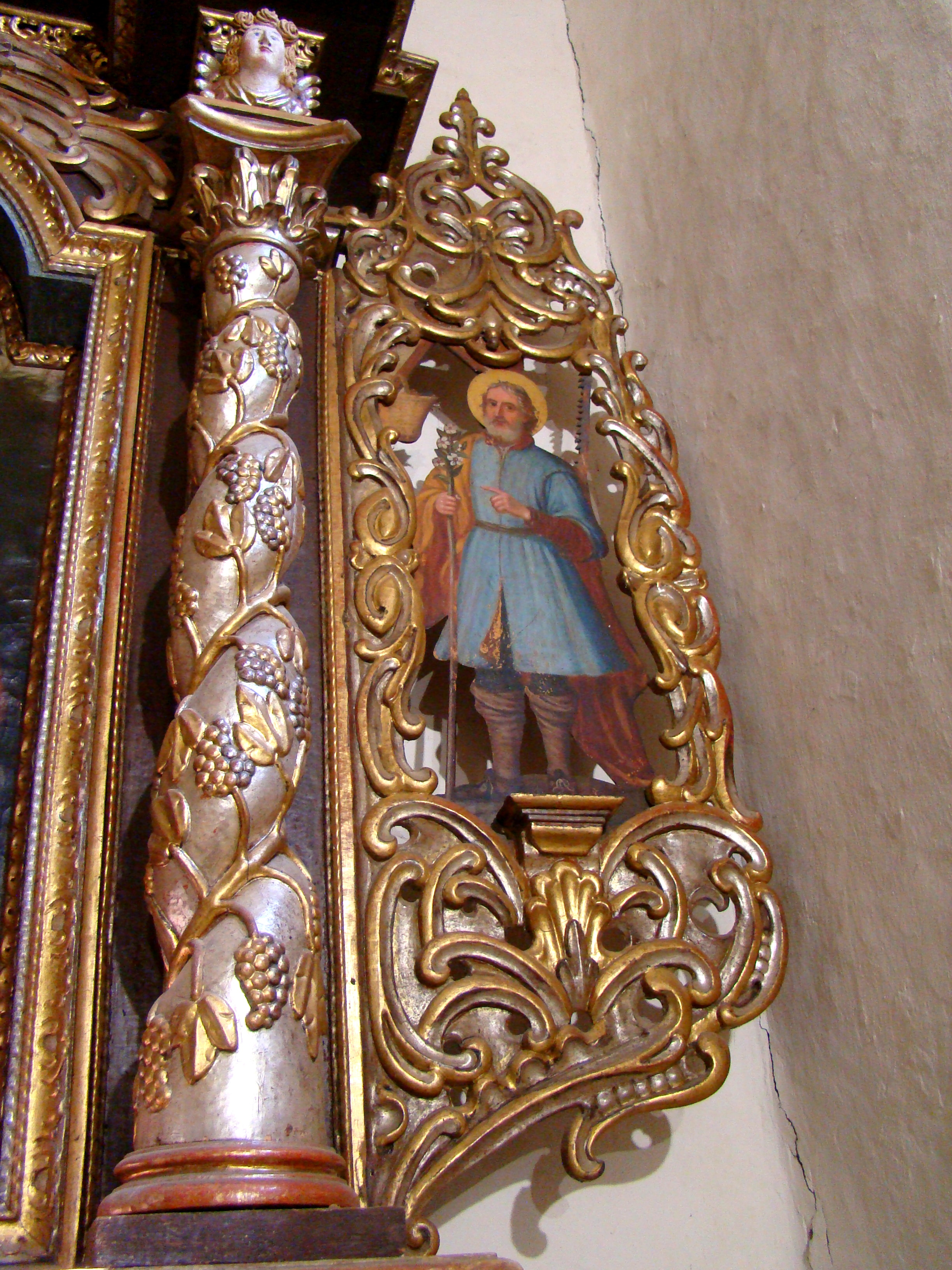
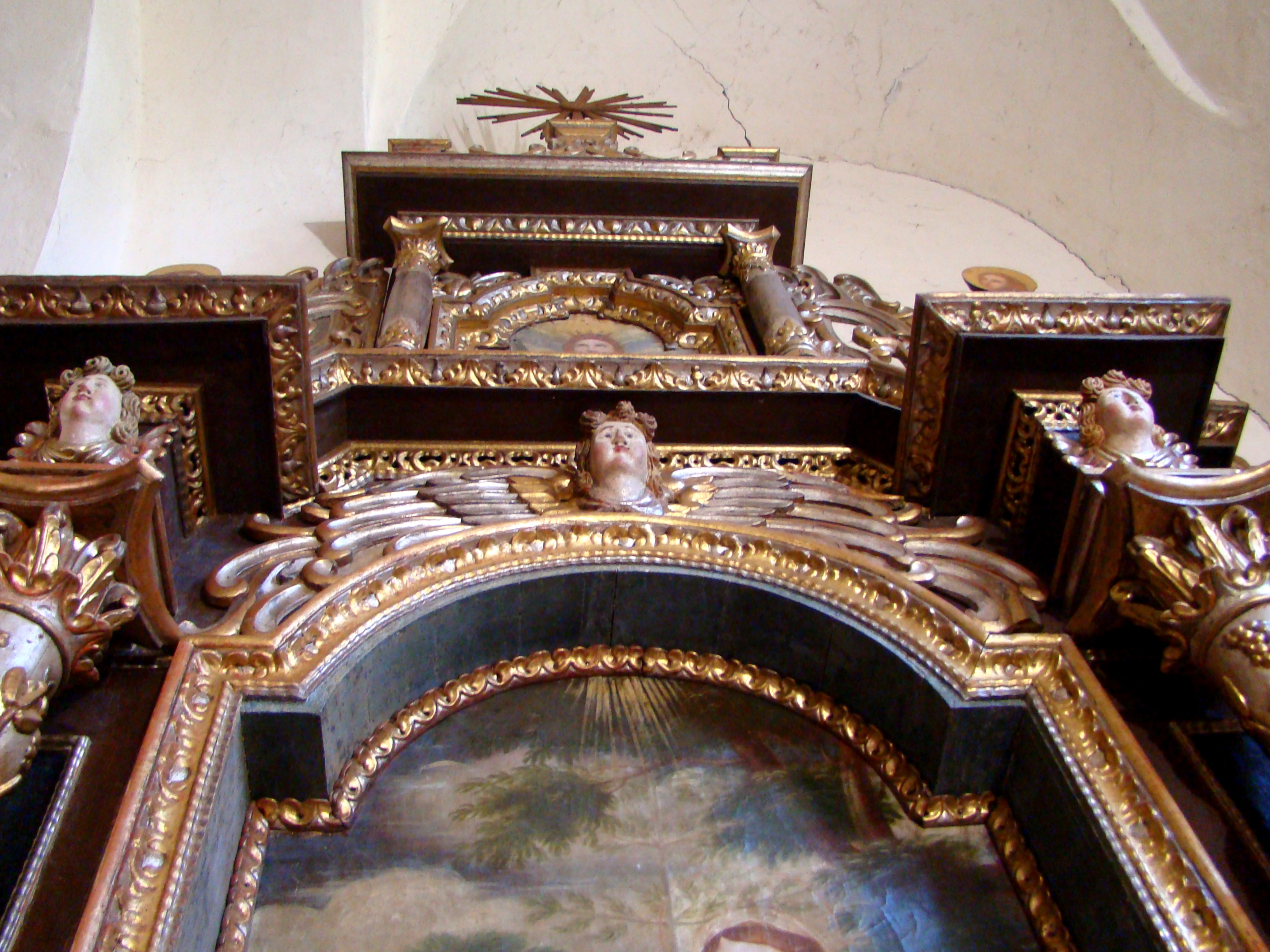
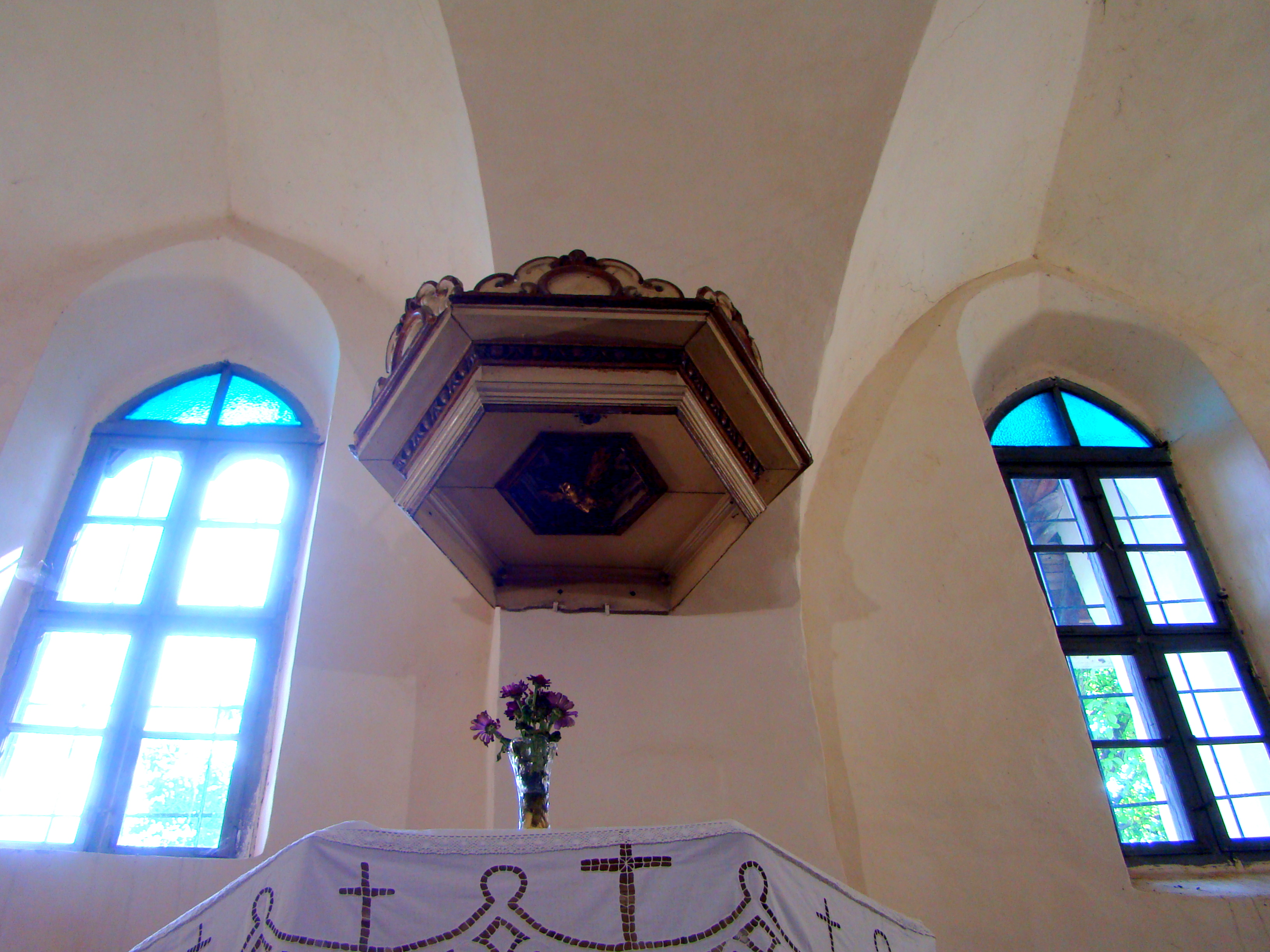
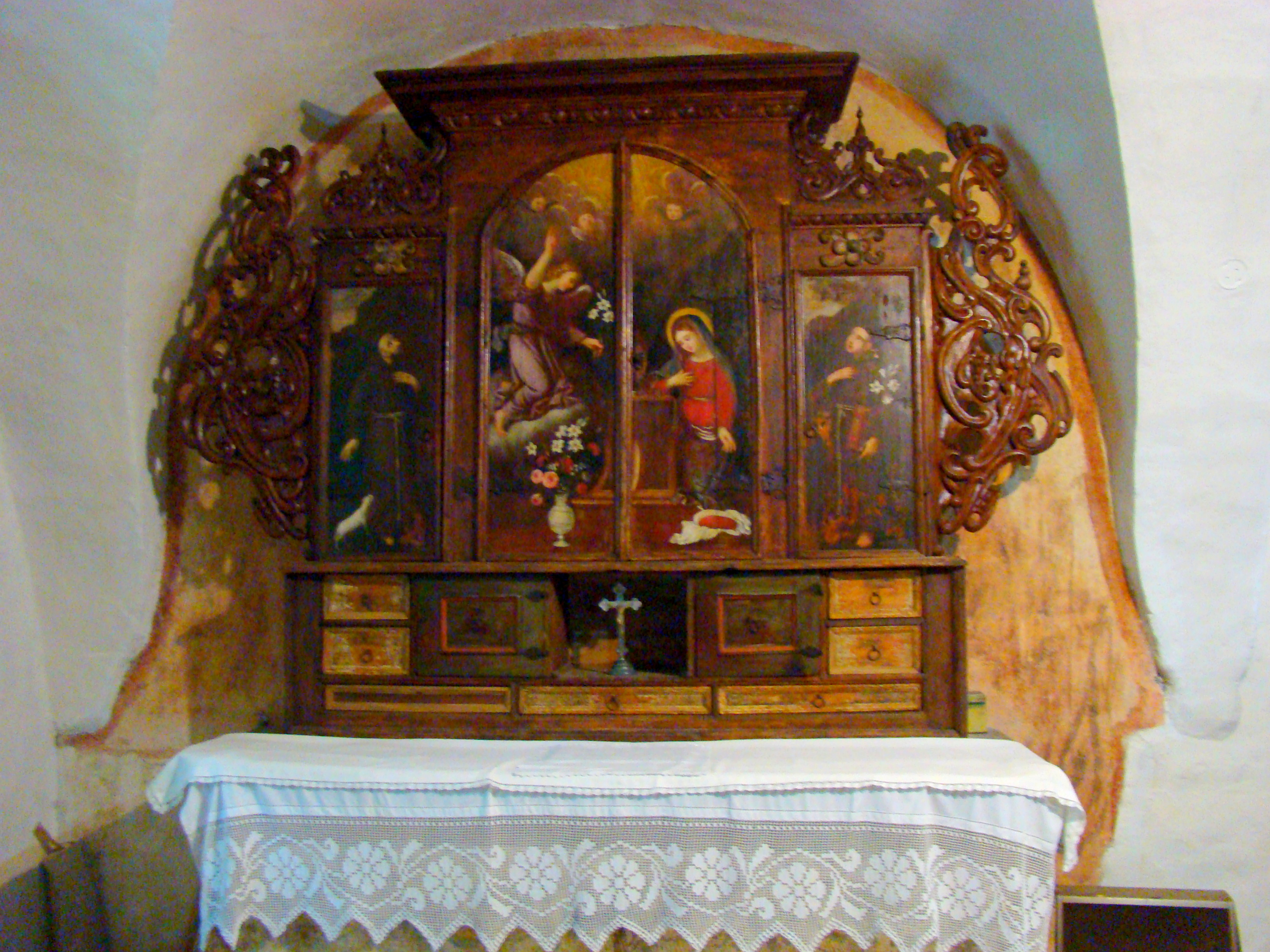
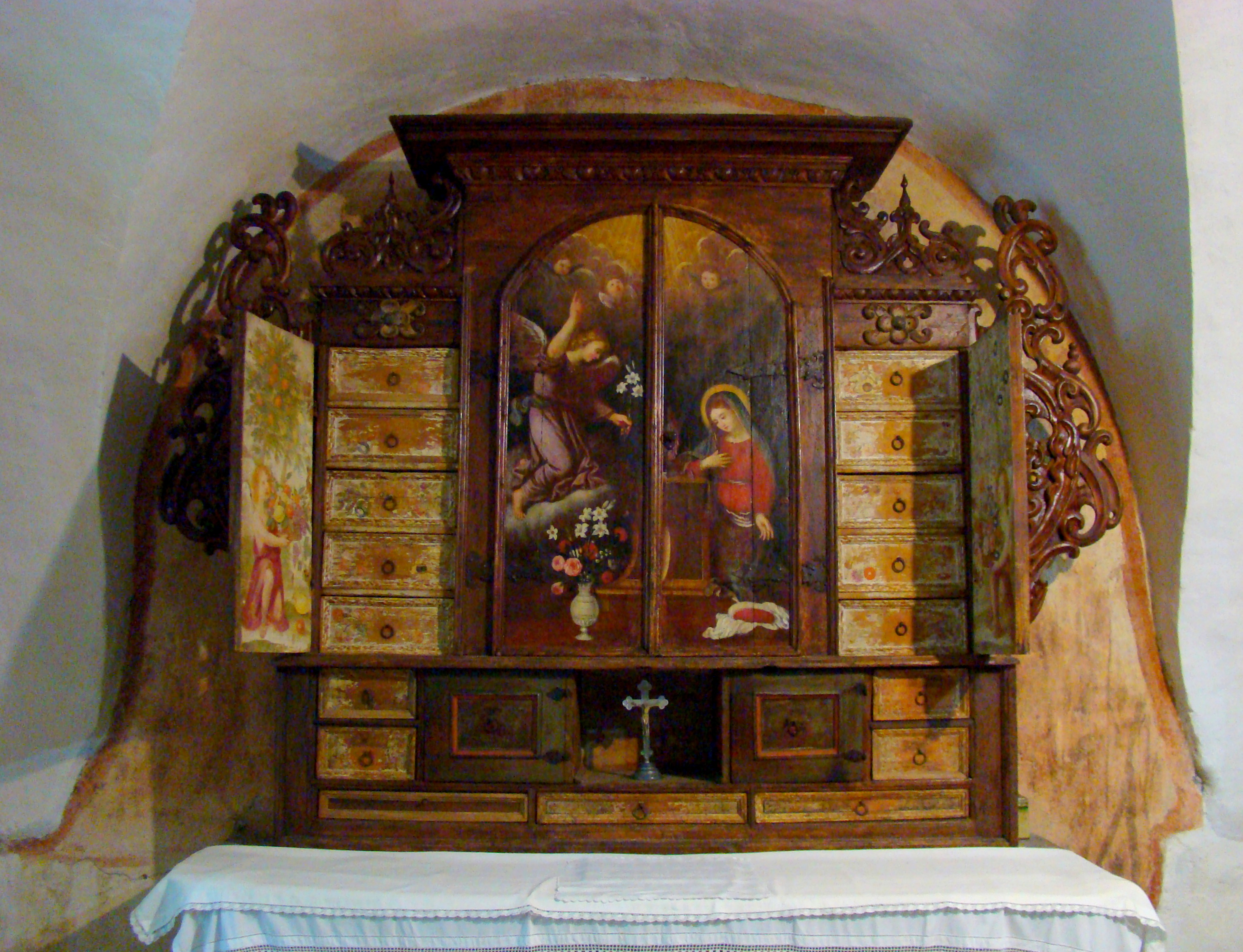
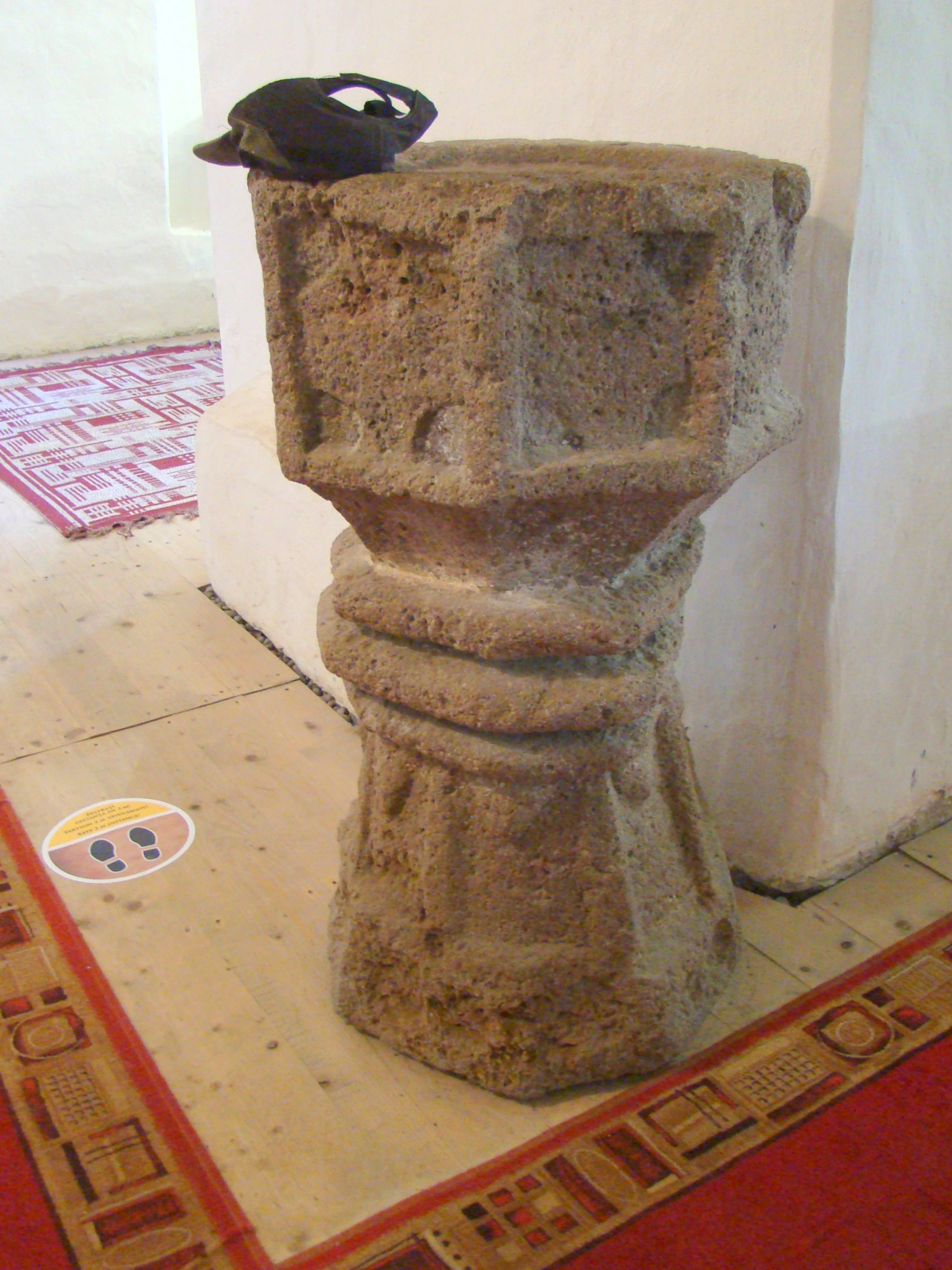
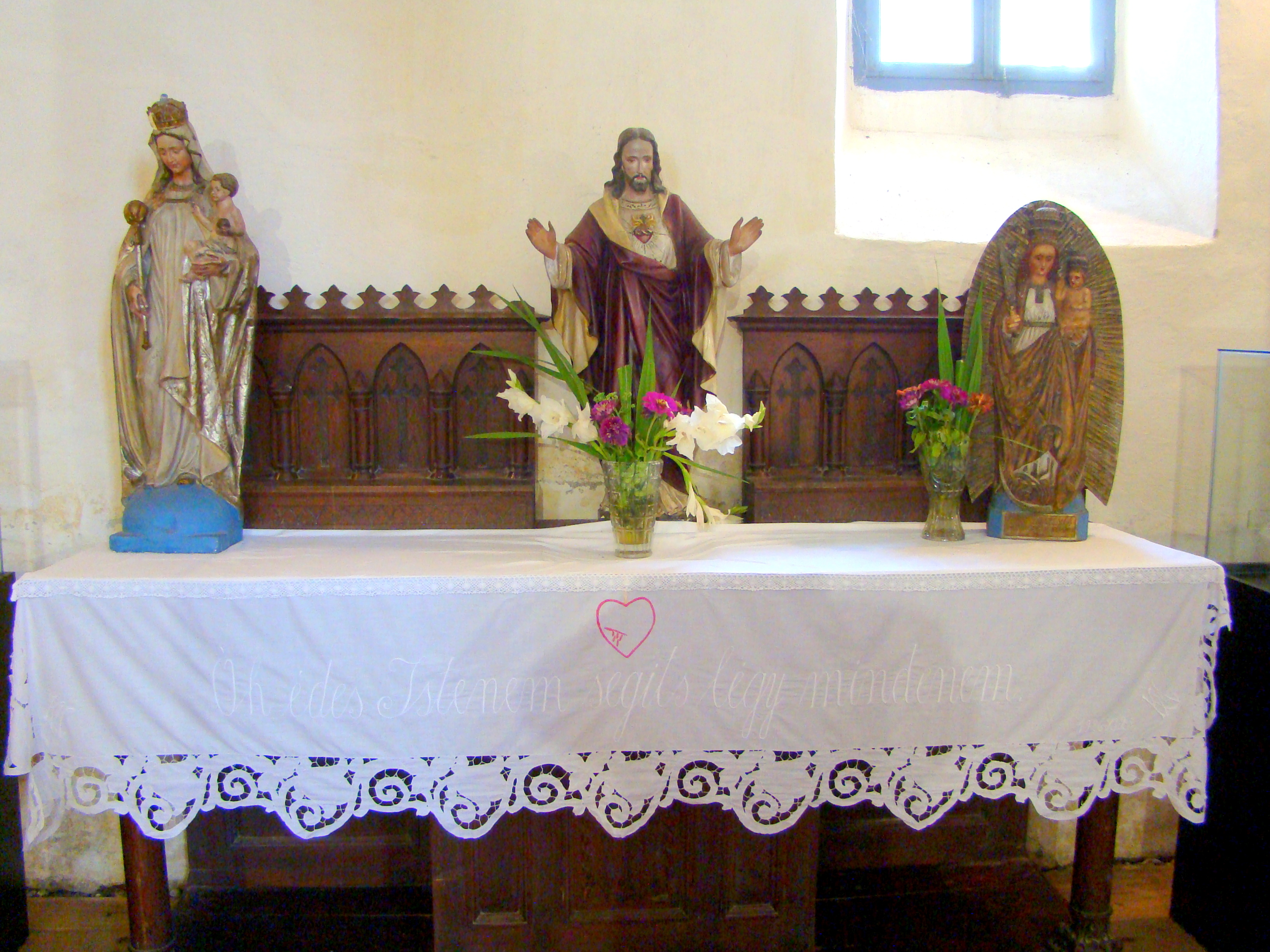
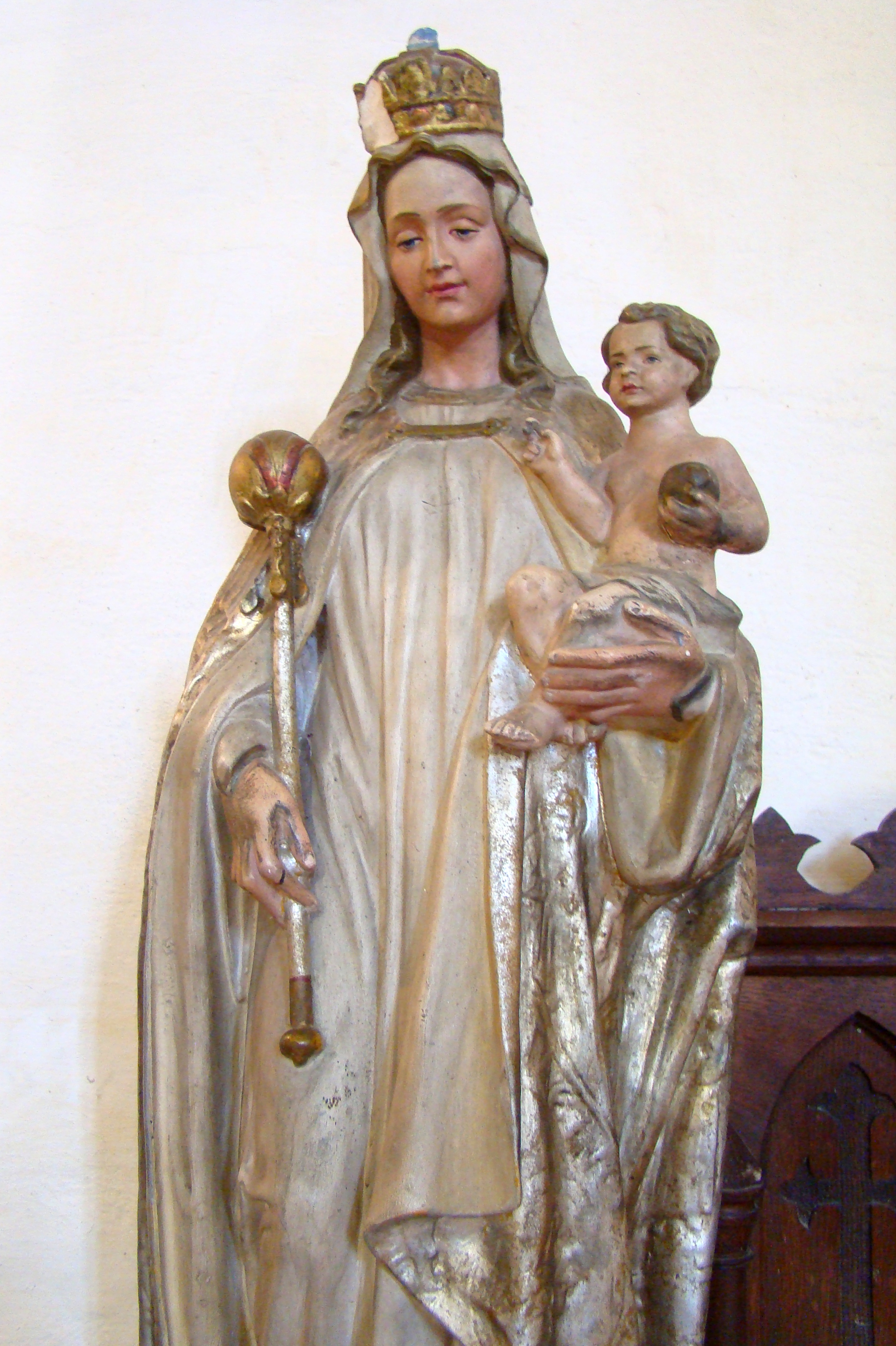
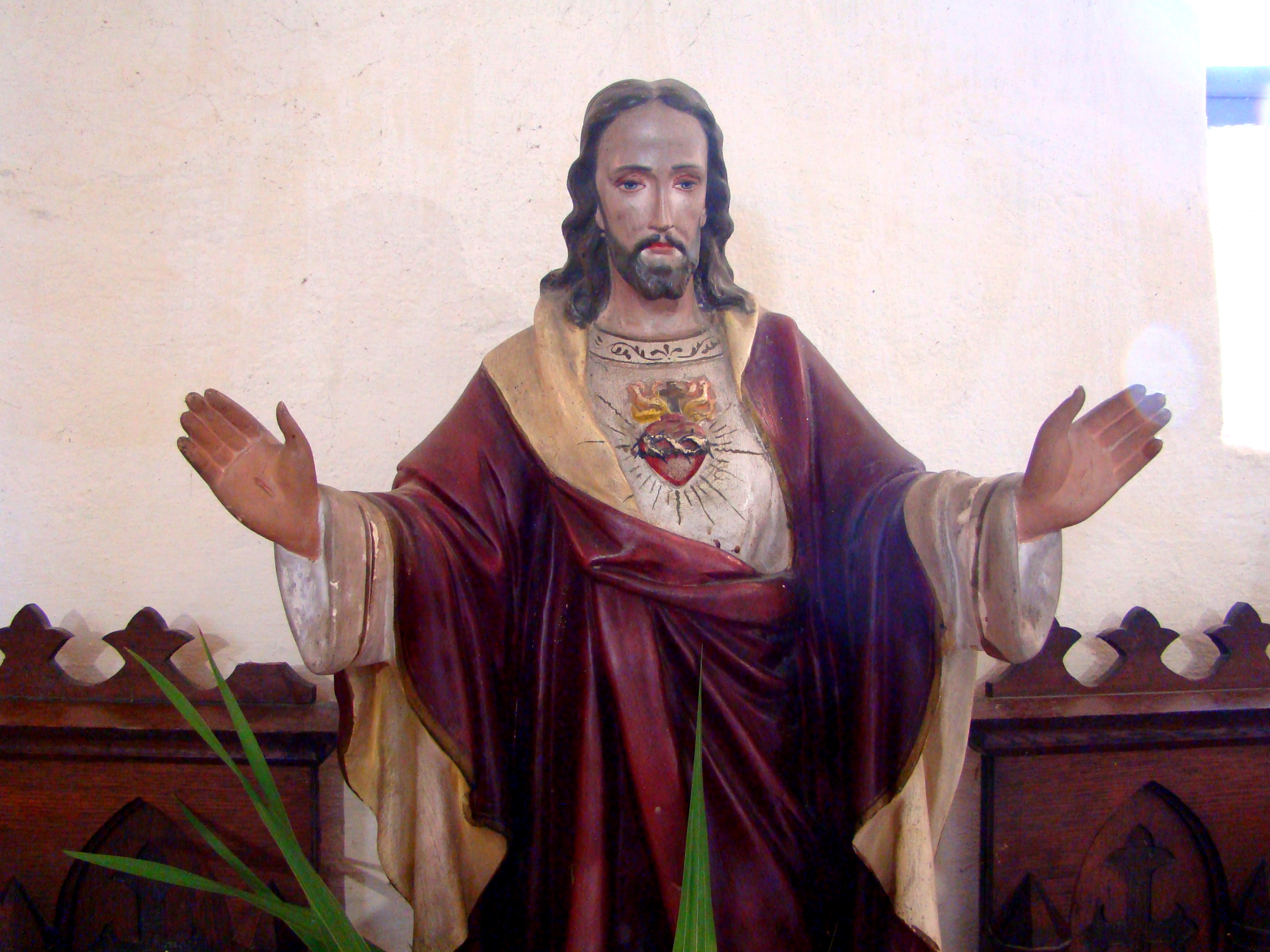
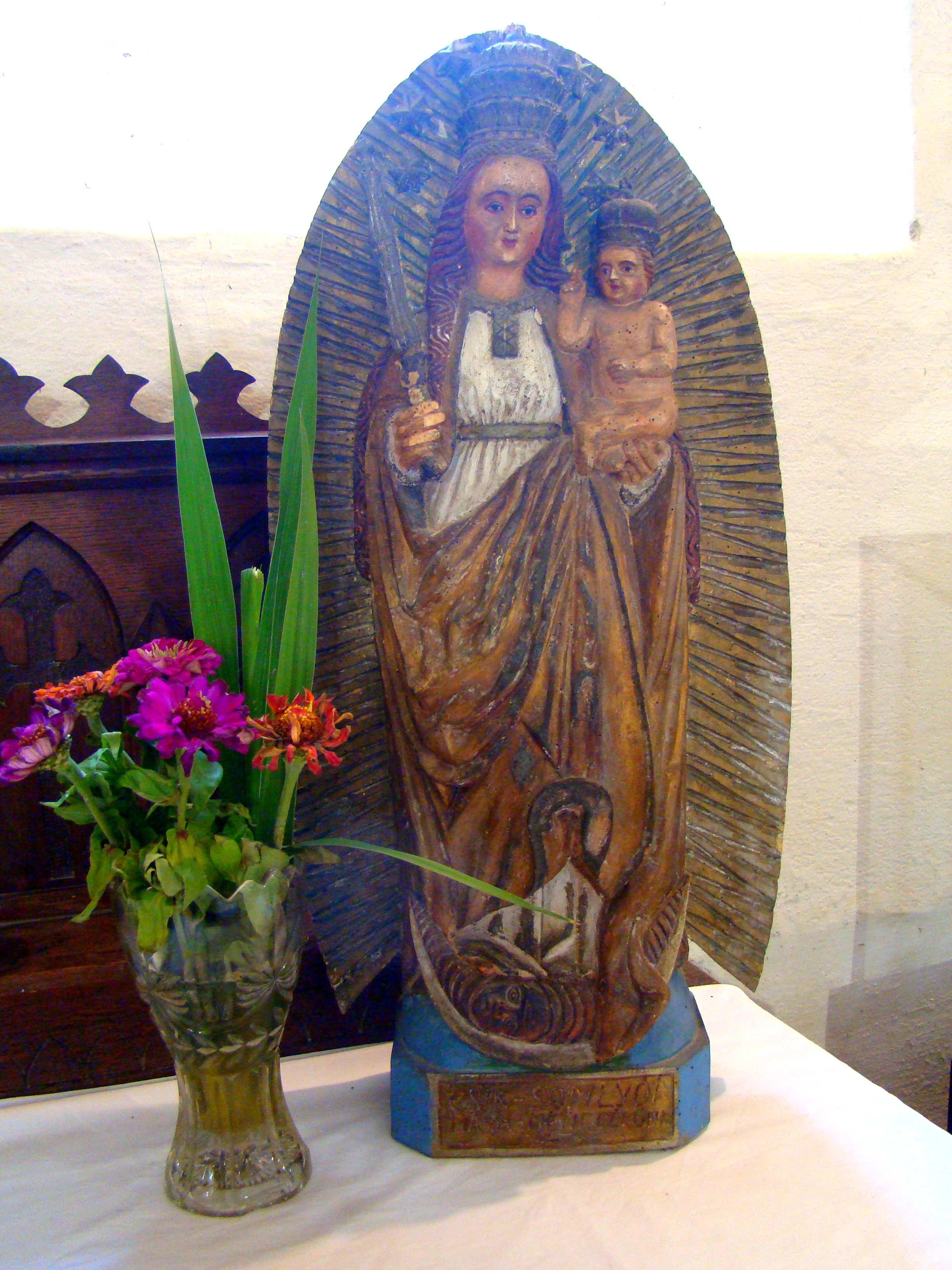
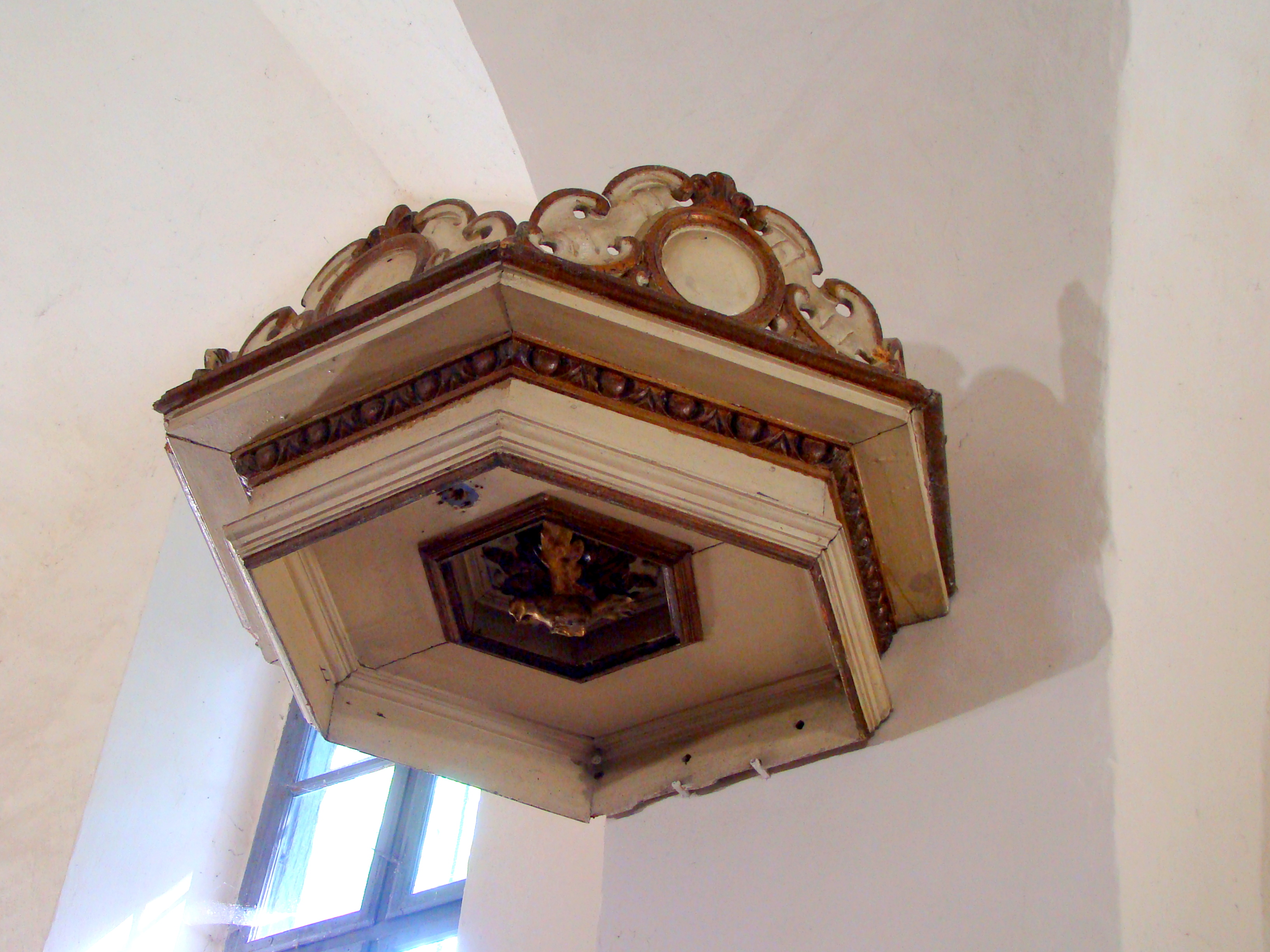
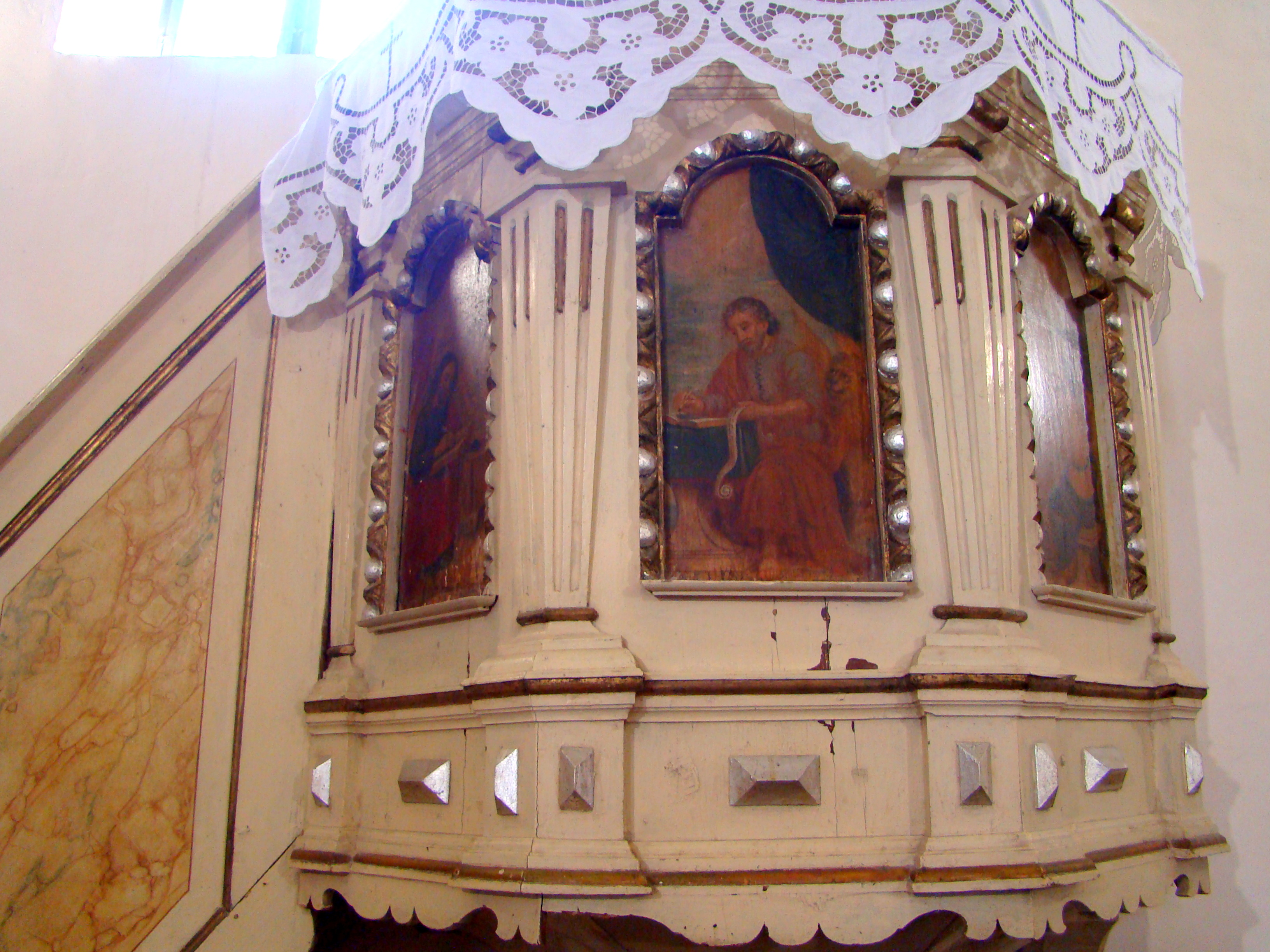
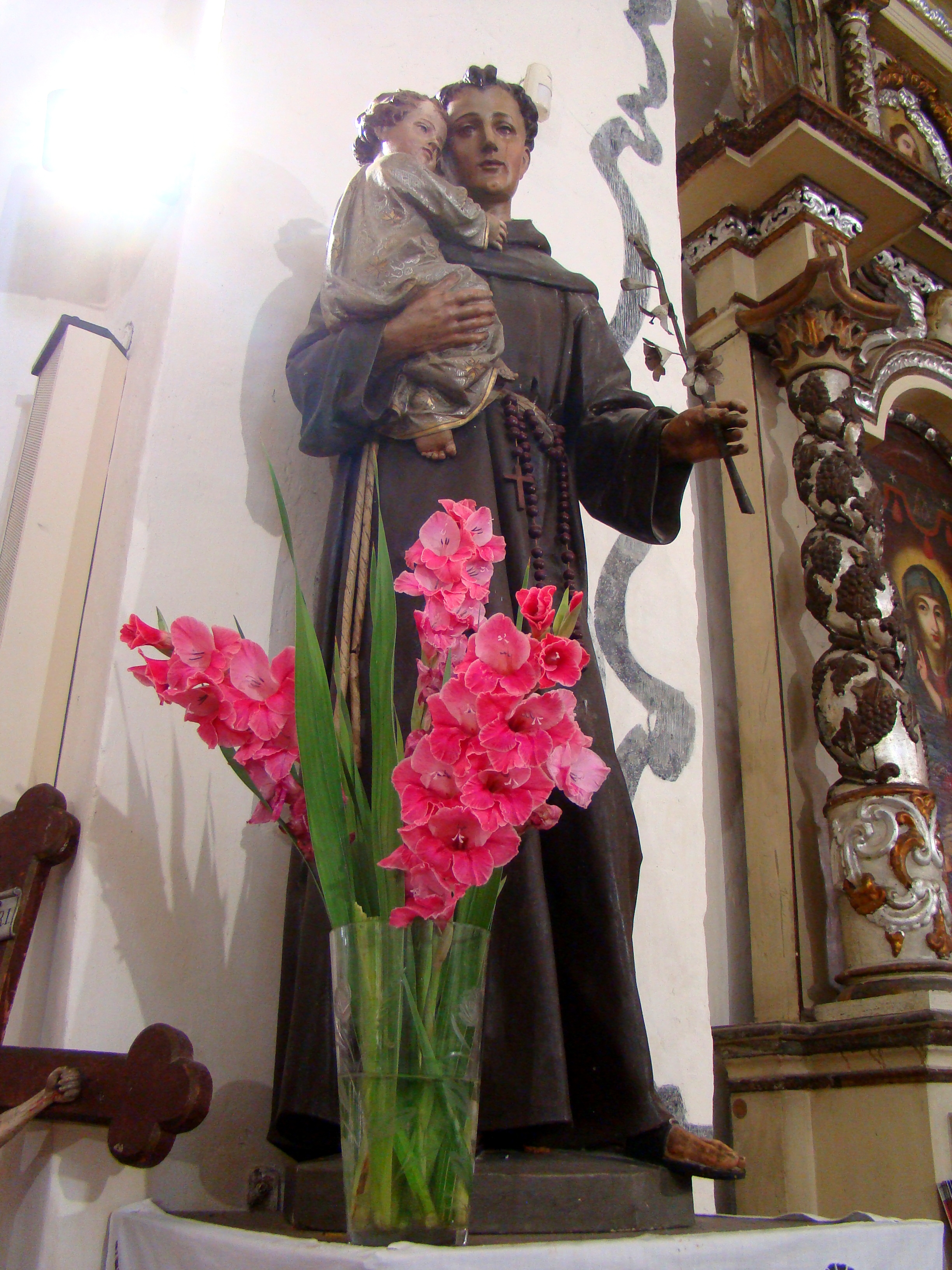
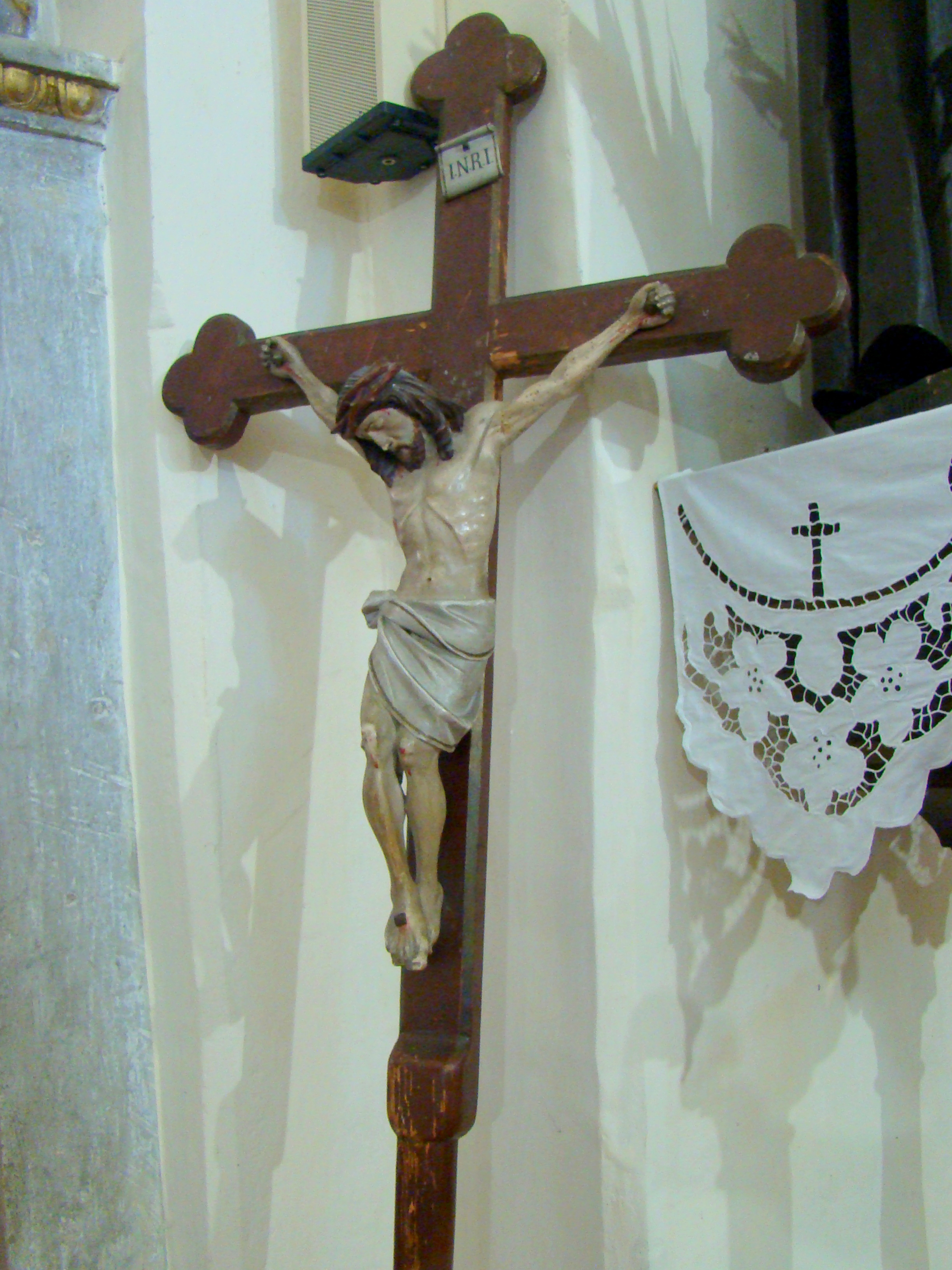
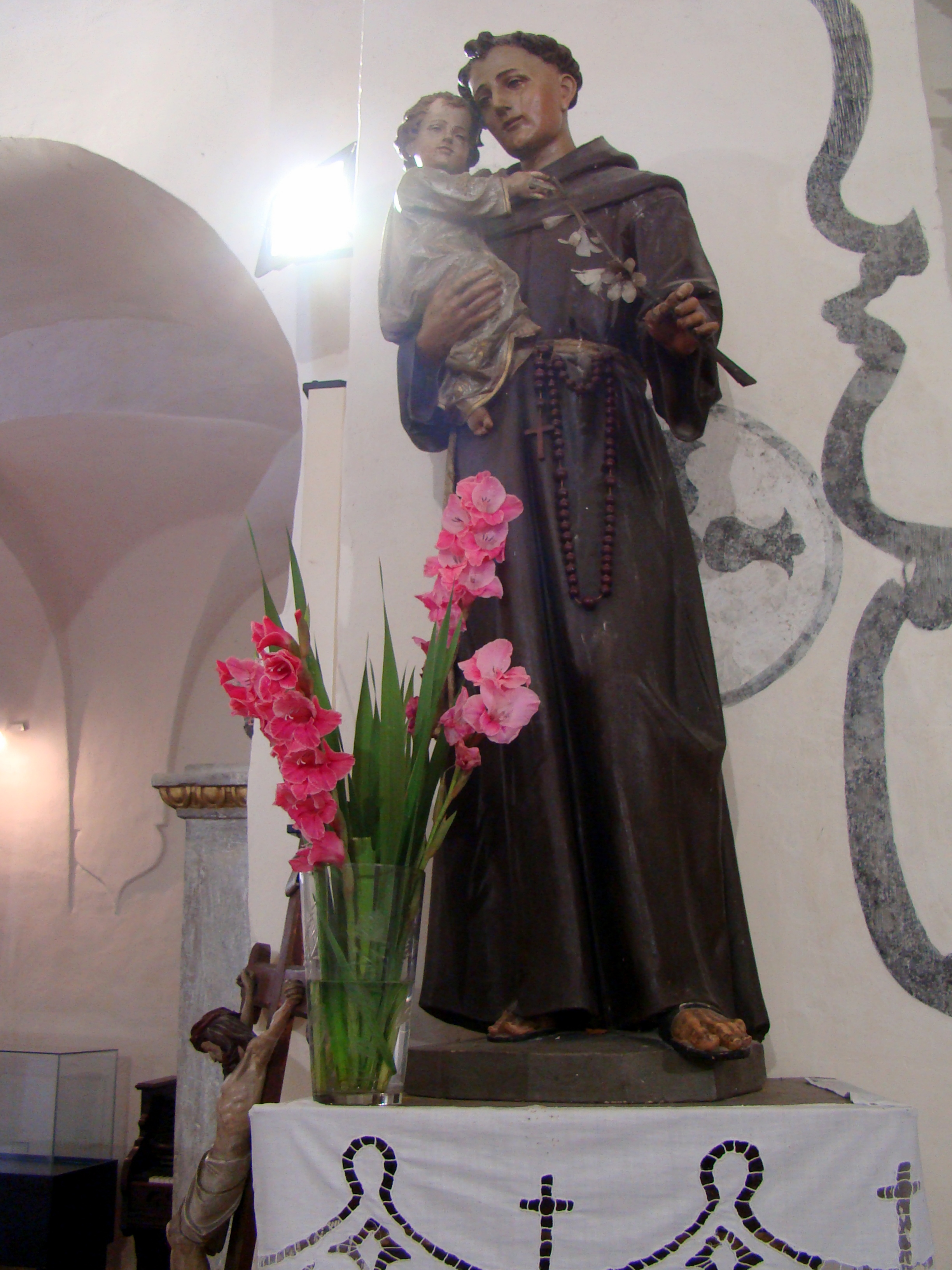
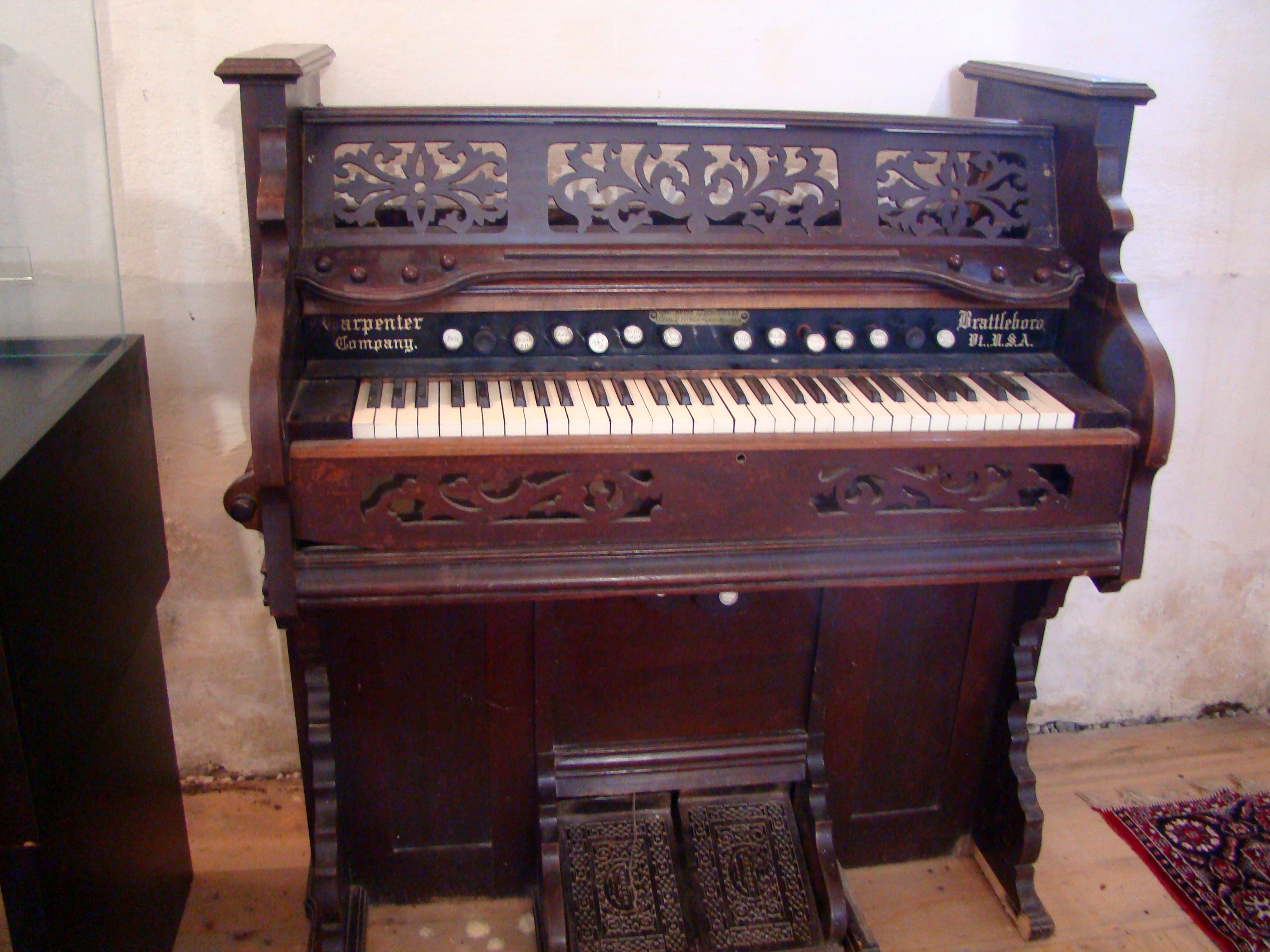
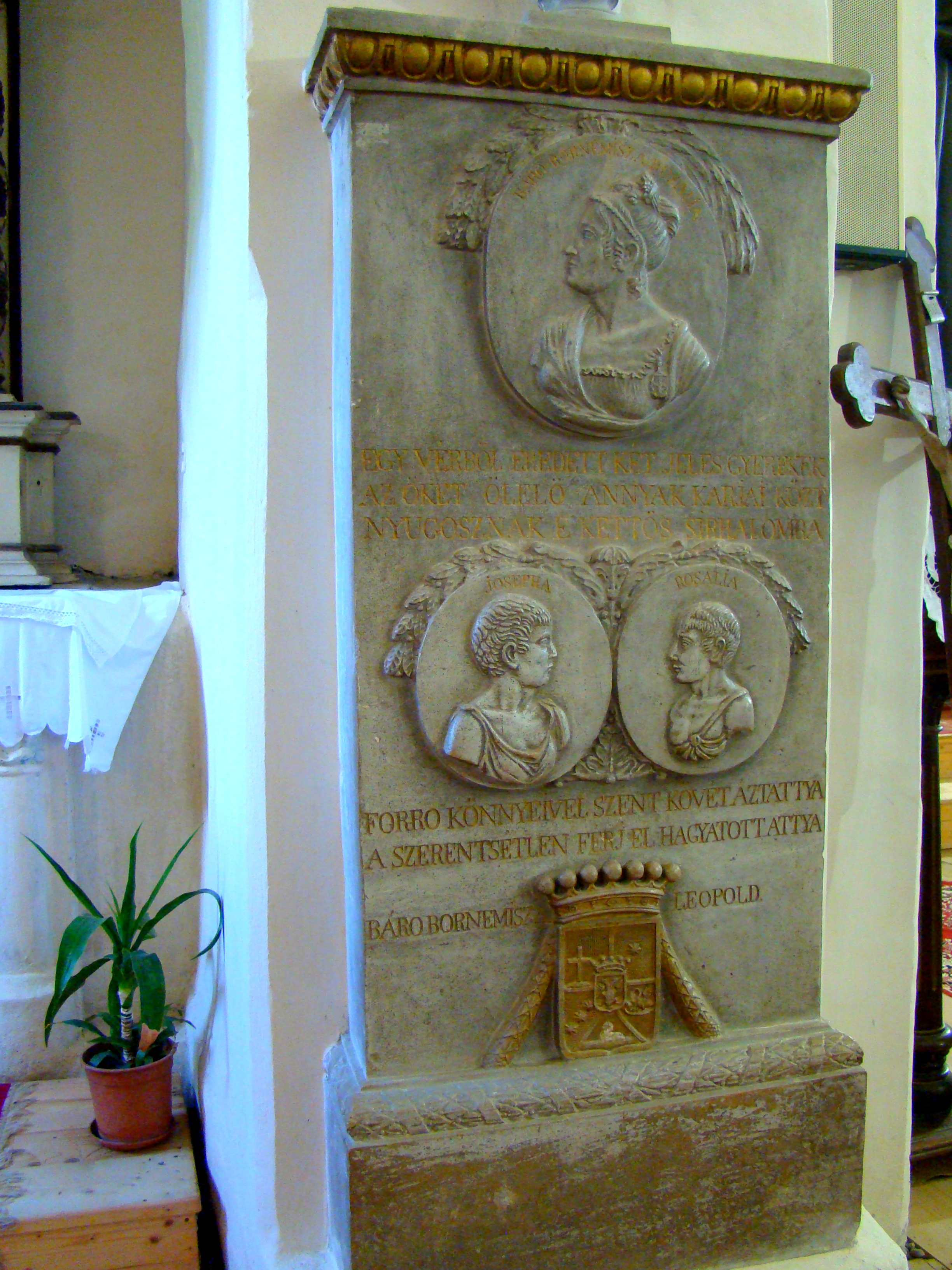
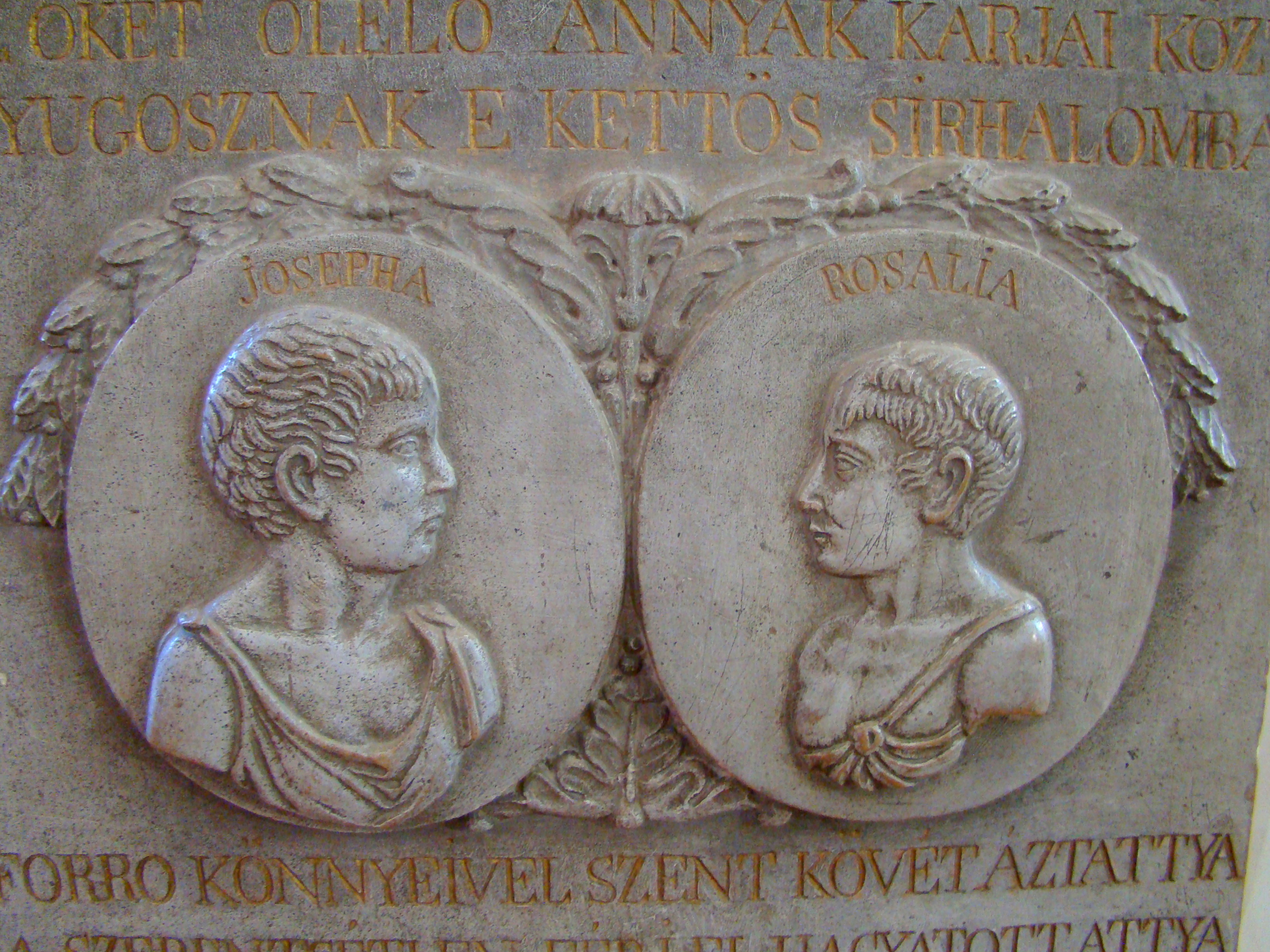
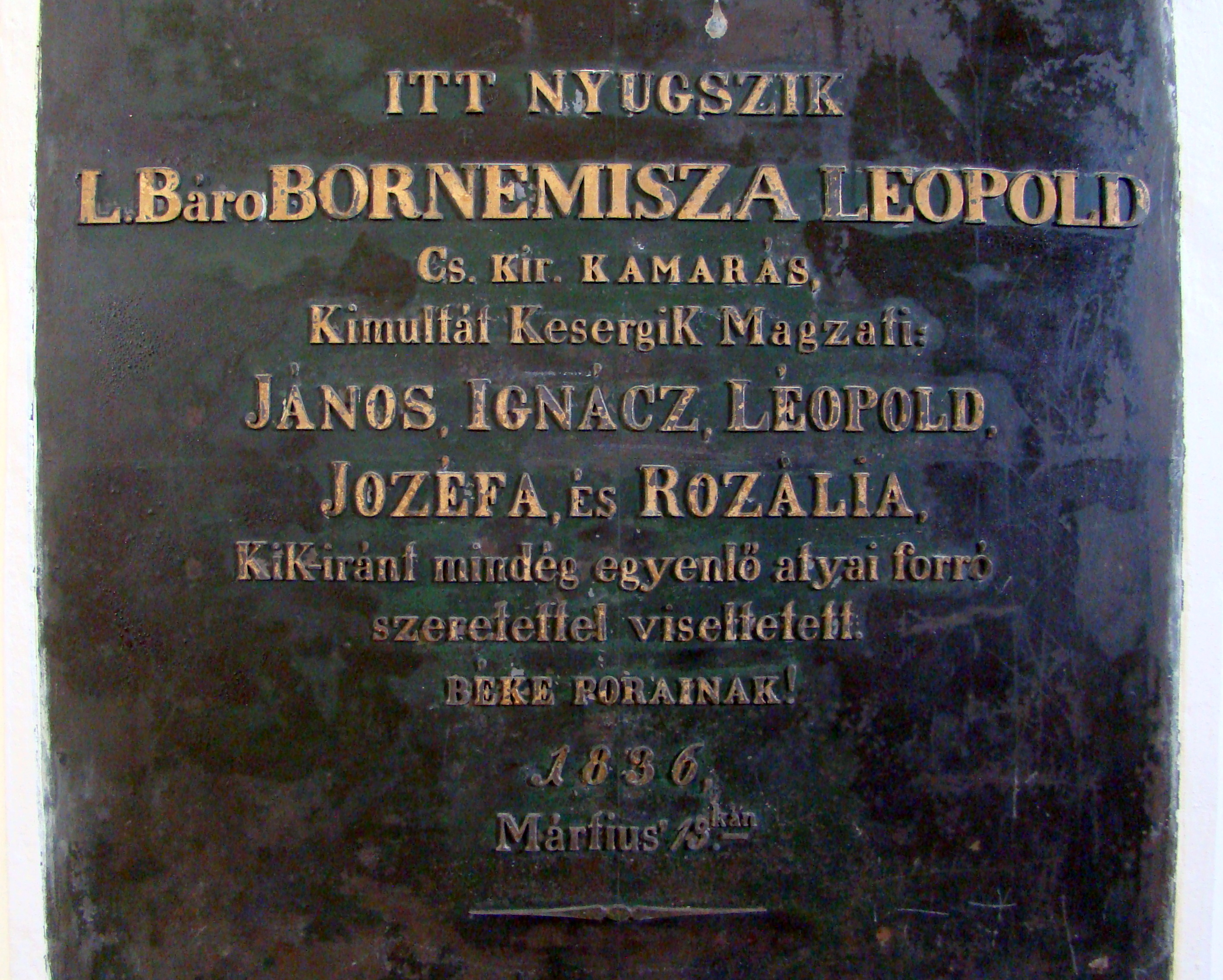
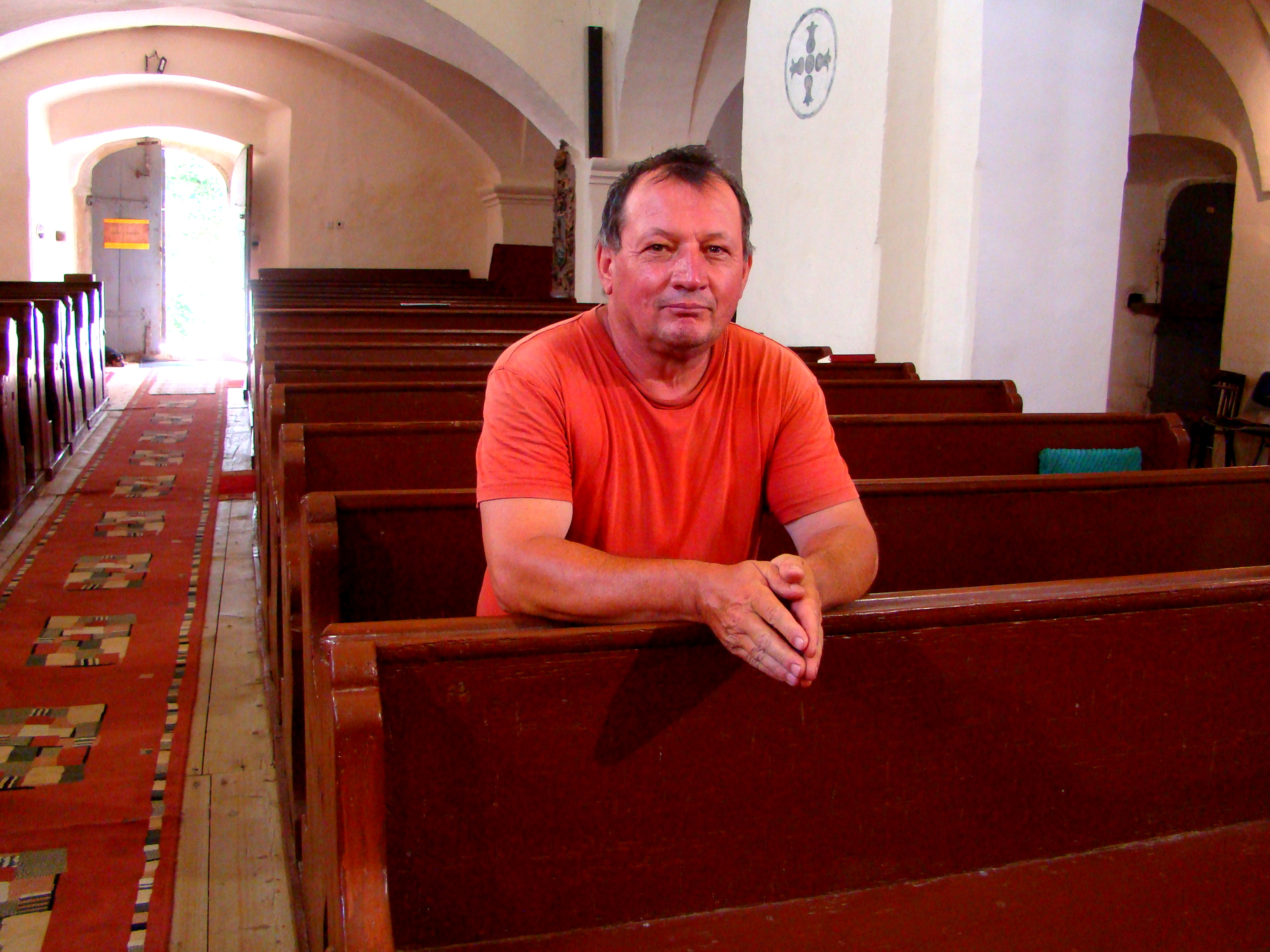
Curatorul mănăstirii franciscane: Zsiga Balla
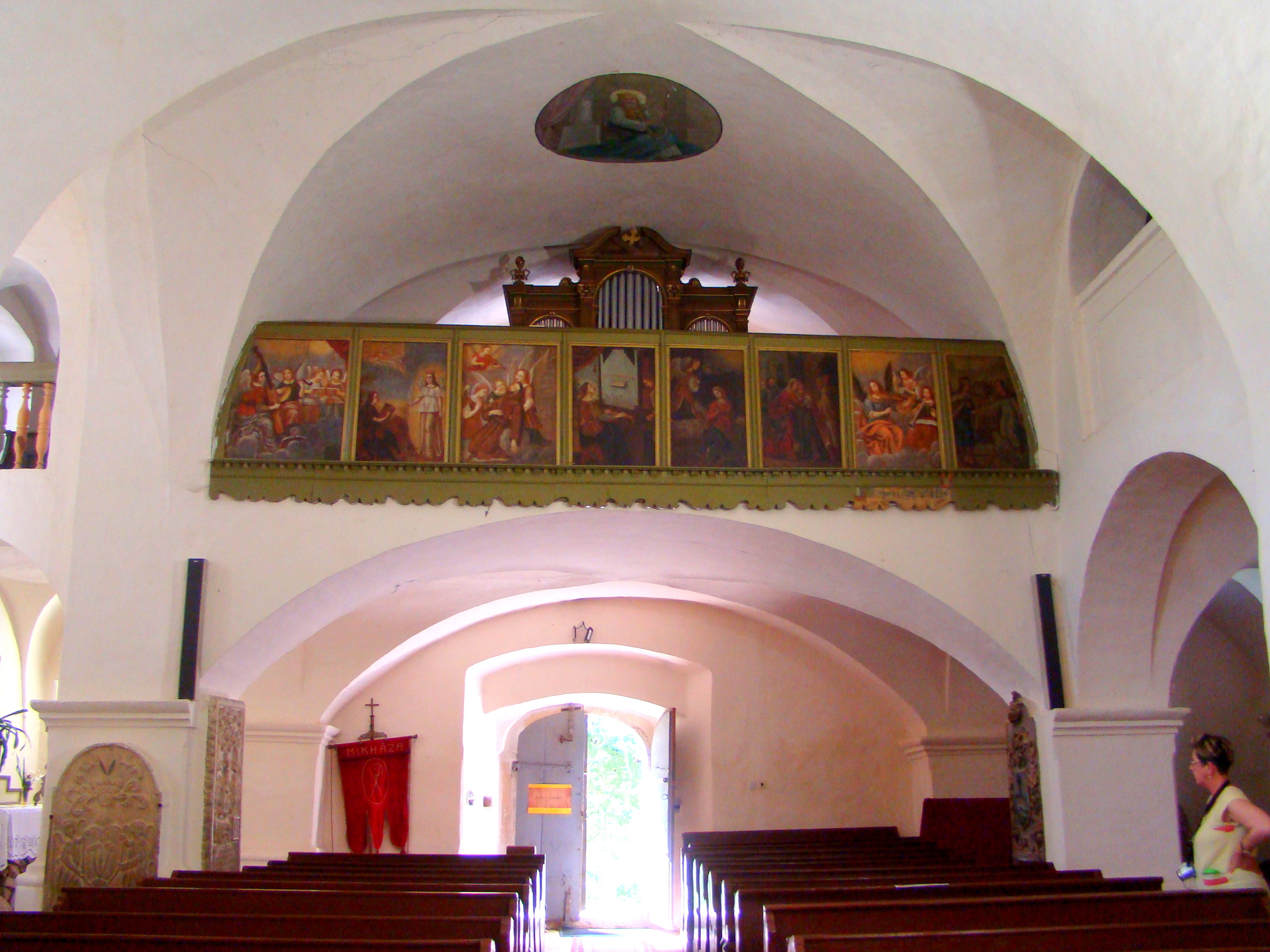
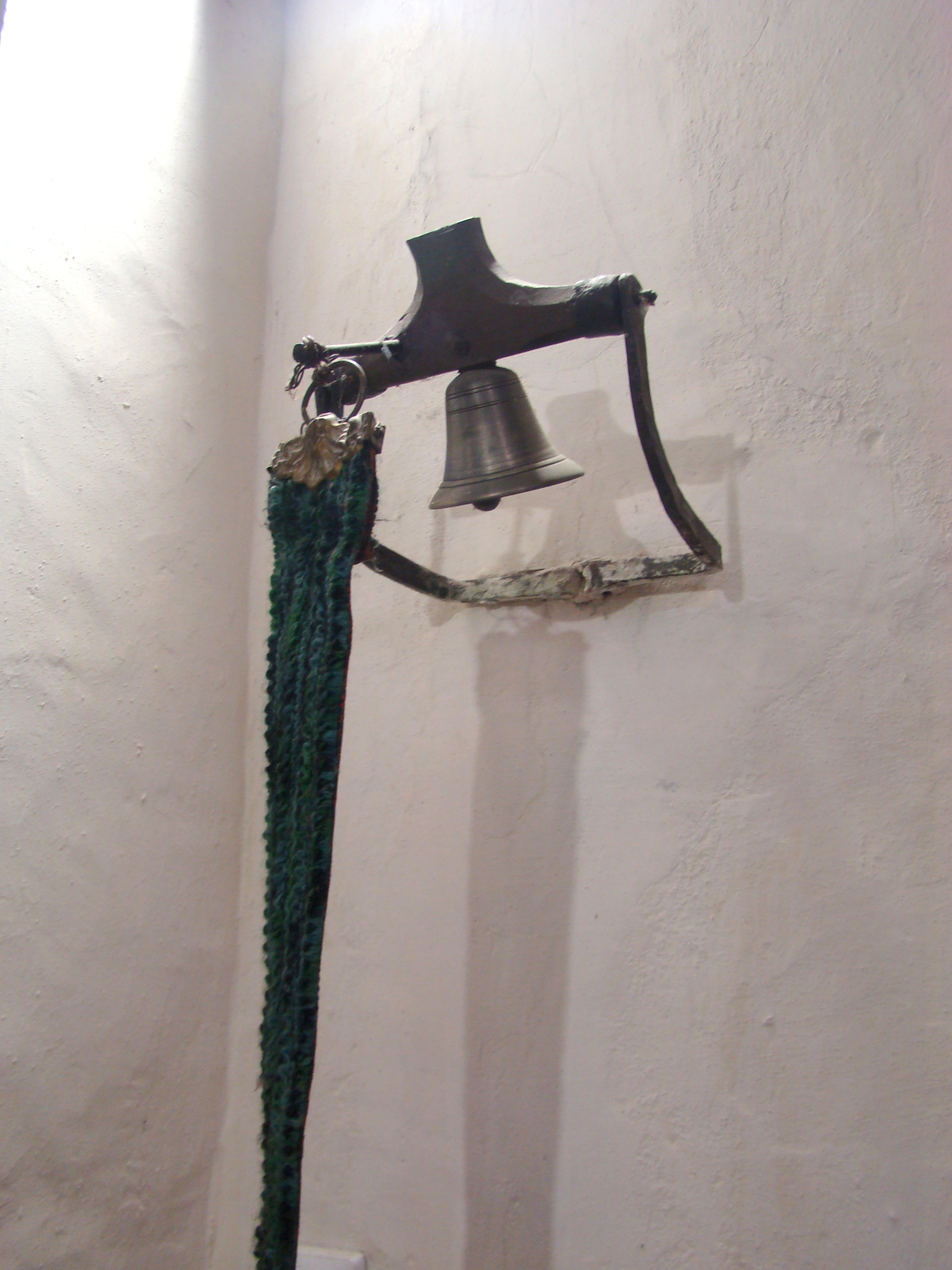
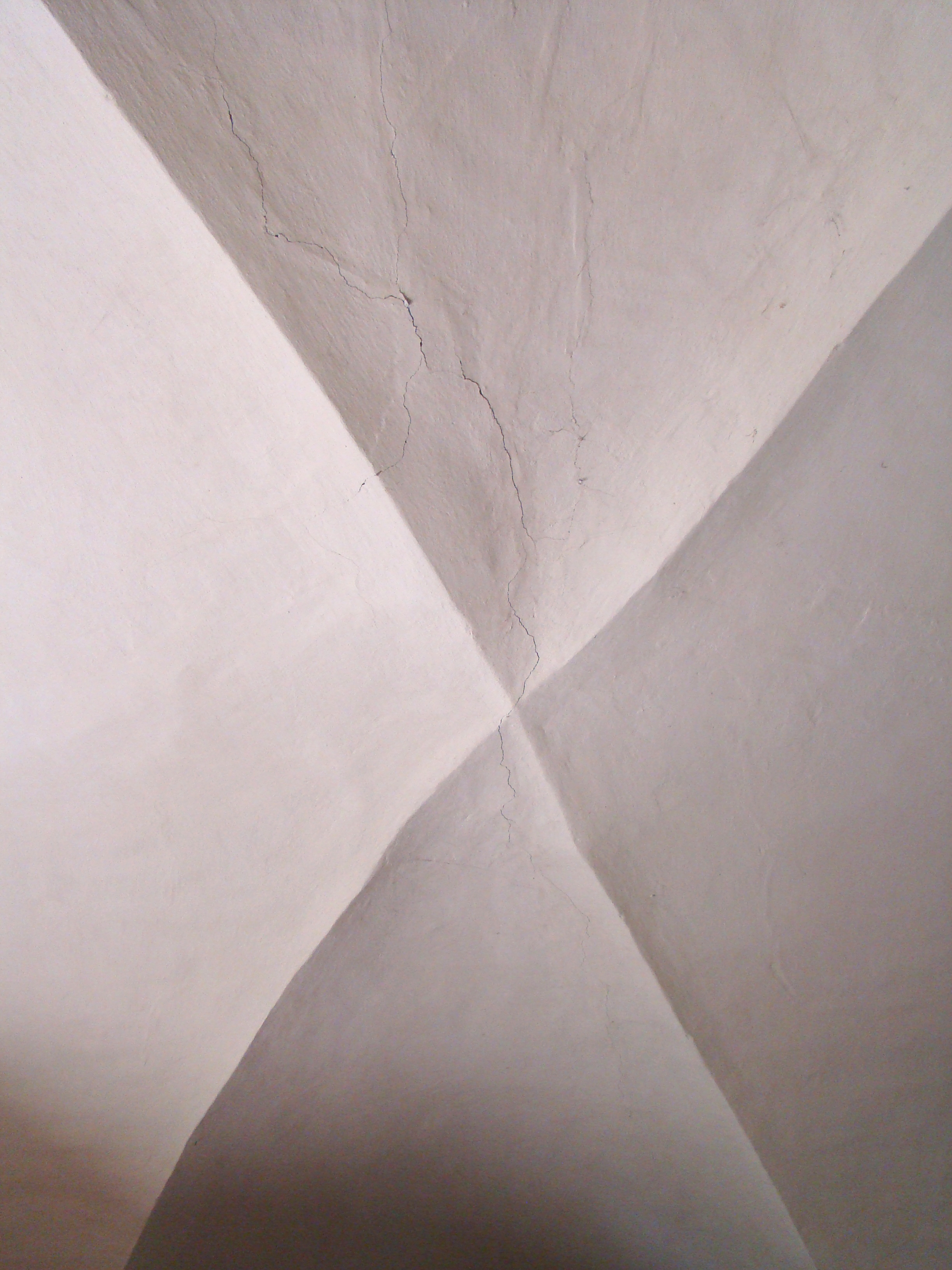

## Criptele

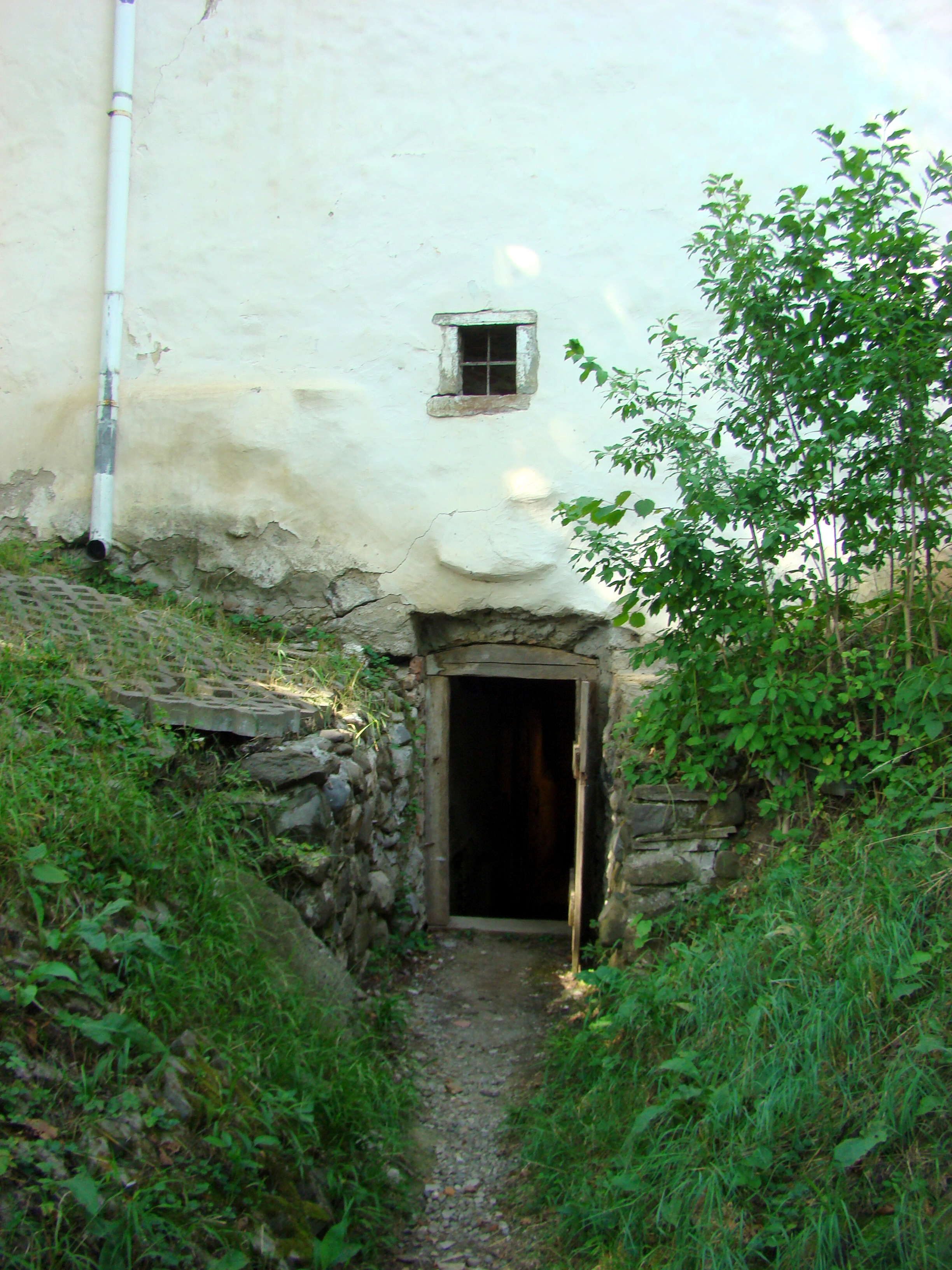
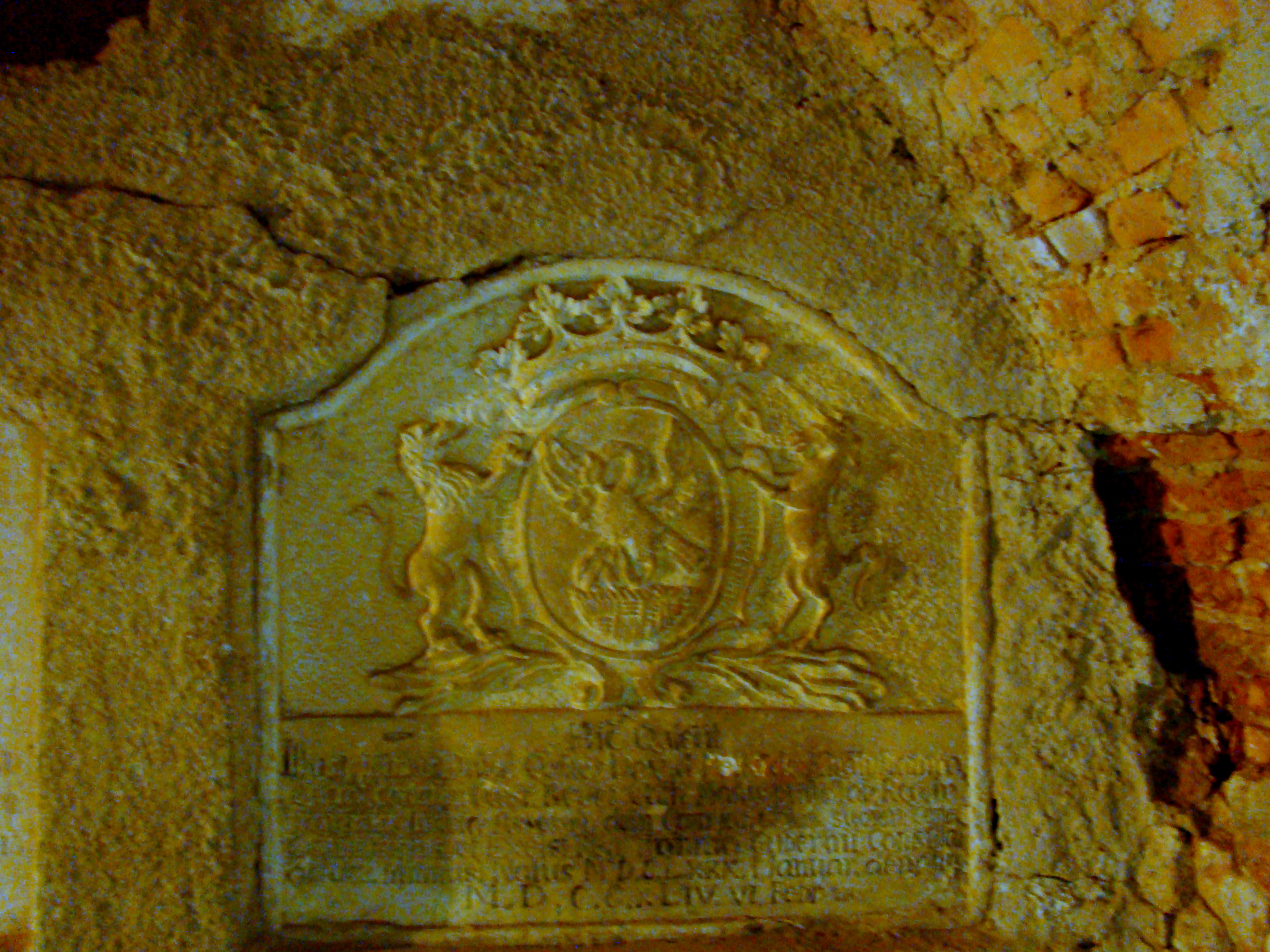
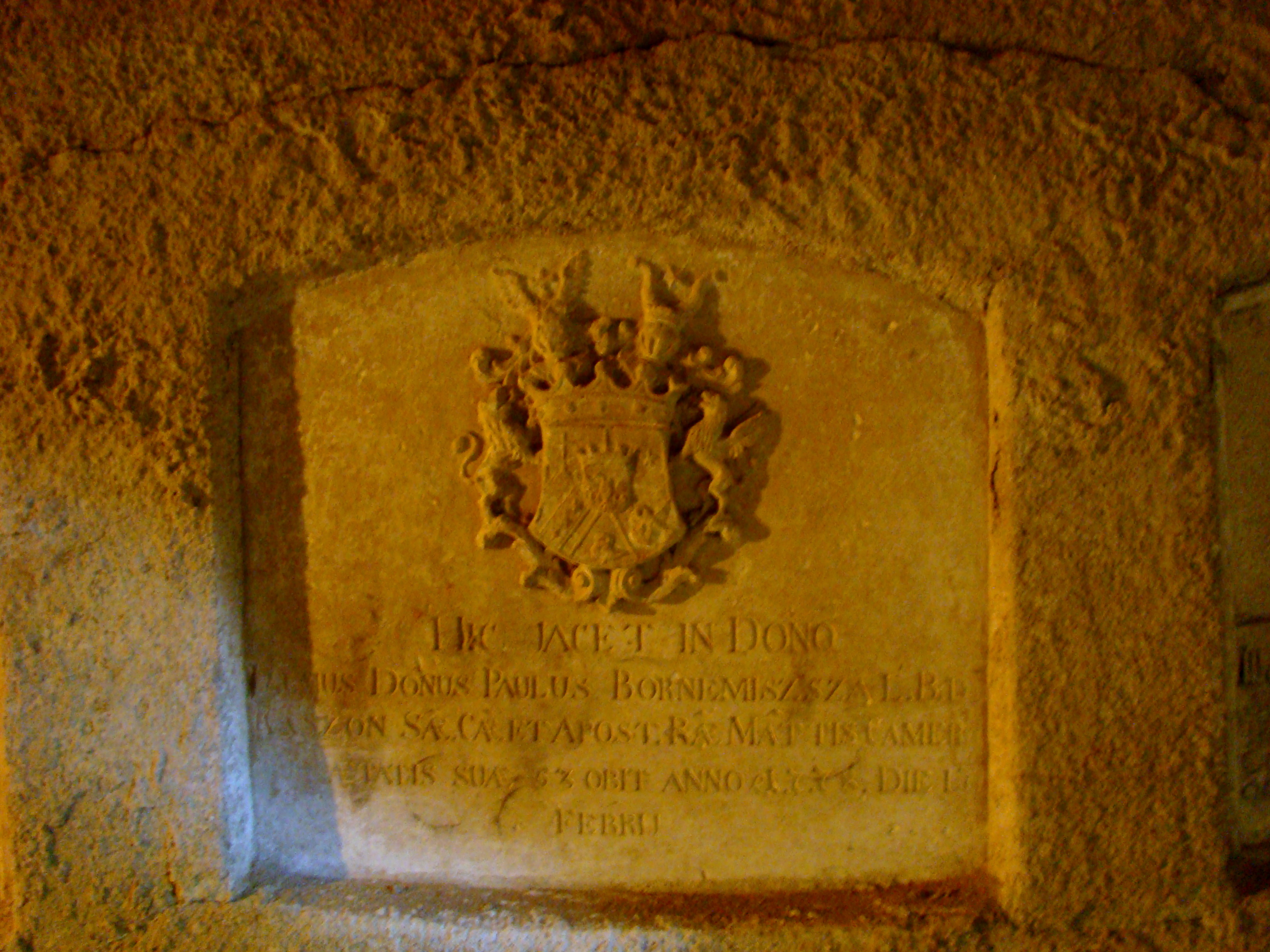
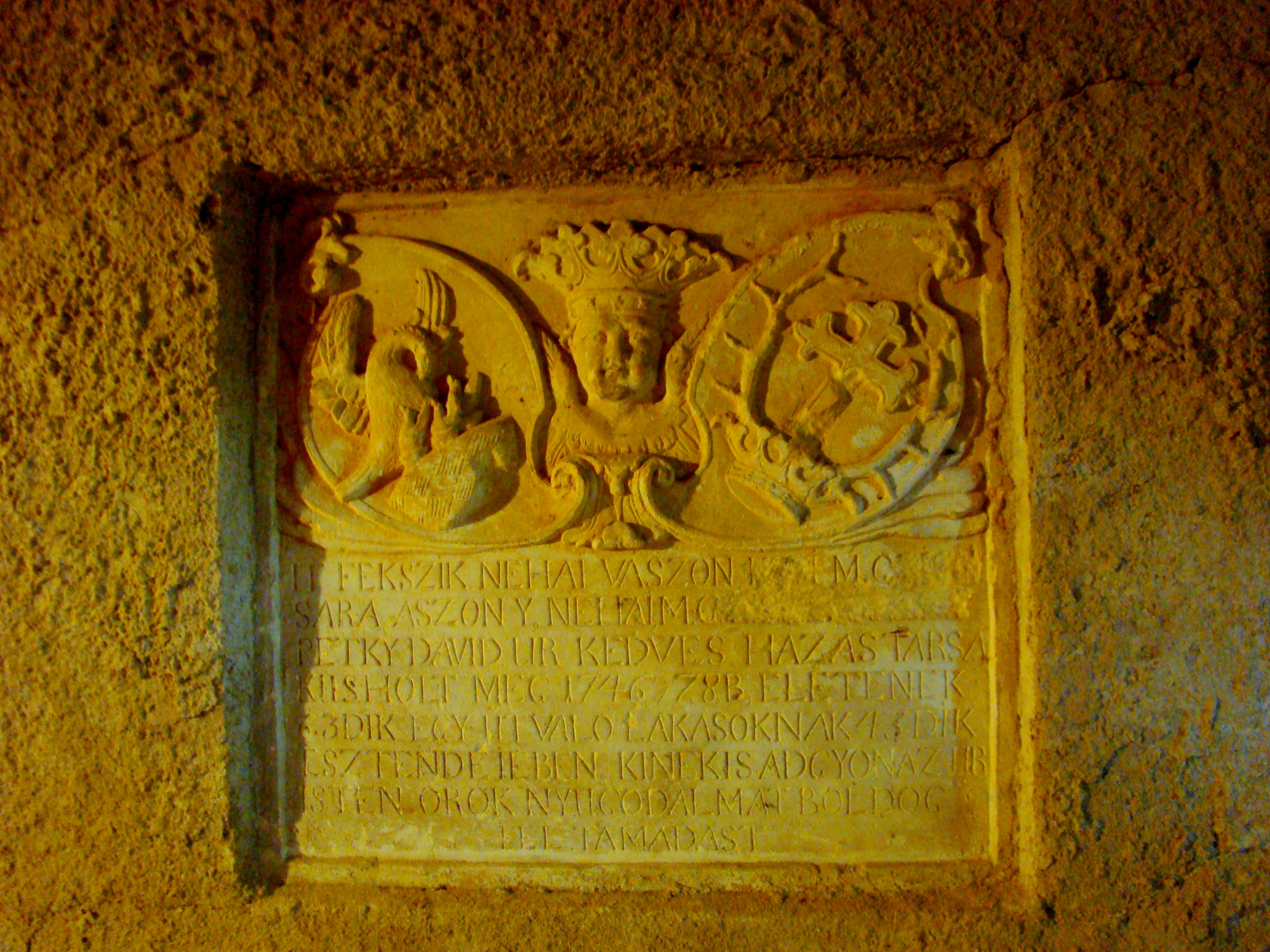
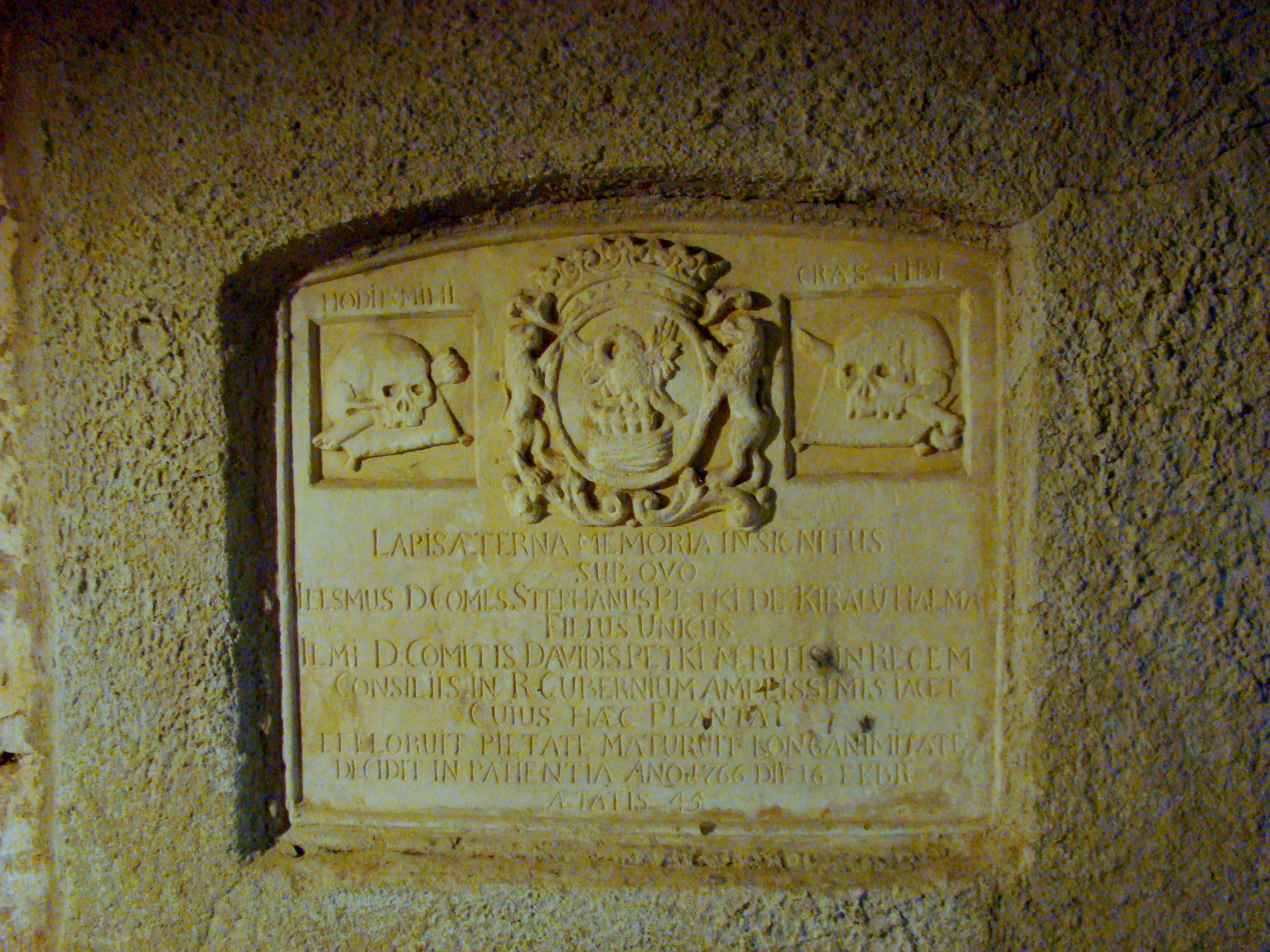
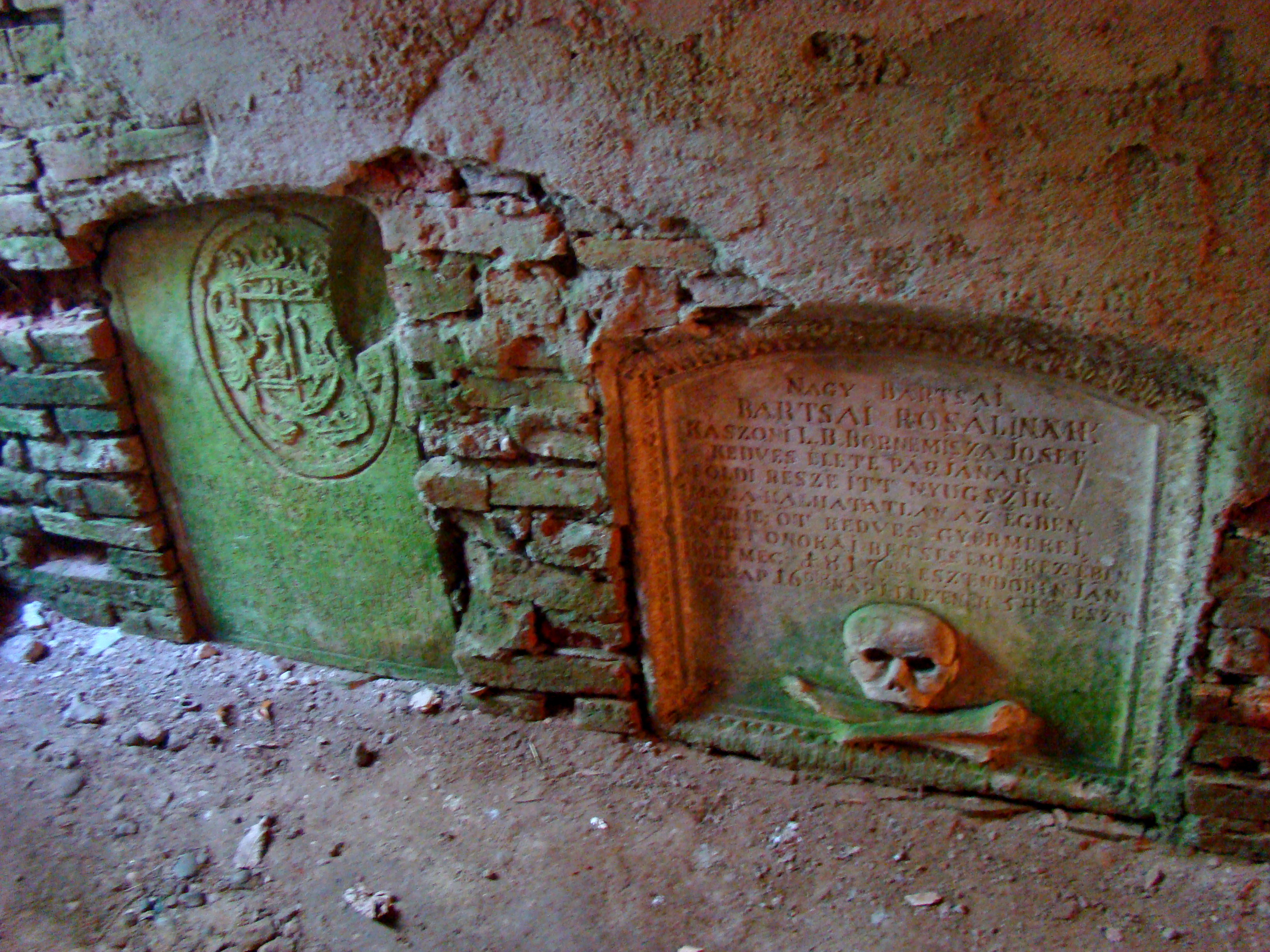
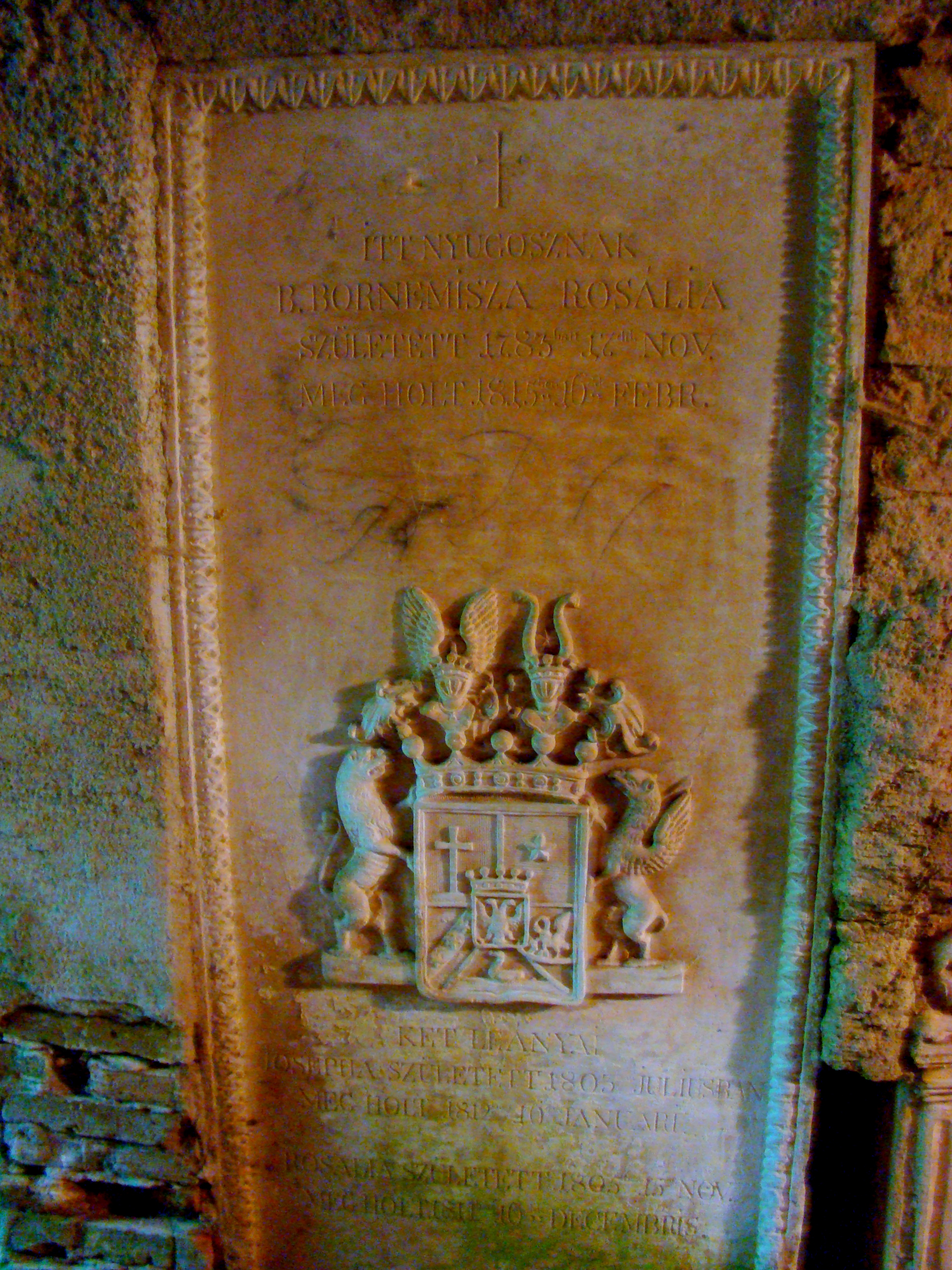
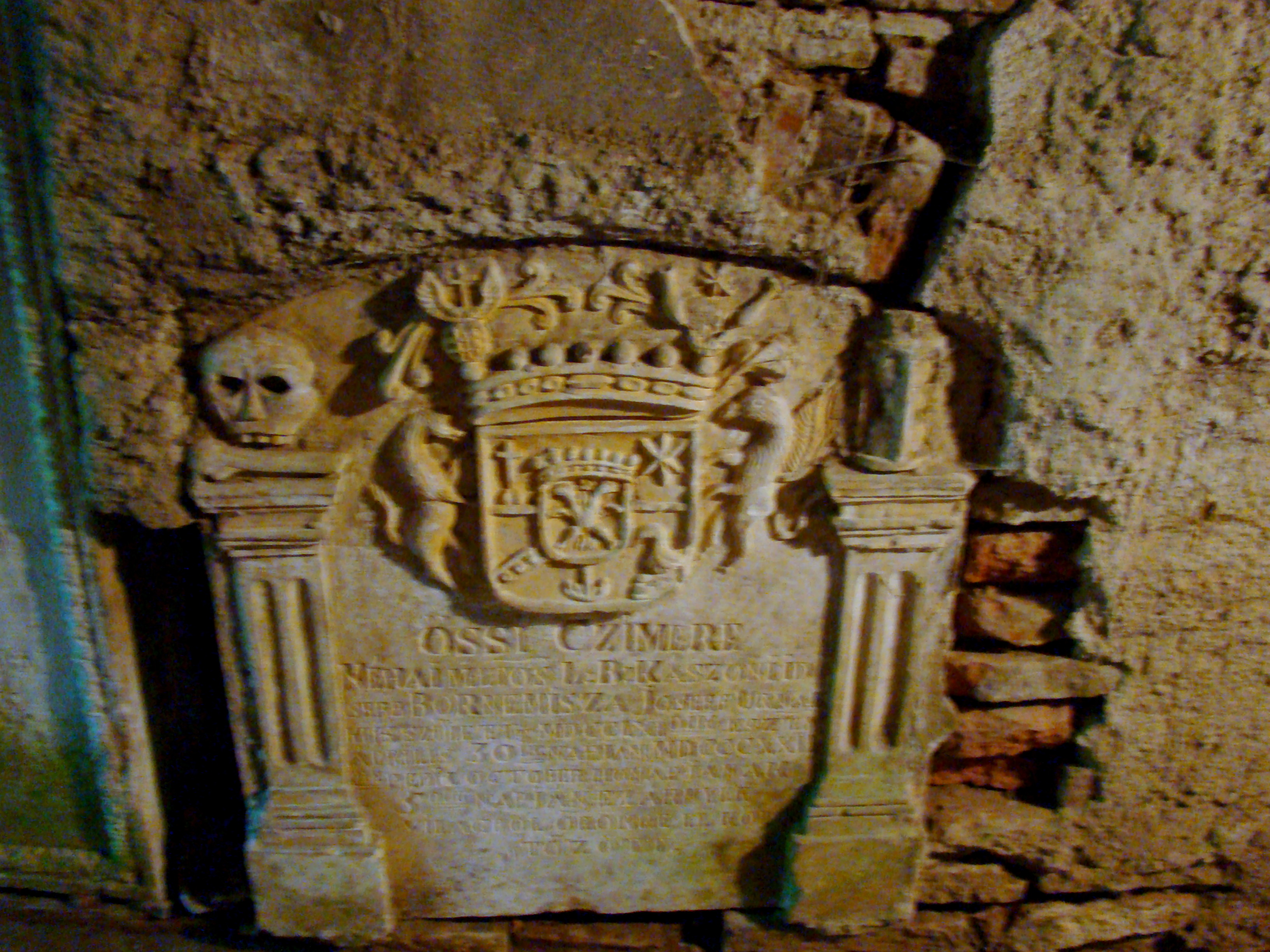
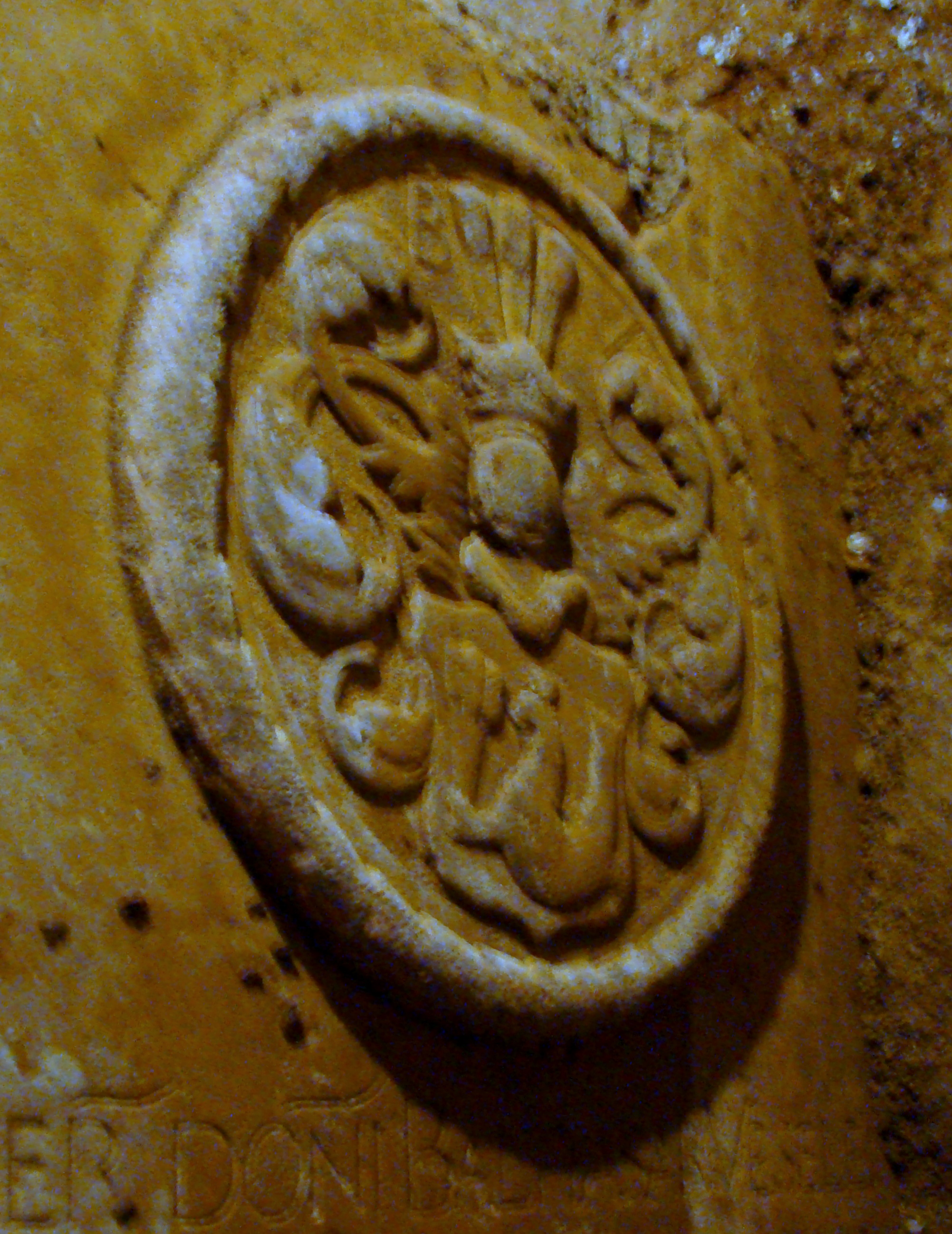

## Muzeul

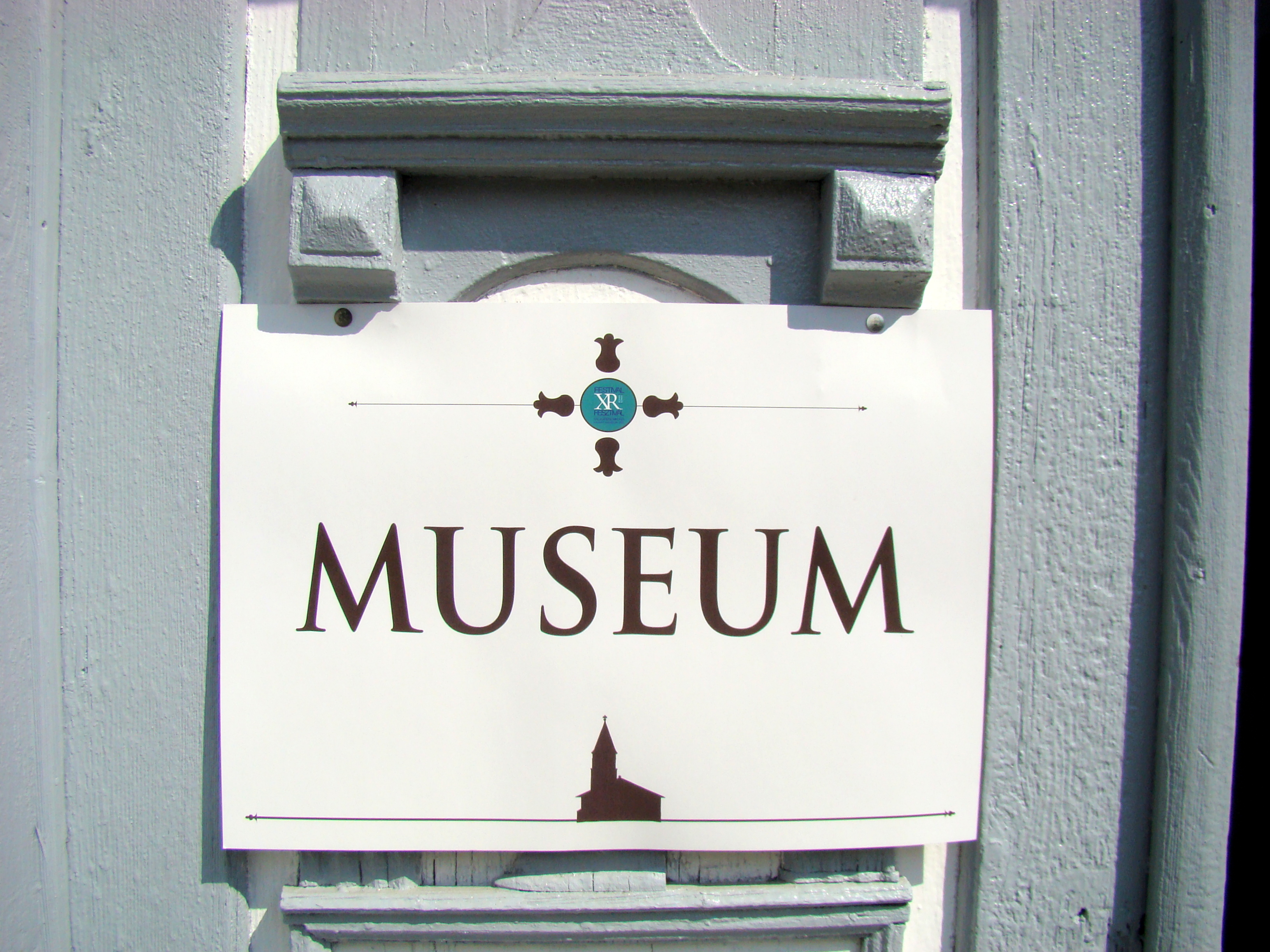
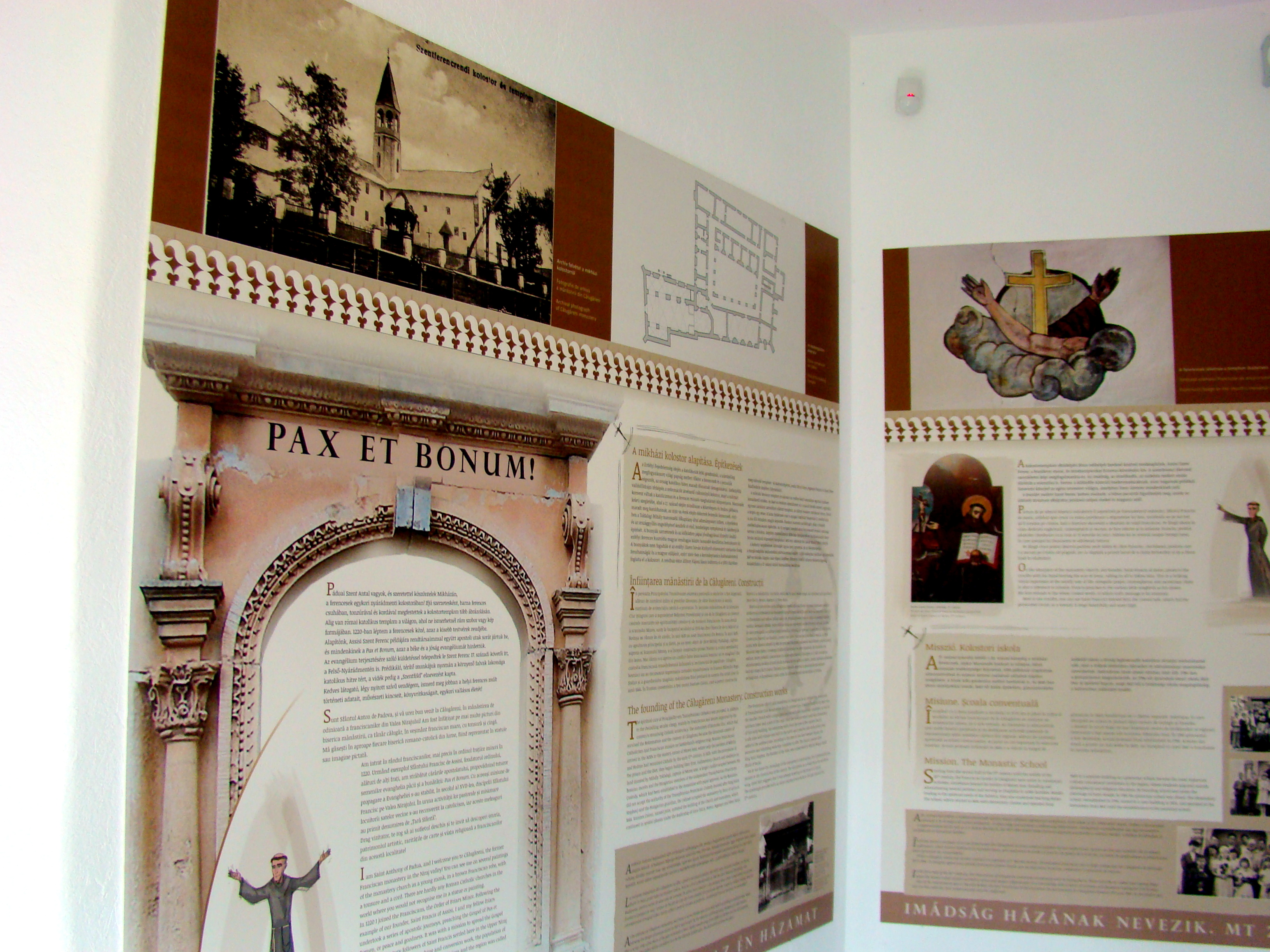
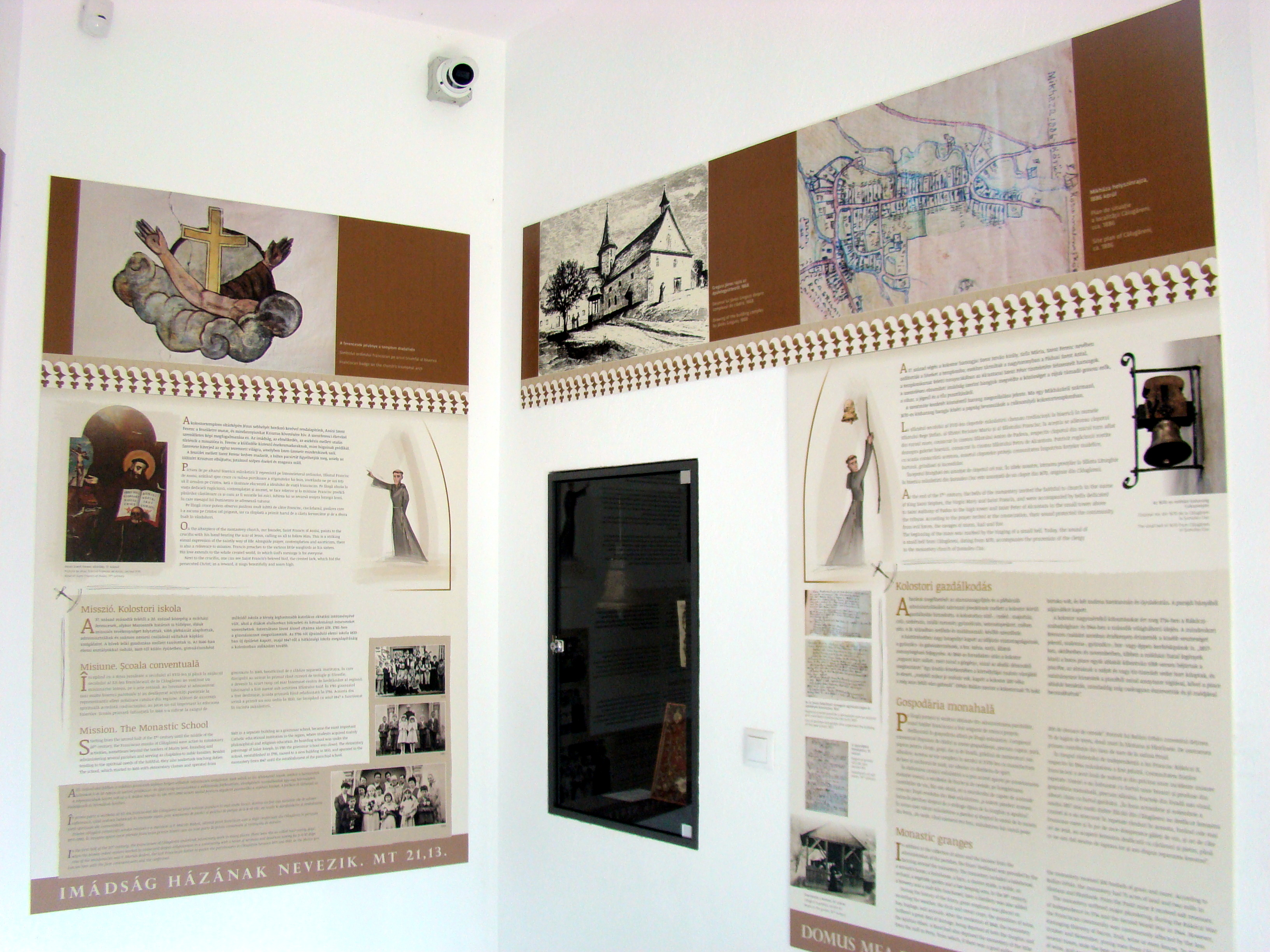
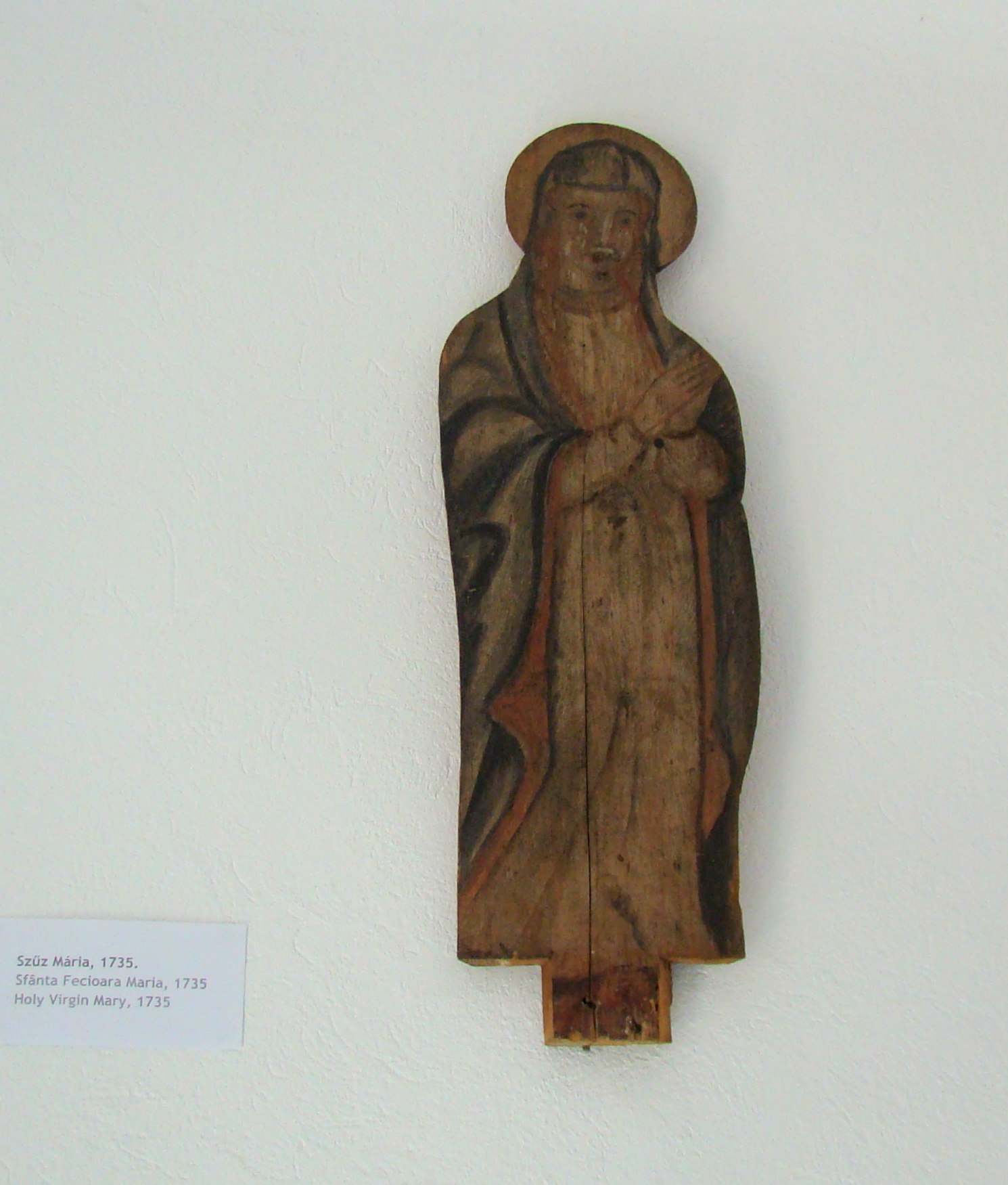
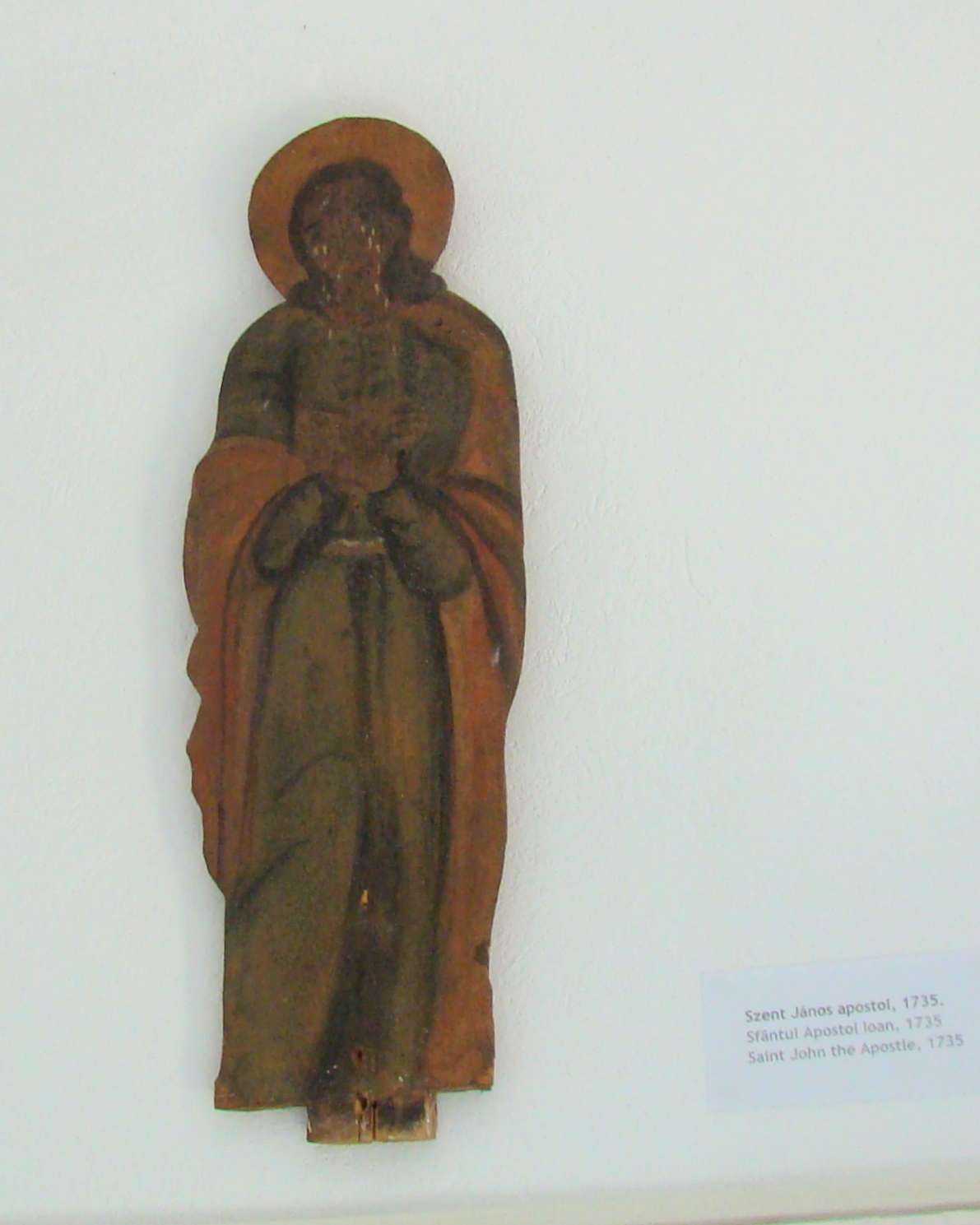
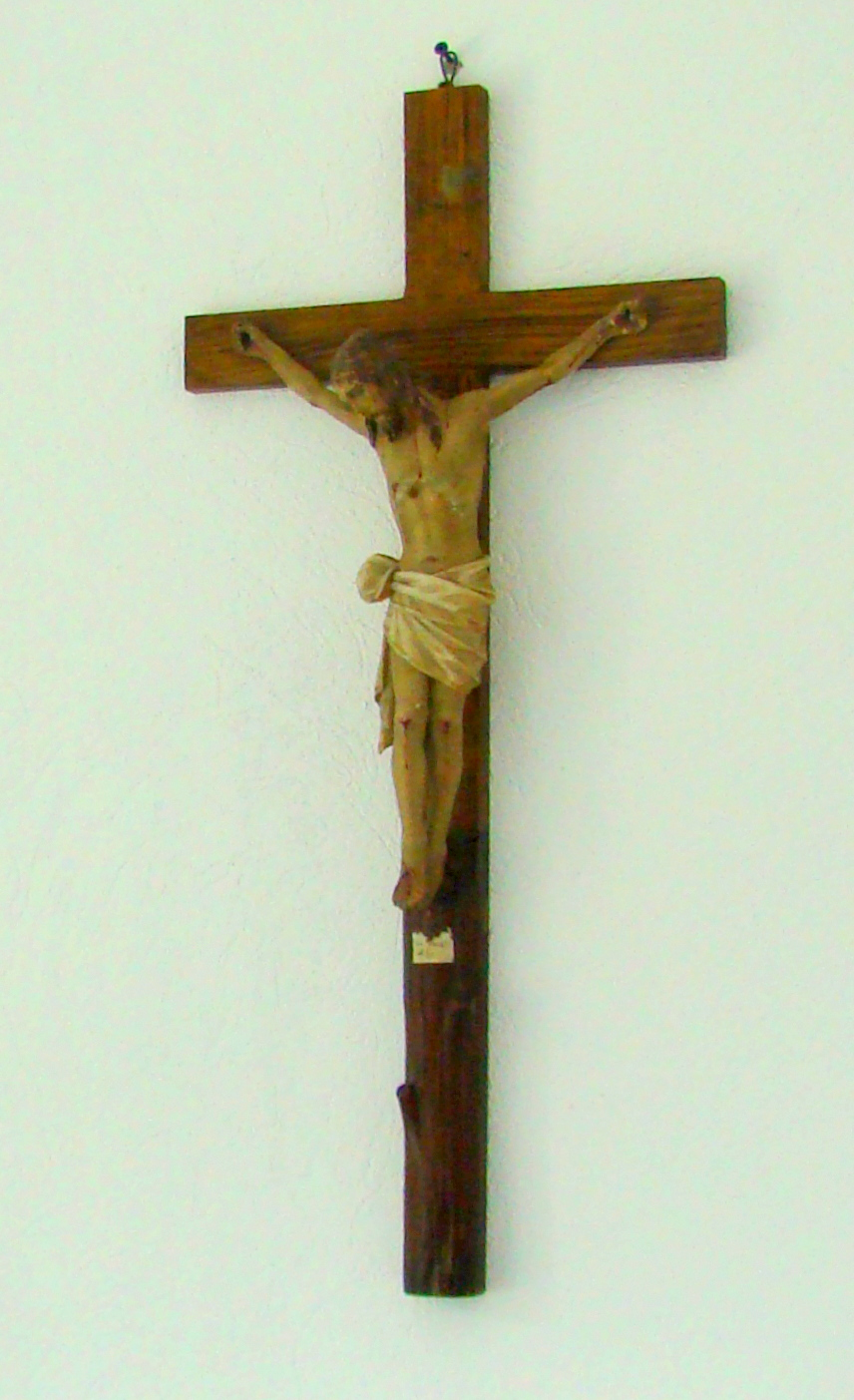
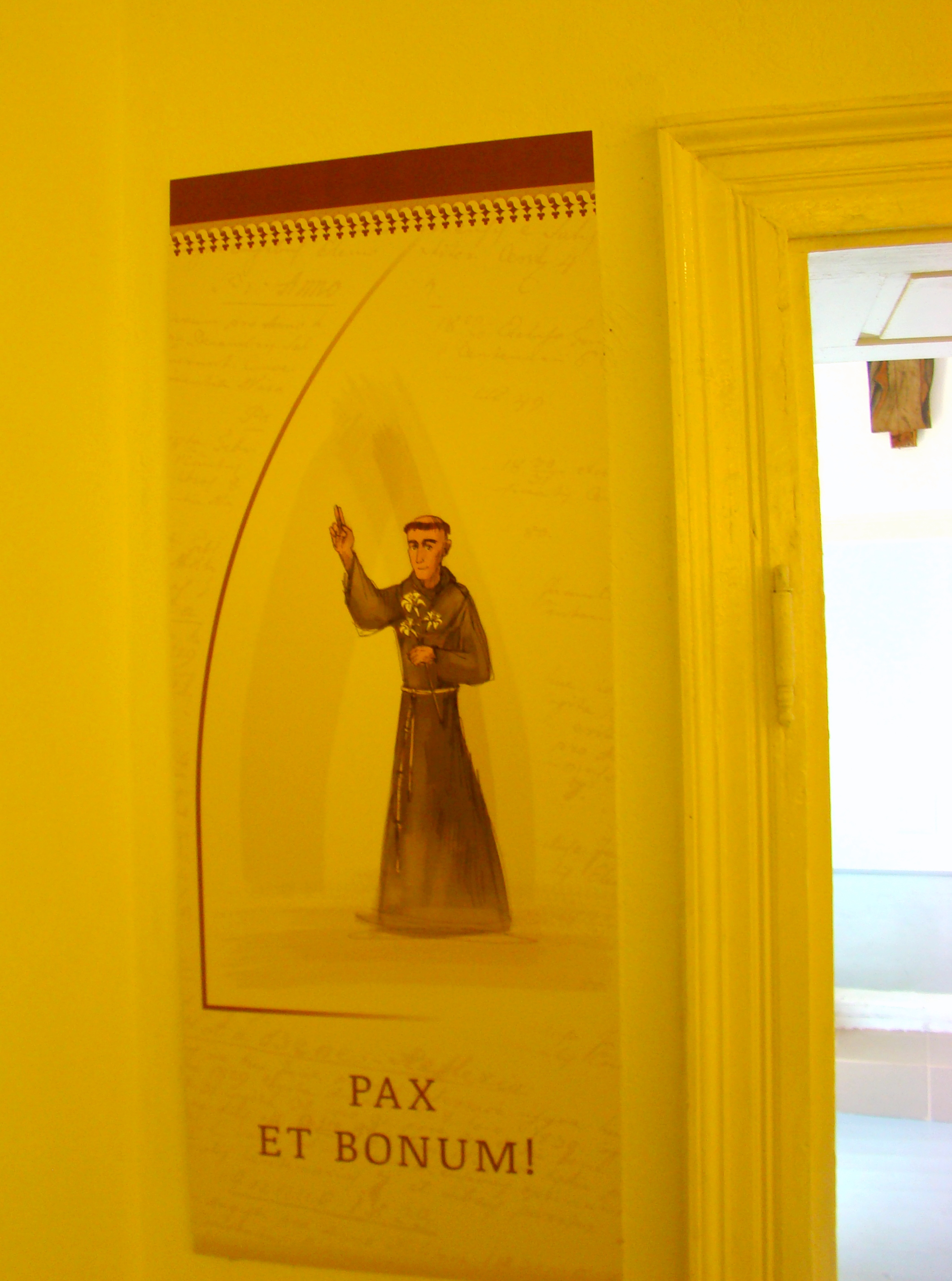
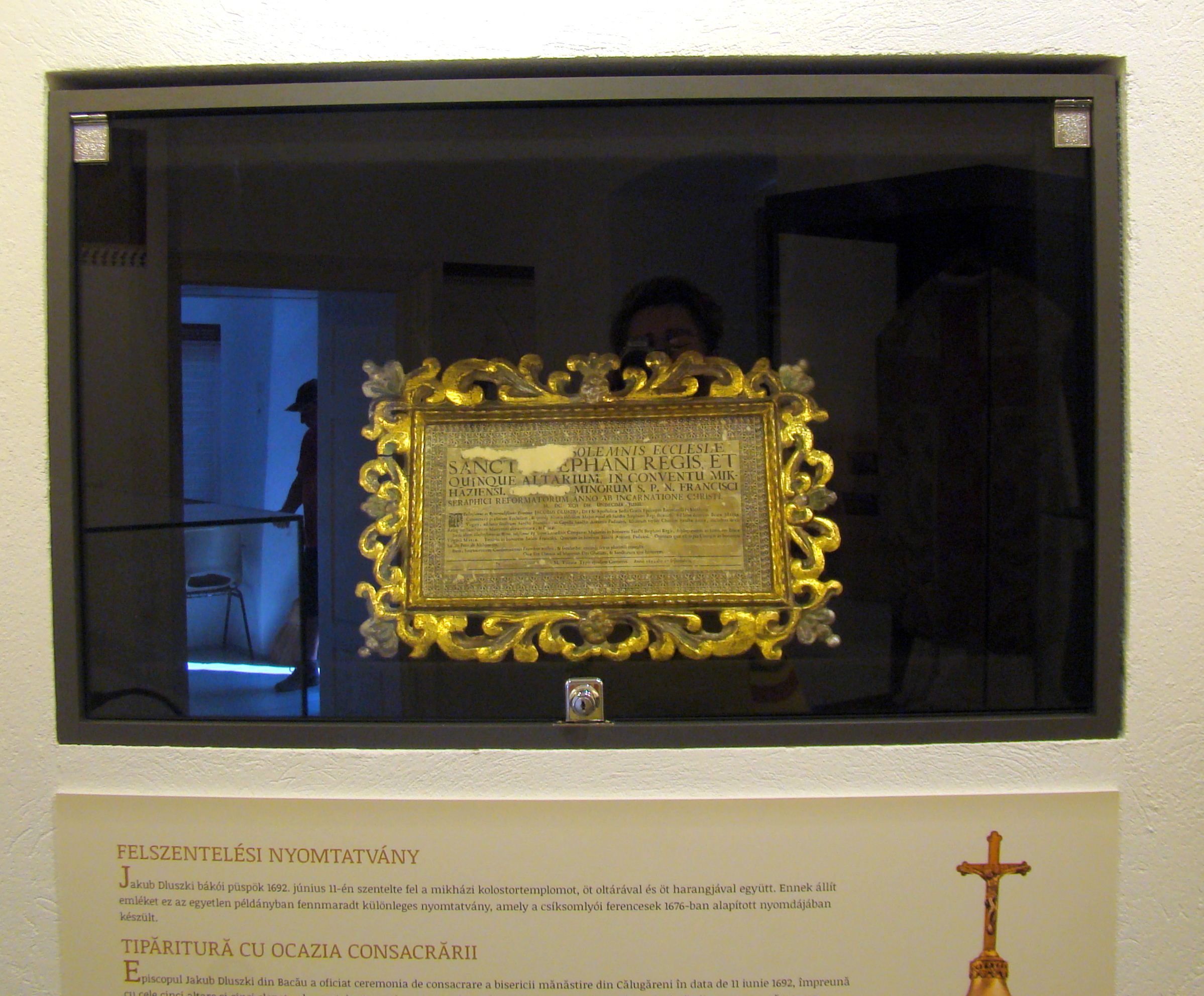
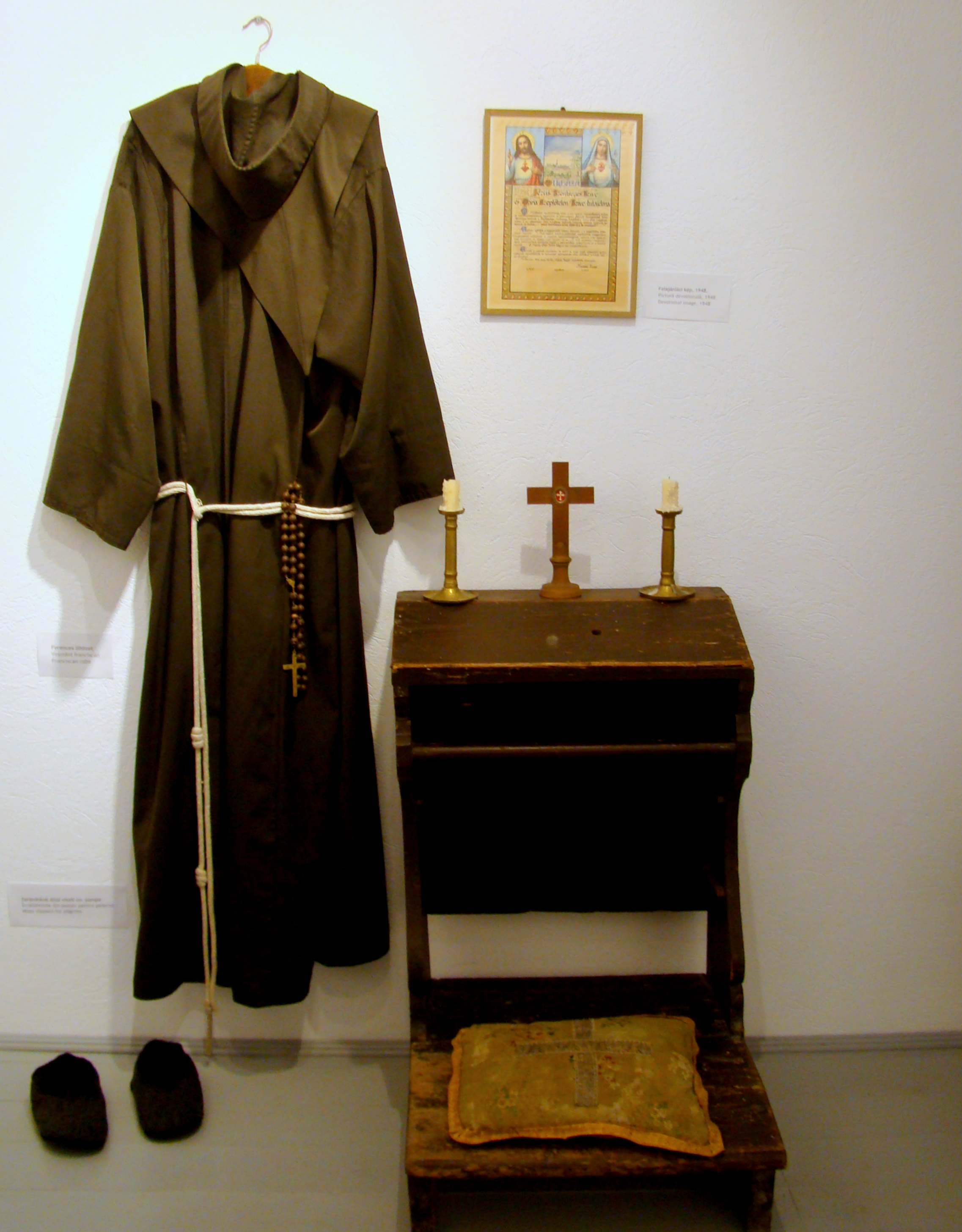
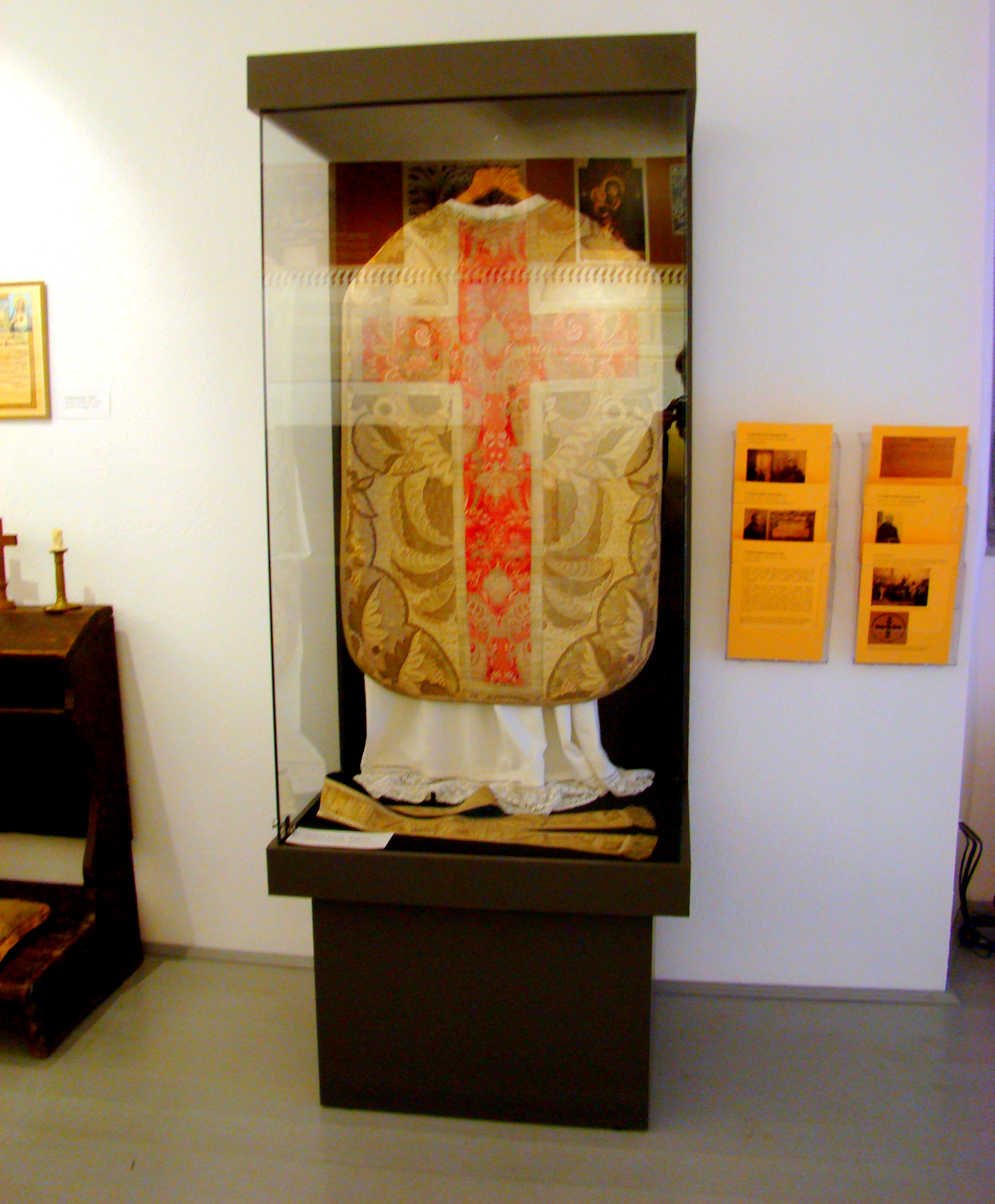
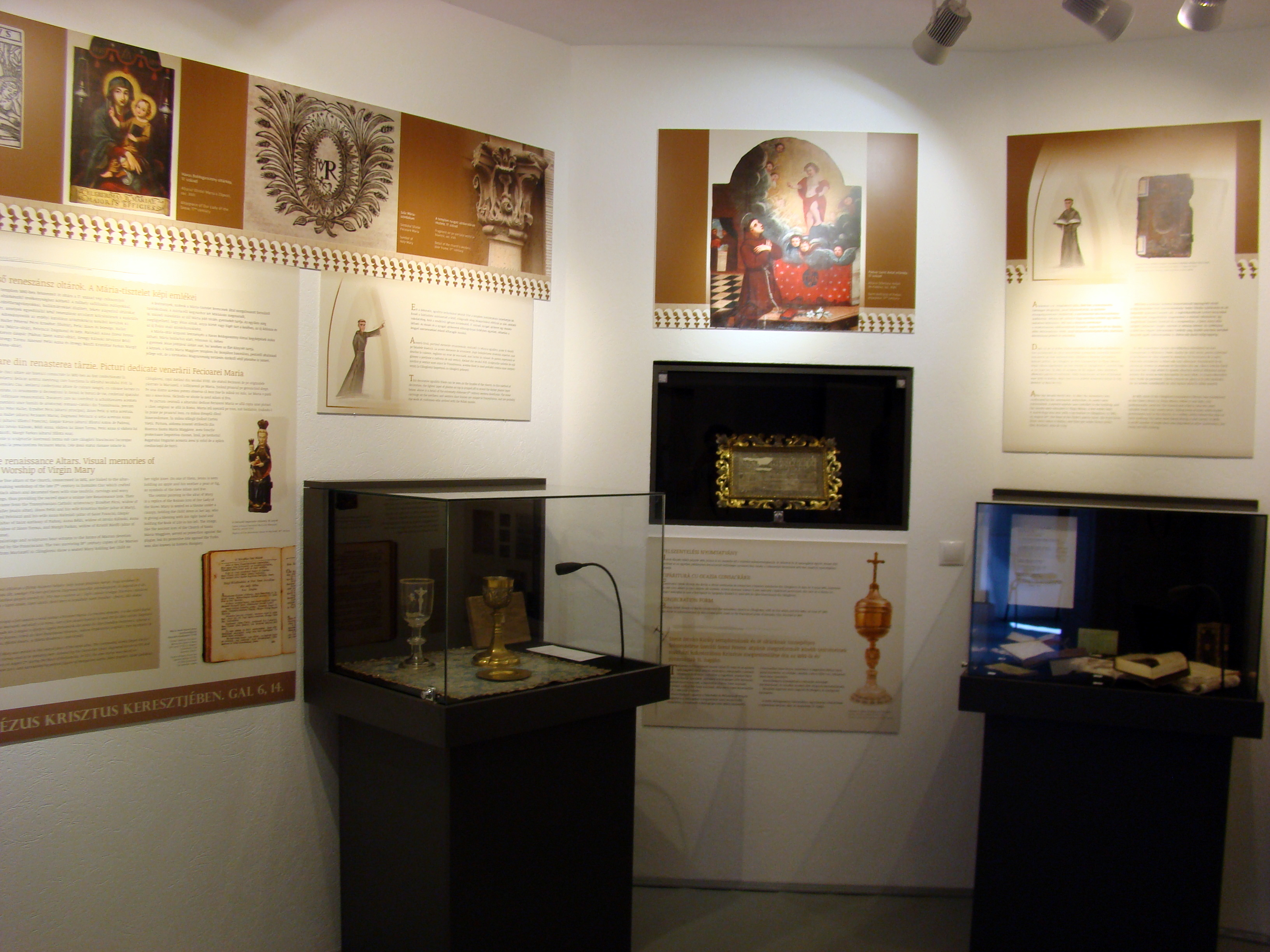
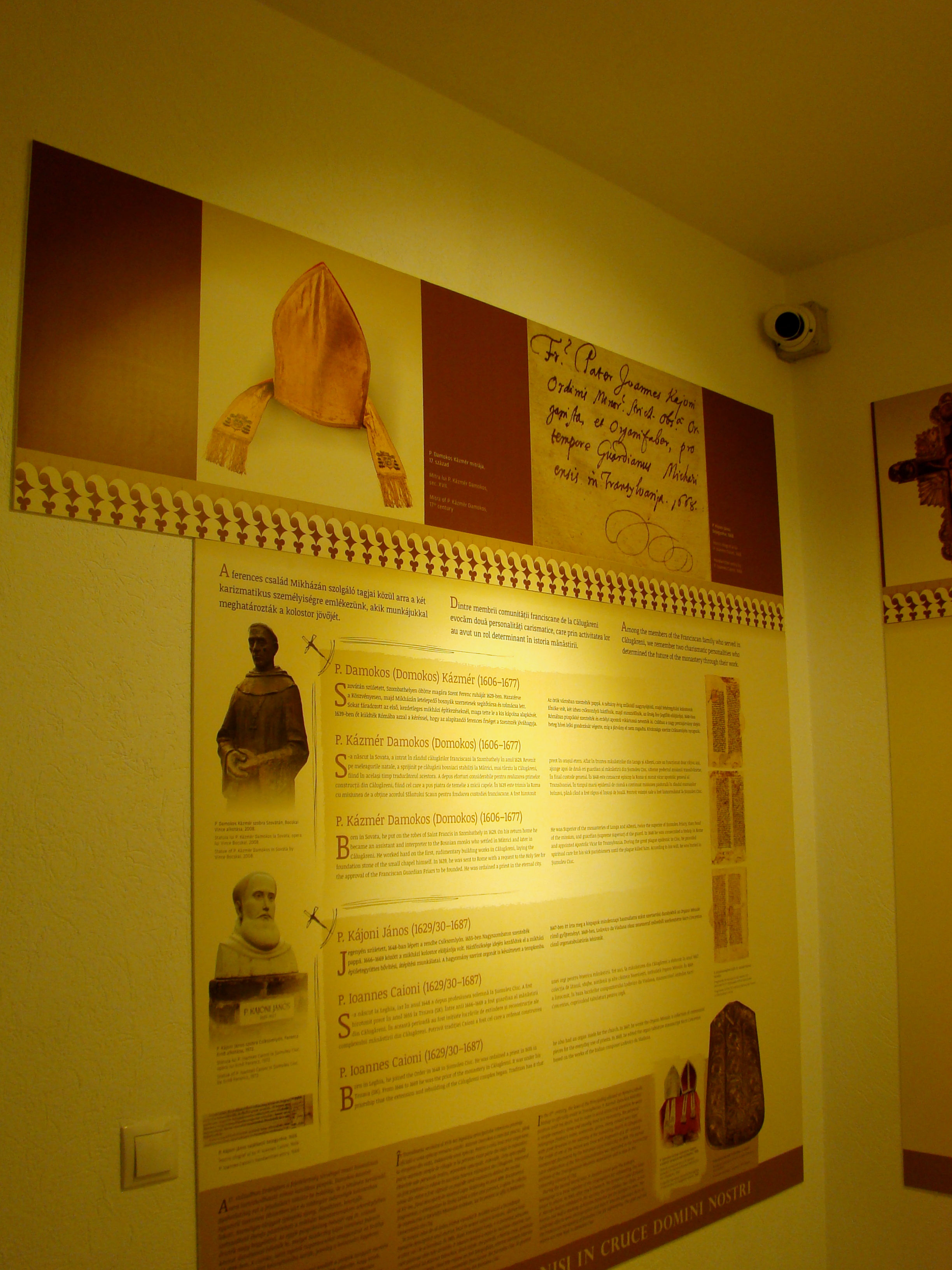
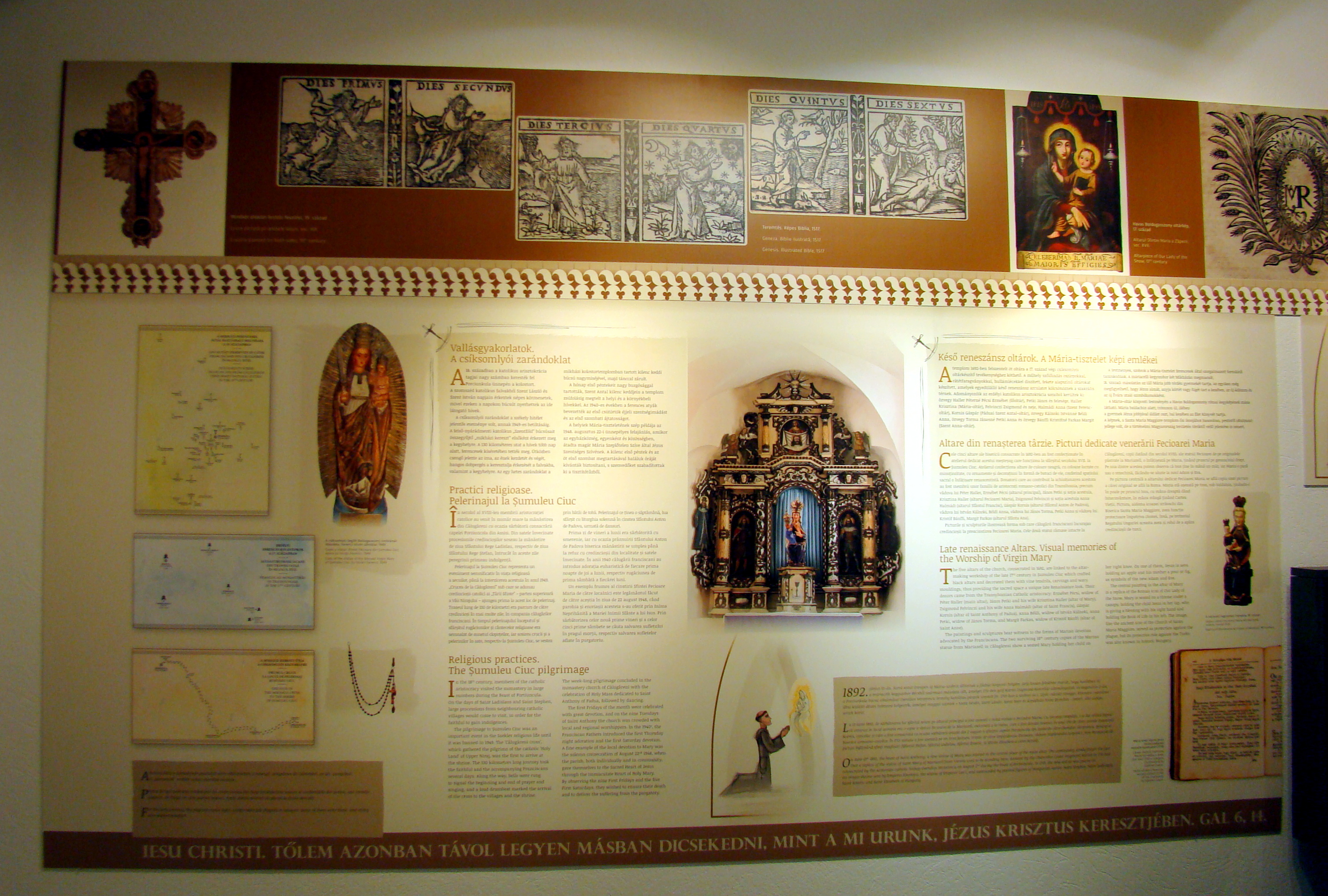
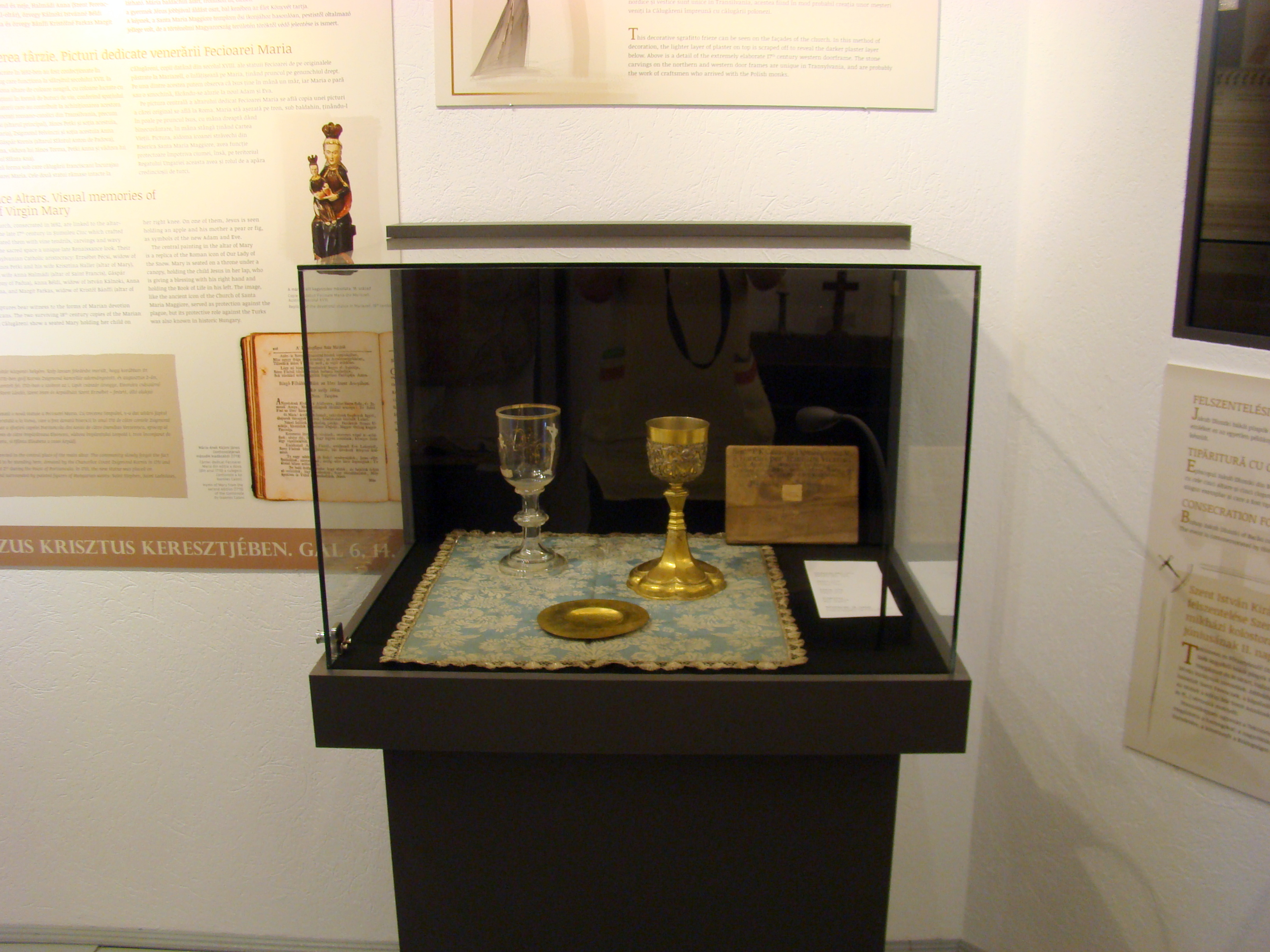
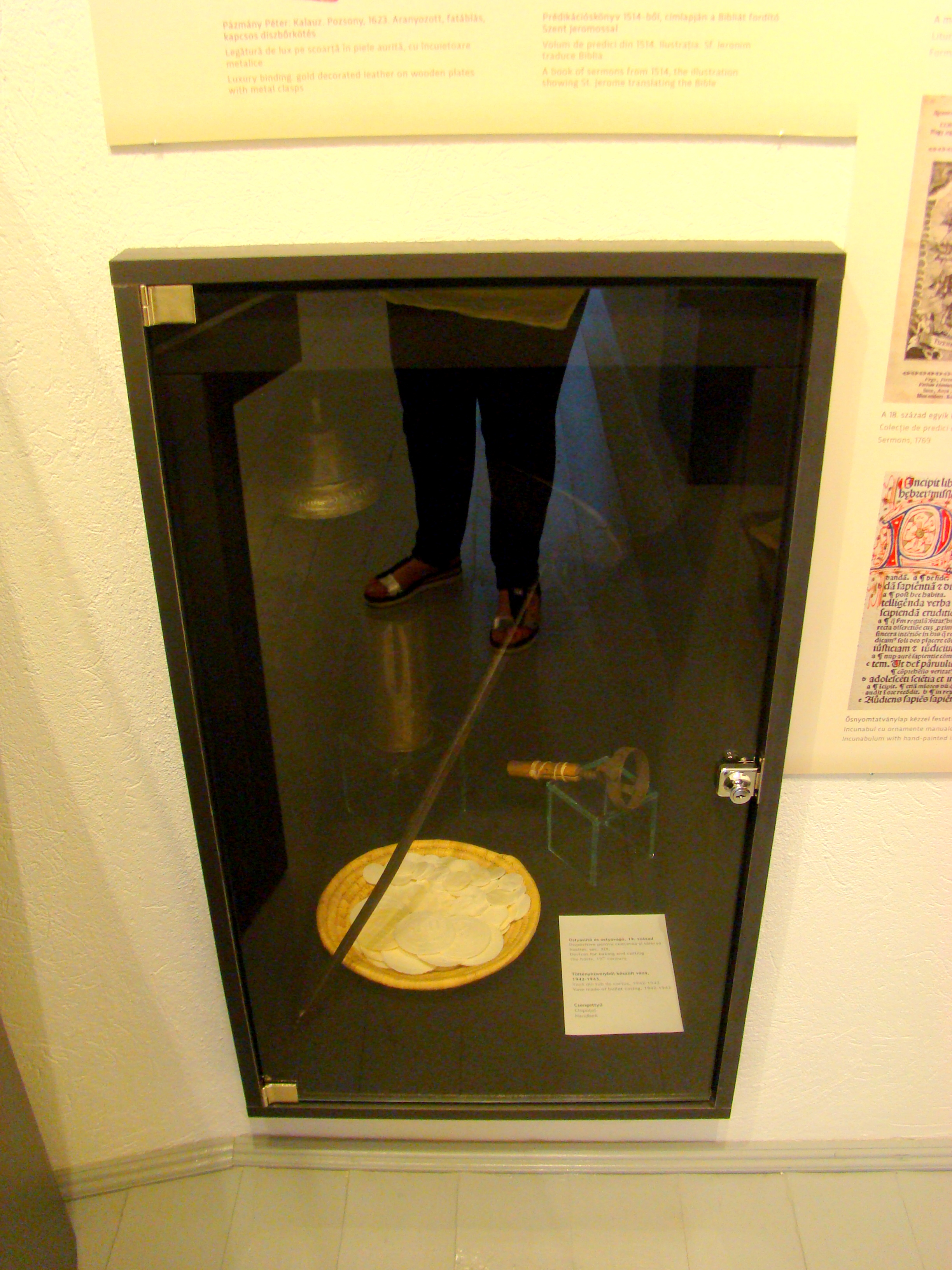
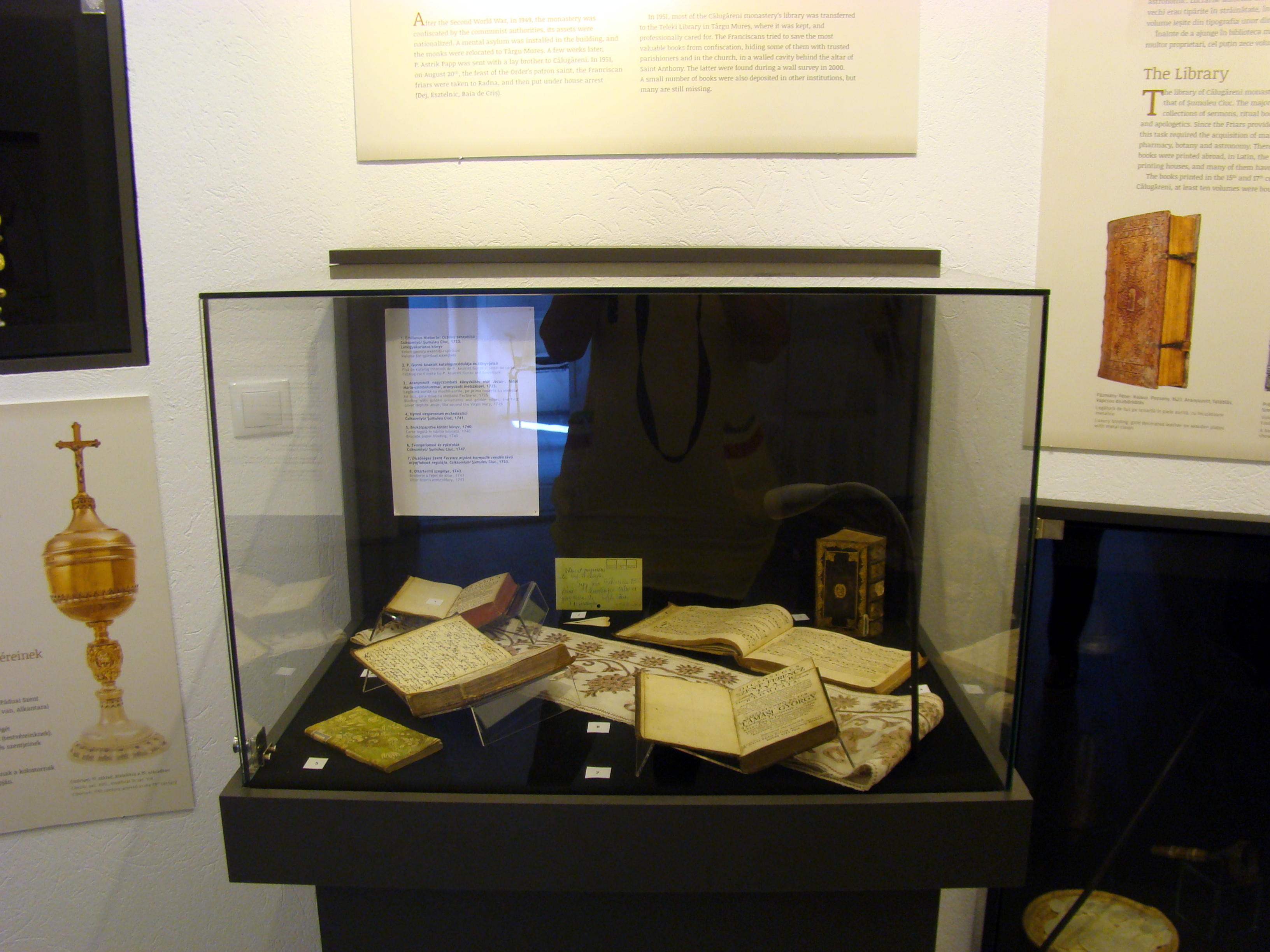